# Liste der Großkampfschiffe
In der Liste der Großkampfschiffe sind alle Großkampfschiffe, d. h. Großlinienschiffe, Schlachtkreuzer, Schlachtschiffe und Schnelle Schlachtschiffe, sowie einige keinem dieser Typen zuzuordnende Sonderfälle aufgeführt, deren Bau zumindest begonnen wurde. Großkampfschiffe wurden von den Seemächten zwischen 1906 und 1949 in Dienst gestellt und zeichneten sich durch großkalibrige Artilleriebewaffnung, starken Panzerschutz und meist Antrieb durch Dampfturbinen aus.

## Liste der Schiffe

### Argentinien
Großlinienschiffe
- Rivadavia-Klasse
  - Rivadavia (1911)
  - Moreno (1911)

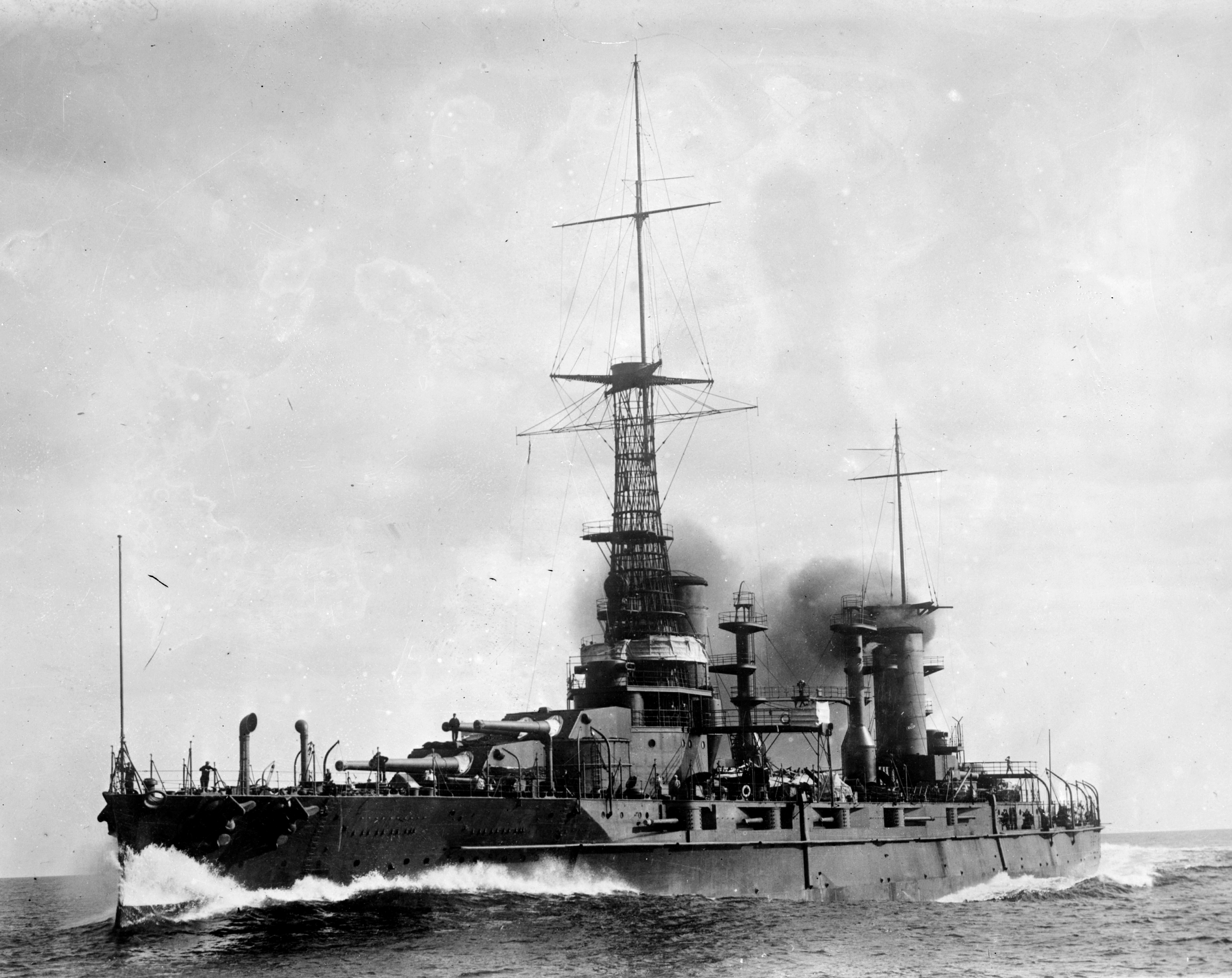
ARA Rivadavia
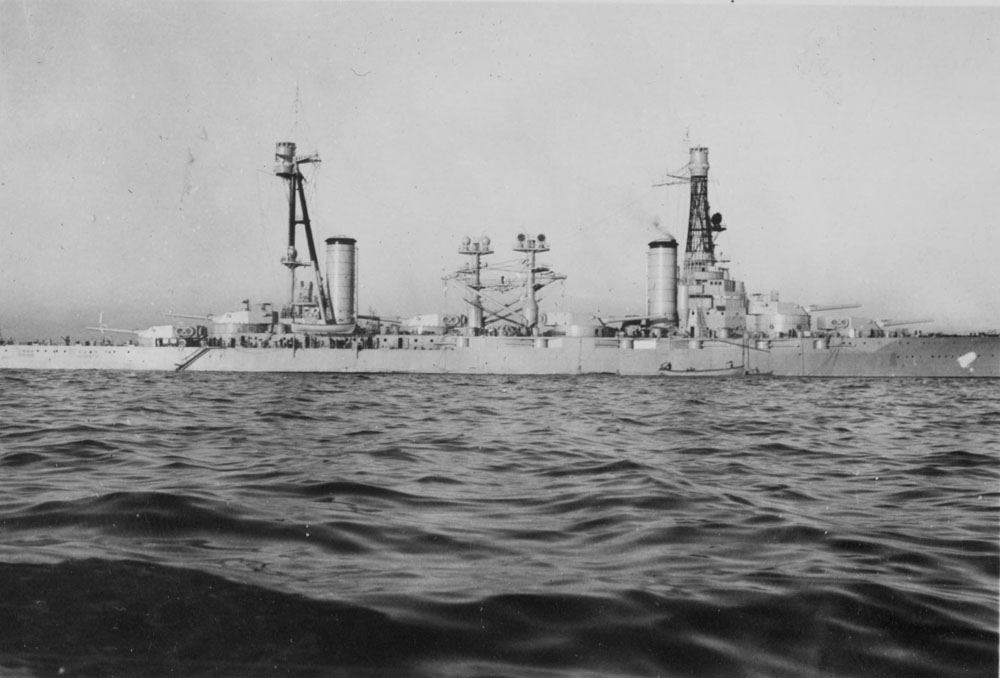
ARA Moreno

### Australien
Schlachtkreuzer
- (Britische) Indefatigable-Klasse
  - HMAS Australia (1911)

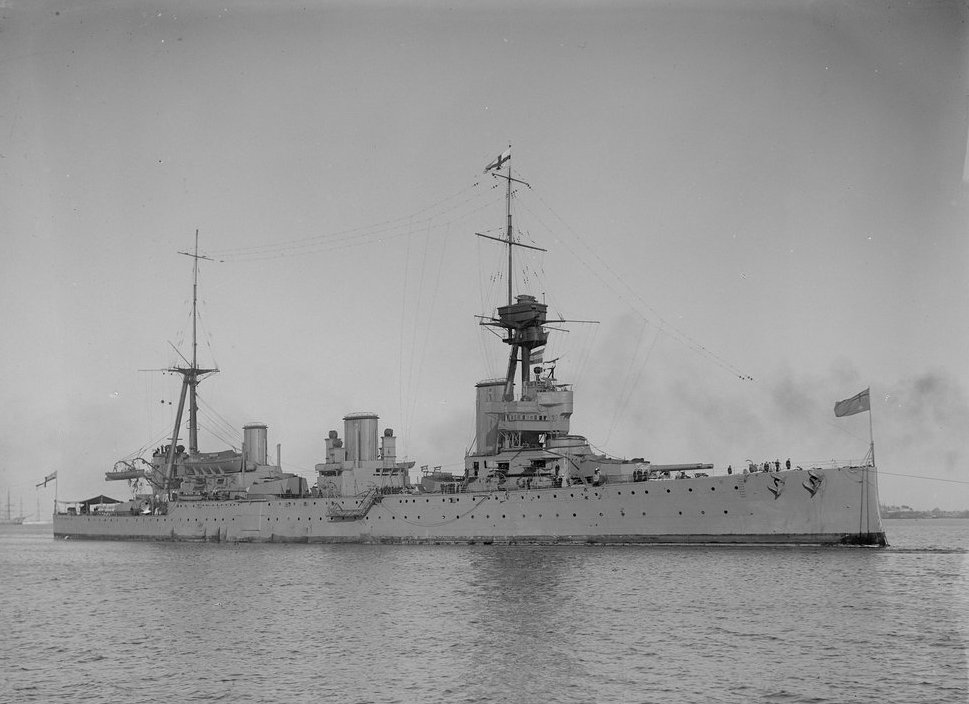
HMAS Australia

### Brasilien
Großlinienschiffe
- Minas-Geraes-Klasse
  - Minas Geraes (1908)
  - São Paulo (1909)
- Rio de Janeiro (1913) – 1914 unfertig an die Türkei verkauft, in Sultan Osman-i Evvel umbenannt

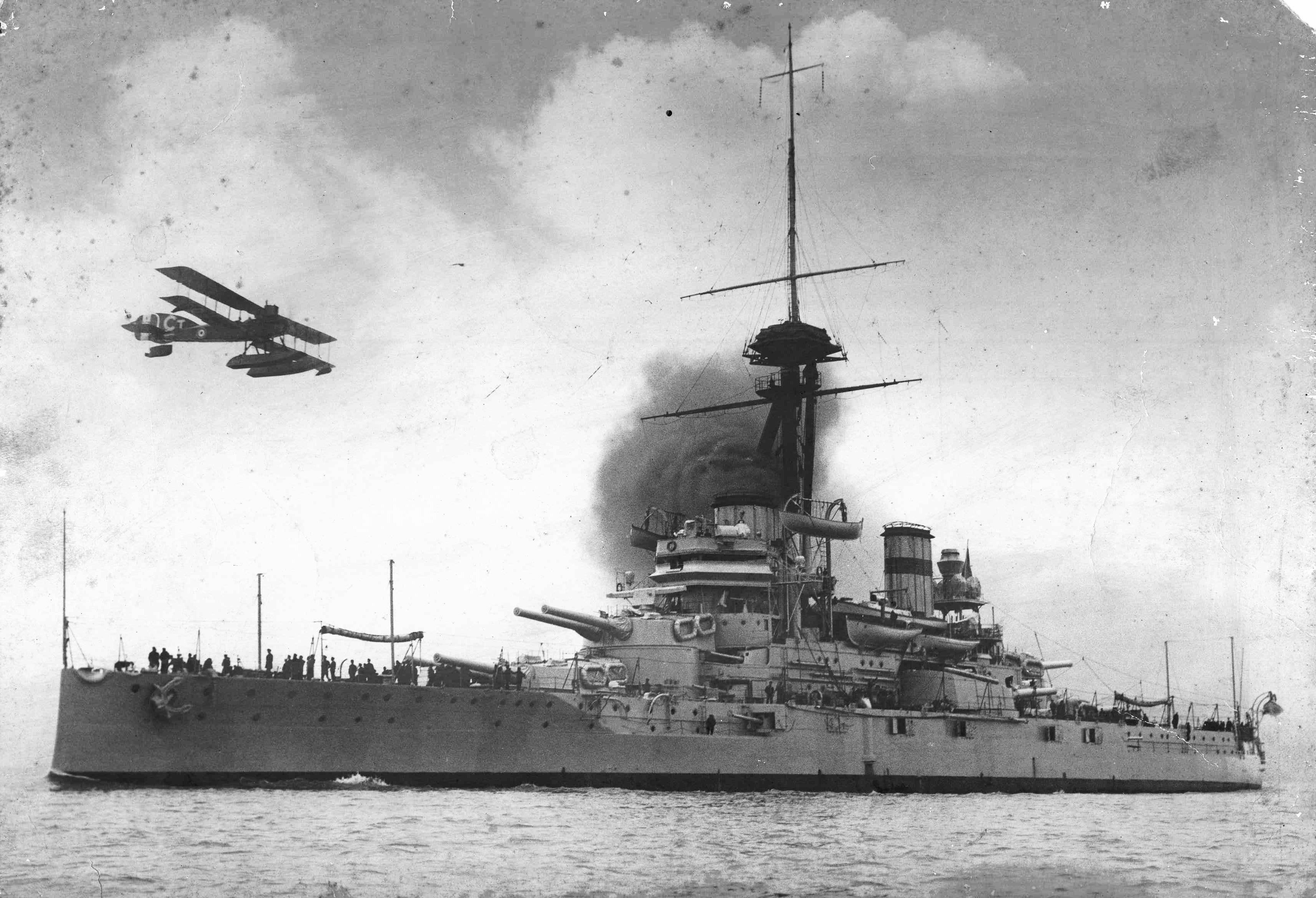
São Paulo
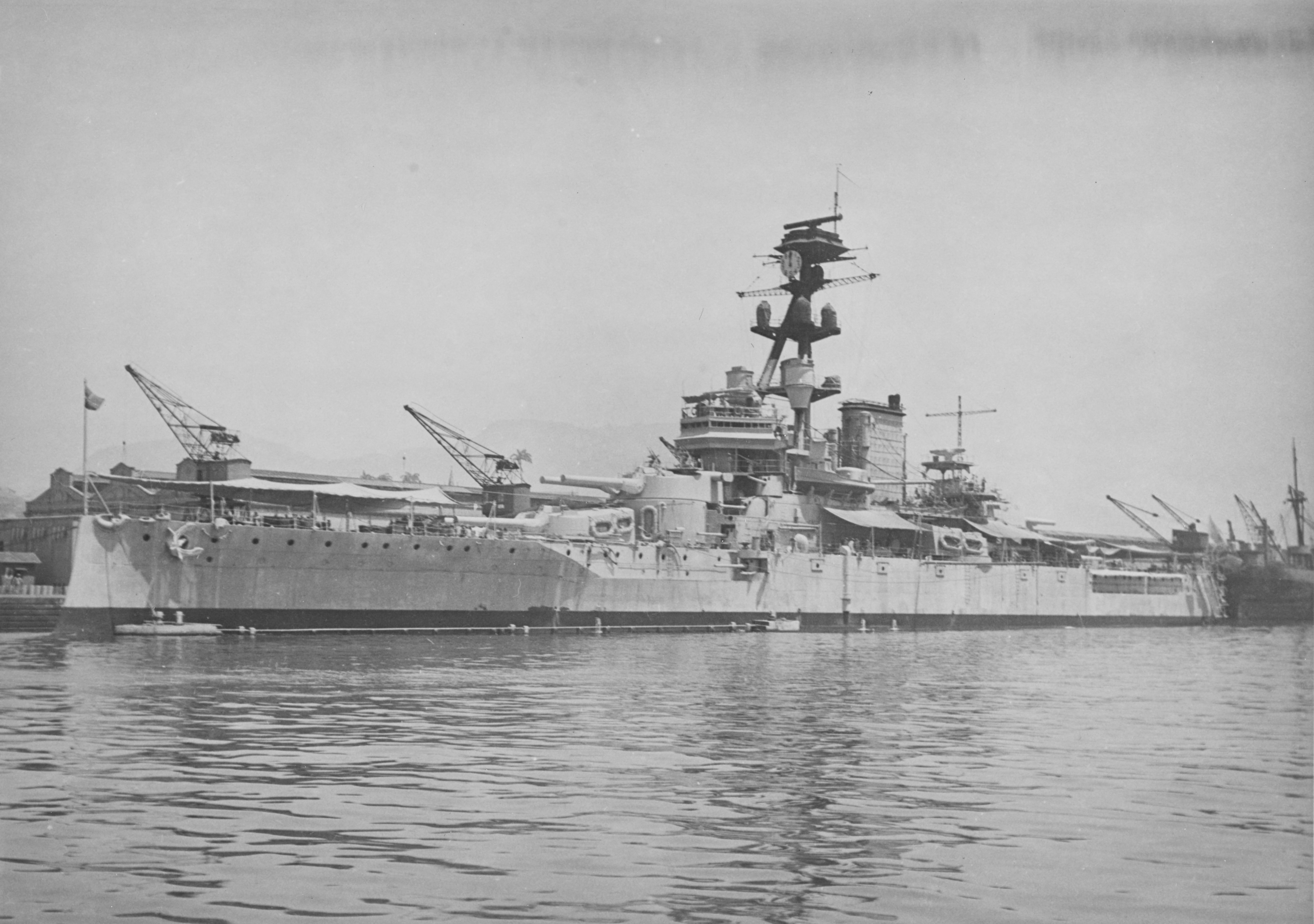
Minas Geraes

### Chile
Großlinienschiffe
- Almirante-Latorre-Klasse
  - Almirante Latorre (1913) – 1914 unfertig an Großbritannien verkauft, als HMS Canada fertiggestellt, 1920 unter altem Namen zurückgekauft
  - Almirante Cochrane – 1918 unfertig an Großbritannien verkauft, 1924 als Flugzeugträger Eagle fertiggestellt

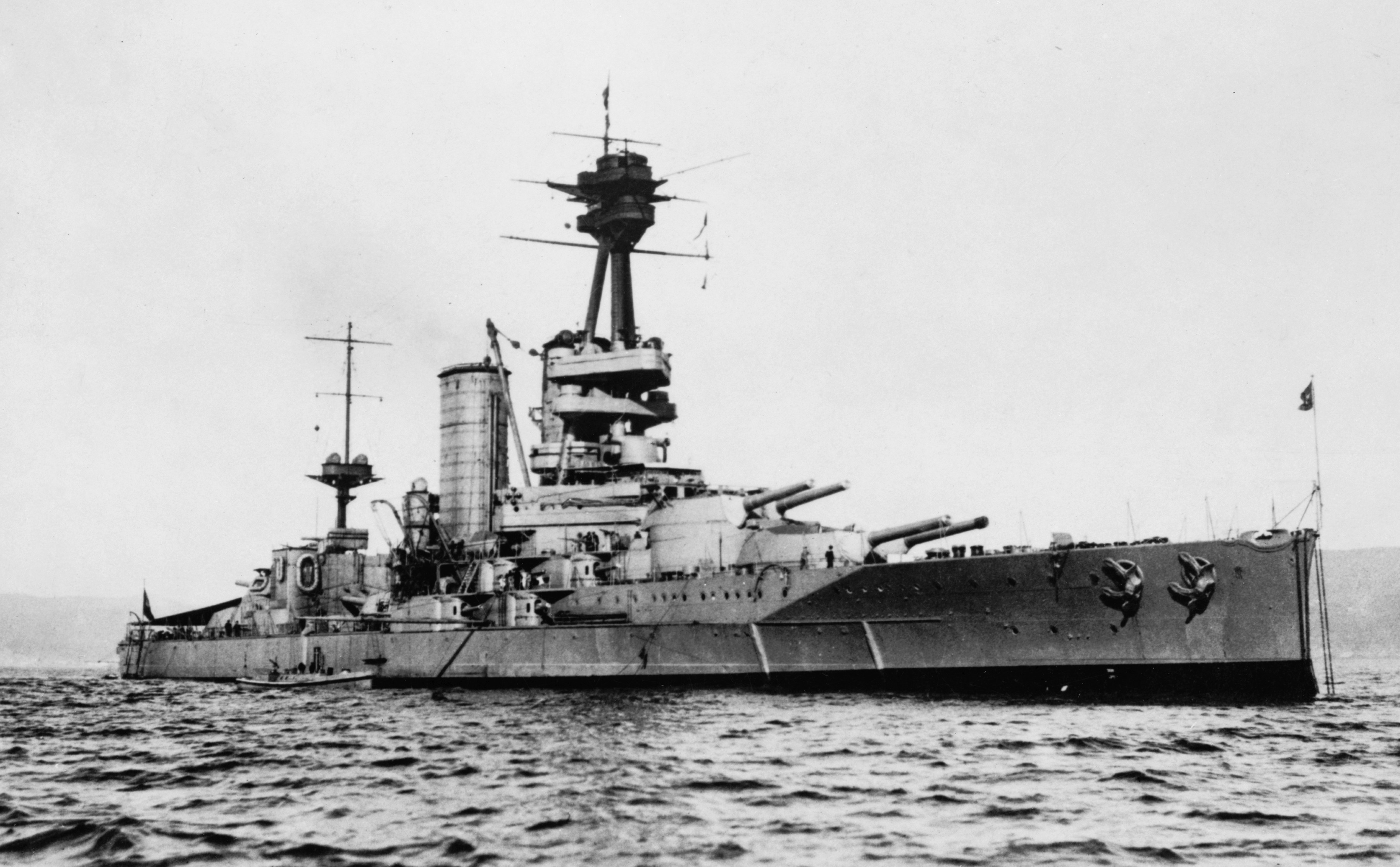
Almirante Latorre
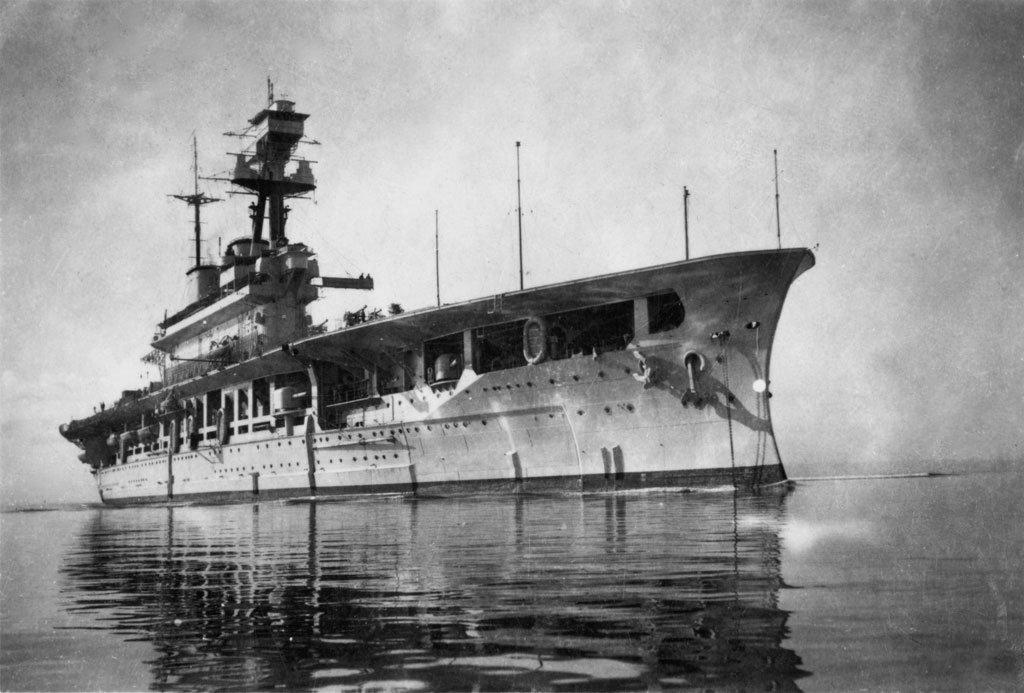
HMS Eagle

### Deutschland
Großlinienschiffe
- Nassau-Klasse
  - Nassau (1908)
  - Westfalen (1908)
  - Rheinland (1908)
  - Posen (1908)
- Helgoland-Klasse
  - Helgoland (1909)
  - Ostfriesland (1909)
  - Thüringen (1909)
  - Oldenburg (1910)
- Kaiser-Klasse
  - Kaiser (1911)
  - Friedrich der Große (1911)
  - Kaiserin (1911)
  - Prinzregent Luitpold (1912)
  - König Albert (1912)
- König-Klasse
  - König (1913)
  - Großer Kurfürst (1913)
  - Markgraf (1913)
  - Kronprinz (1914) – 1918 in SMS Kronprinz Wilhelm umbenannt
- Bayern-Klasse
  - Bayern (1915)
  - Baden (1915)
  - Sachsen (1916) – Bau 1918 eingestellt
  - Württemberg (1917) – Bau 1918 eingestellt

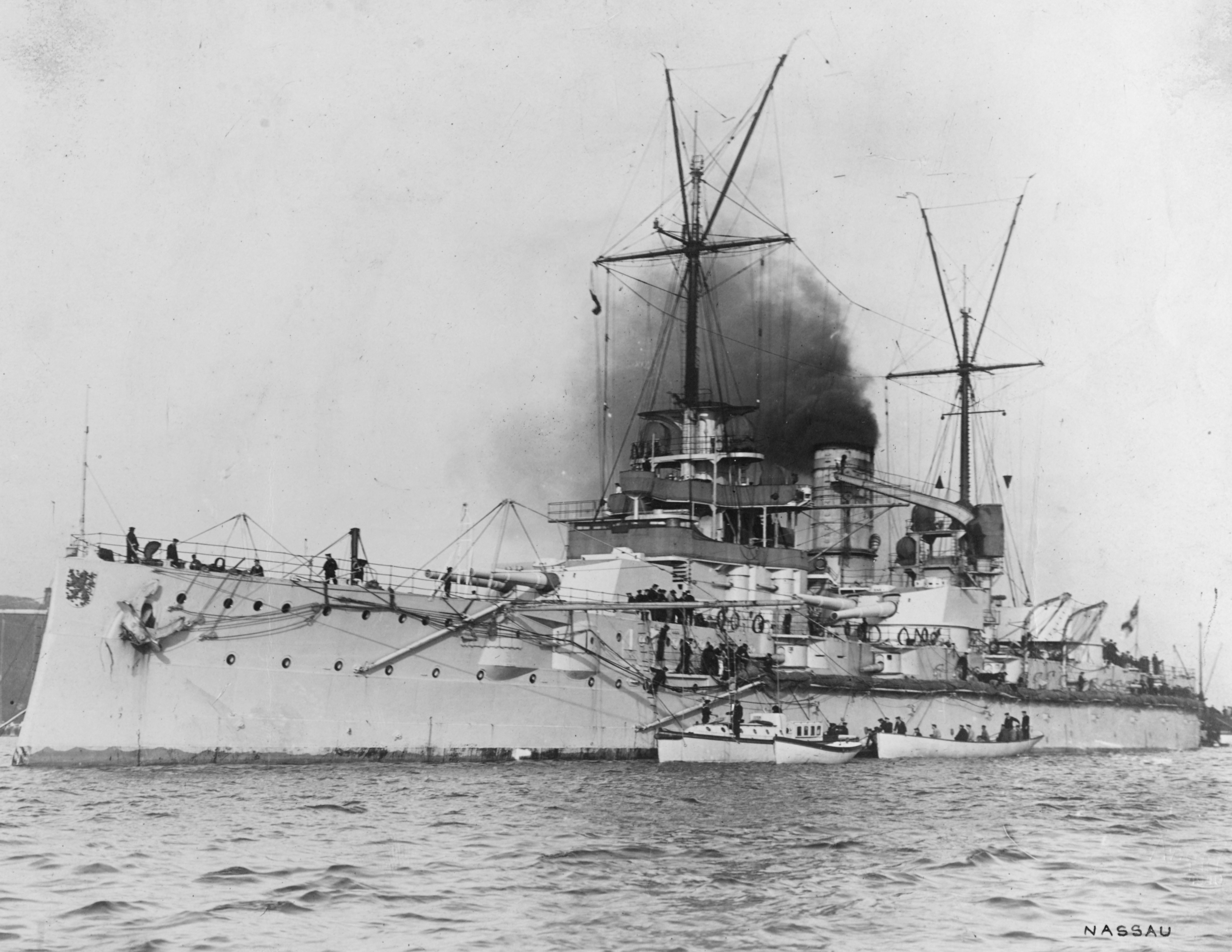
SMS Nassau
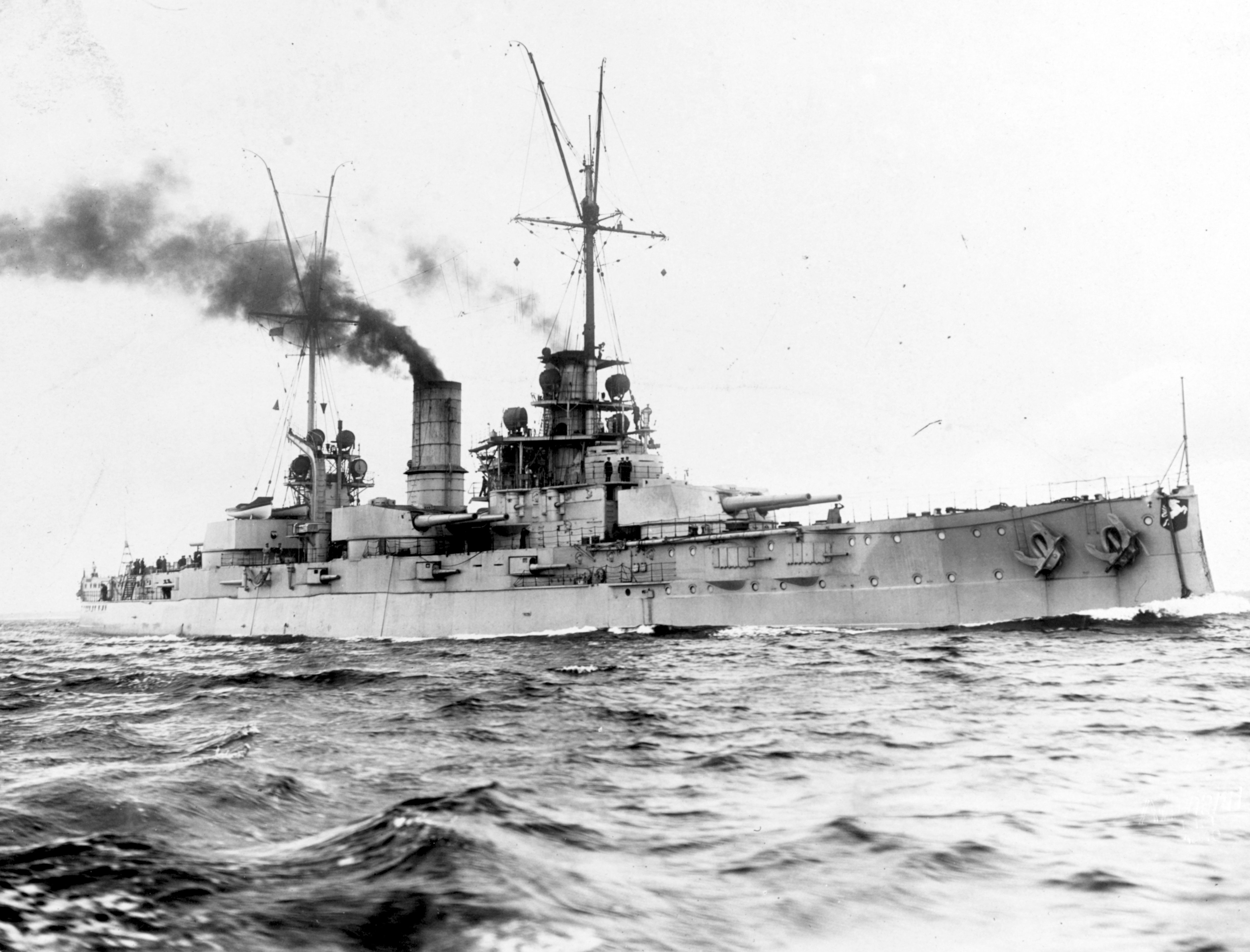
SMS Westfalen
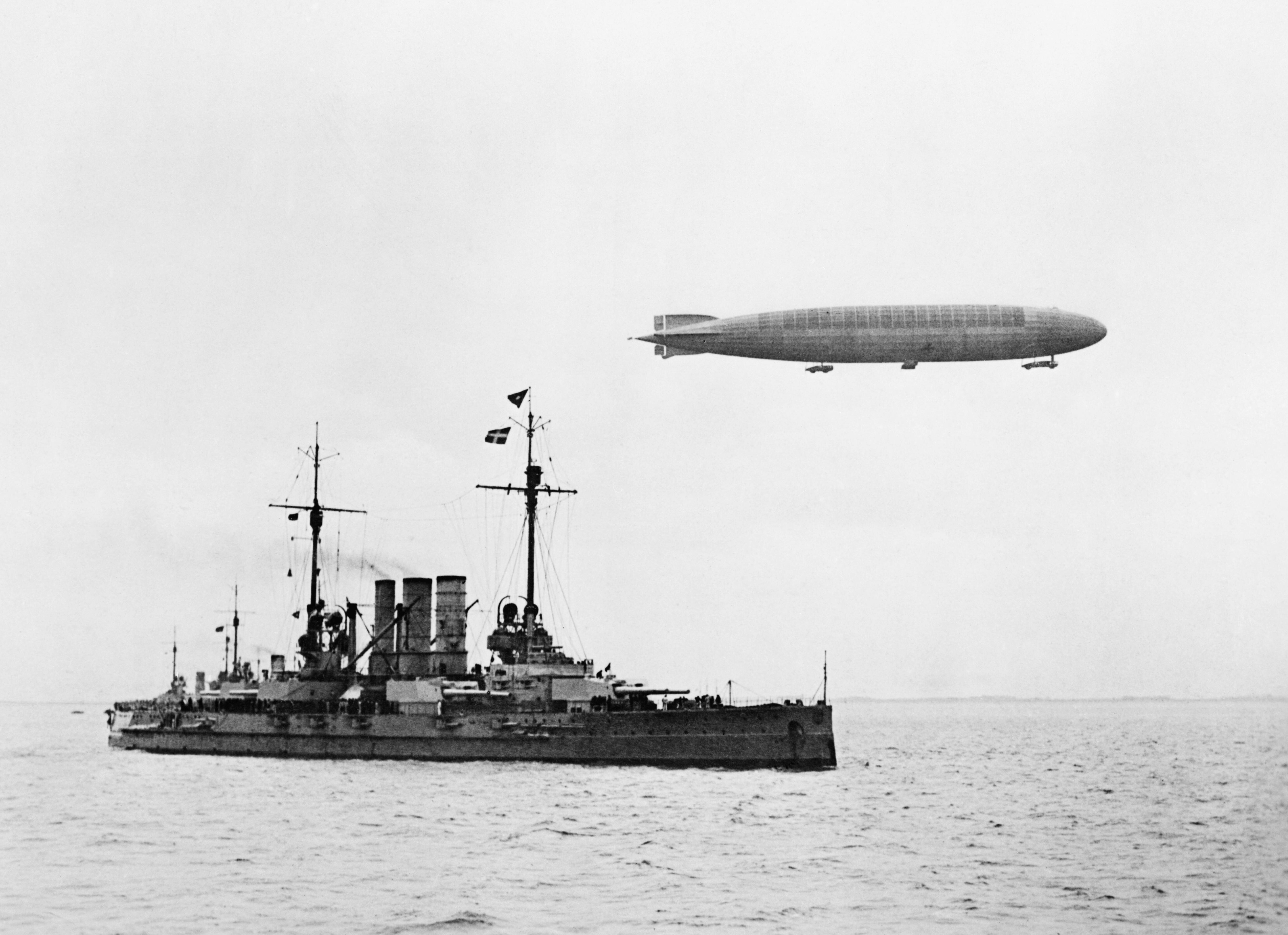
SMS Ostfriesland und L31
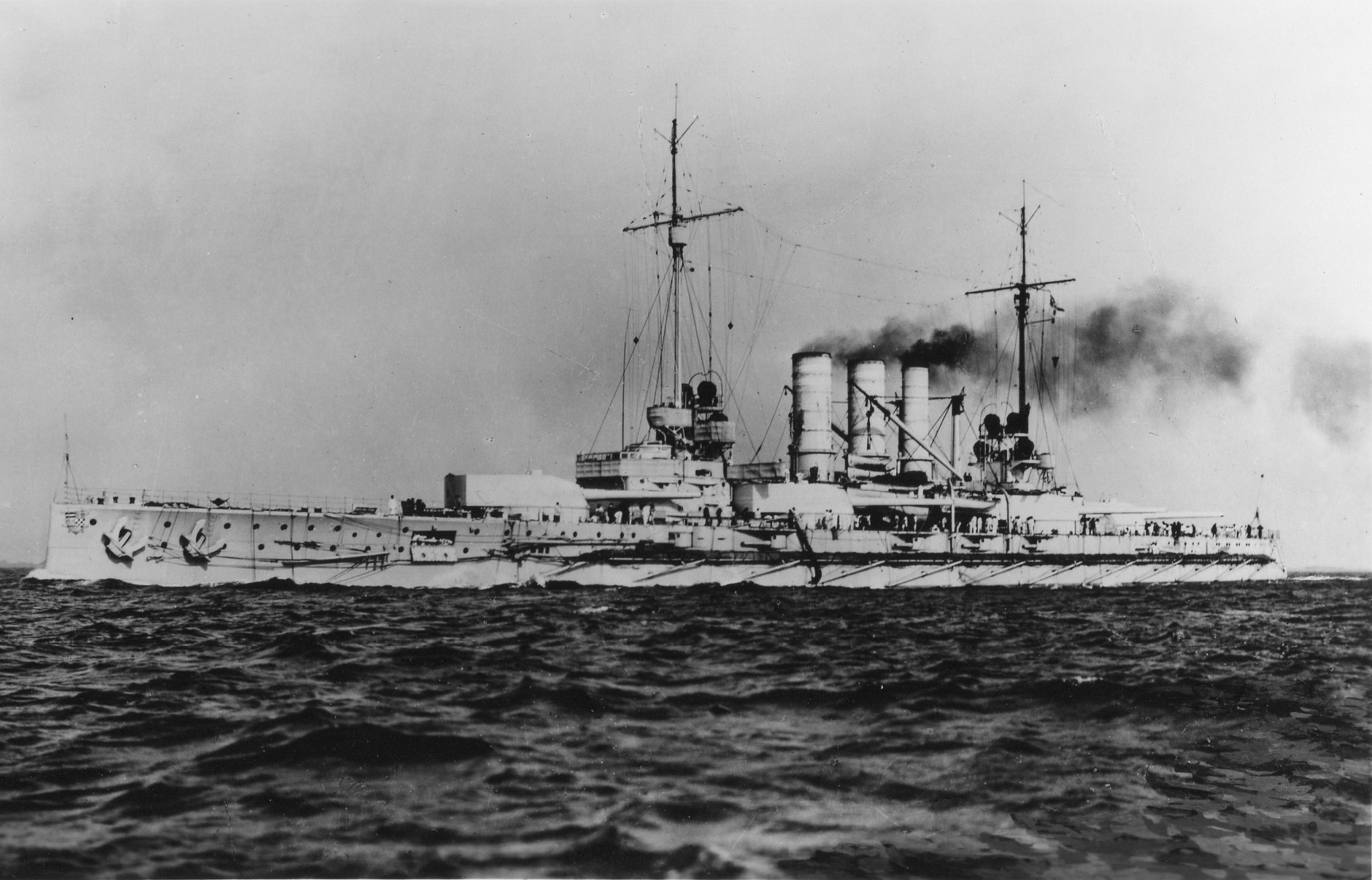
SMS Oldenburg
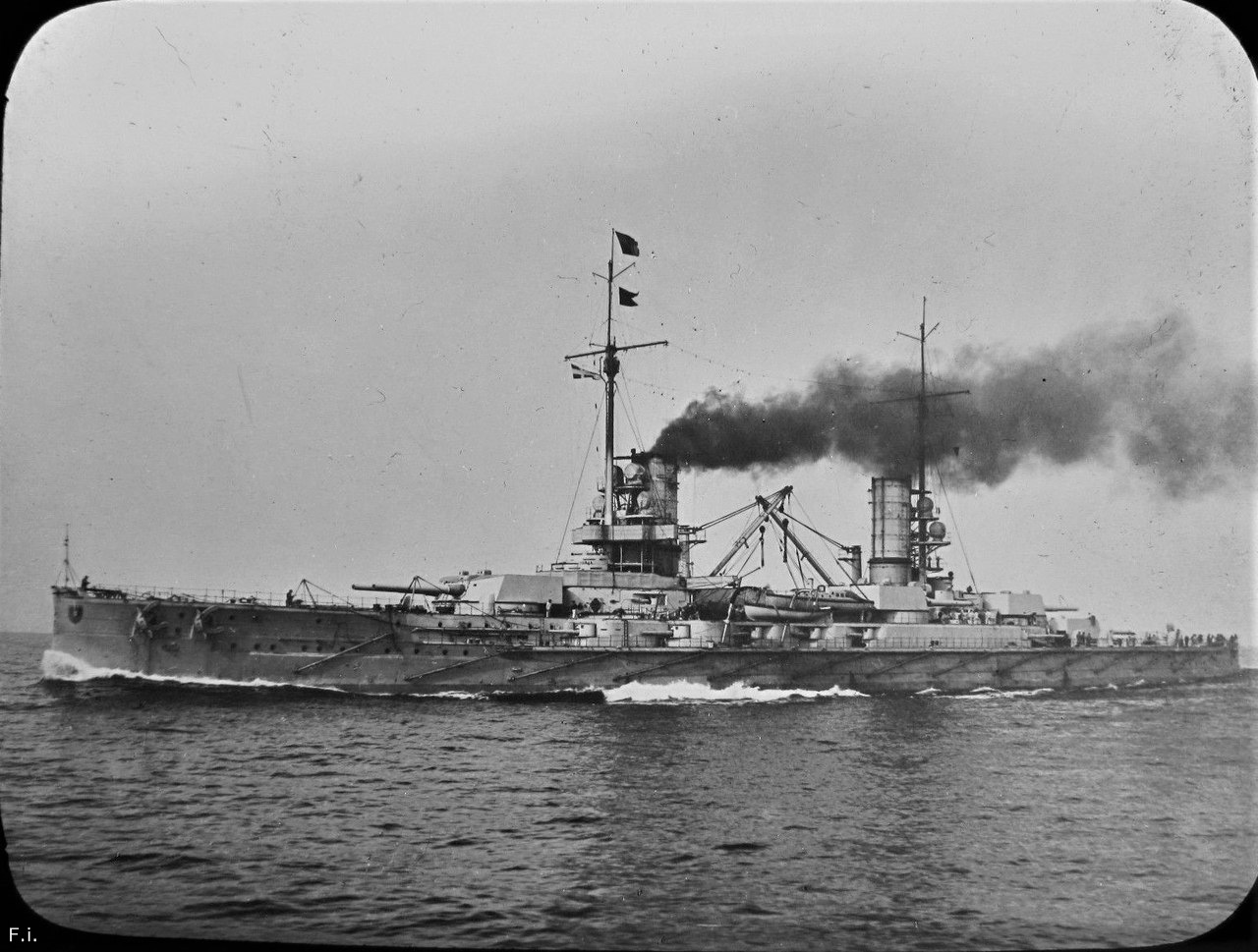
SMS Kaiser
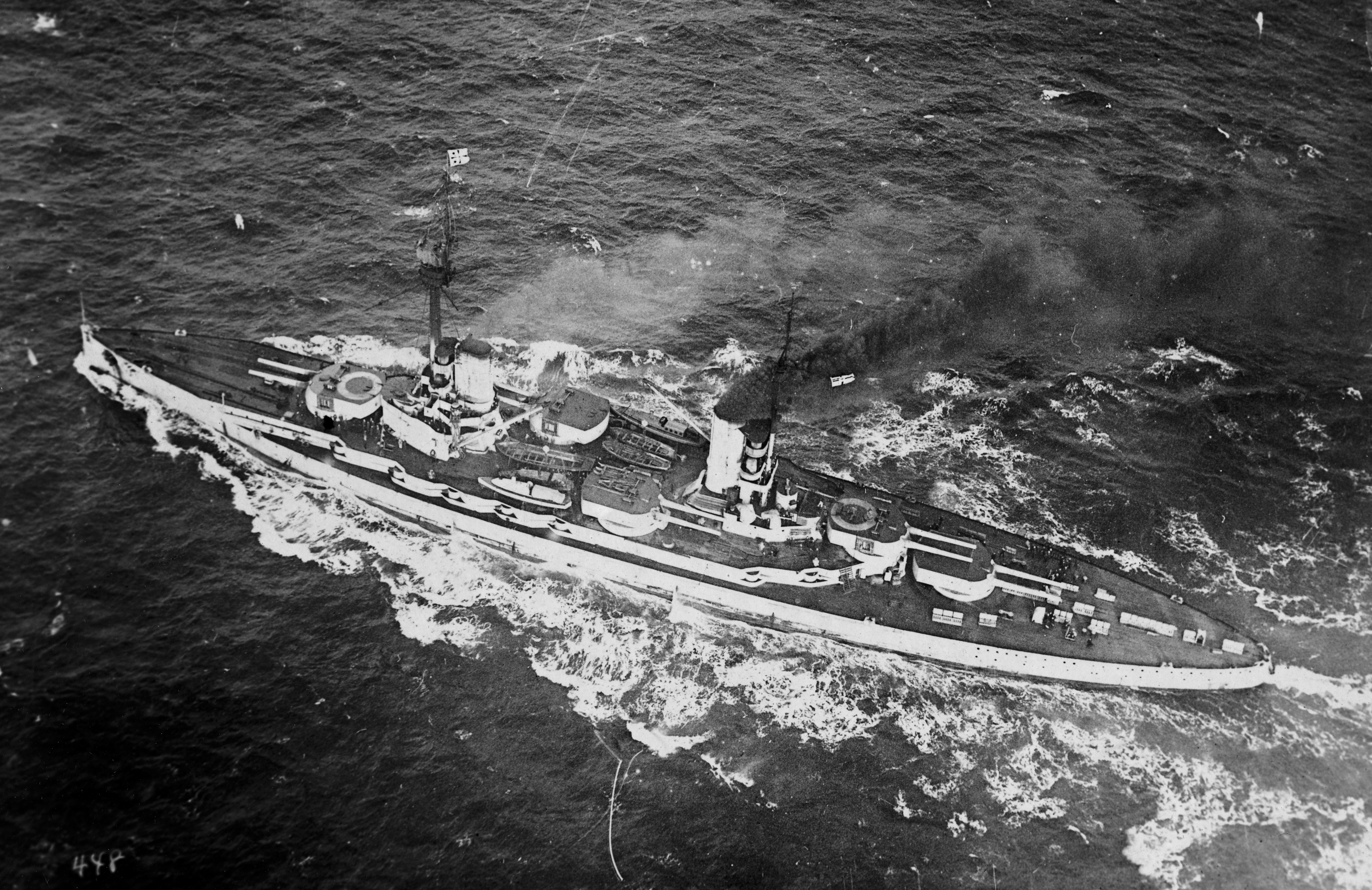
SMS Friedrich der Große
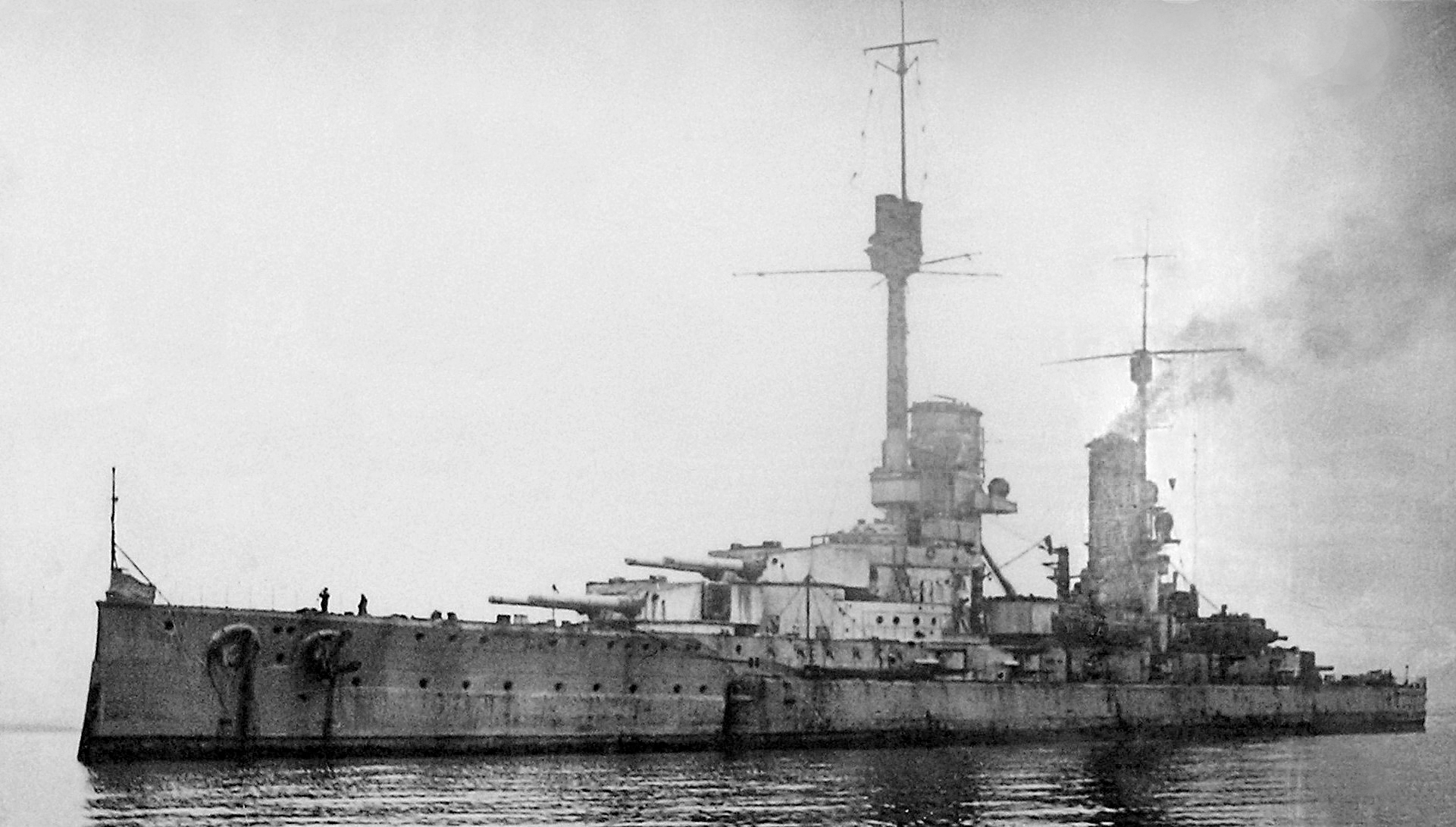
SMS Kronprinz Wilhelm
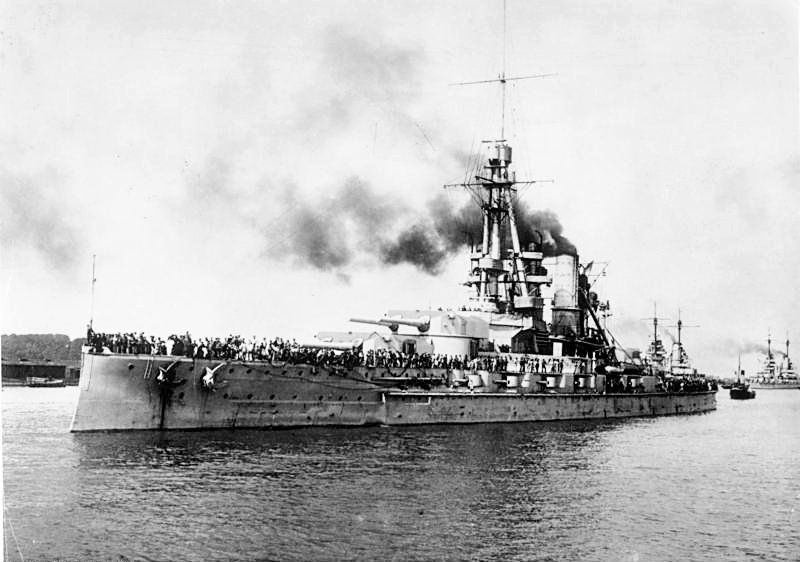
SMS Bayern

Schlachtkreuzer
- Von der Tann (1909)
- Moltke-Klasse
  - Moltke (1910)
  - Goeben (1911) – 1914 der Türkei überlassen, in Yavuz Sultan Selim umbenannt
- Seydlitz (1912)
- Derfflinger-Klasse
  - Derfflinger (1913)
  - Lützow (1913)
  - Hindenburg (1915)
- Mackensen-Klasse – Bau 1918 eingestellt
  - Mackensen (1917)
  - Graf Spee (1917)
  - Ersatz Freya – vorgesehener Name Prinz Eitel Friedrich
  - Ersatz Friedrich Carl – vorgesehener Name Fürst Bismarck
- Ersatz-Yorck-Klasse – Bau 1918 eingestellt
  - Ersatz Yorck
  - Ersatz Gneisenau
  - Ersatz Scharnhorst
- O-Klasse
  - O bis Q – Bauaufträge storniert

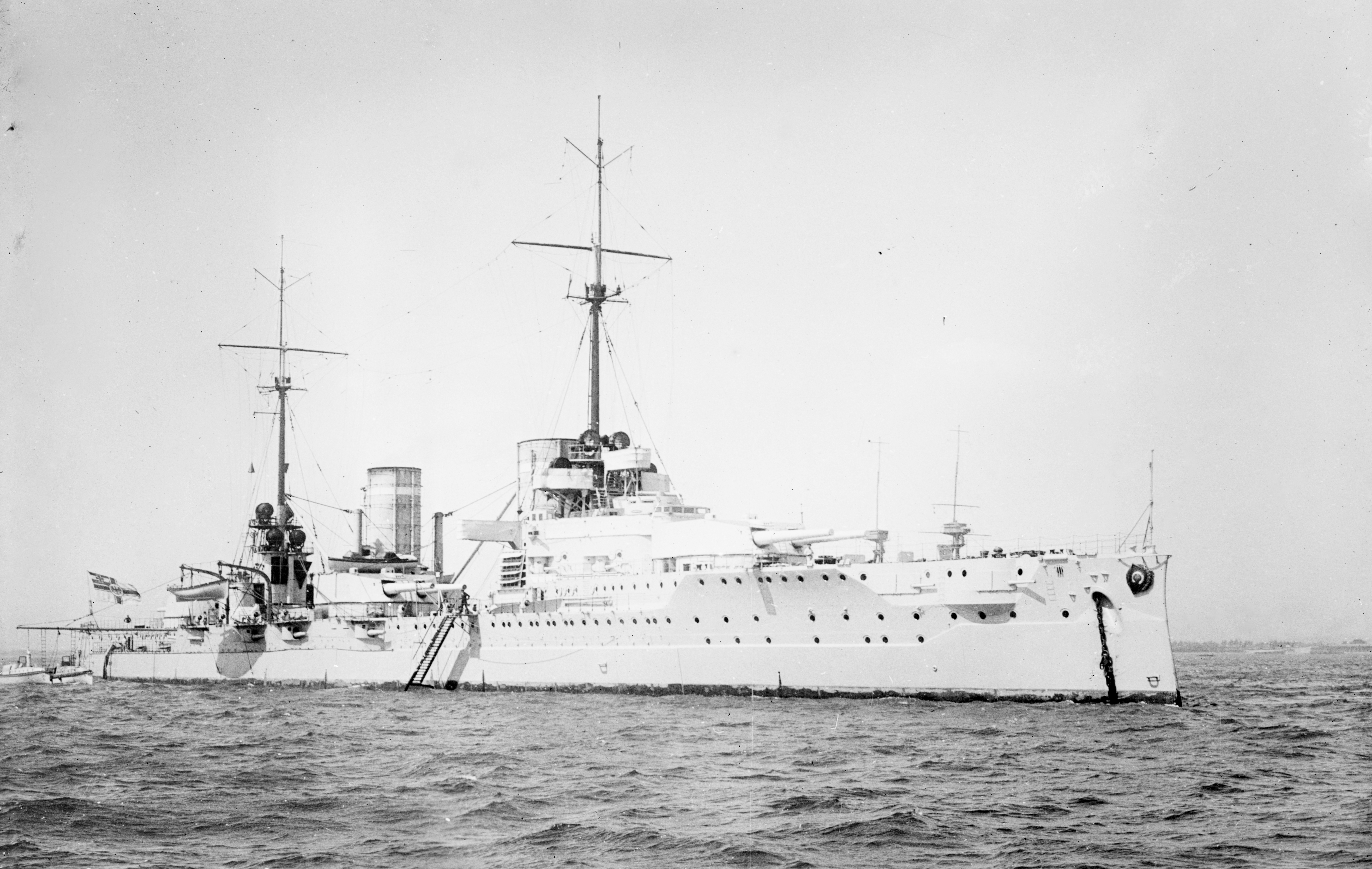
SMS Von der Tann
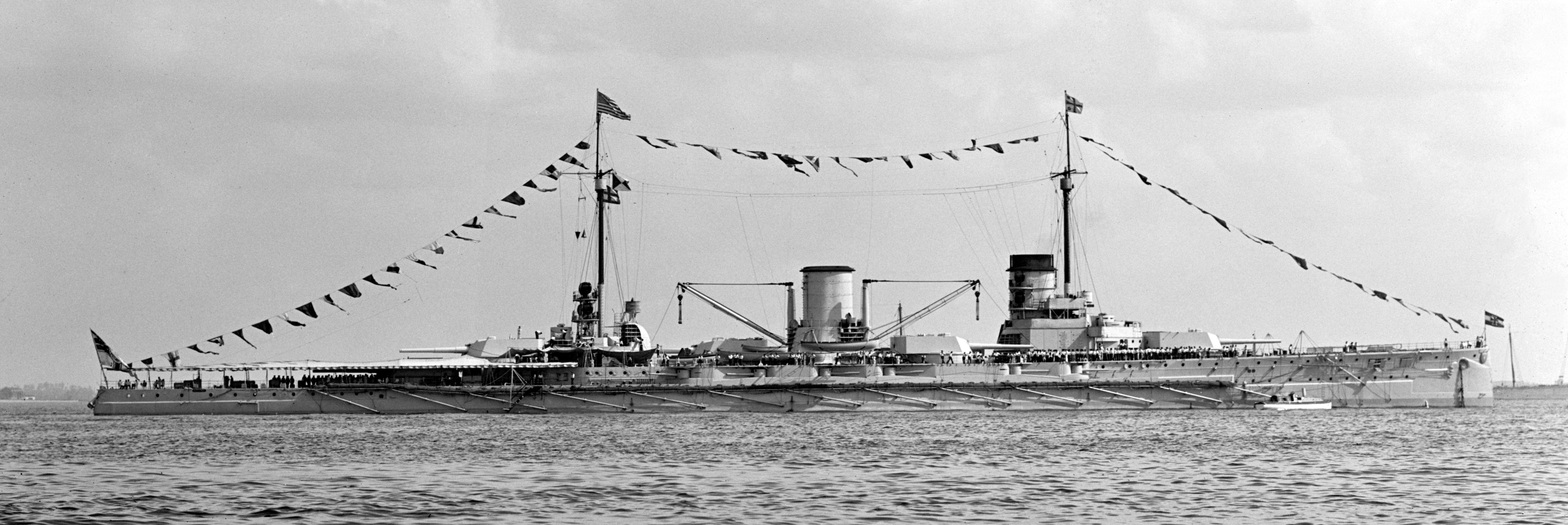
SMS Moltke
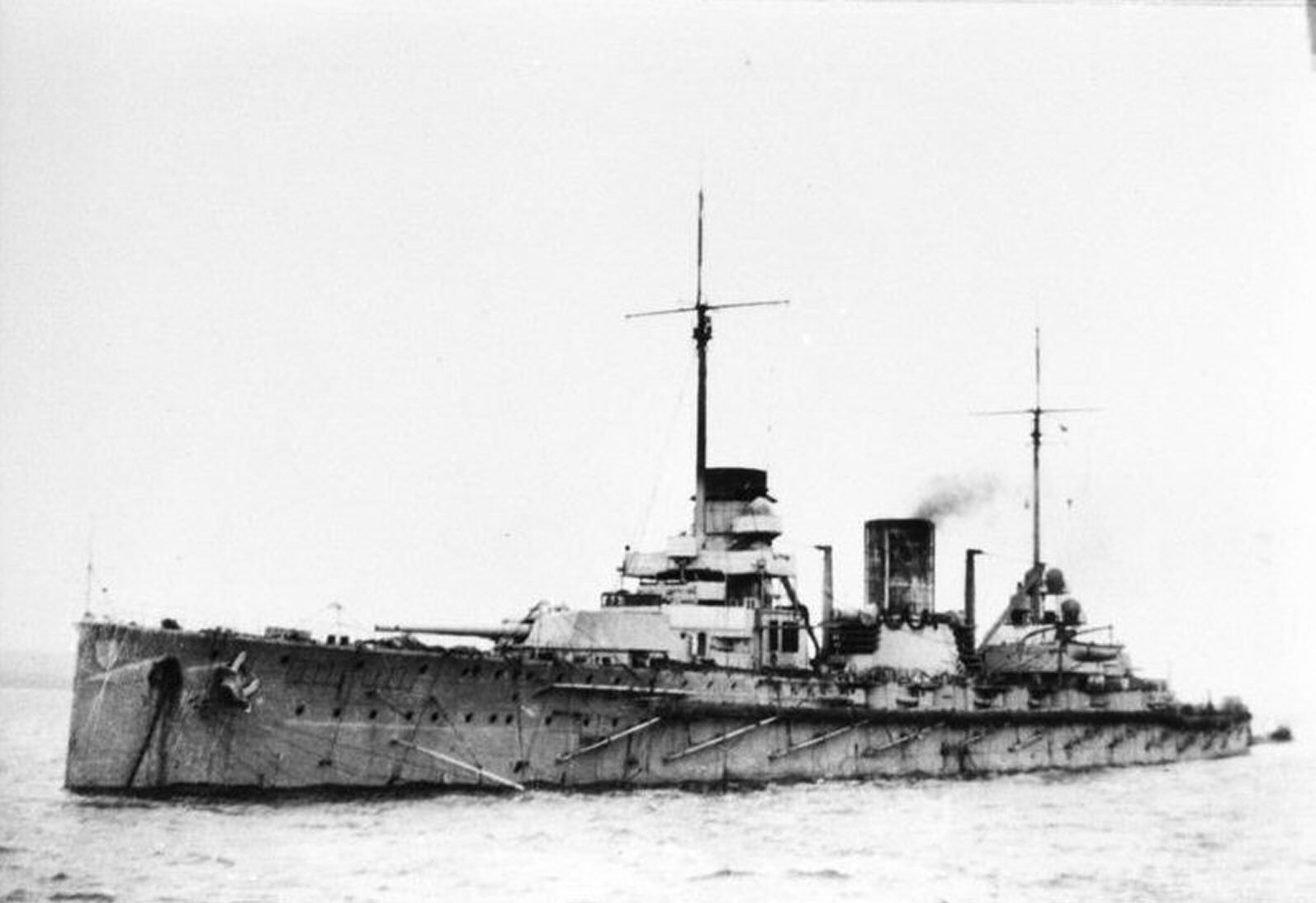
SMS Goeben
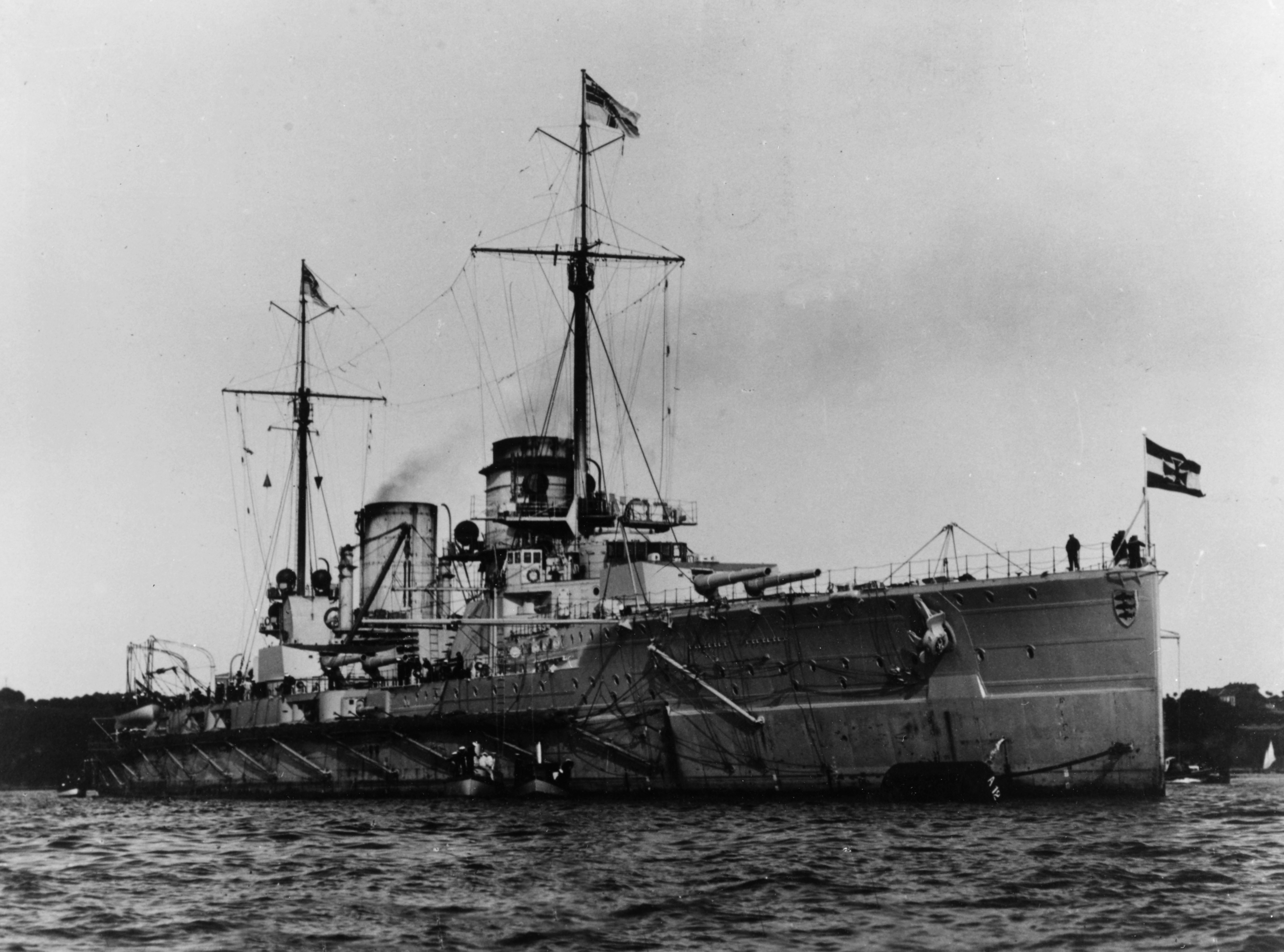
SMS Seydlitz
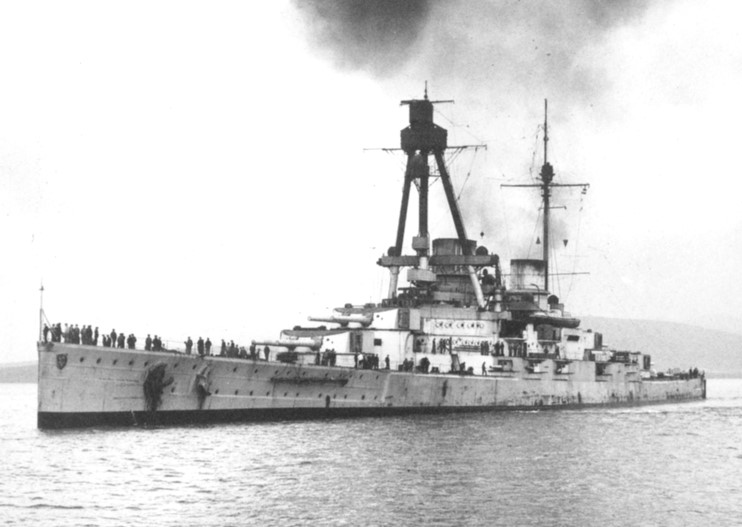
SMS Derfflinger
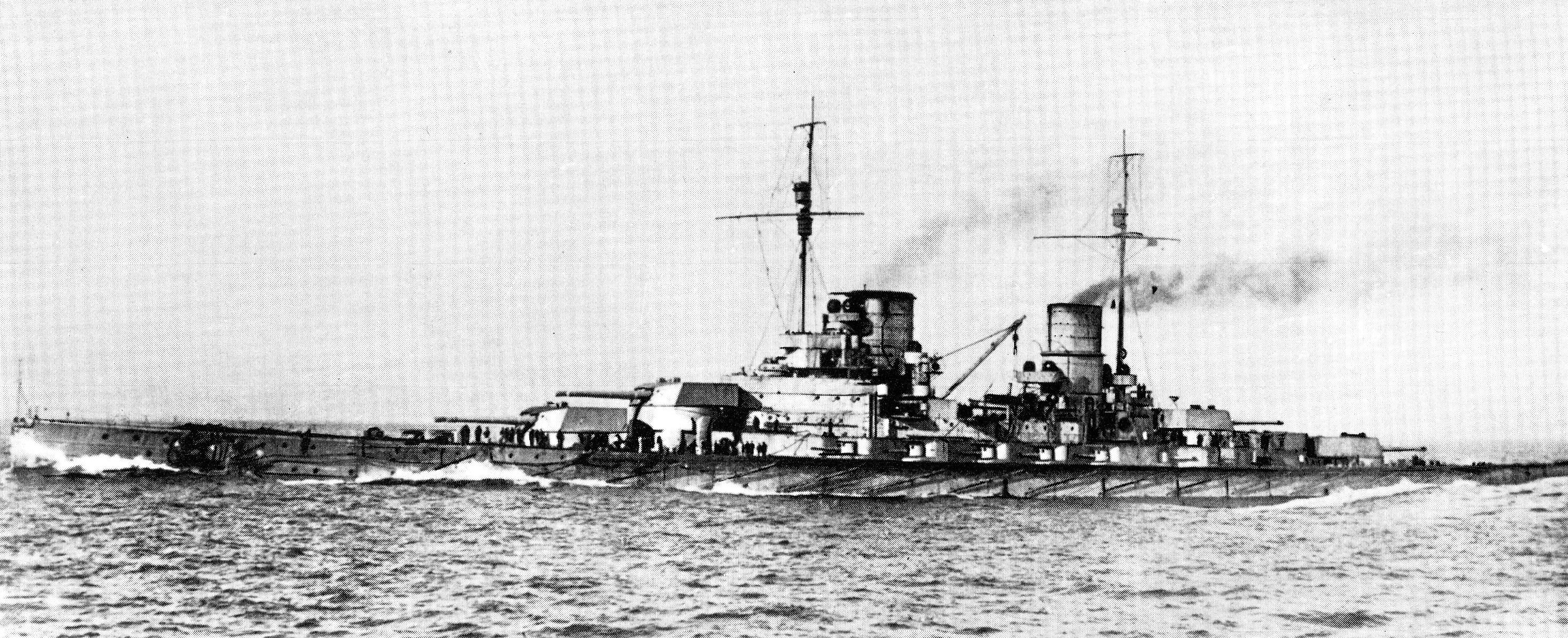
SMS Lützow
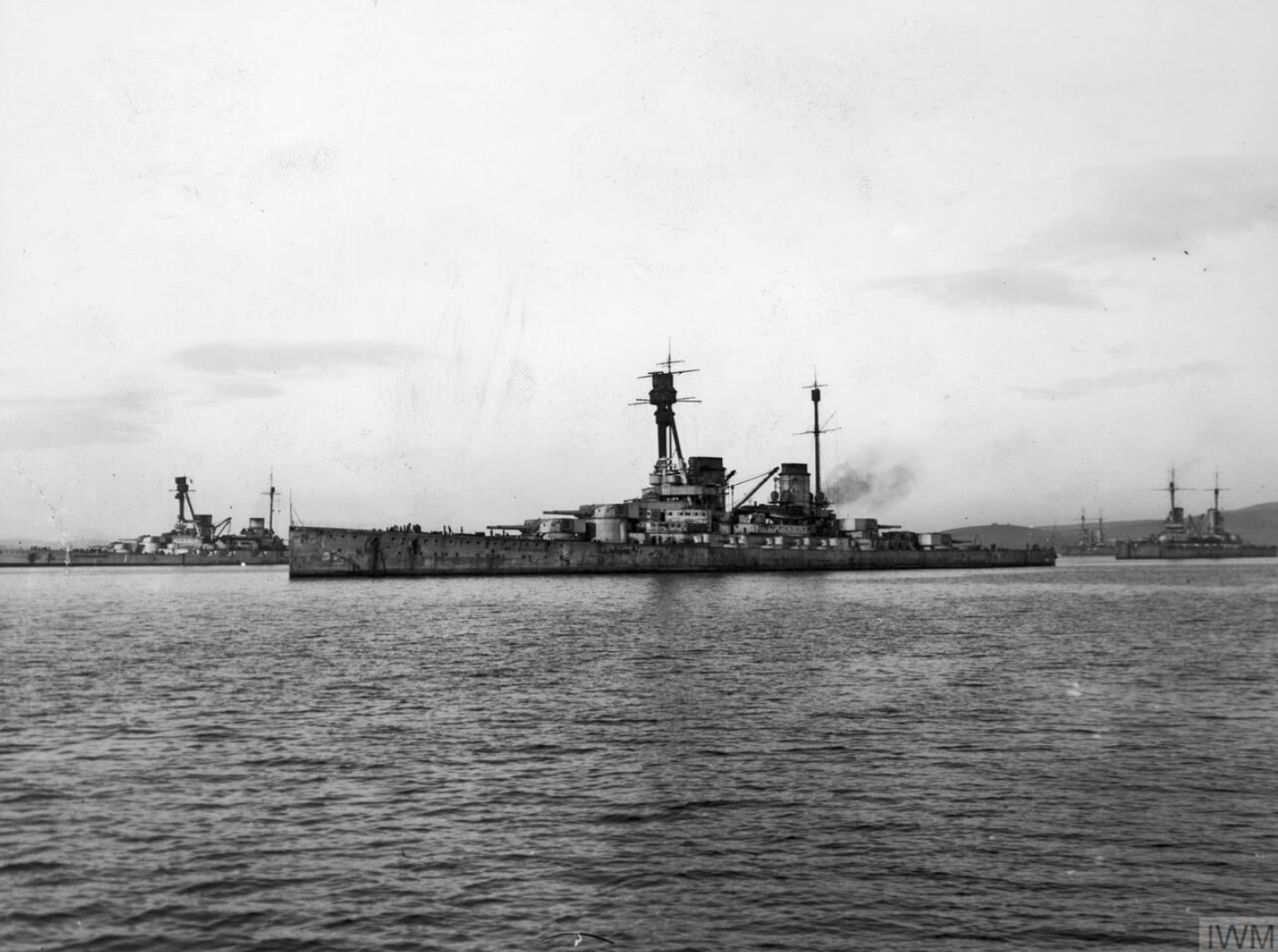
SMS Hindenburg
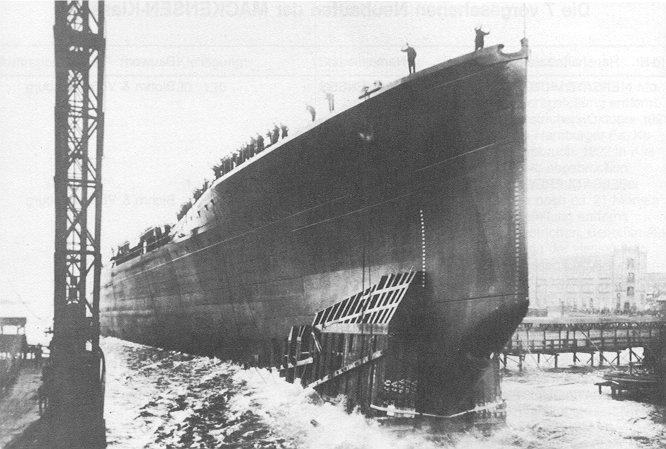
Stapellauf SMS Mackensen

Panzerschiffe
- Deutschland-Klasse
  - Deutschland – 1939 in Lützow umbenannt
  - Admiral Scheer
  - Admiral Graf Spee

Die „Panzerschiffe“ der Deutschland-Klasse wurden gemäß der Bestimmungen des Versailler Vertrags erbaut und stellen einen eigenen Schiffstyp im Grenzbereich von Schlachtschiff und Schwerem Kreuzer dar. 1940 wurden sie von der Kriegsmarine zu Schweren Kreuzern umklassifiziert.
Schlachtschiffe
- Scharnhorst-Klasse
  - Scharnhorst (1936)
  - Gneisenau (1936)
- Bismarck-Klasse
  - Bismarck (1939)
  - Tirpitz (1939)
- H-Klasse
  - H und J – Bau 1941 eingestellt
  - K bis N – Bauaufträge storniert

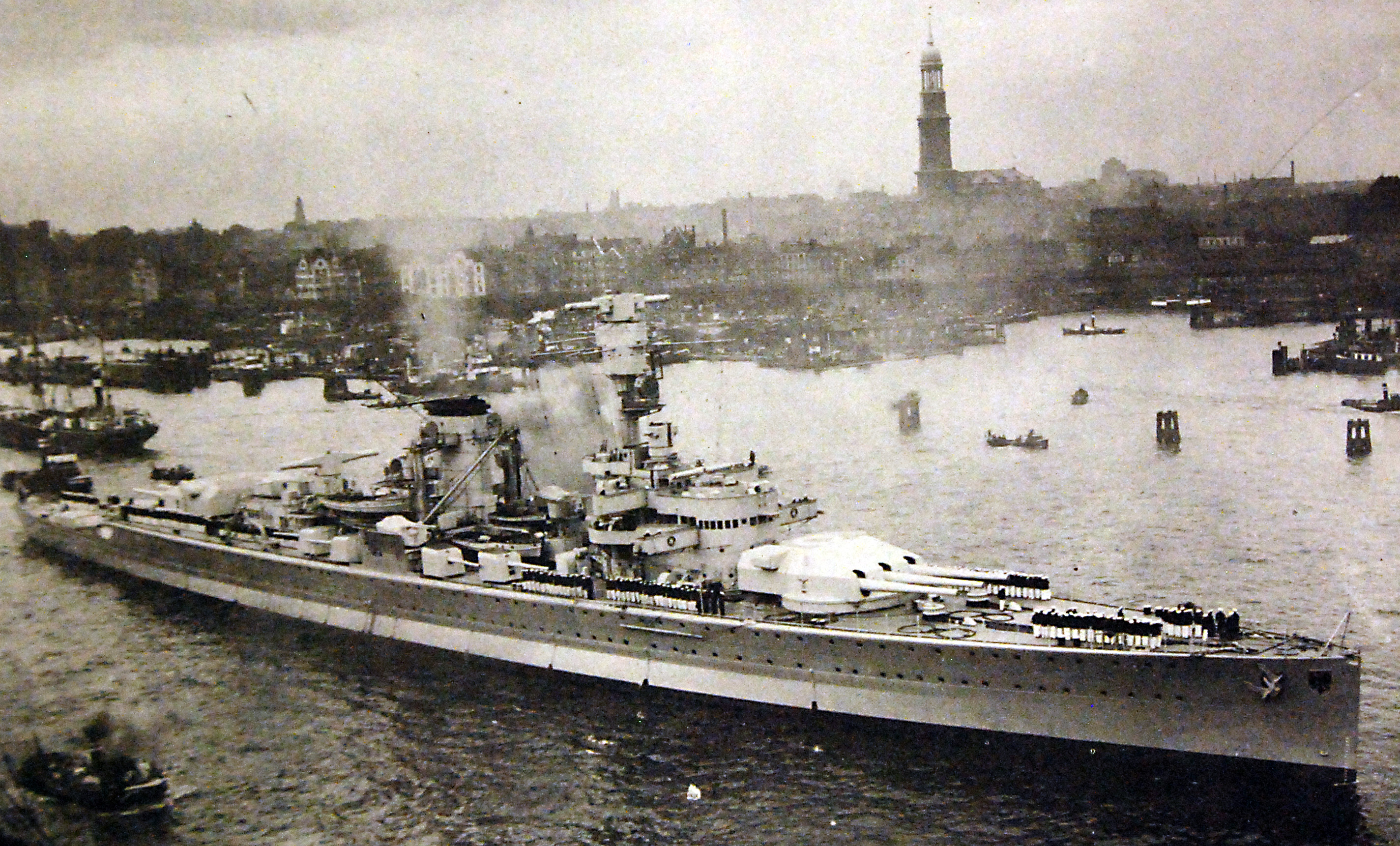
Deutschland
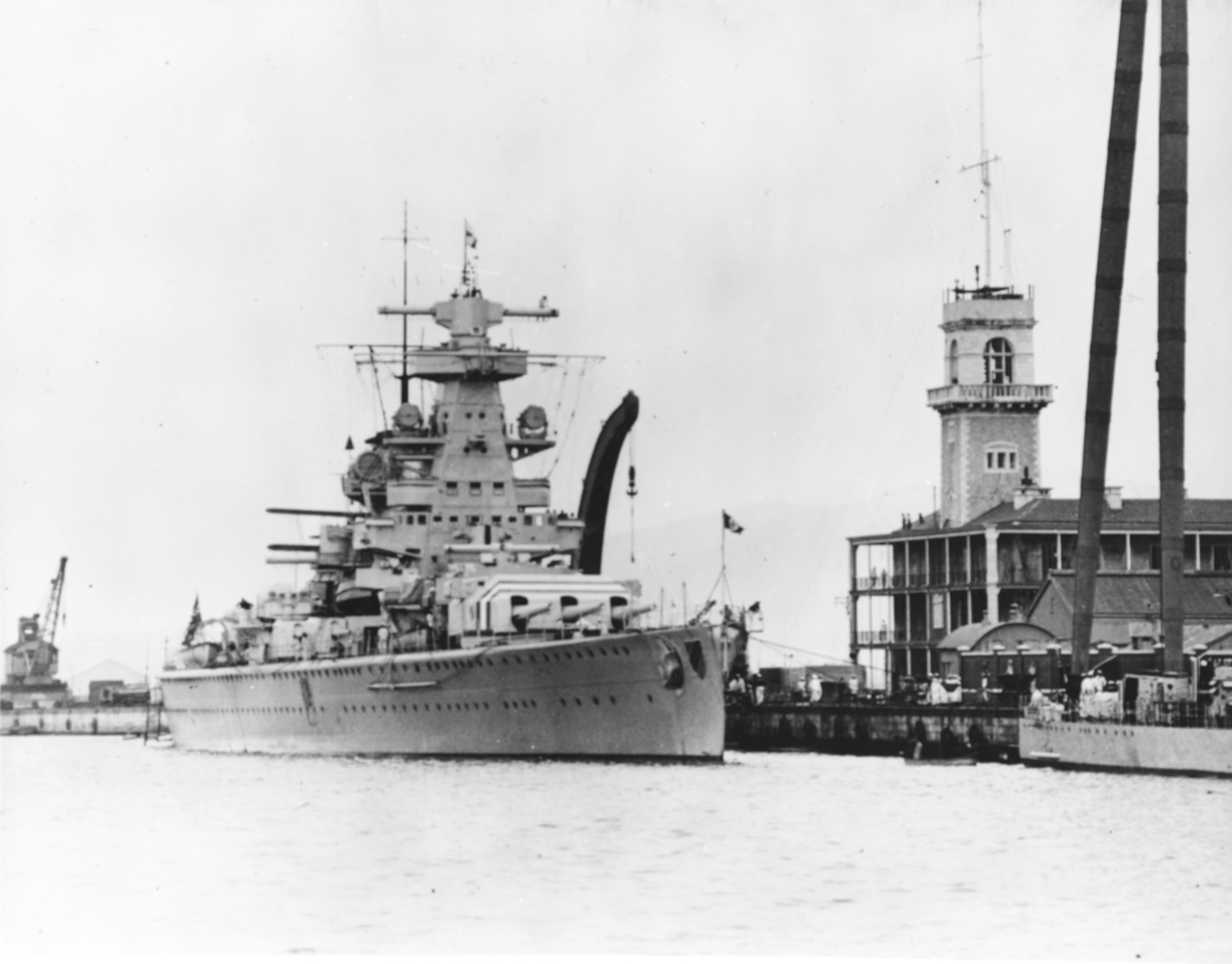
Admiral Scheer
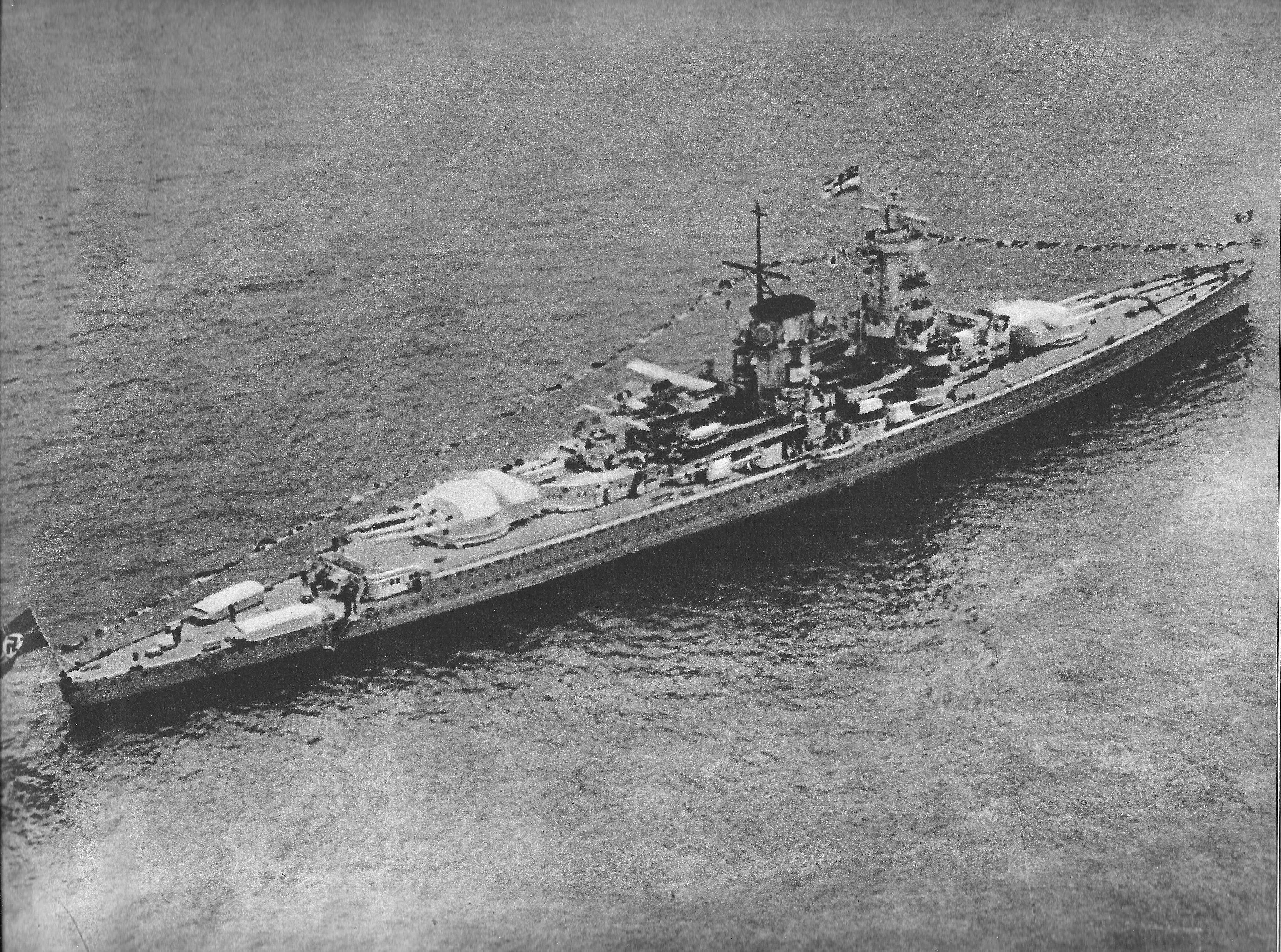
Admiral Graf Spee
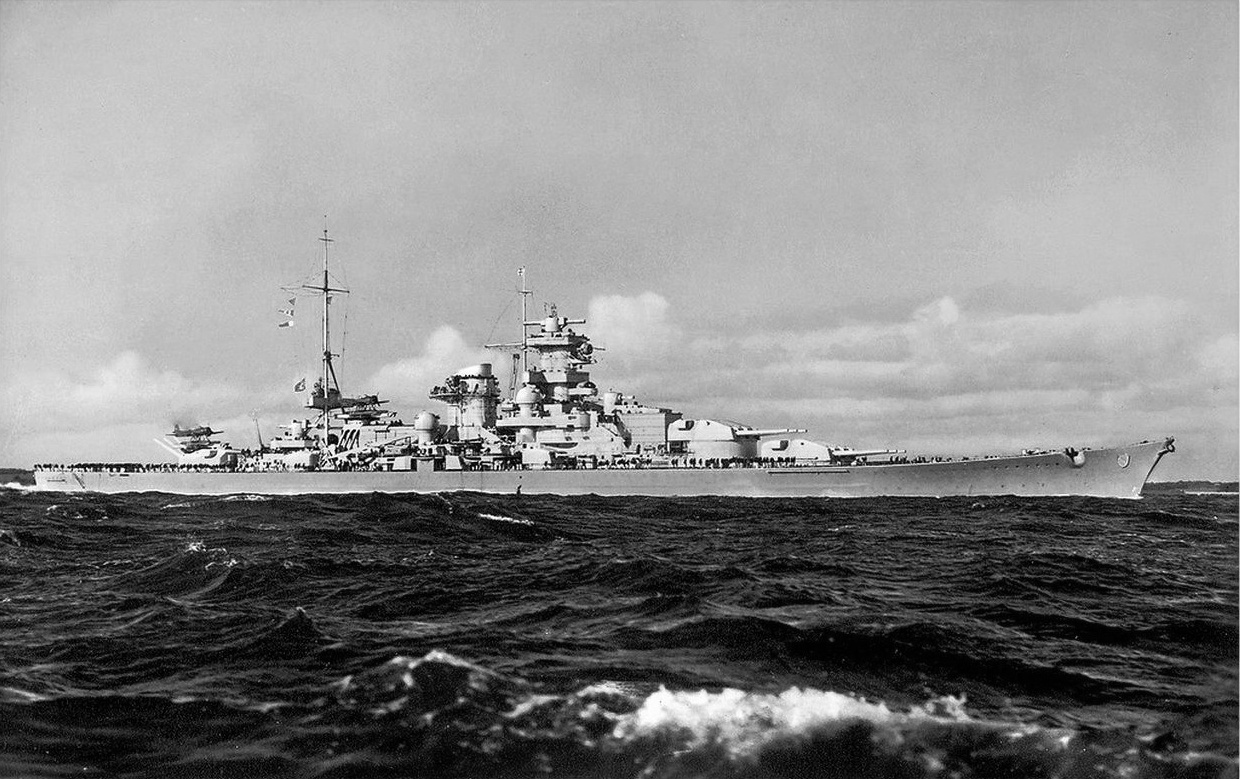
Scharnhorst
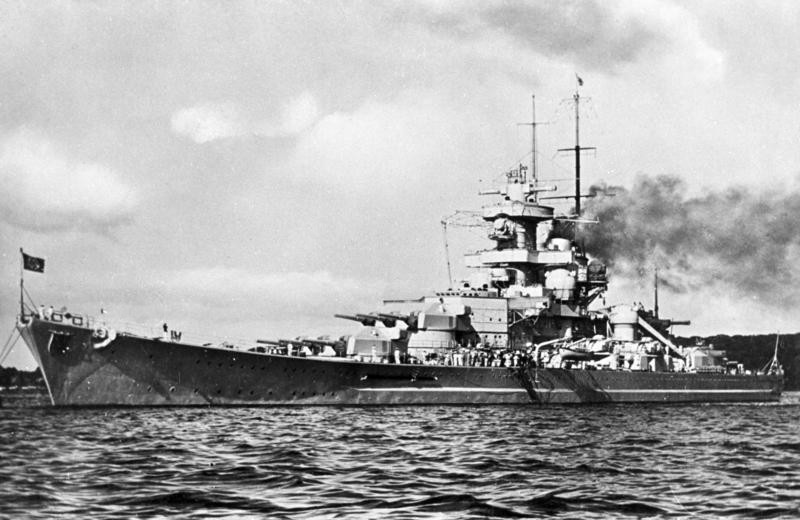
Gneisenau
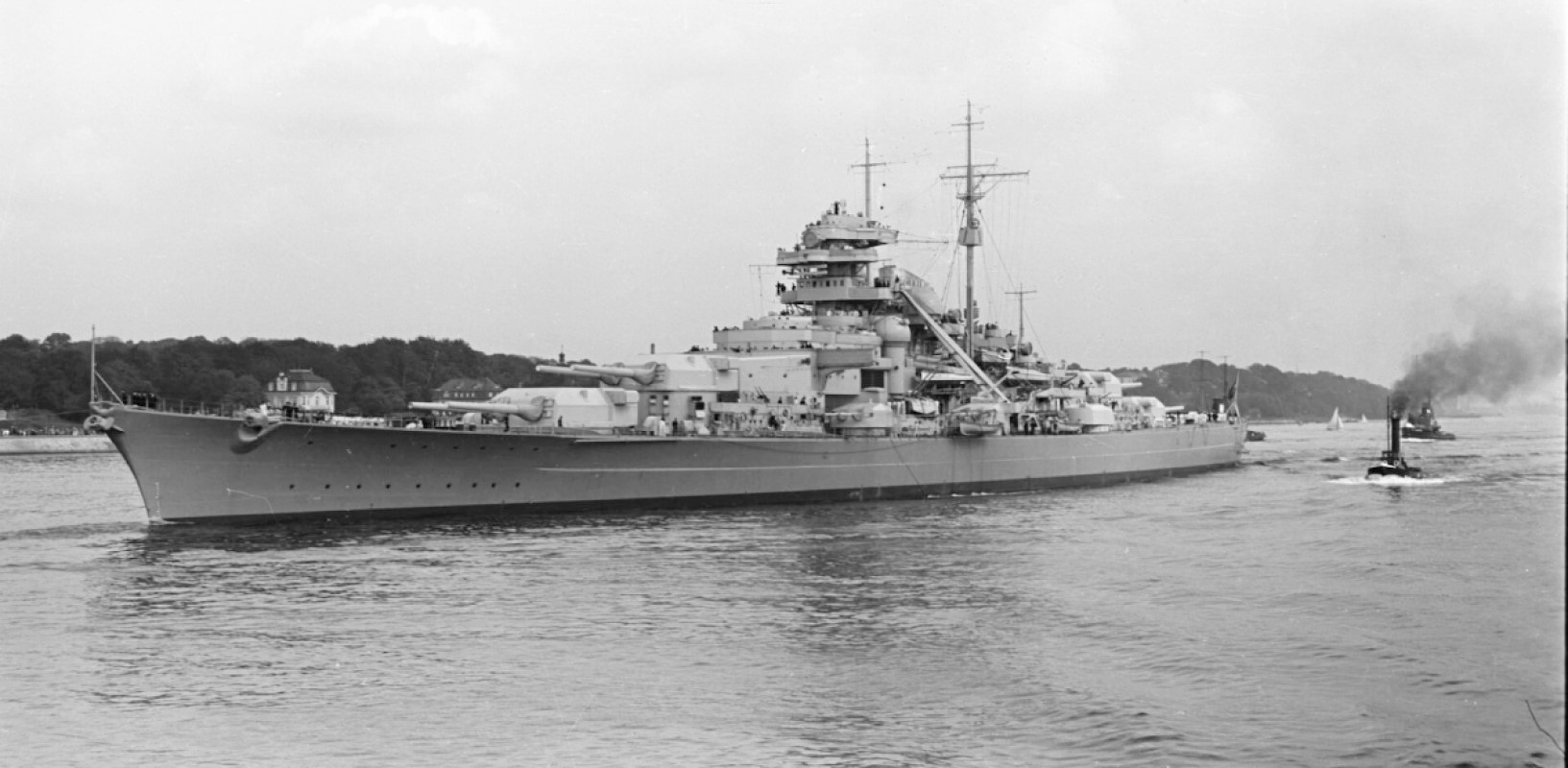
Bismarck
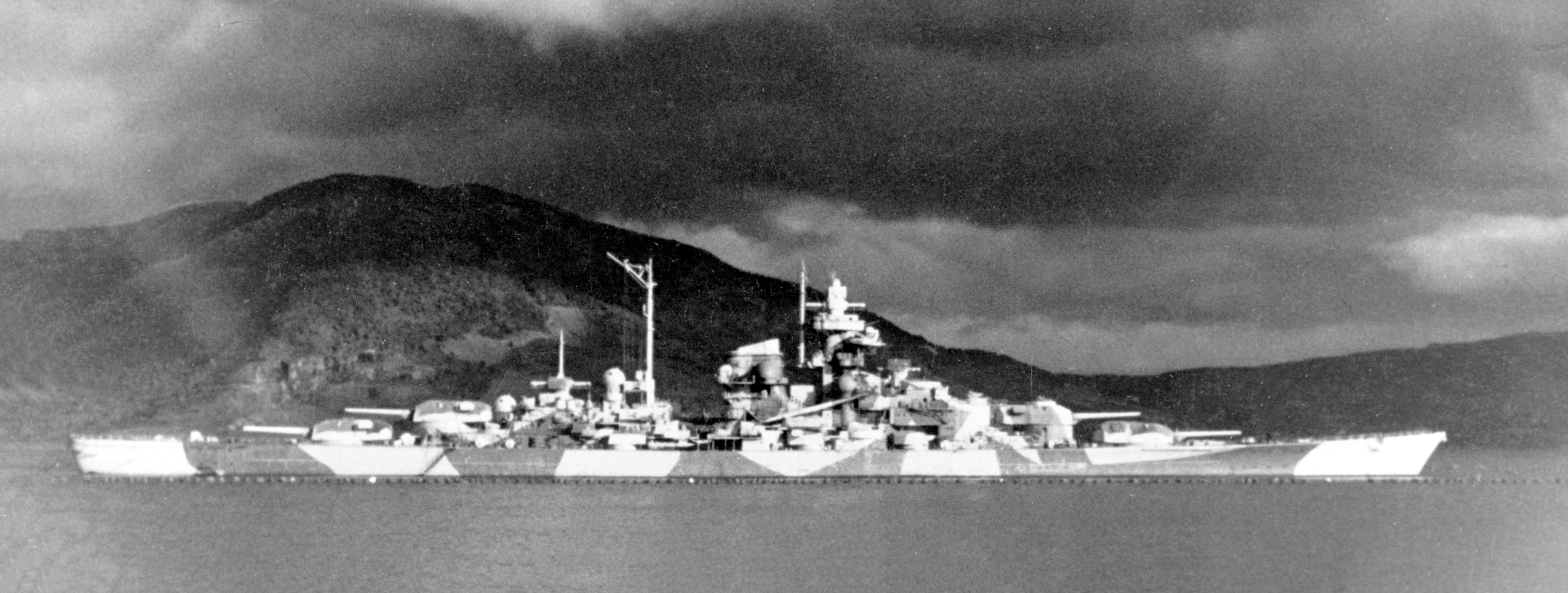
Tirpitz

### Frankreich
Großlinienschiffe
- Courbet-Klasse
  - Courbet (1911)
  - Jean Bart (1911)
  - Paris (1912)
  - France (1912)
- Bretagne-Klasse
  - Bretagne (1913)
  - Provence (1913)
  - Lorraine (1913)
- Normandie-Klasse – Bau 1914 wegen des Ersten Weltkriegs bis auf Stapellaufvorbereitungen ausgesetzt
  - Normandie (1914) – 1922 storniert
  - Languedoc (1914) – 1922 storniert
  - Flandre (1914) – 1922 storniert
  - Gascogne (1915) – 1922 storniert
  - Béarn, urpr. Vendée (1920) – 1923/27 zum Flugzeugträger umgebaut

- Courbet
- Jean Bart
- Paris
- France
- Bretagne
- Provence
- Béarn

Schlachtschiffe
- Dunkerque-Klasse
  - Dunkerque (1935)
  - Strasbourg (1936)
- Richelieu-Klasse
  - Richelieu (1939)
  - Jean Bart (1940) – erst 1955 fertiggestellt
  - Clemenceau – 1940 unfertig von Deutschland erbeutet, 1942 provisorisch ausgedockt, 1944 durch US-Luftangriff versenkt
  - Gascogne – Bau 1940 vor Kiellegung eingestellt

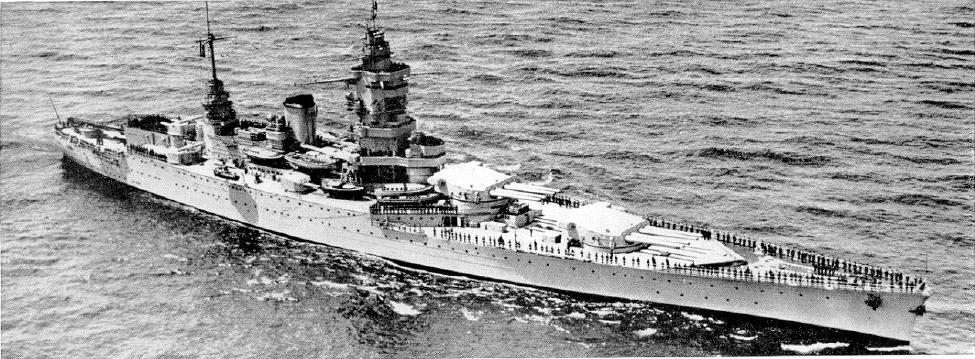
Dunkerque
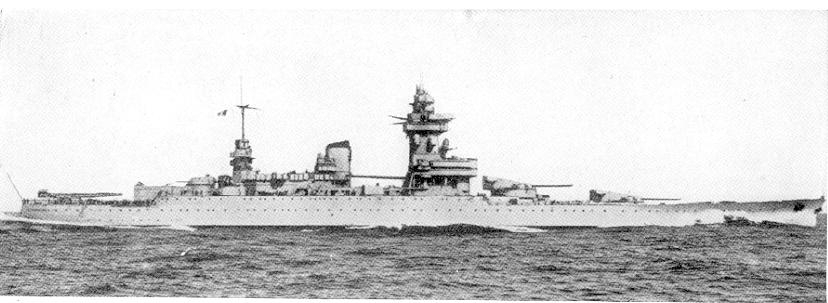
Strasbourg
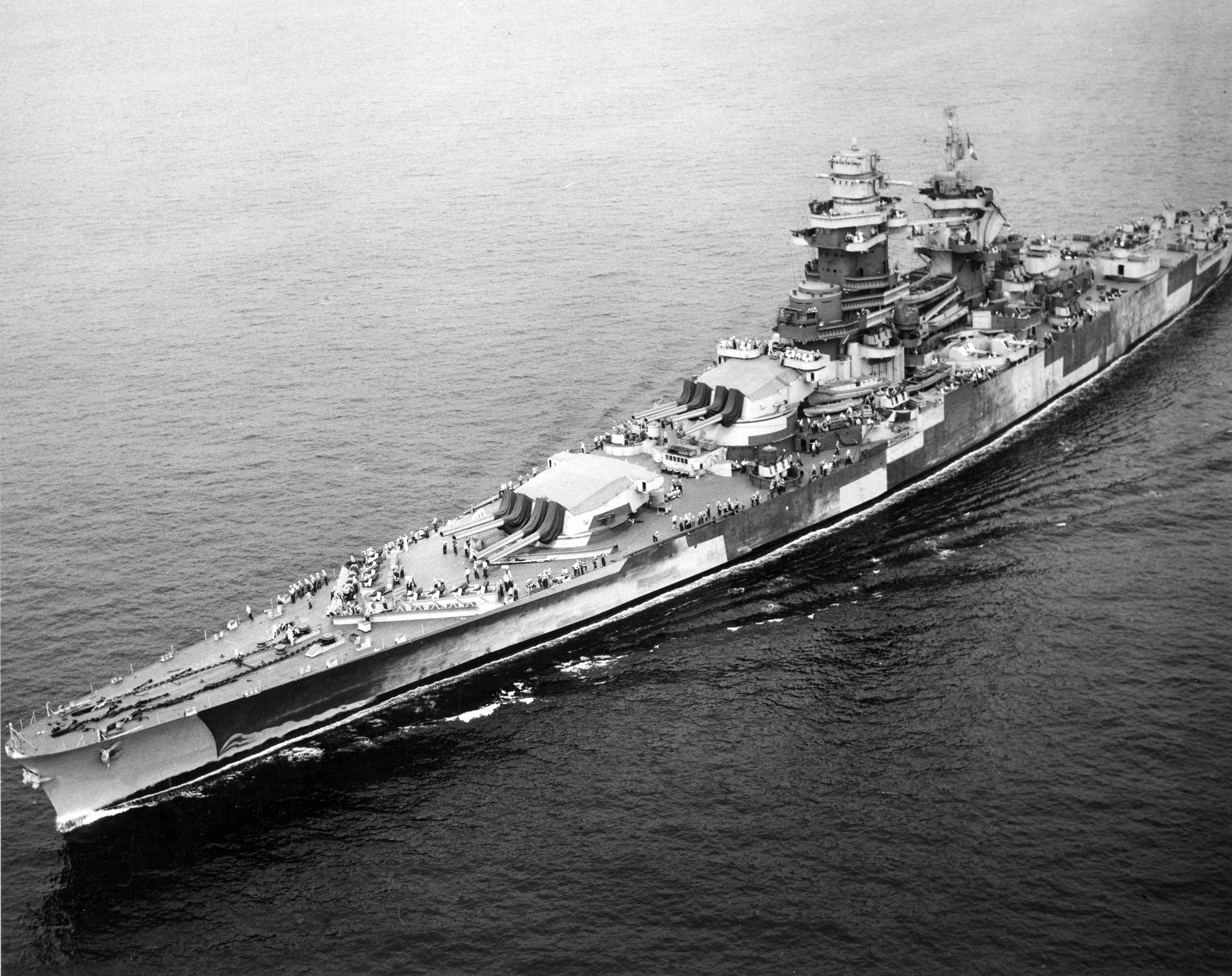
Richelieu

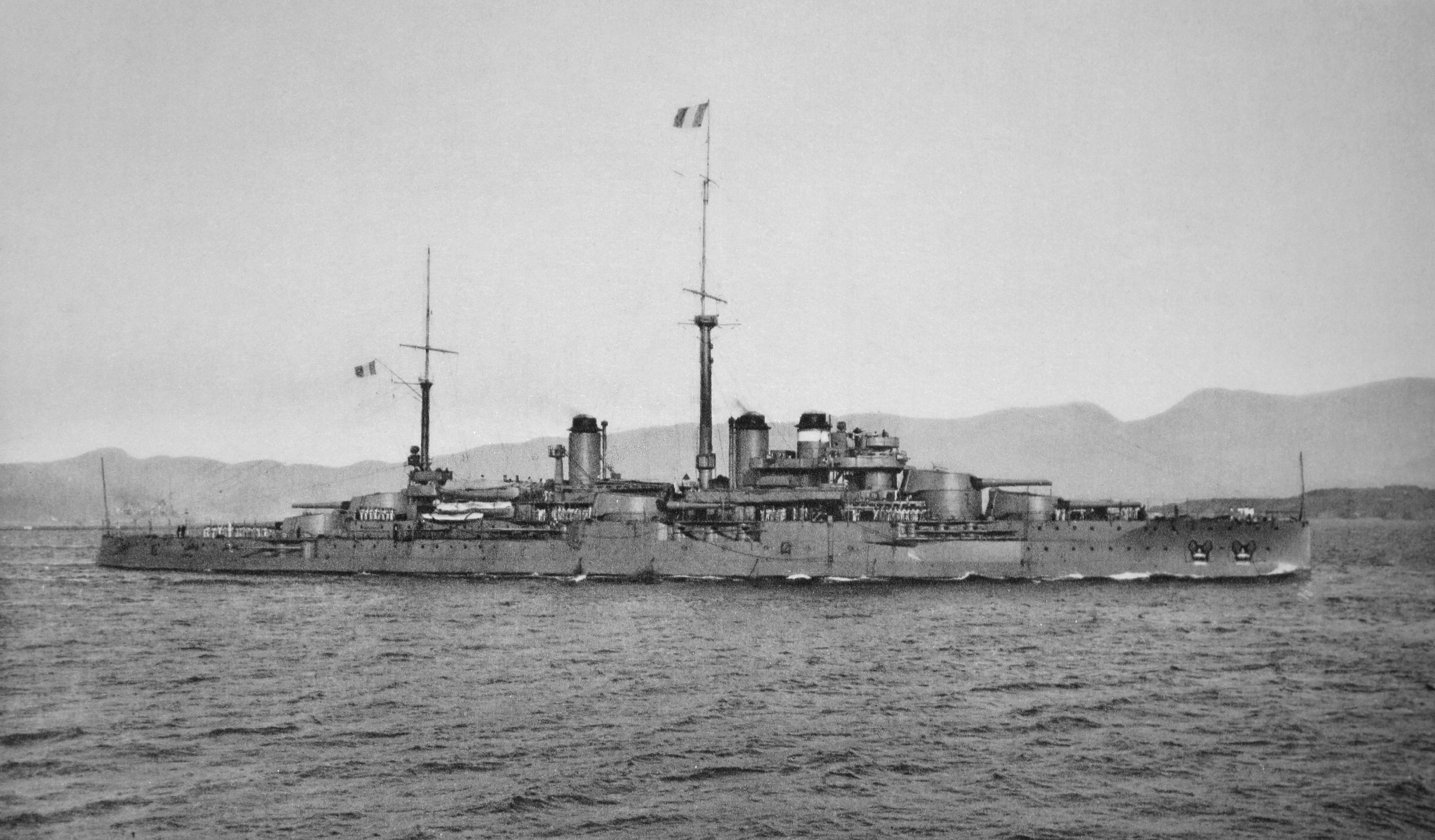
Courbet
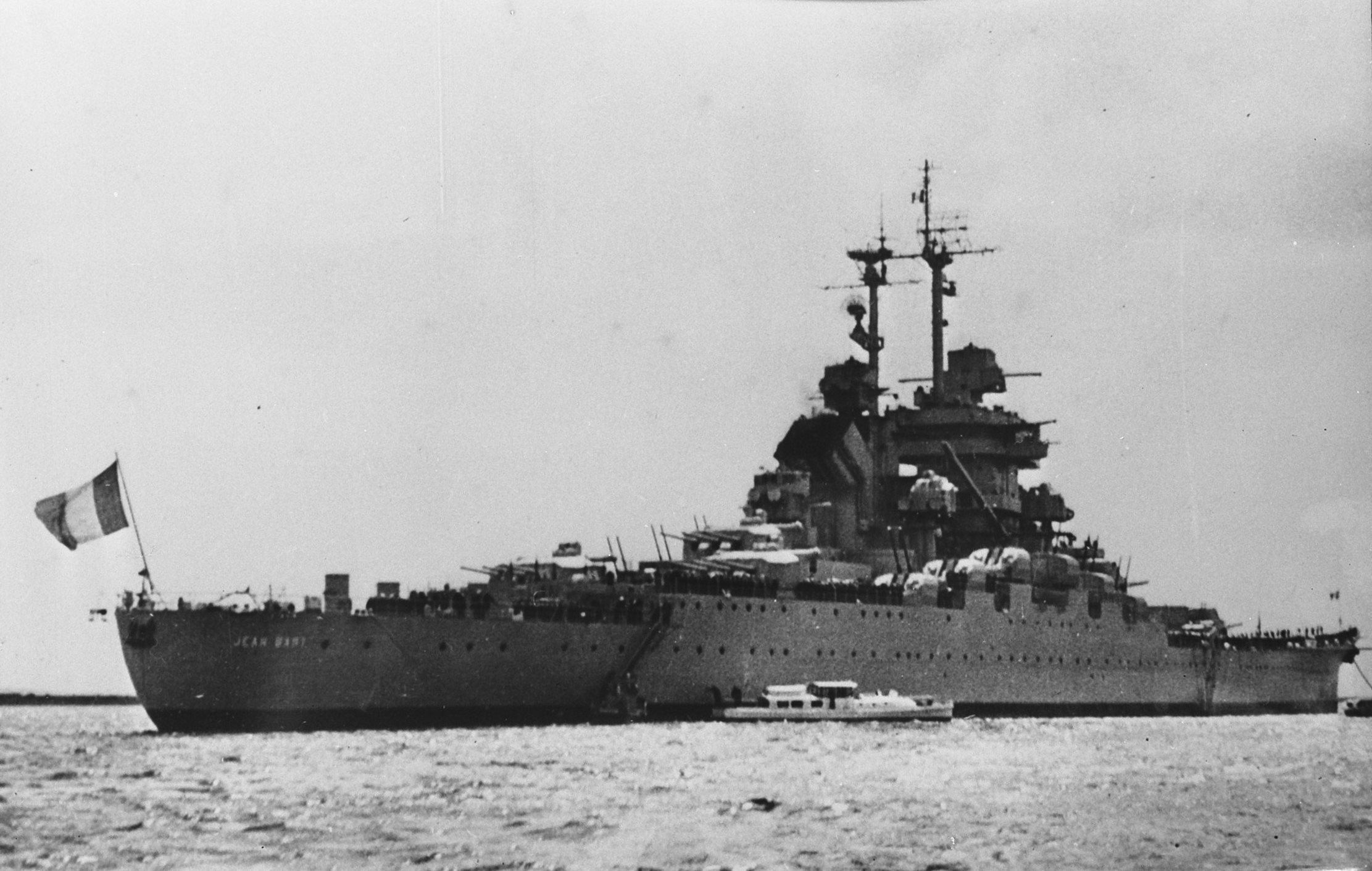
Jean Bart
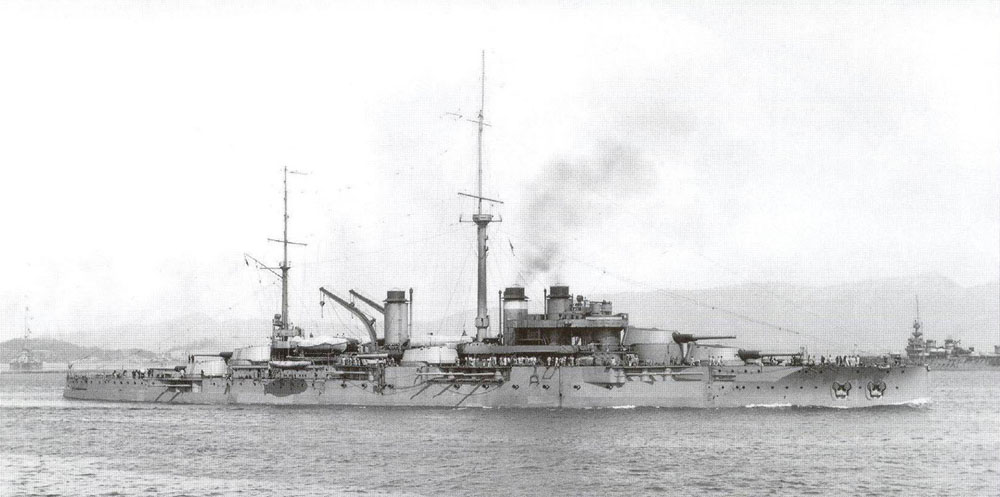
Jean Bart
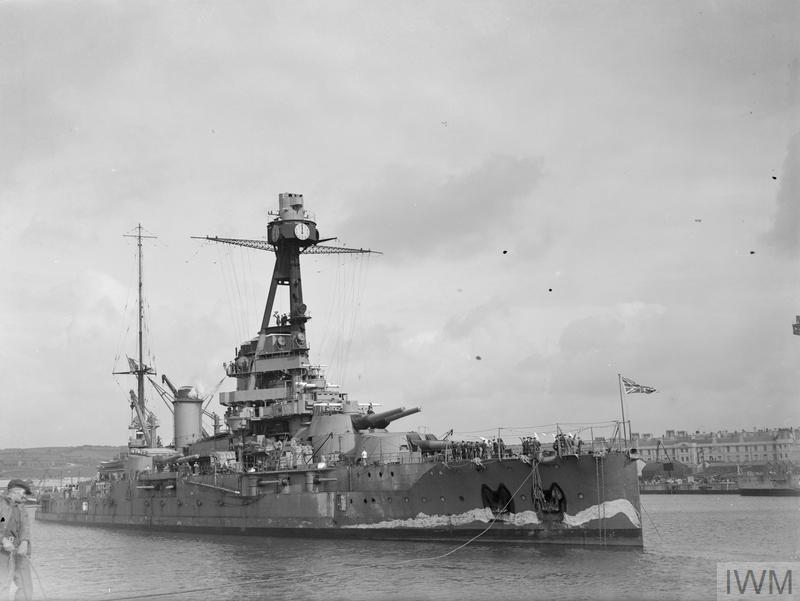
Paris
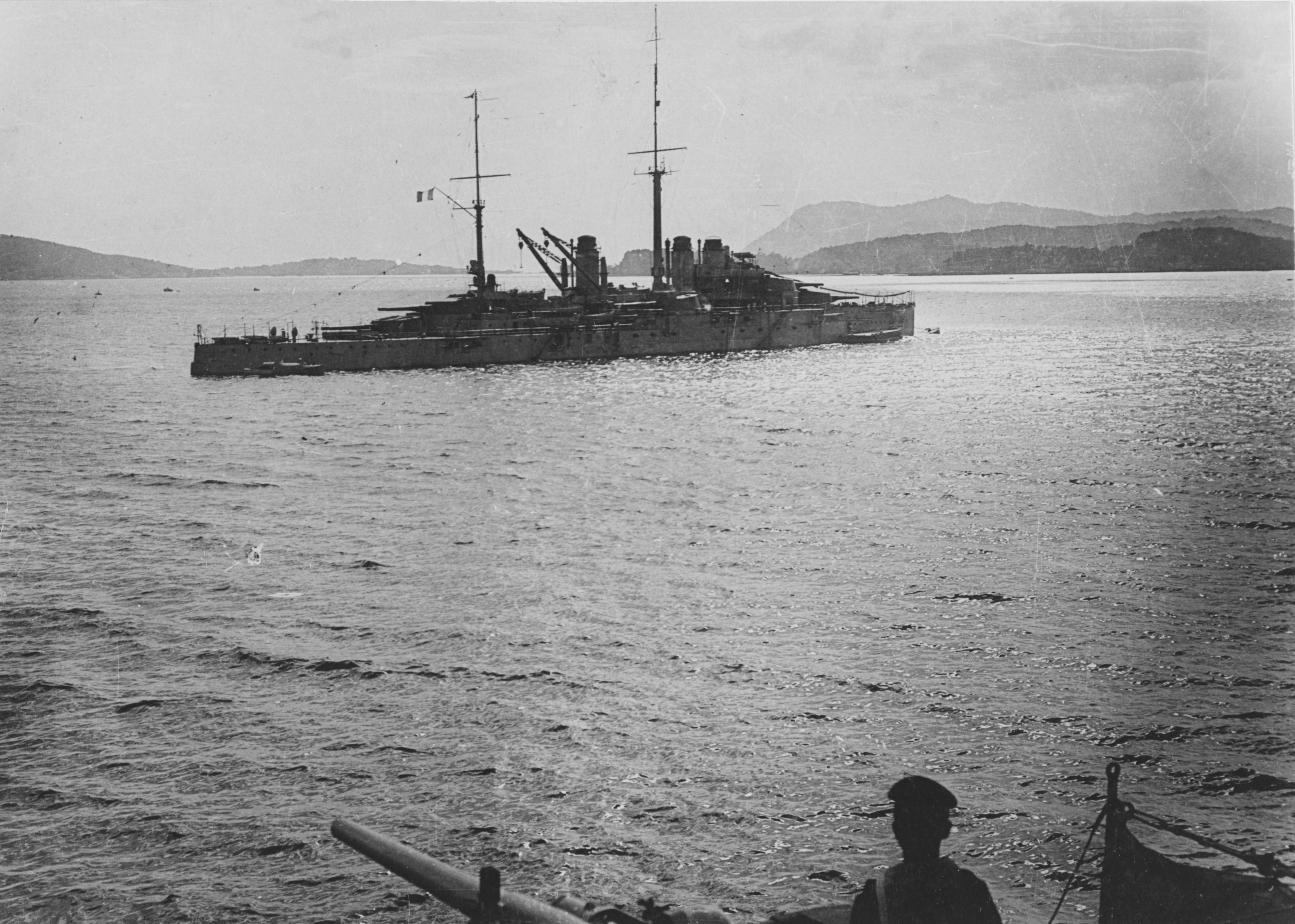
France
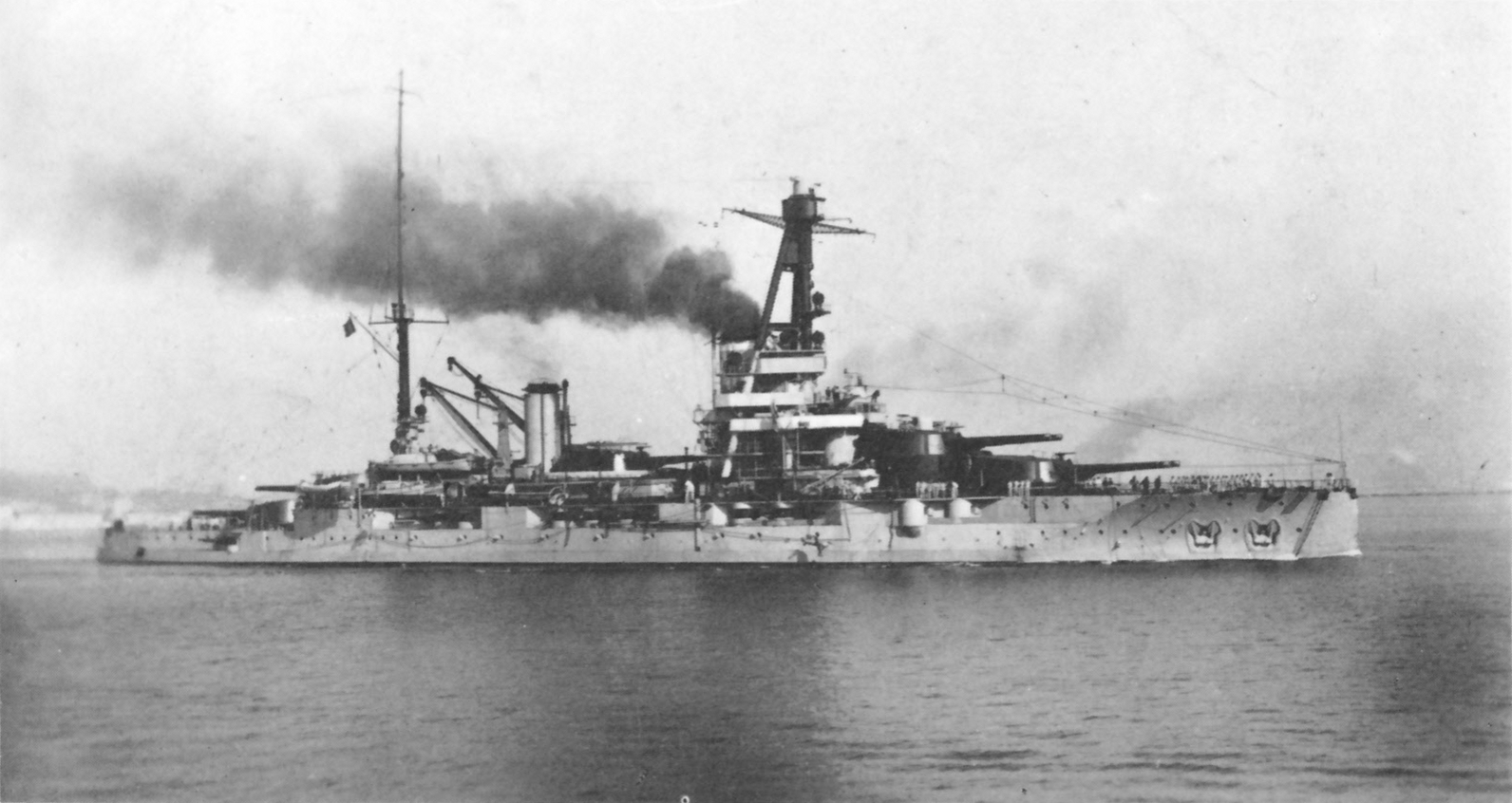
Bretagne
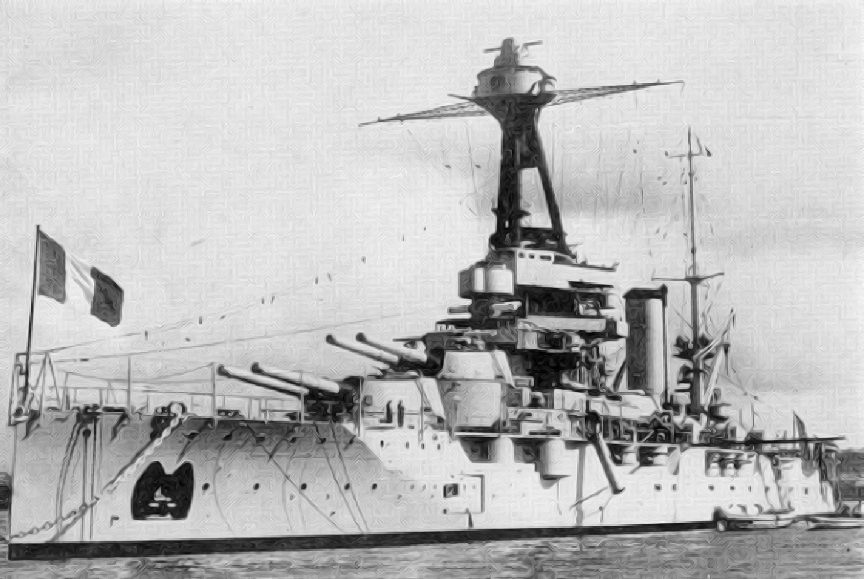
Provence
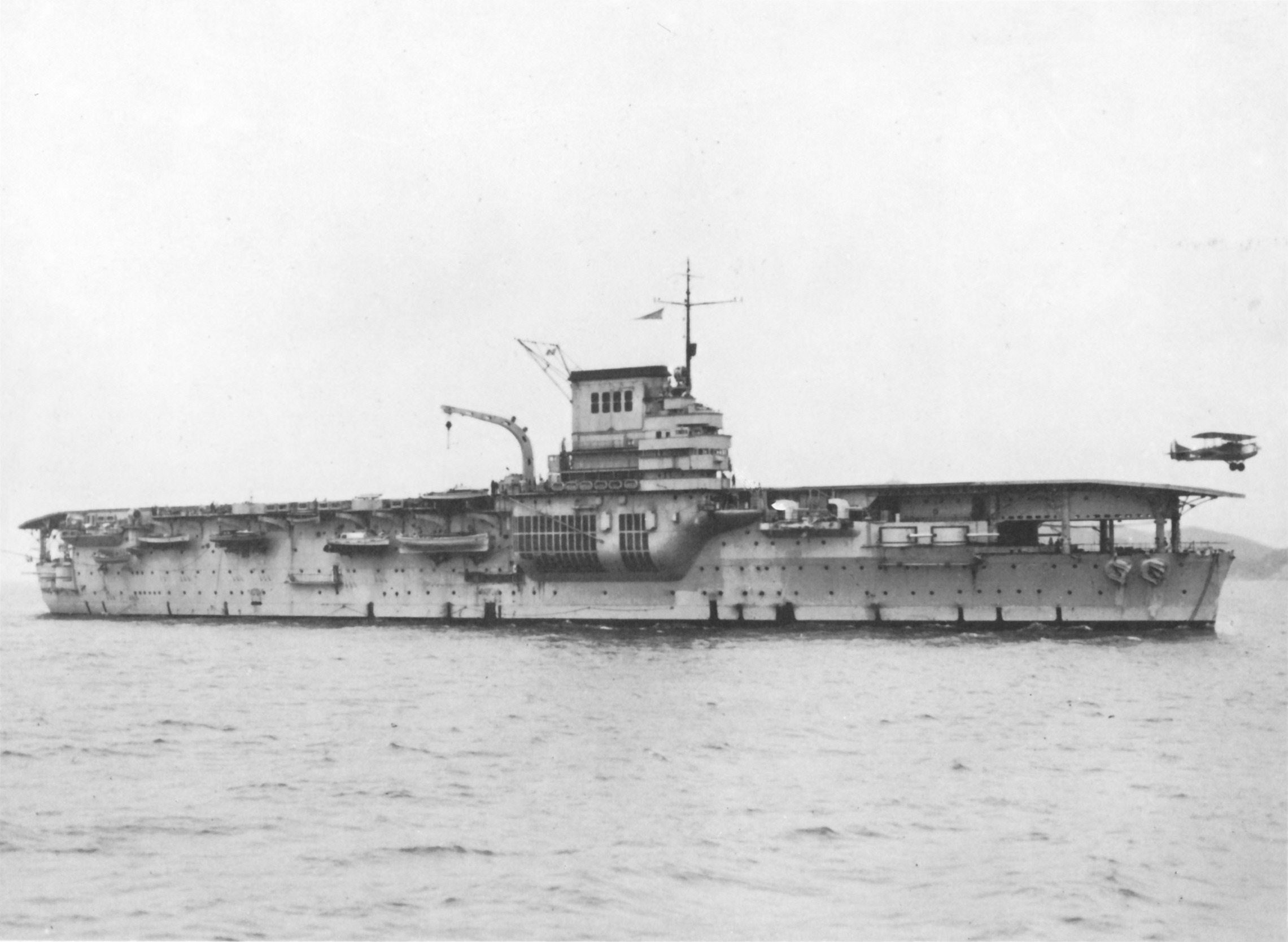
Béarn

### Griechenland
Großlinienschiffe
- VP Salamis, urspr. Vasilefs Georgios (1914) – Bau in Deutschland 1914 wegen des Ersten Weltkriegs ausgesetzt, Vertrag 1932 aufgelöst
- VP Vasilefs Konstantinos – Bau in Frankreich 1914 wegen des Ersten Weltkriegs vor Kiellegung ausgesetzt, Vertrag 1915 aufgelöst

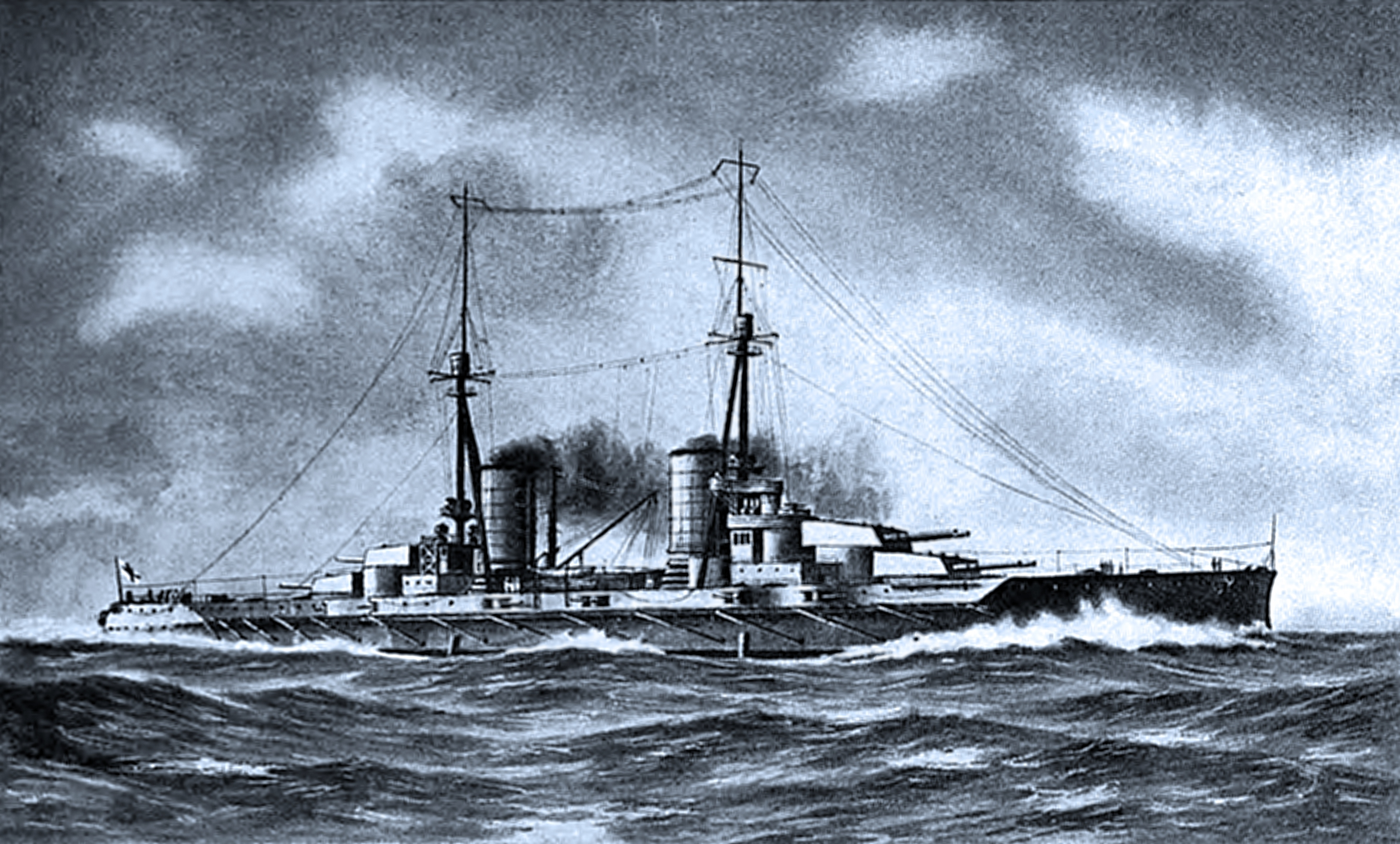
VP Salamis (Illustration)

### Großbritannien
Großlinienschiffe
- HMS Dreadnought (1906) – erstes Großkampfschiff und Namensgeber der Schiffsklasse
- Bellerophon-Klasse
  - HMS Bellerophon (1907)
  - HMS Temeraire (1907)
  - HMS Superb (1907)
- St.-Vincent-Klasse
  - HMS St. Vincent (1908)
  - HMS Collingwood (1908)
  - HMS Vanguard (1909)
- HMS Neptune (1909)
- Colossus-Klasse
  - HMS Colossus (1910)
  - HMS Hercules (1910)
- Orion-Klasse
  - HMS Orion (1910)
  - HMS Conqueror (1911)
  - HMS Monarch (1911)
  - HMS Thunderer (1911)
- King-George-V-Klasse
  - HMS King George V, urspr. Royal George (1911)
  - HMS Centurion (1911)
  - HMS Audacious (1912)
  - HMS Ajax (1912)
- Iron-Duke-Klasse
  - HMS Iron Duke (1912)
  - HMS Marlborough (1912)
  - HMS Benbow (1913)
  - HMS Emperor of India, urspr. Delhi (1913)
- HMS Agincourt, ehem. türk. Sultan Osman-i Evvel, urspr. bras. Rio de Janeiro (1913) – 1914 beschlagnahmt
- (Türkische) Reşadiye-Klasse
  - HMS Erin, urspr. türk. Reşadiye (1913) – 1914 beschlagnahmt
- (Chilenische) Almirante-Latorre-Klasse
  - HMS Canada, urspr. chil. Almirante Latorre (1913) – 1914 angekauft, 1920 unter altem Namen an Chile zurückverkauft
- Queen-Elizabeth-Klasse
  - HMS Queen Elizabeth (1913)
  - HMS Warspite (1913)
  - HMS Valiant (1914)
  - HMS Barham (1914)
  - HMS Malaya (1915)
  - HMS Agincourt – Bestellung 1914 storniert
- Revenge-Klasse
  - HMS Ramillies (1916)
  - HMS Resolution (1915)
  - HMS Revenge, urspr. Renown (1915)
  - HMS Royal Oak (1914)
  - HMS Royal Sovereign (1916) – 1944/49 an die Sowjetunion verliehen und in Archangelsk umbenannt
  - HMS Renown – 1914 sistiert, als Schlachtkreuzer der Renown-Klasse gebaut
  - HMS Repulse – 1914 sistiert, als Schlachtkreuzer der Renown-Klasse gebaut
  - HMS Resistance – 1914 storniert

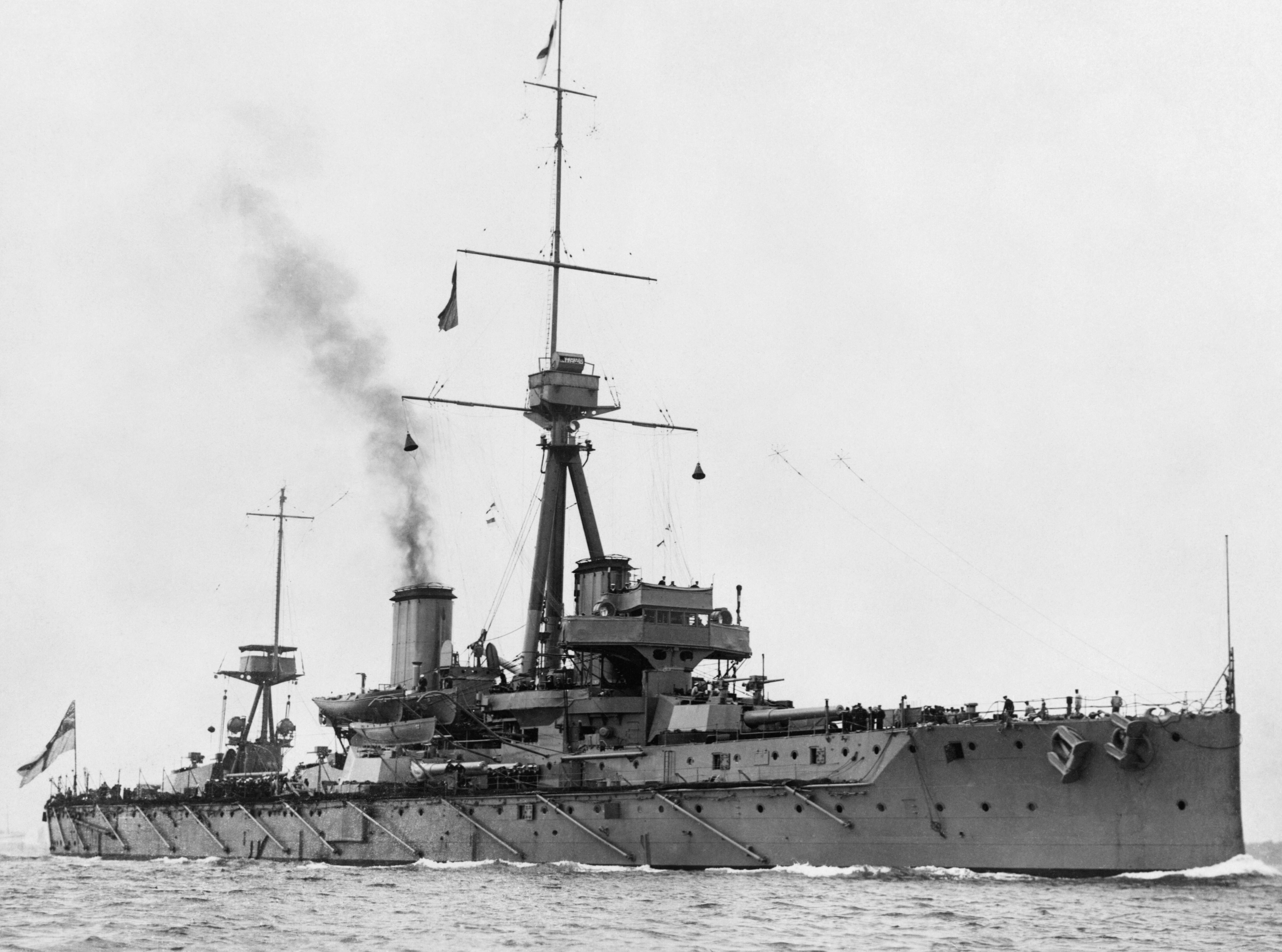
HMS Dreadnought
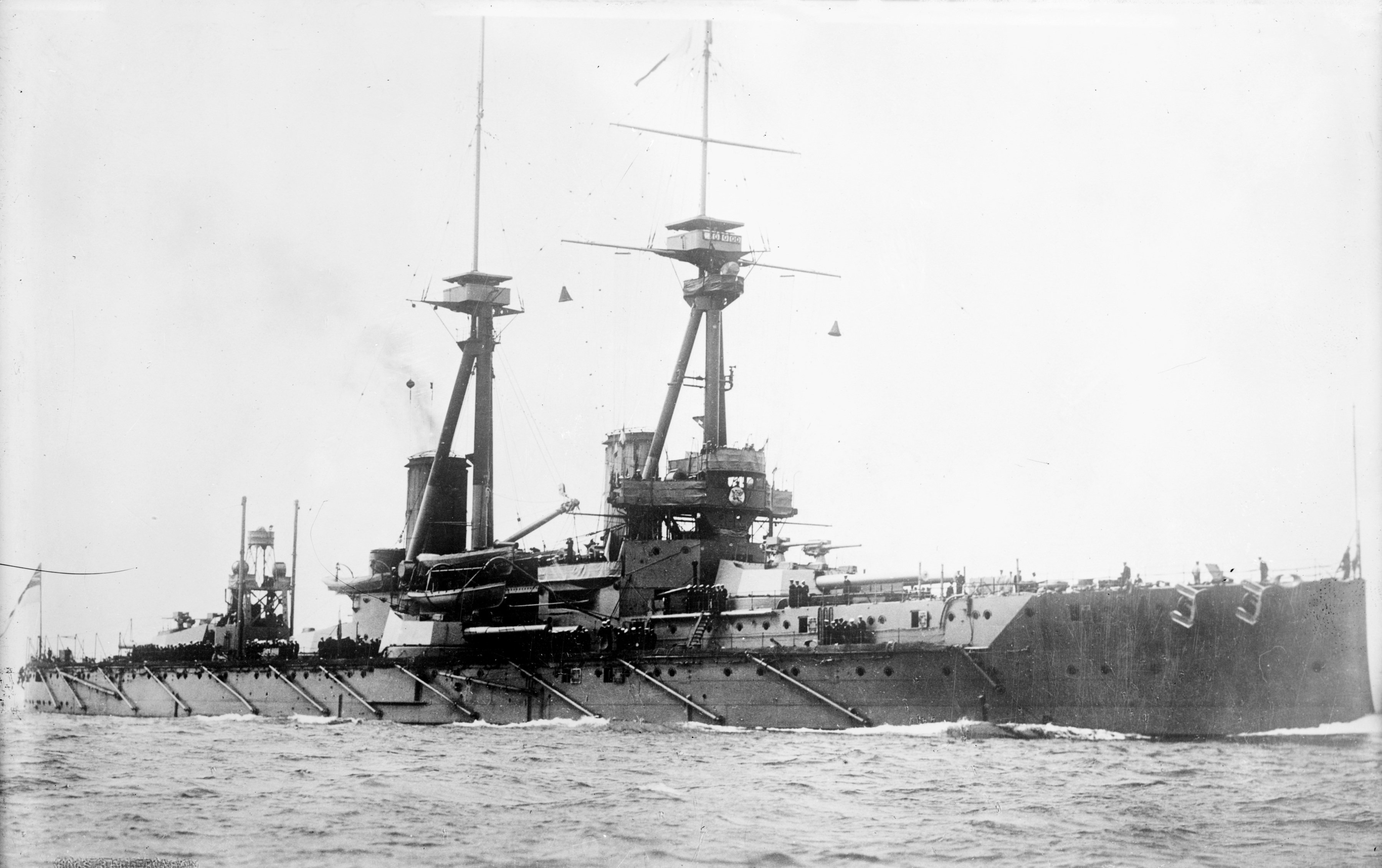
HMS Bellerophon
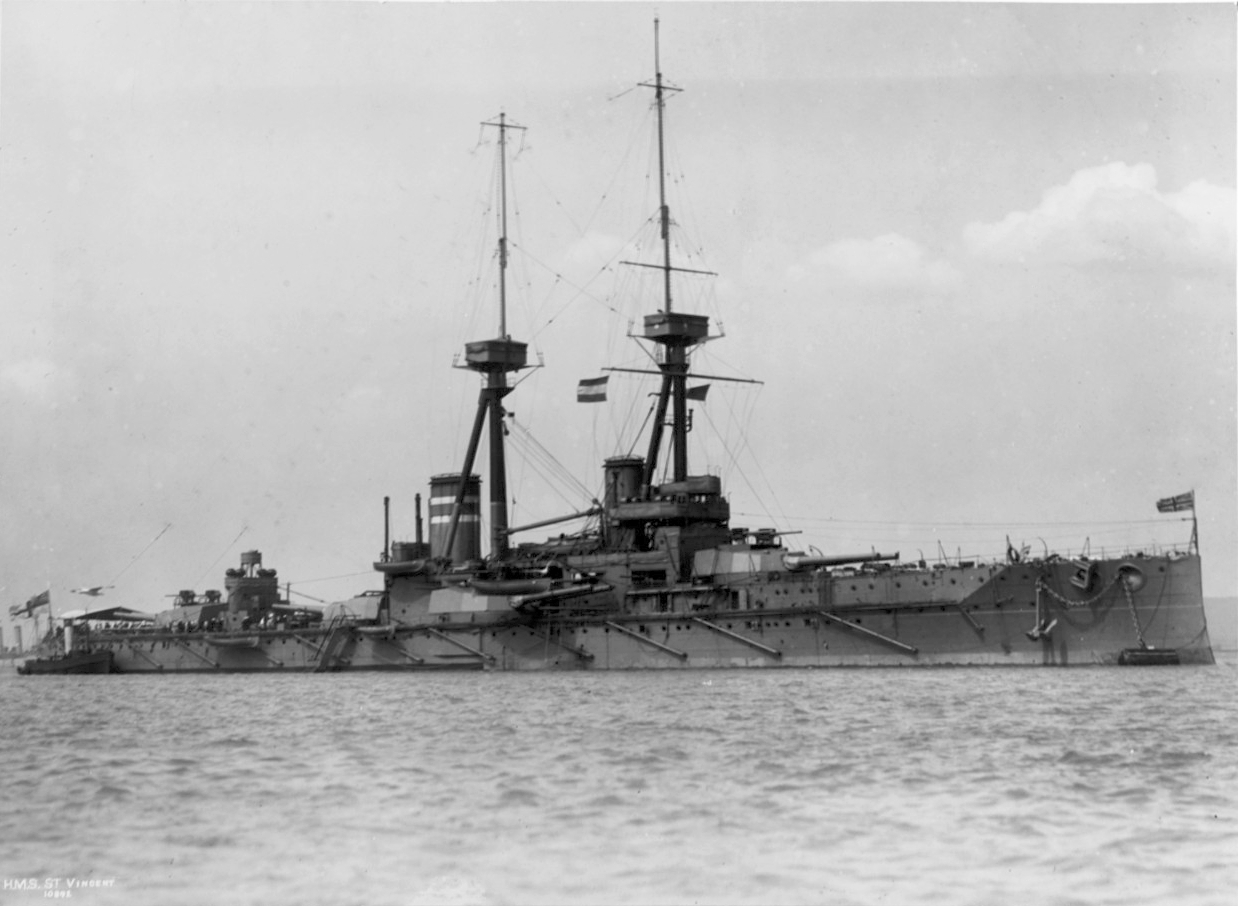
HMS St. Vincent
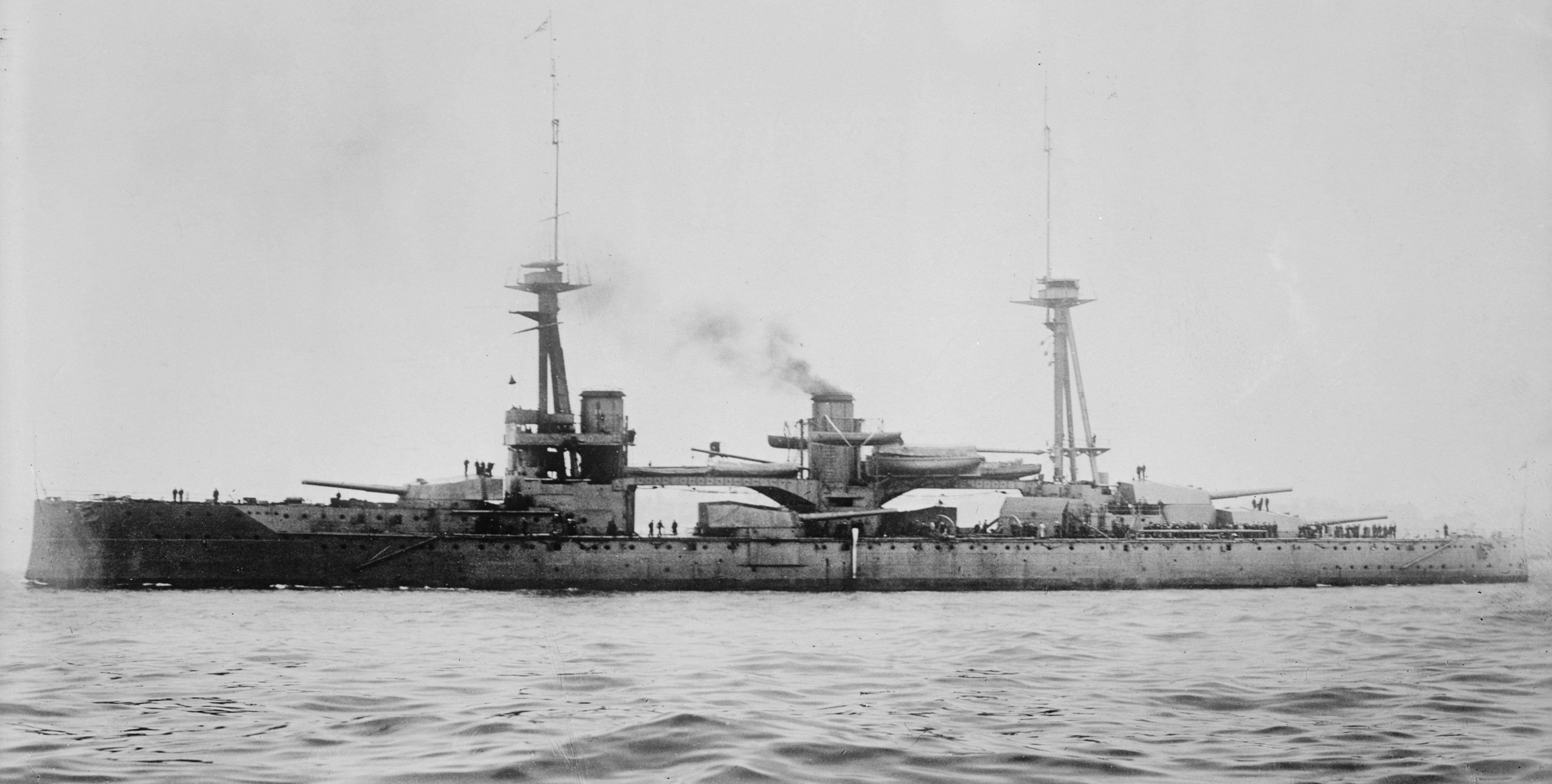
HMS Neptune
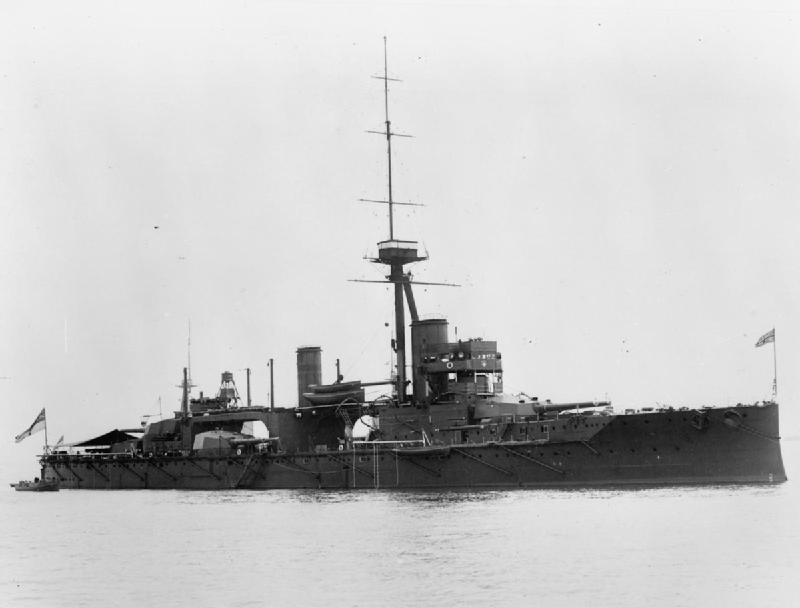
HMS Colossus
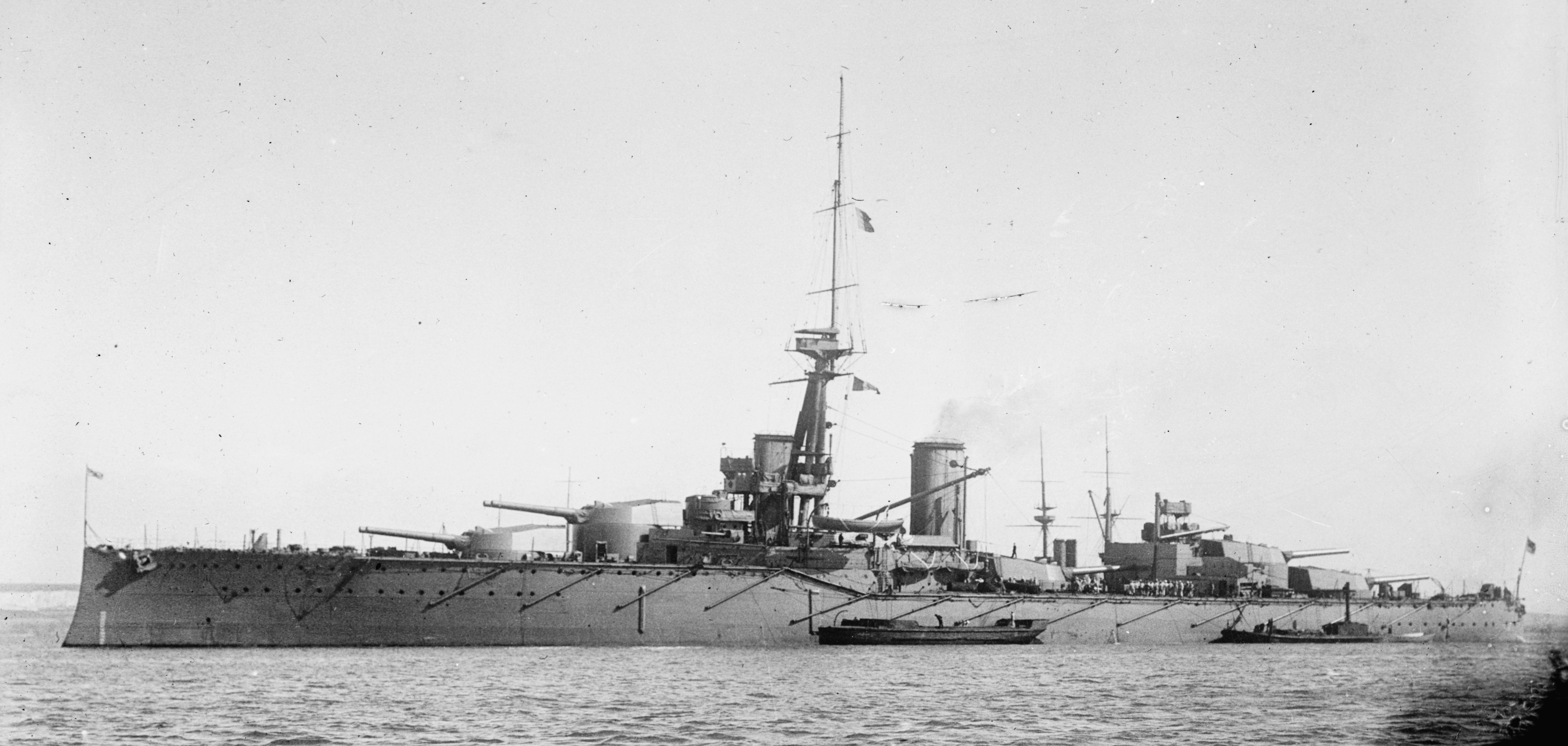
HMS Monarch
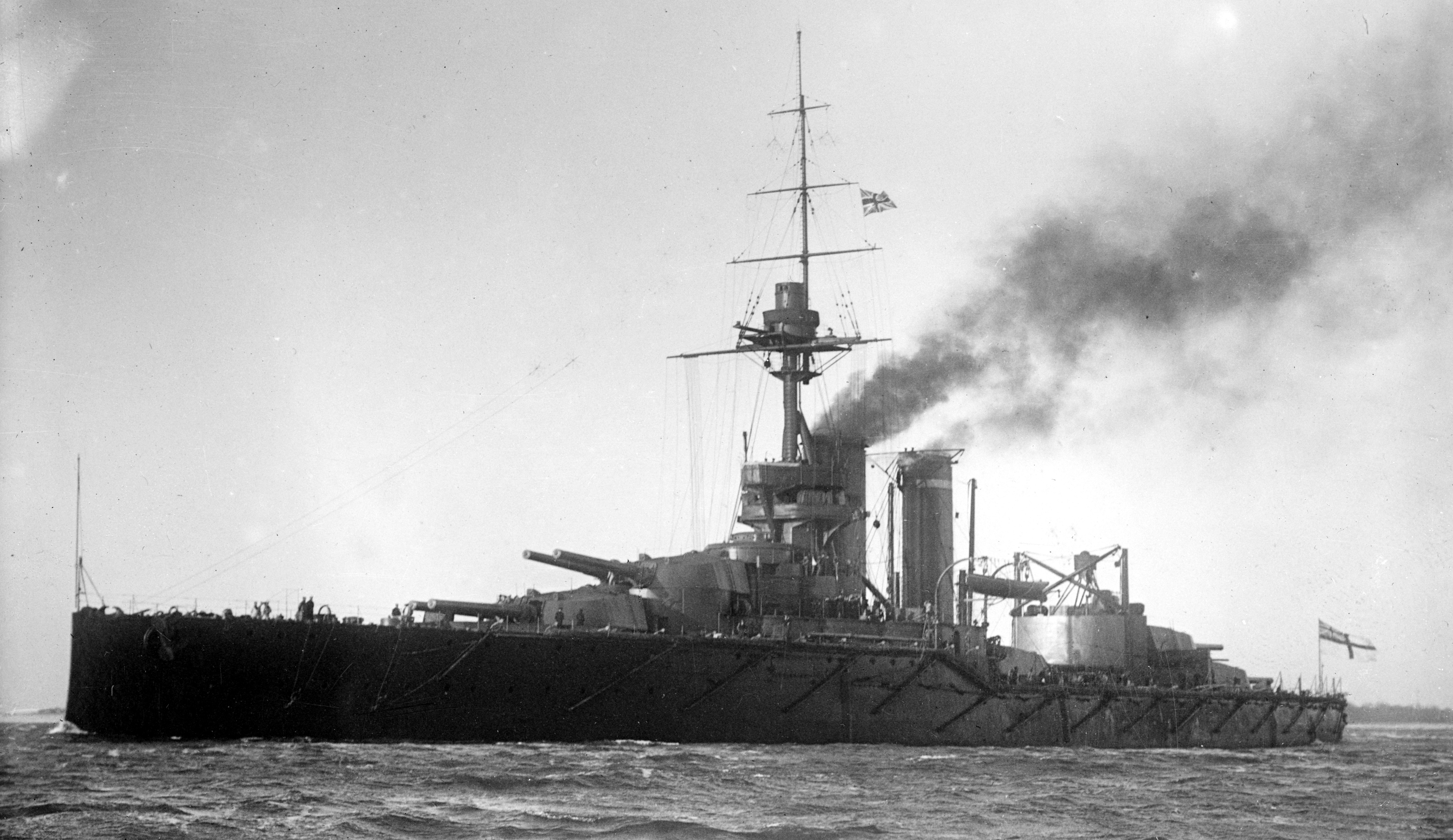
HMS Audacious
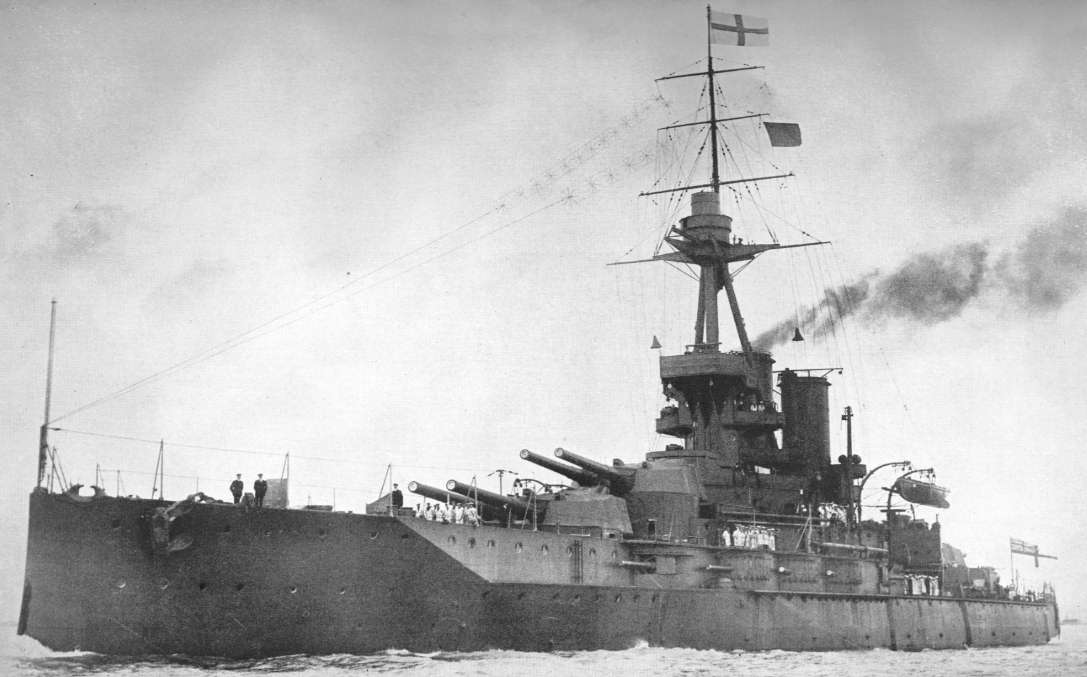
HMS Iron Duke
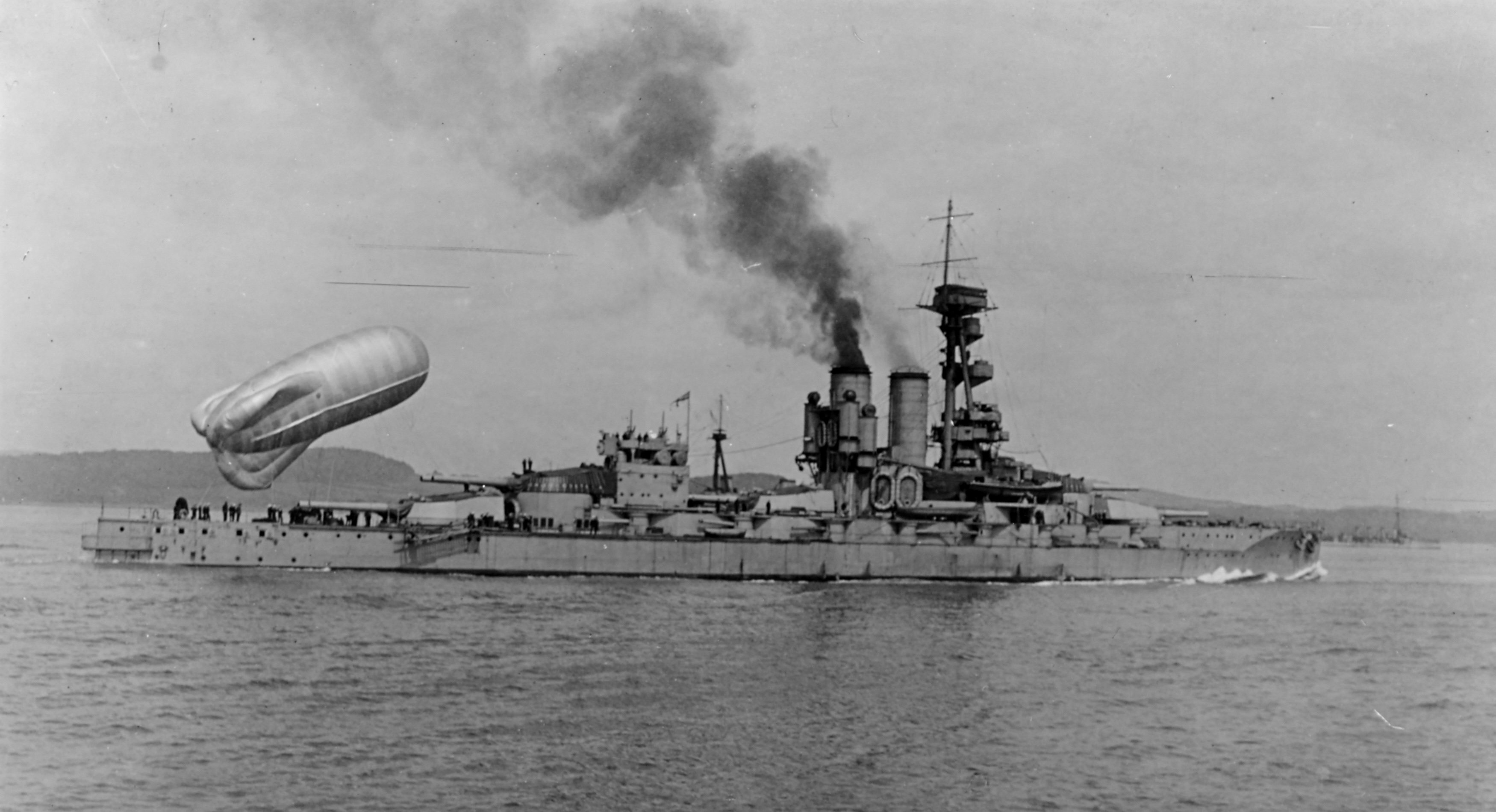
HMS Erin
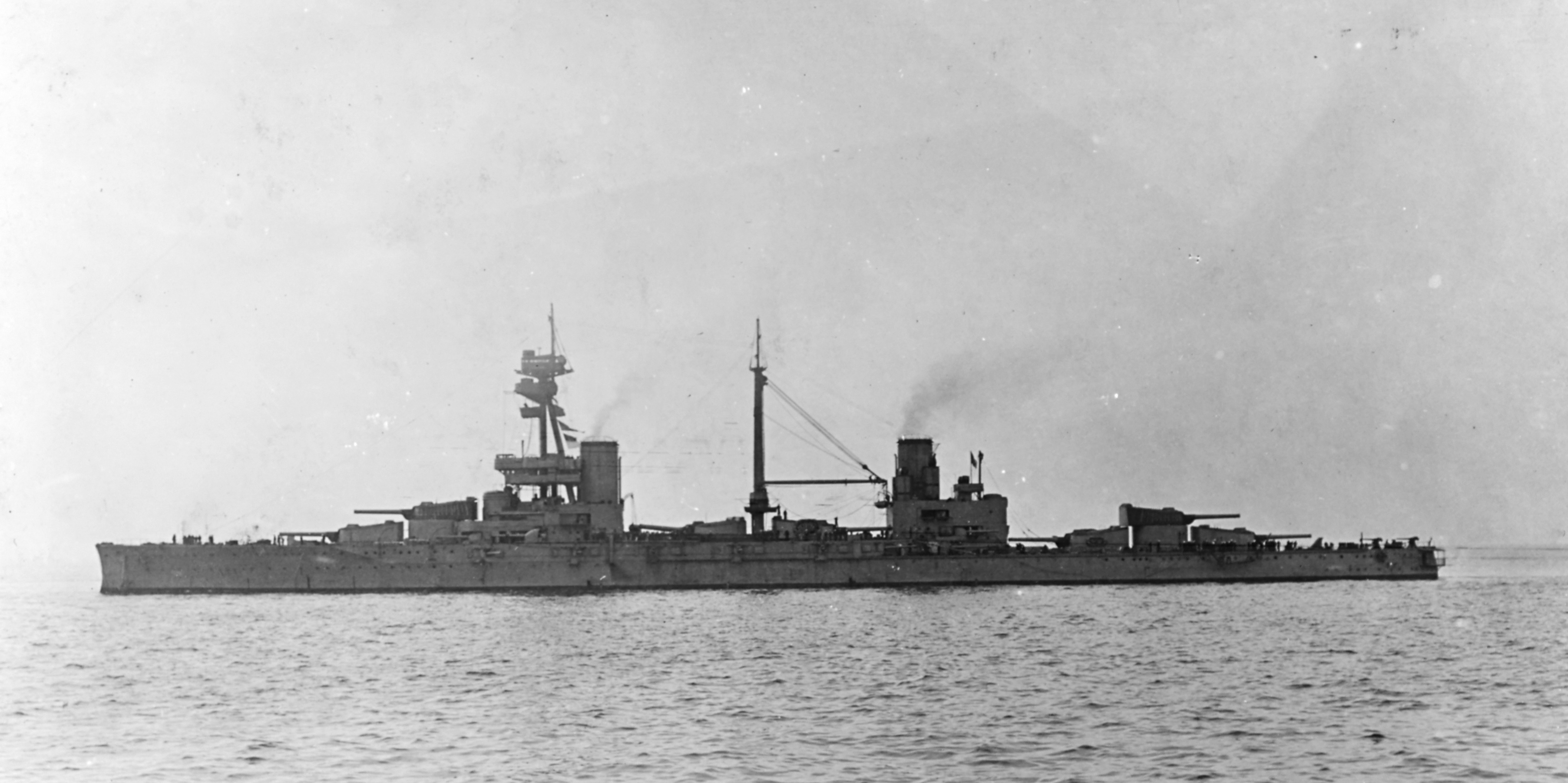
HMS Agincourt
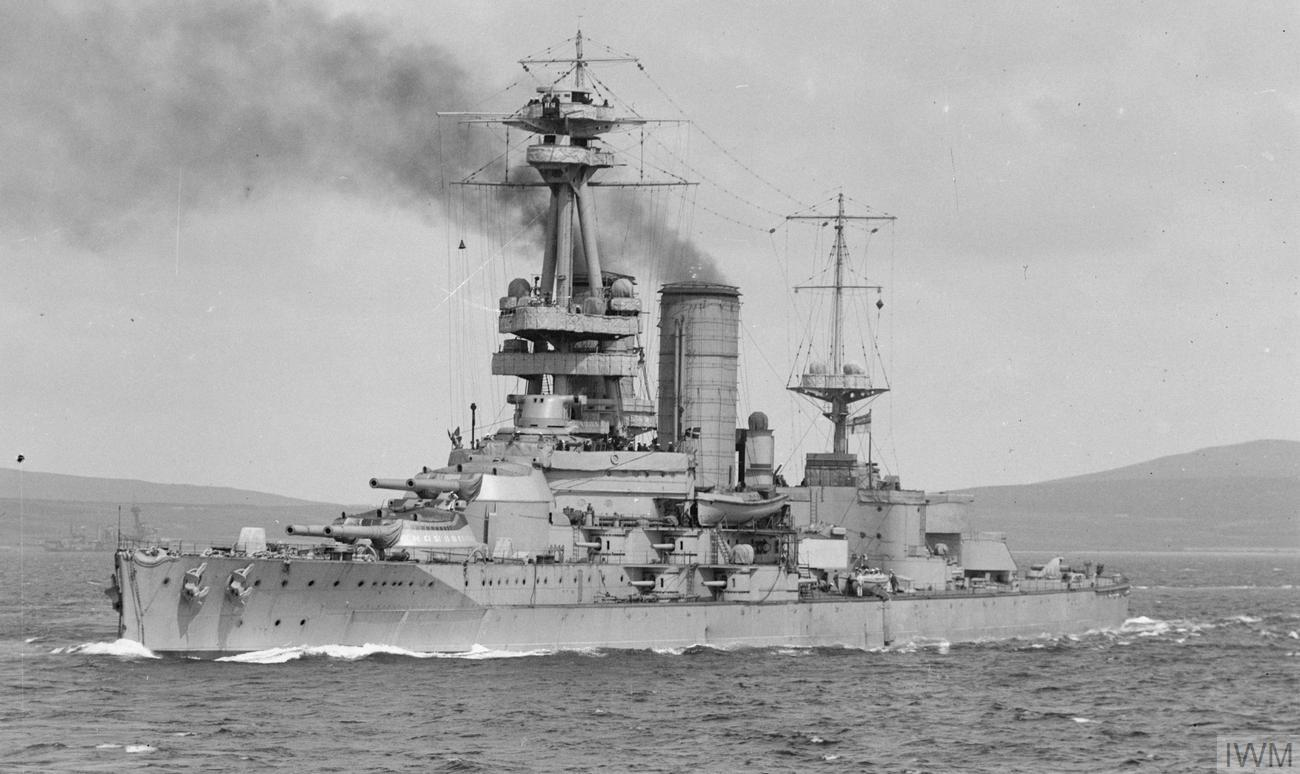
HMS Canada
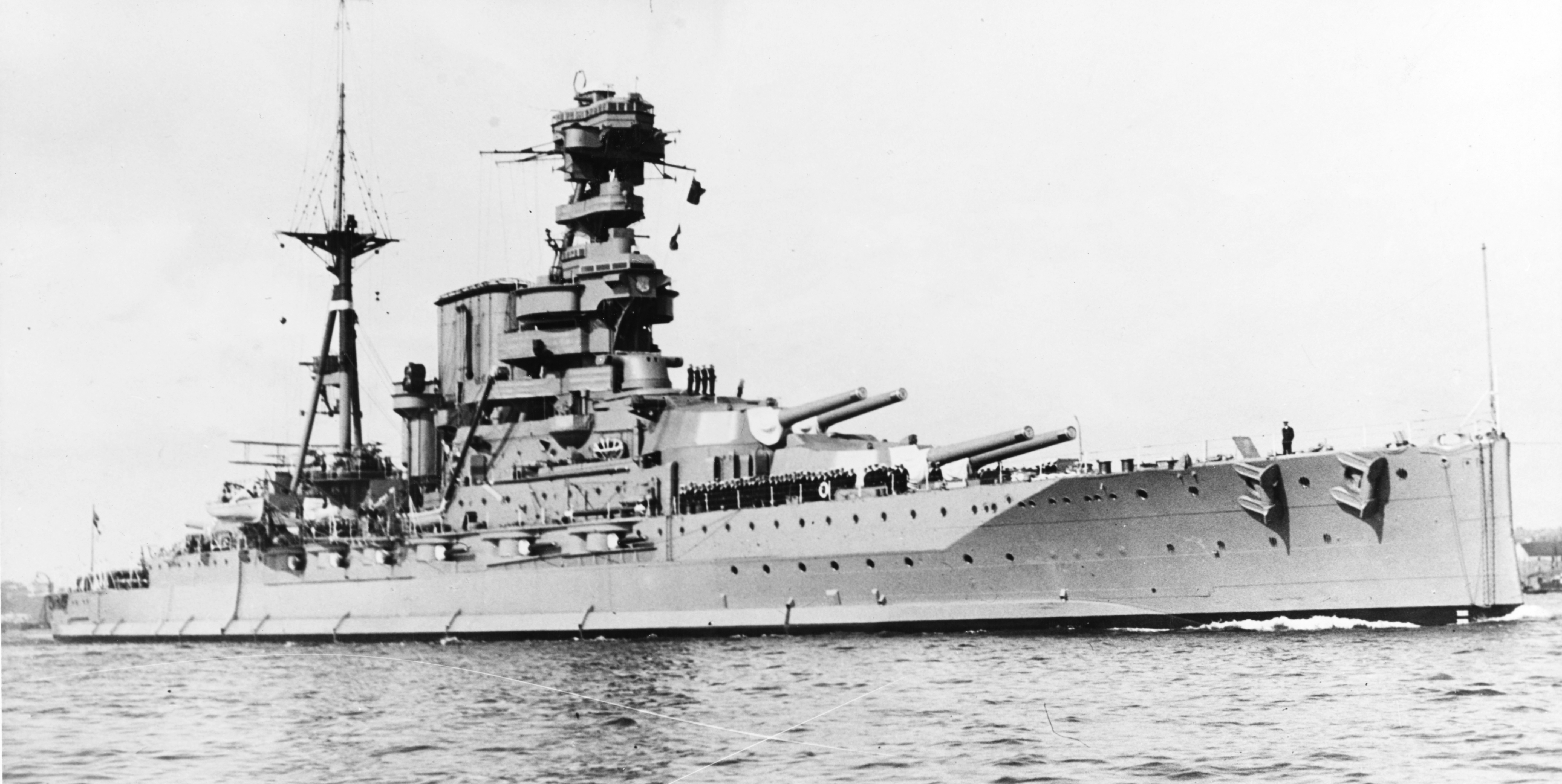
HMS Barham
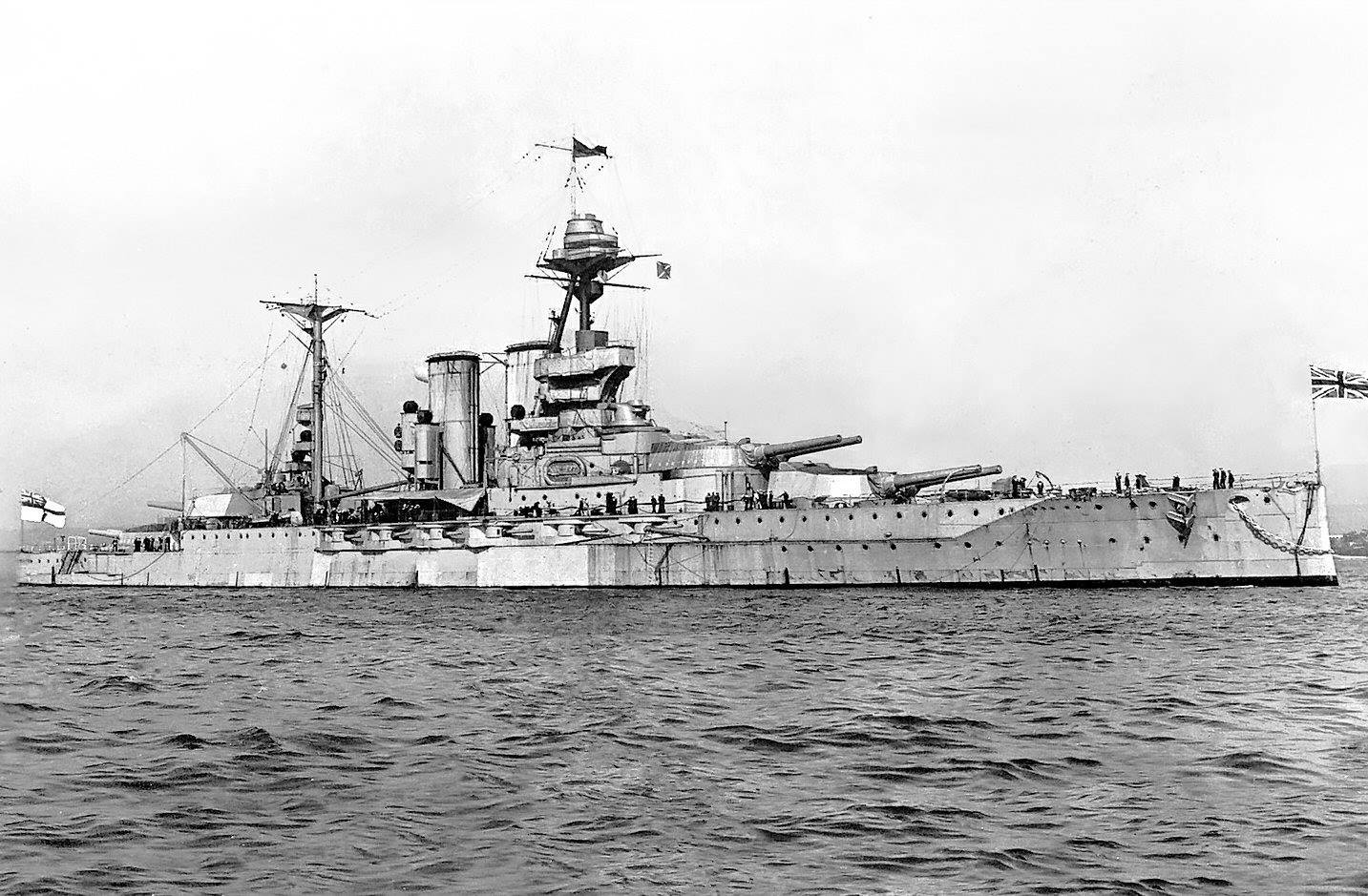
HMS Malaya
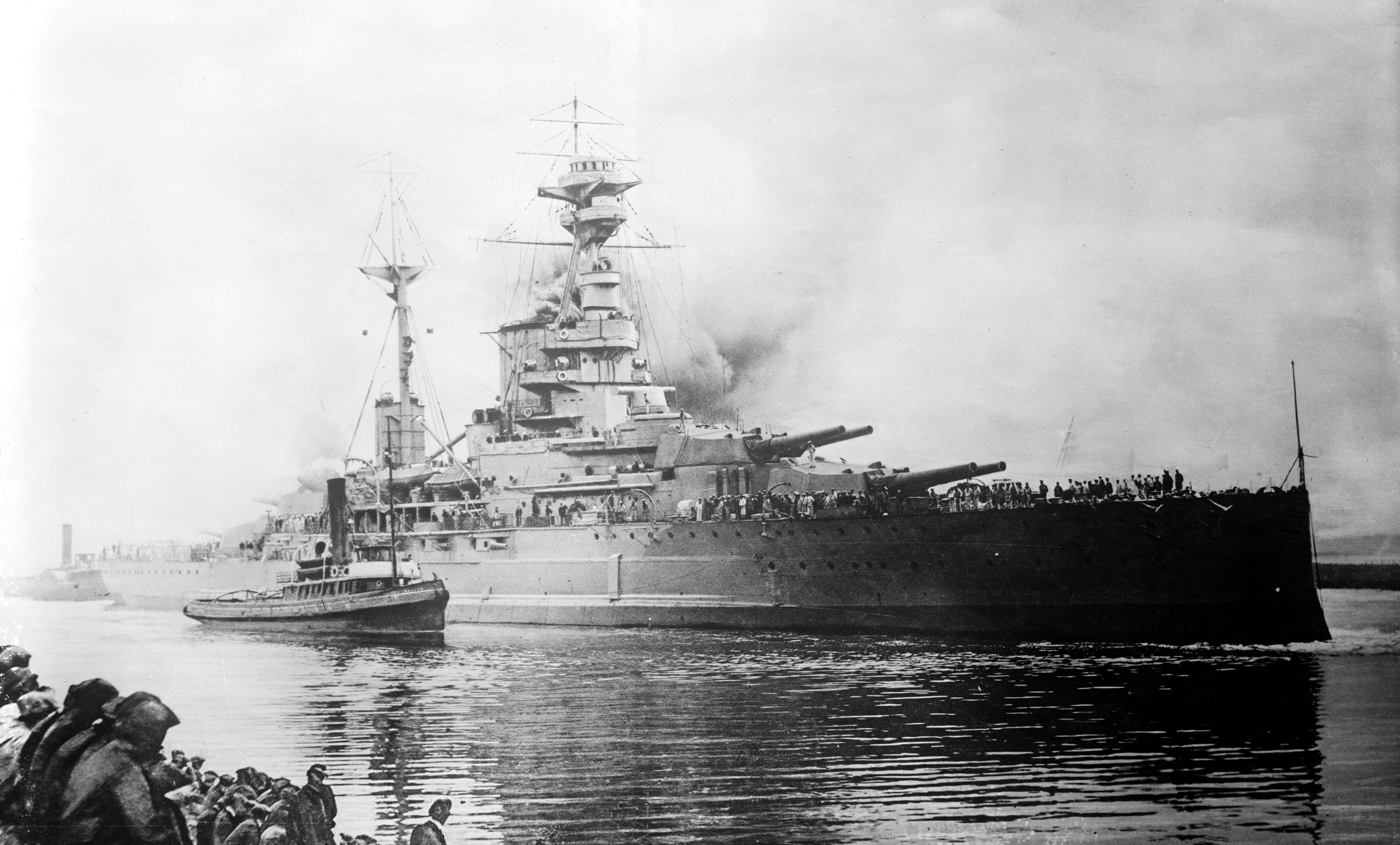
HMS Ramillies
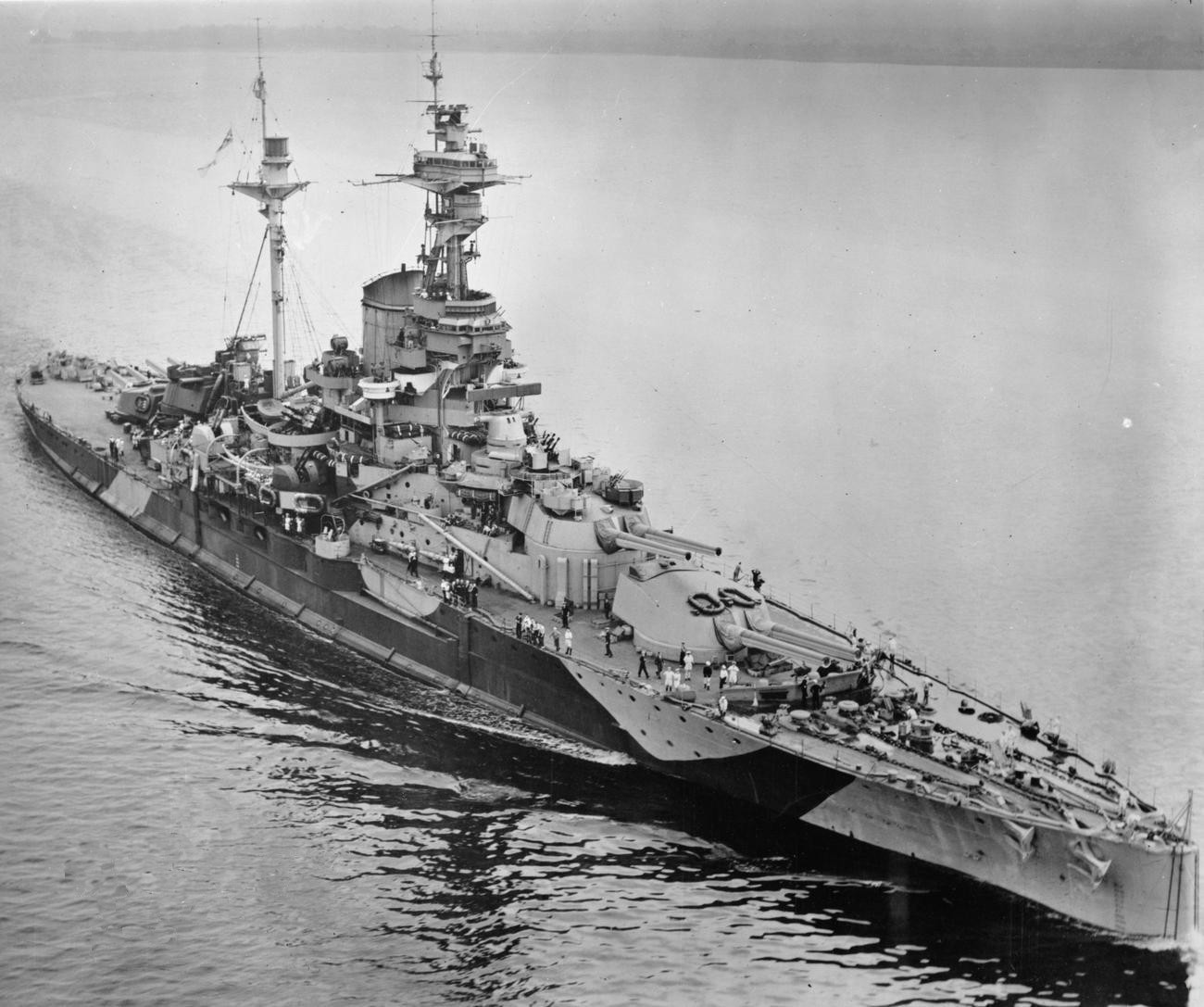
HMS Royal Sovereign

Schlachtkreuzer
- Invincible-Klasse
  - HMS Invincible (1907)
  - HMS Inflexible (1907)
  - HMS Indomitable (1907)
- Indefatigable-Klasse
  - HMS Indefatigable (1909)
  - HMS New Zealand (1911)
- Lion-Klasse
  - HMS Lion (1910)
  - HMS Princess Royal (1911)
- HMS Queen Mary (1912)
- HMS Tiger (1913)
- Renown-Klasse
  - HMS Renown (1916)
  - HMS Repulse (1916)
- Courageous-Klasse – „Große Leichte Kreuzer“ (Large Light Cruisers)
  - HMS Courageous (1916) – 1924/28 zum Flugzeugträger umgebaut
  - HMS Glorious (1916) – 1924/30 zum Flugzeugträger umgebaut
  - HMS Furious (1916) – als Halbflugzeugträger fertiggestellt, 1921/25 mit komplettem Flugdeck ausgestattet
- Hood- oder Admiral-Klasse
  - HMS Hood (1918)
  - HMS Rodney – Bau 1917 ausgesetzt, 1919 storniert
  - HMS Howe – Bau 1917 ausgesetzt, 1919 storniert
  - HMS Anson – Bau 1917 ausgesetzt, 1919 storniert

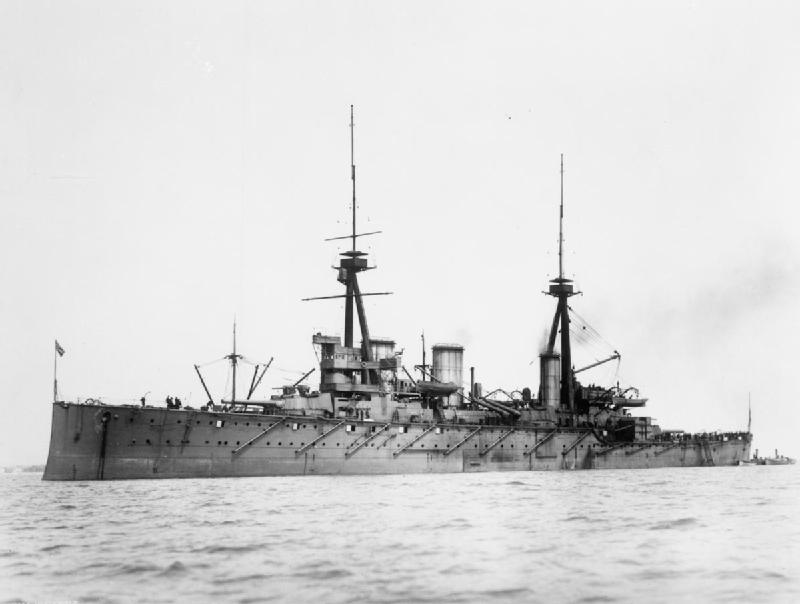
HMS Inflexible
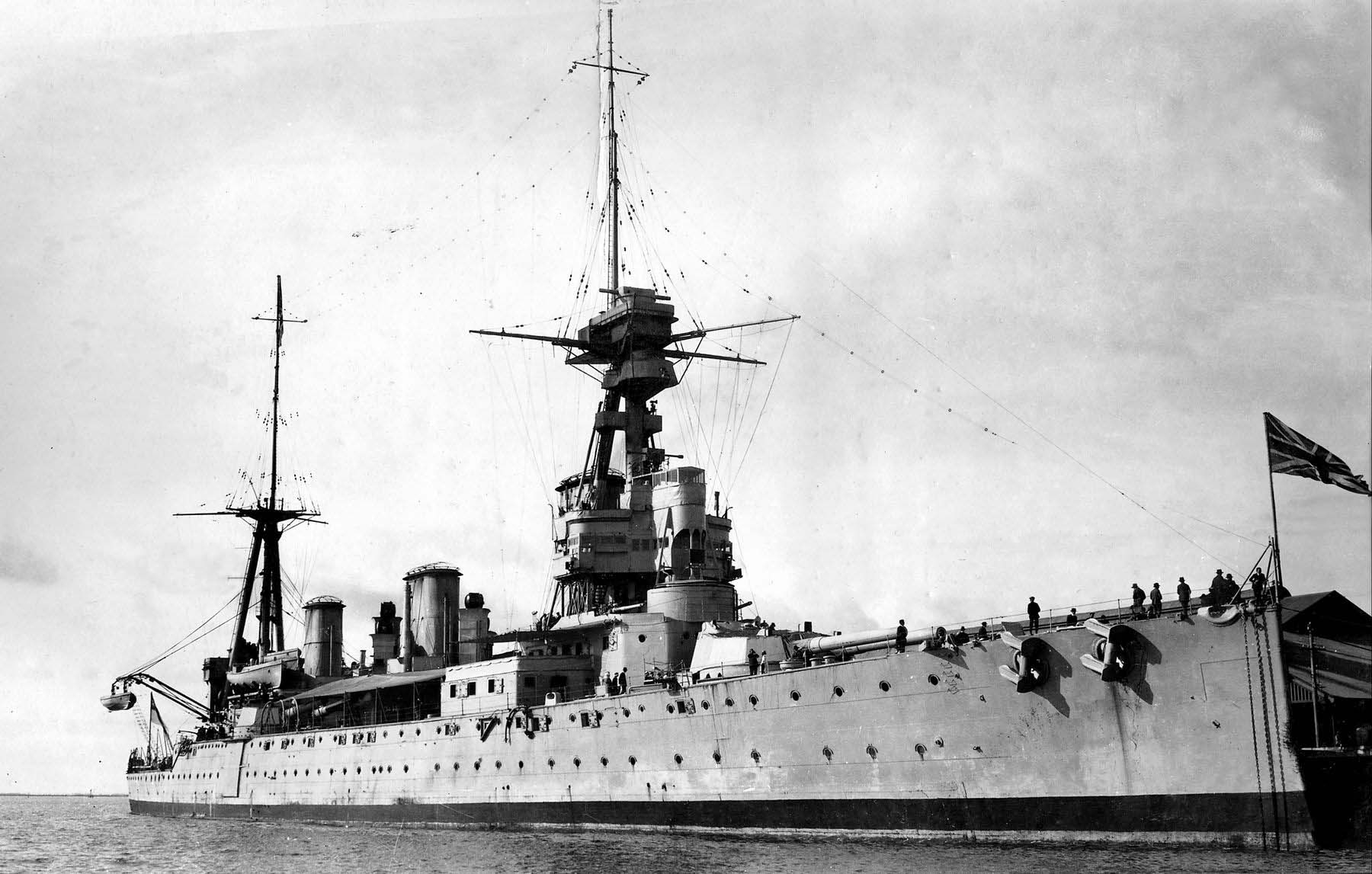
HMS New Zealand
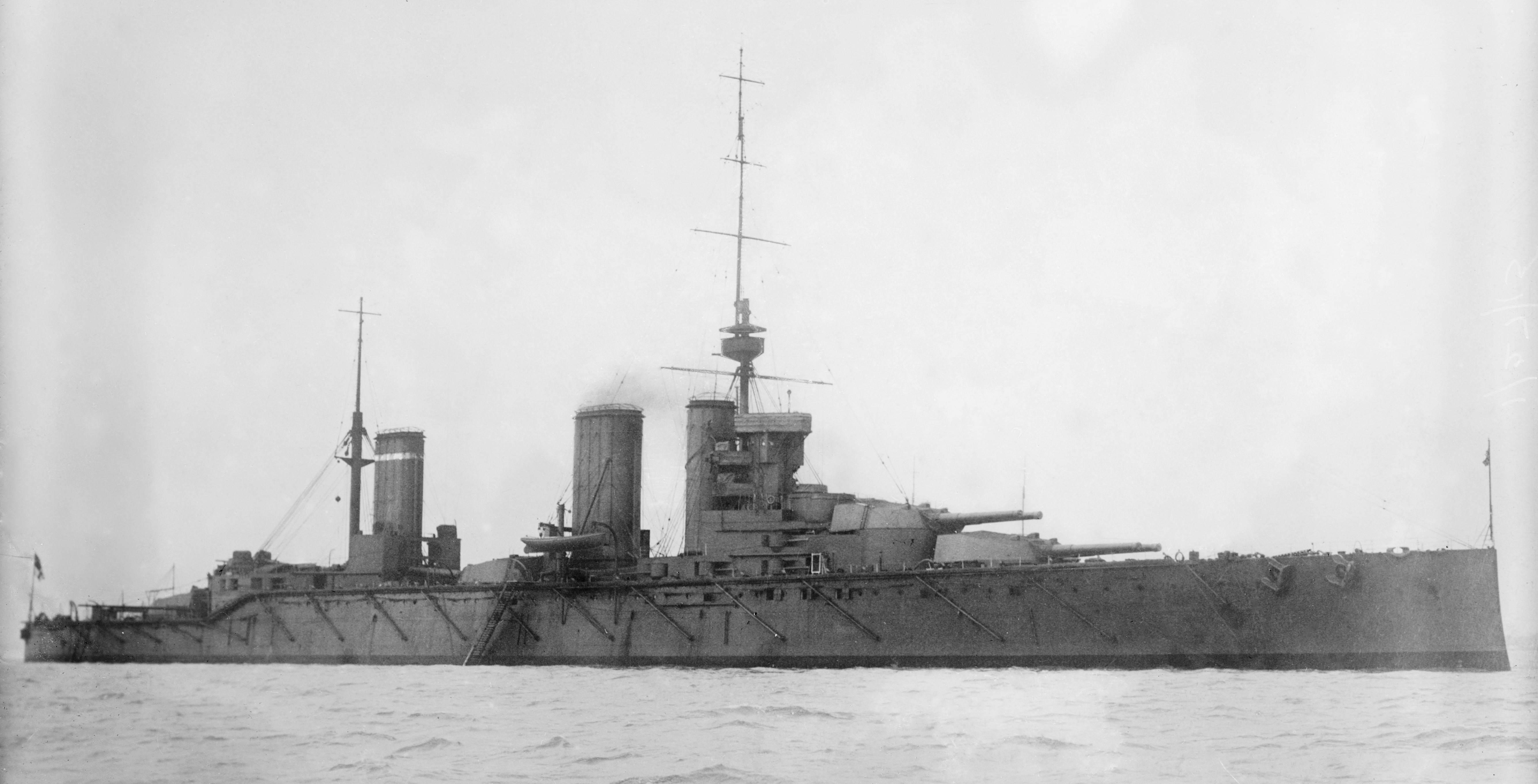
HMS Princess Royal
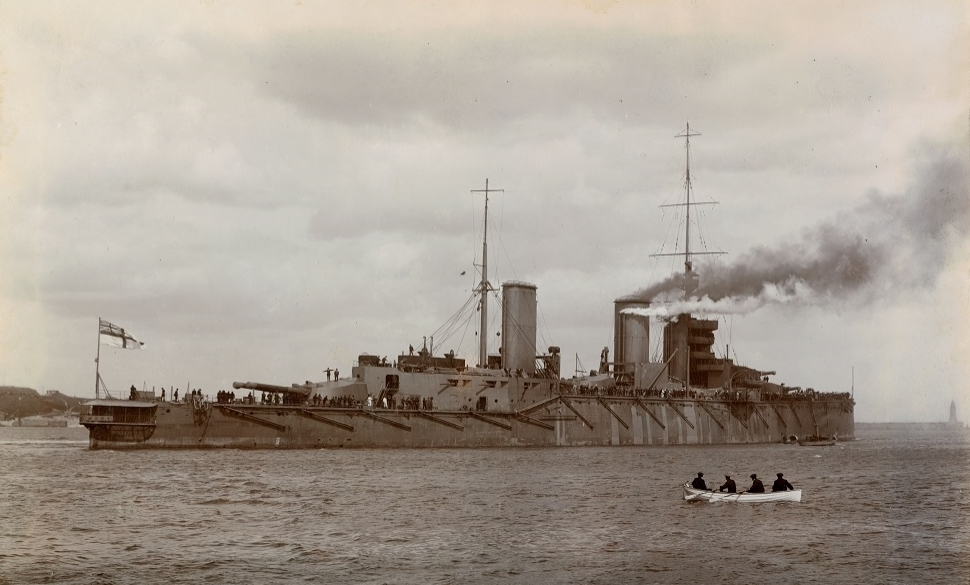
HMS Queen Mary
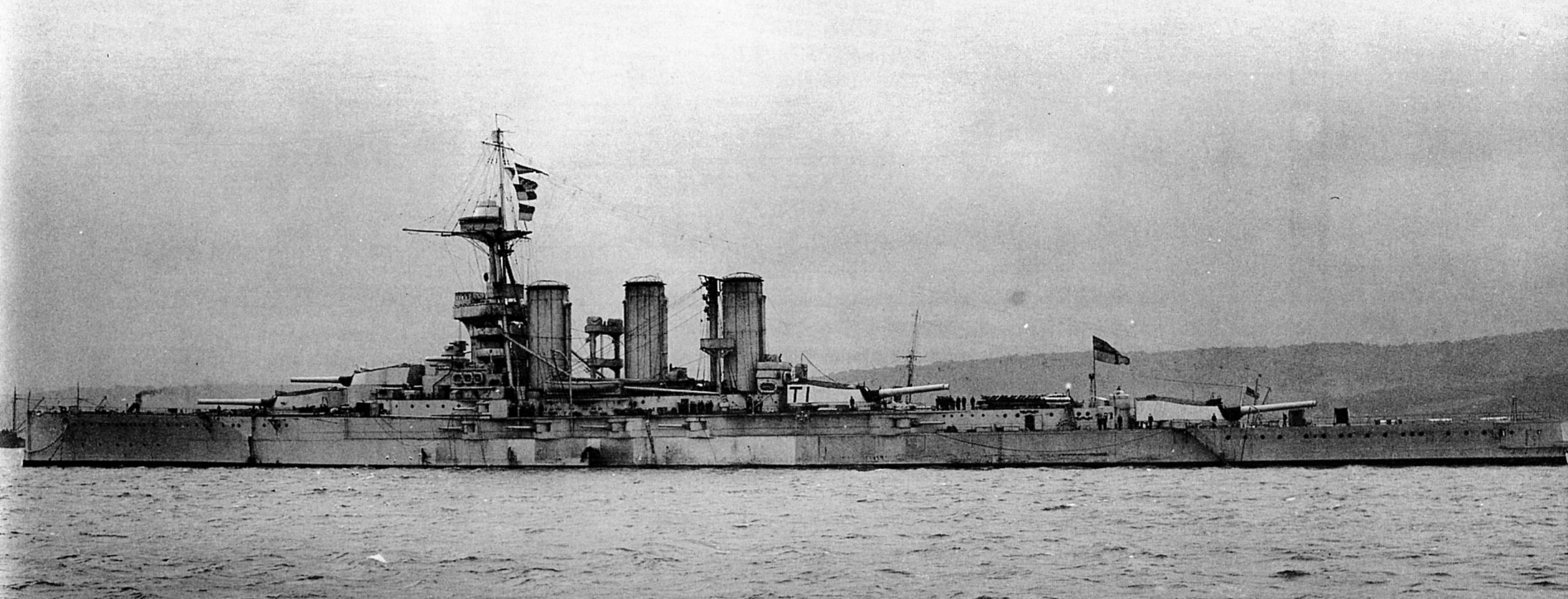
HMS Tiger
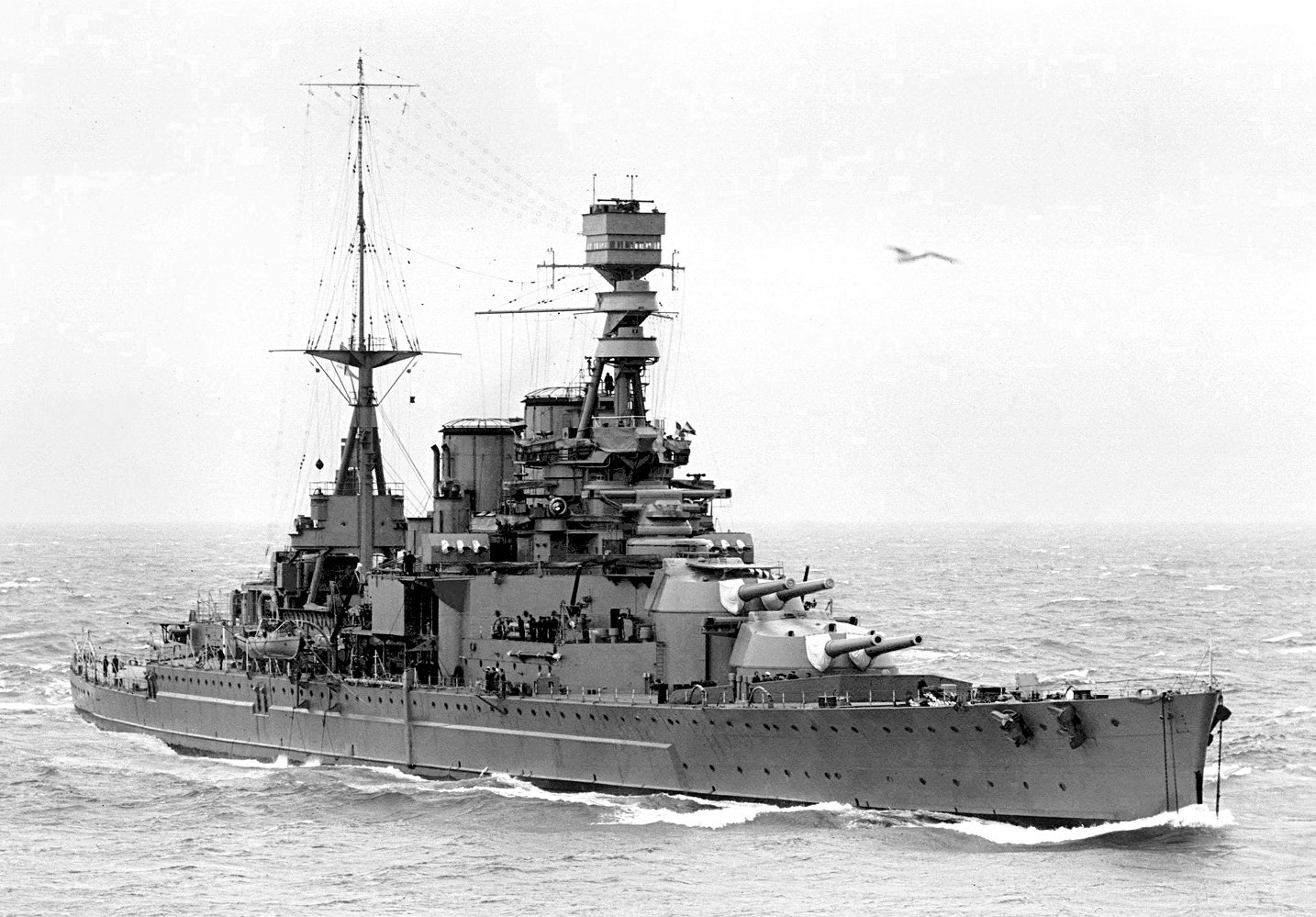
HMS Repulse
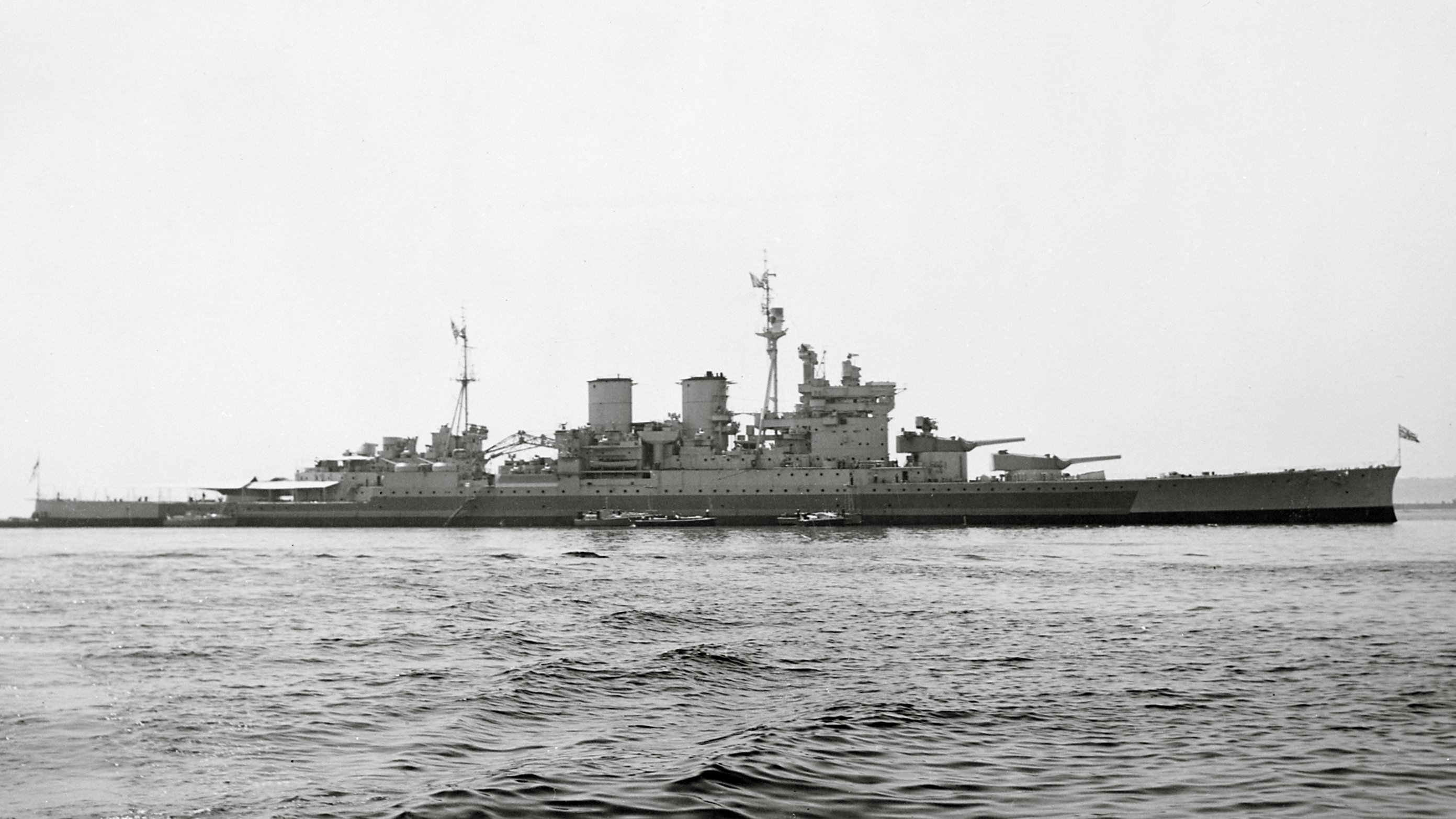
HMS Renown 1945
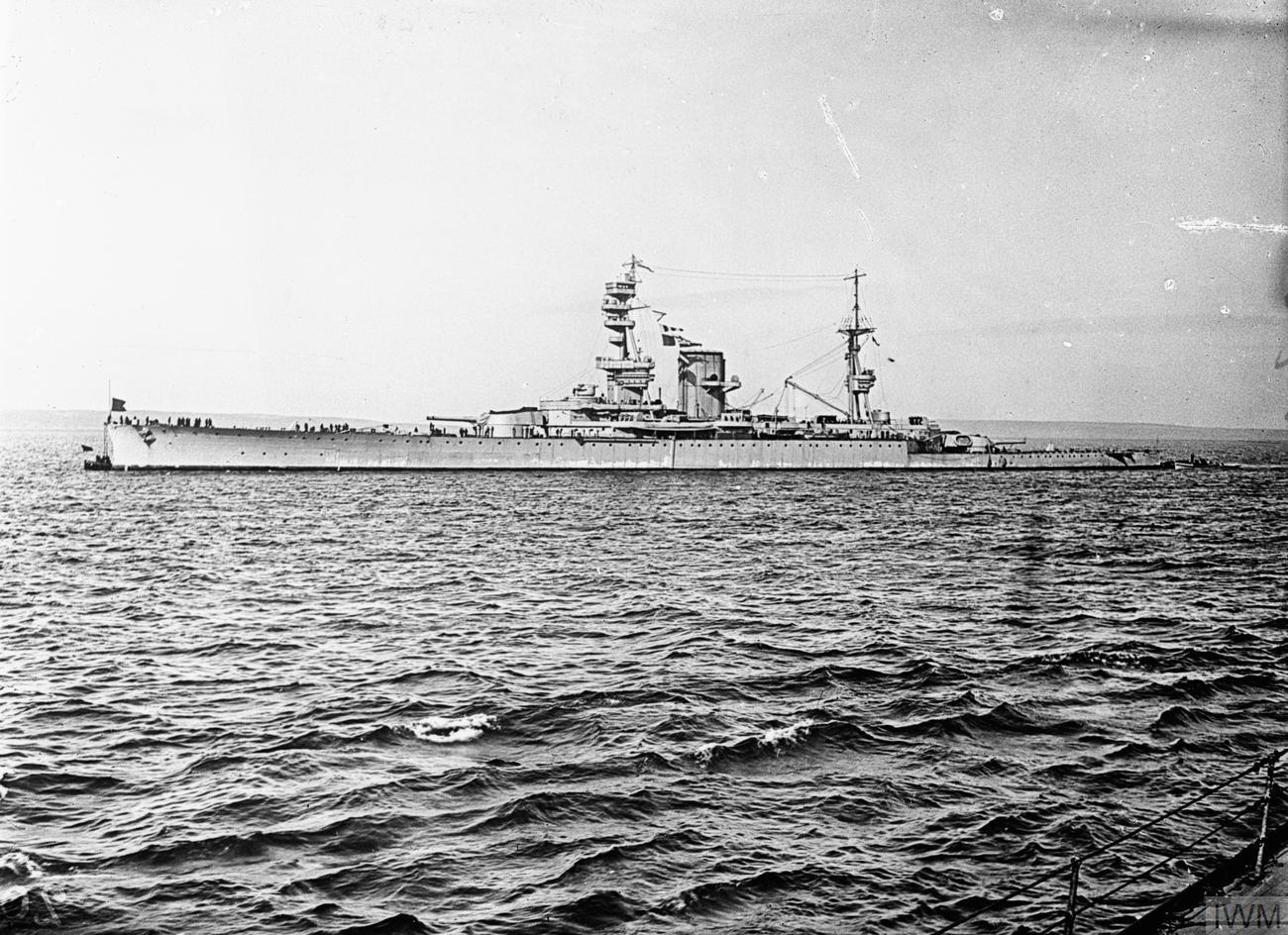
HMS Courageous im Ursprungszustand
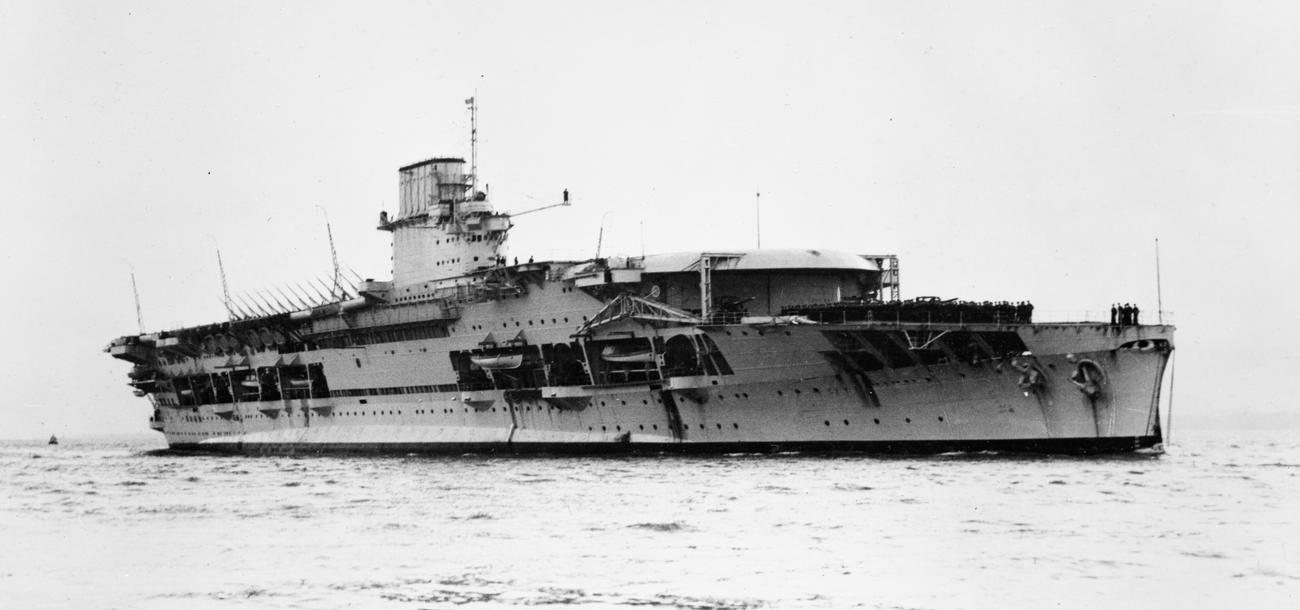
HMS Courageous als Flugzeugträger
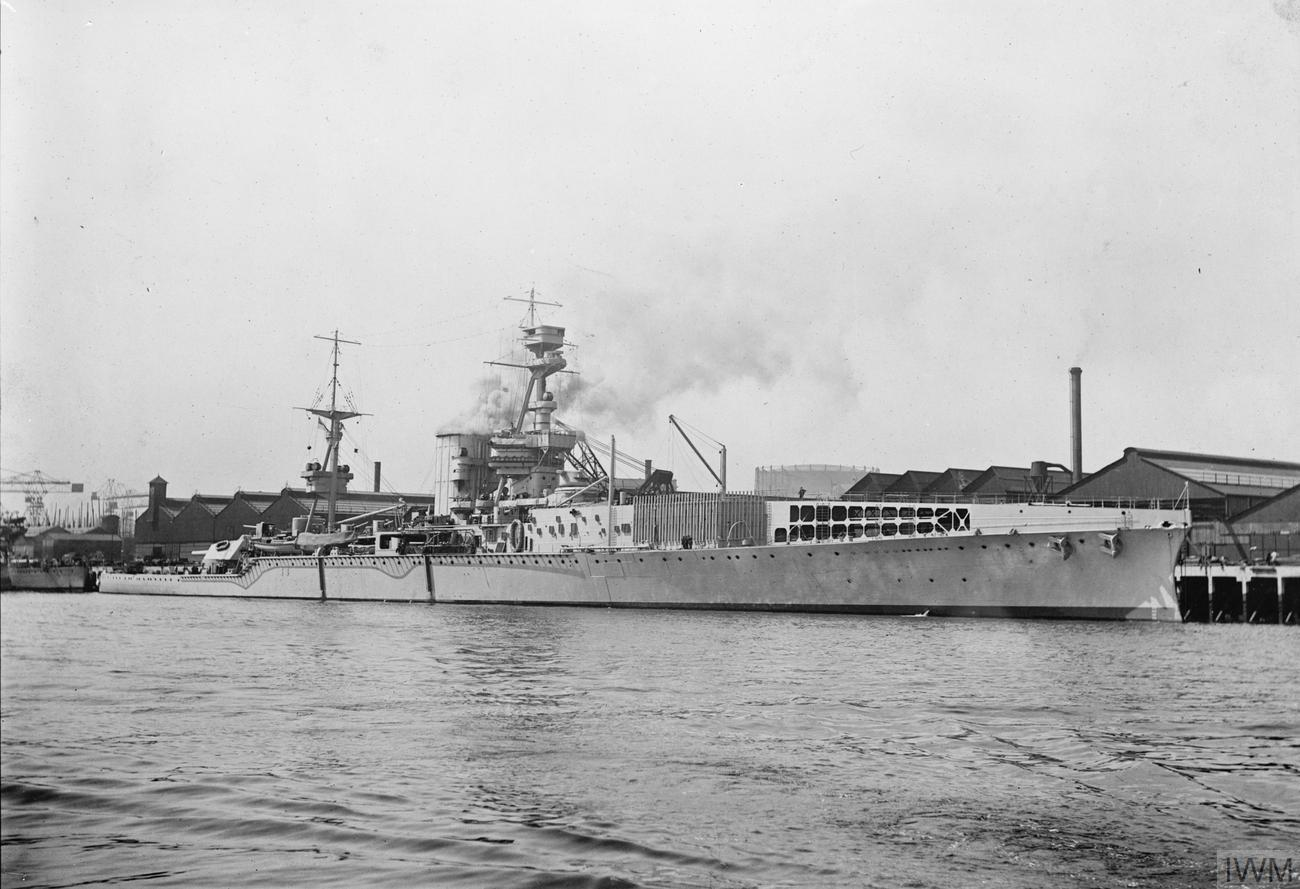
HMS Furious im Ursprungszustand
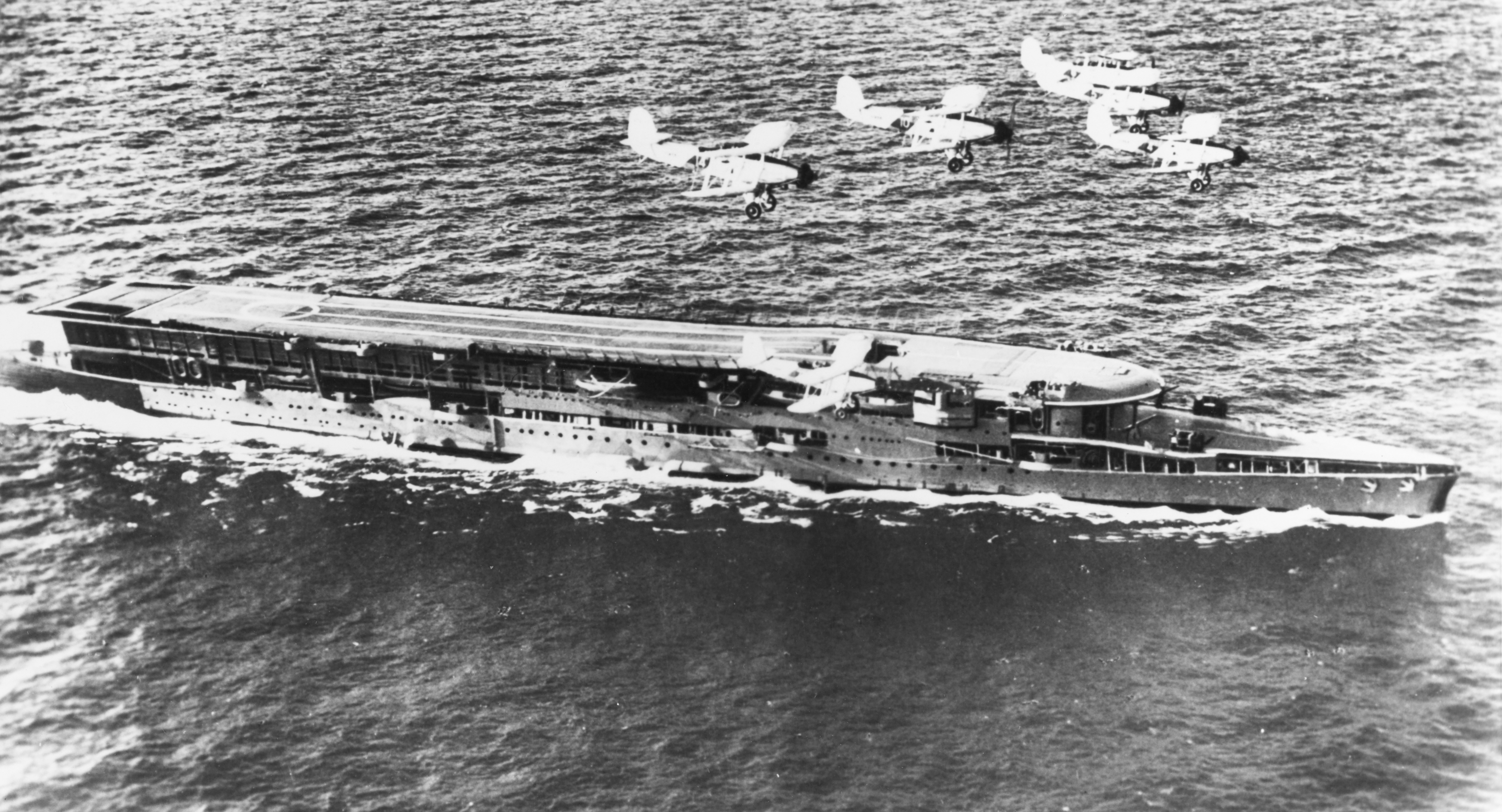
HMS Furious als Flugzeugträger
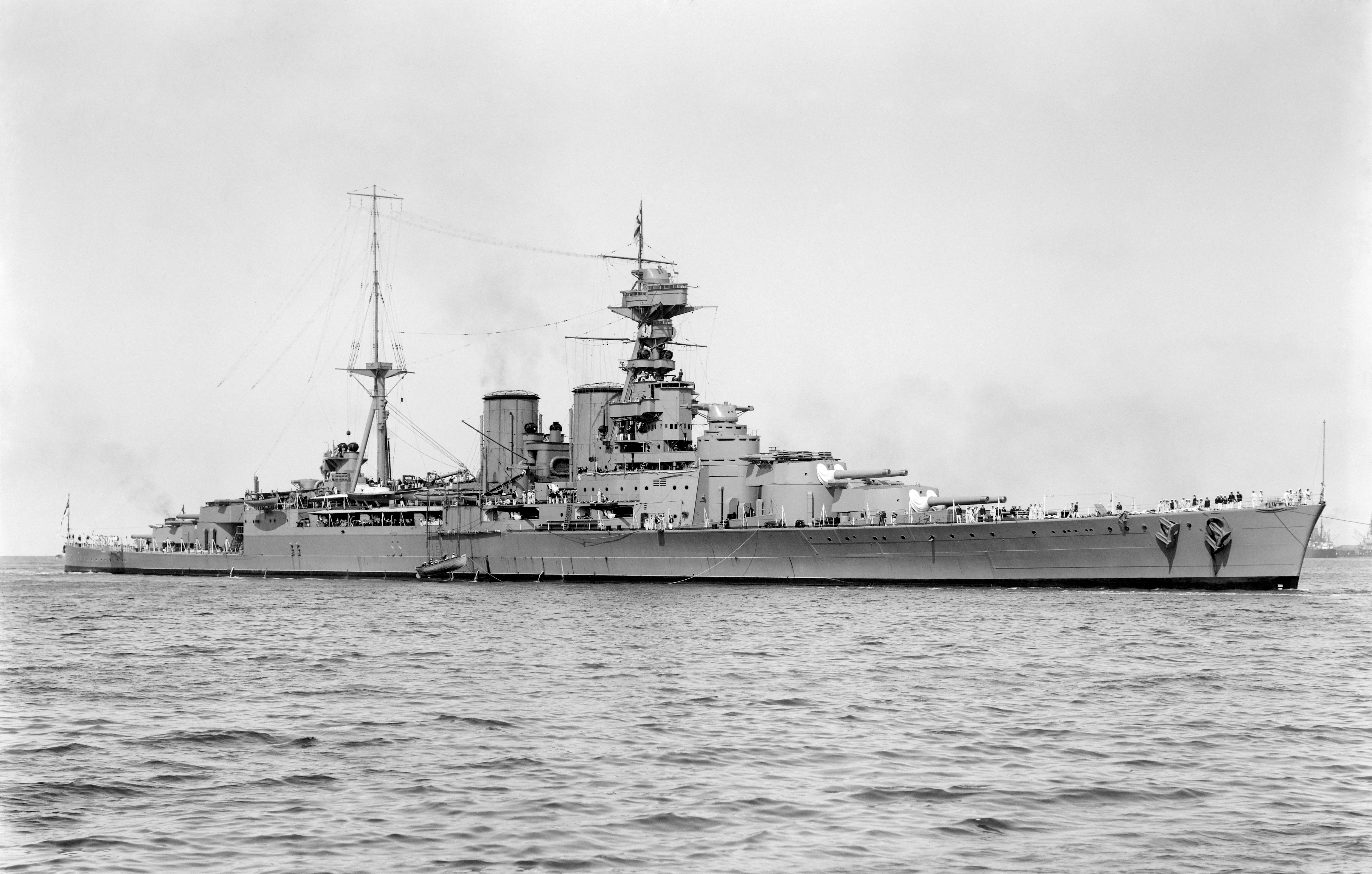
HMS Hood

Schlachtschiffe
- Nelson-Klasse
  - HMS Nelson (1925)
  - HMS Rodney (1925)
- King-George-V-Klasse
  - HMS King George V (1939)
  - HMS Prince of Wales (1939)
  - HMS Duke of York, urspr. Anson (1940)
  - HMS Anson, urspr. Jellicoe (1940)
  - HMS Howe, urspr. Beatty (1940)
- Lion-Klasse
  - HMS Lion – Bau 1943 nach mehrfacher Suspendierung eingestellt, 1944 storniert
  - HMS Temeraire – Bau 1943 nach mehrfacher Suspendierung eingestellt, 1944 storniert
  - HMS Conqueror – Kiellegung nicht erfolgt, 1944 storniert
  - HMS Thunderer – Kiellegung nicht erfolgt, 1944 storniert
- HMS Vanguard (1944)

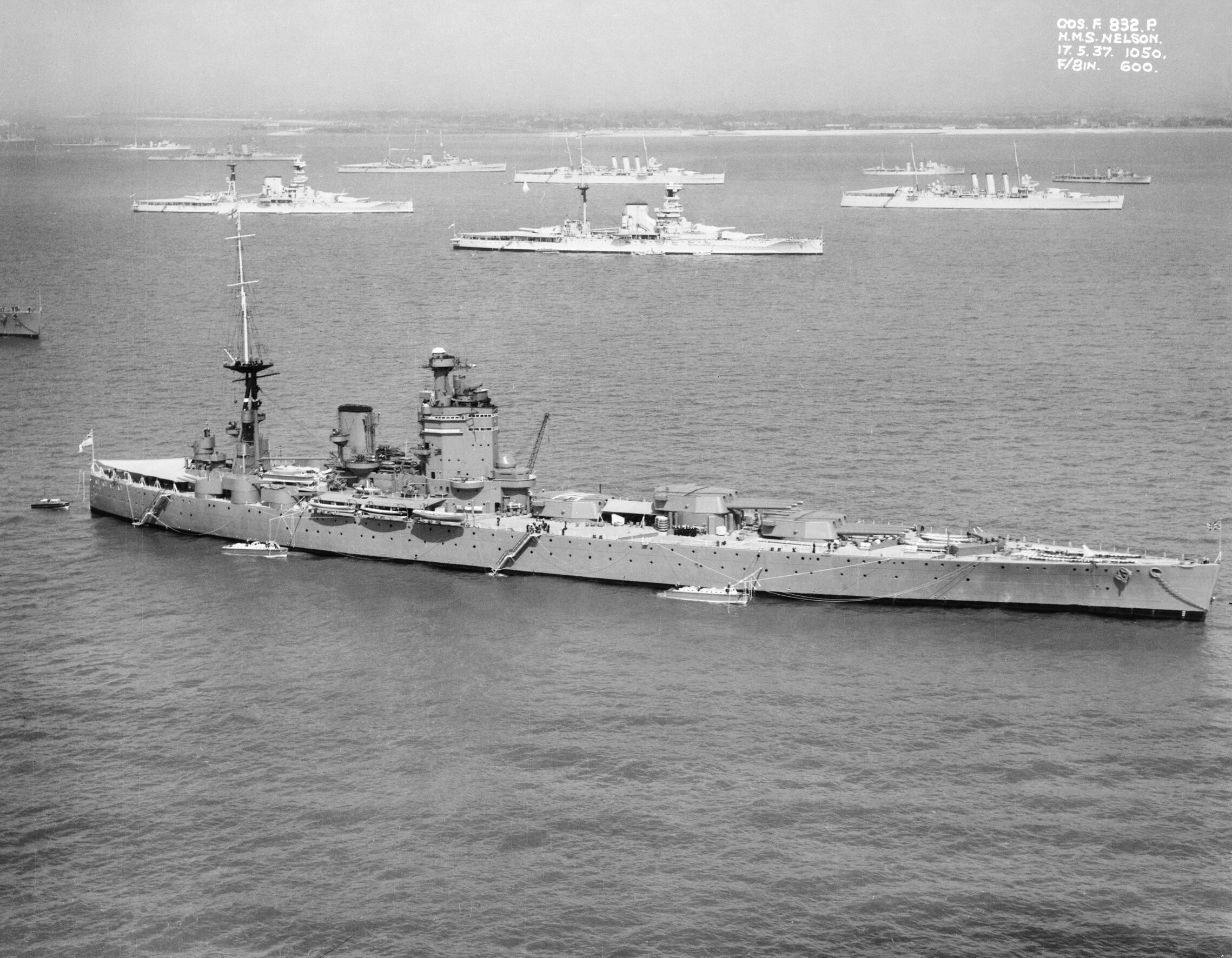
HMS Nelson
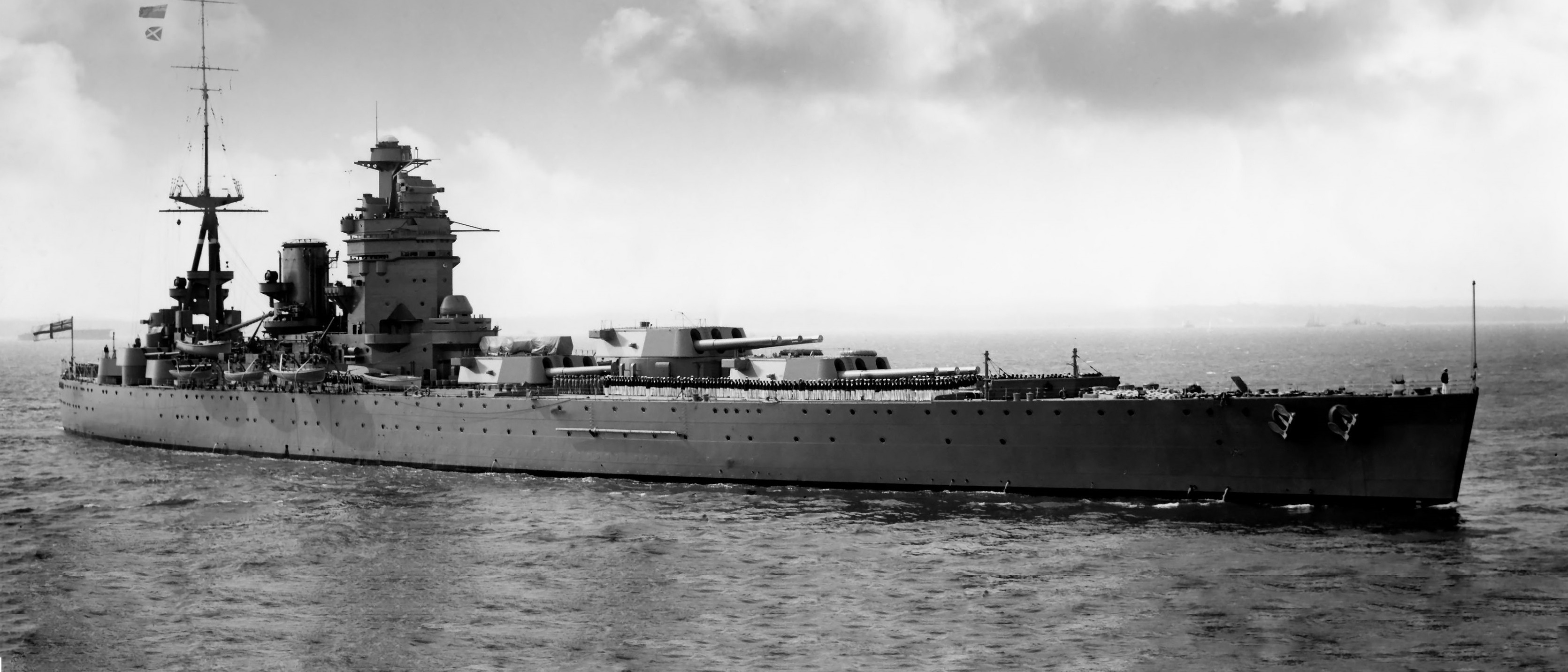
HMS Rodney
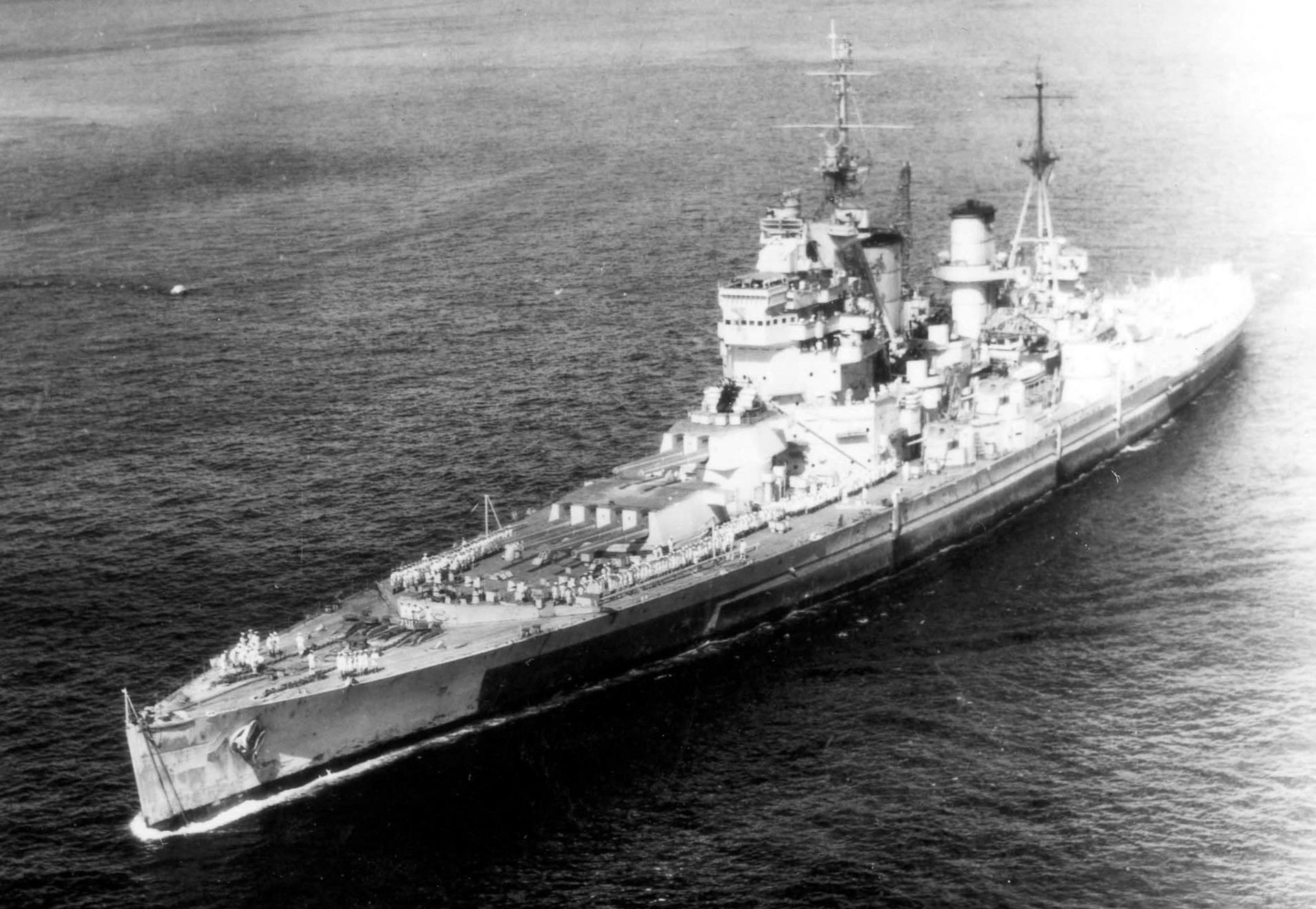
HMS King George V
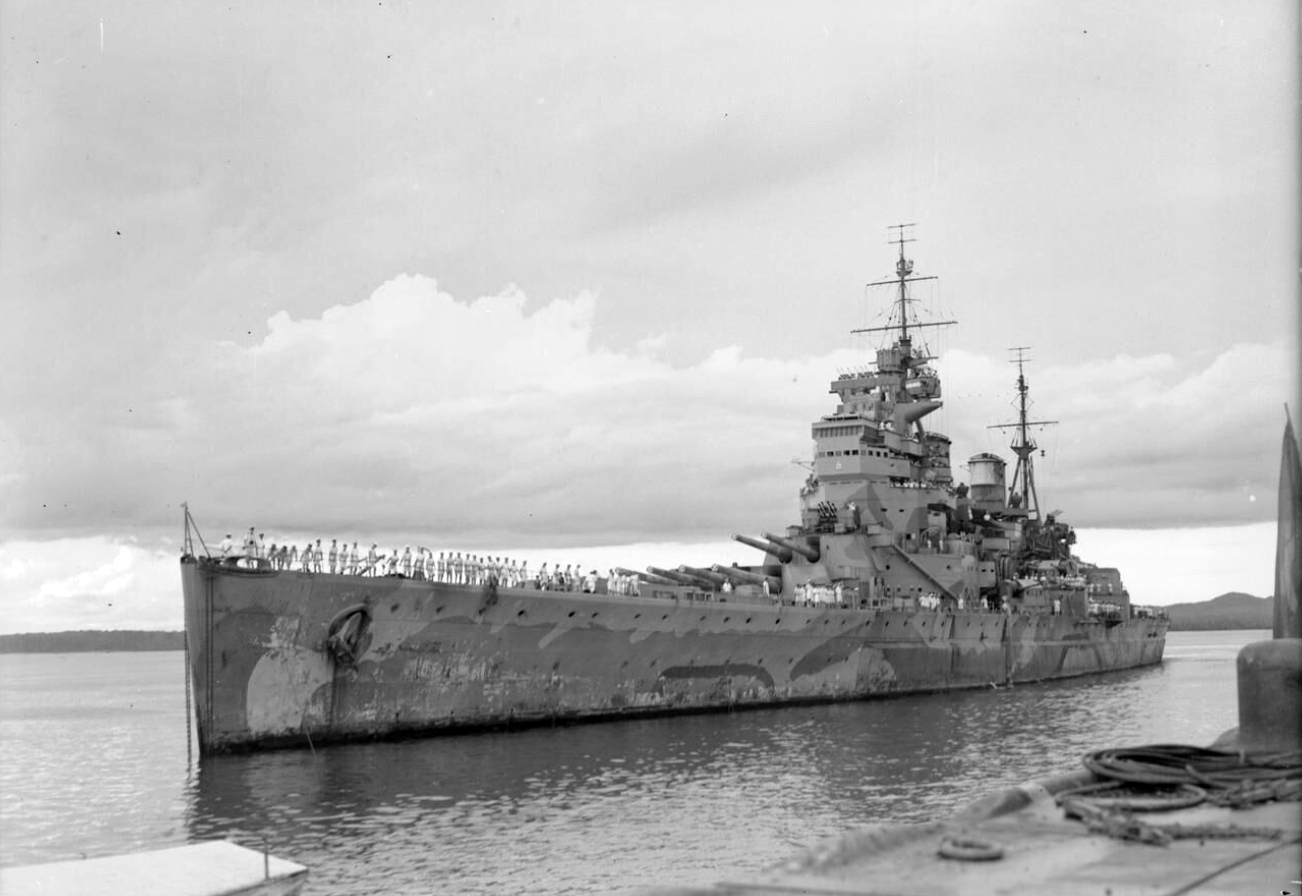
HMS Prince of Wales
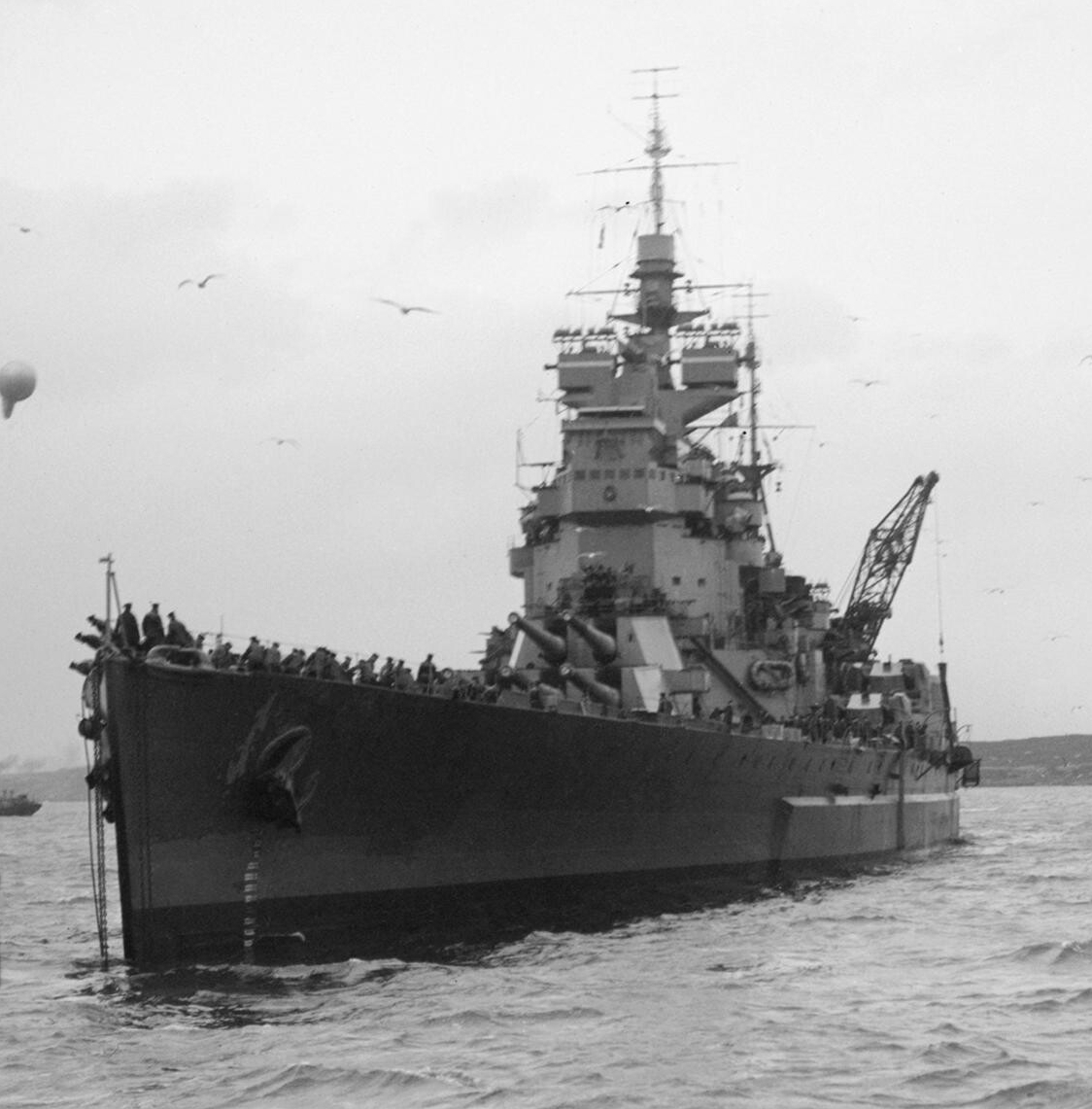
HMS Duke of York
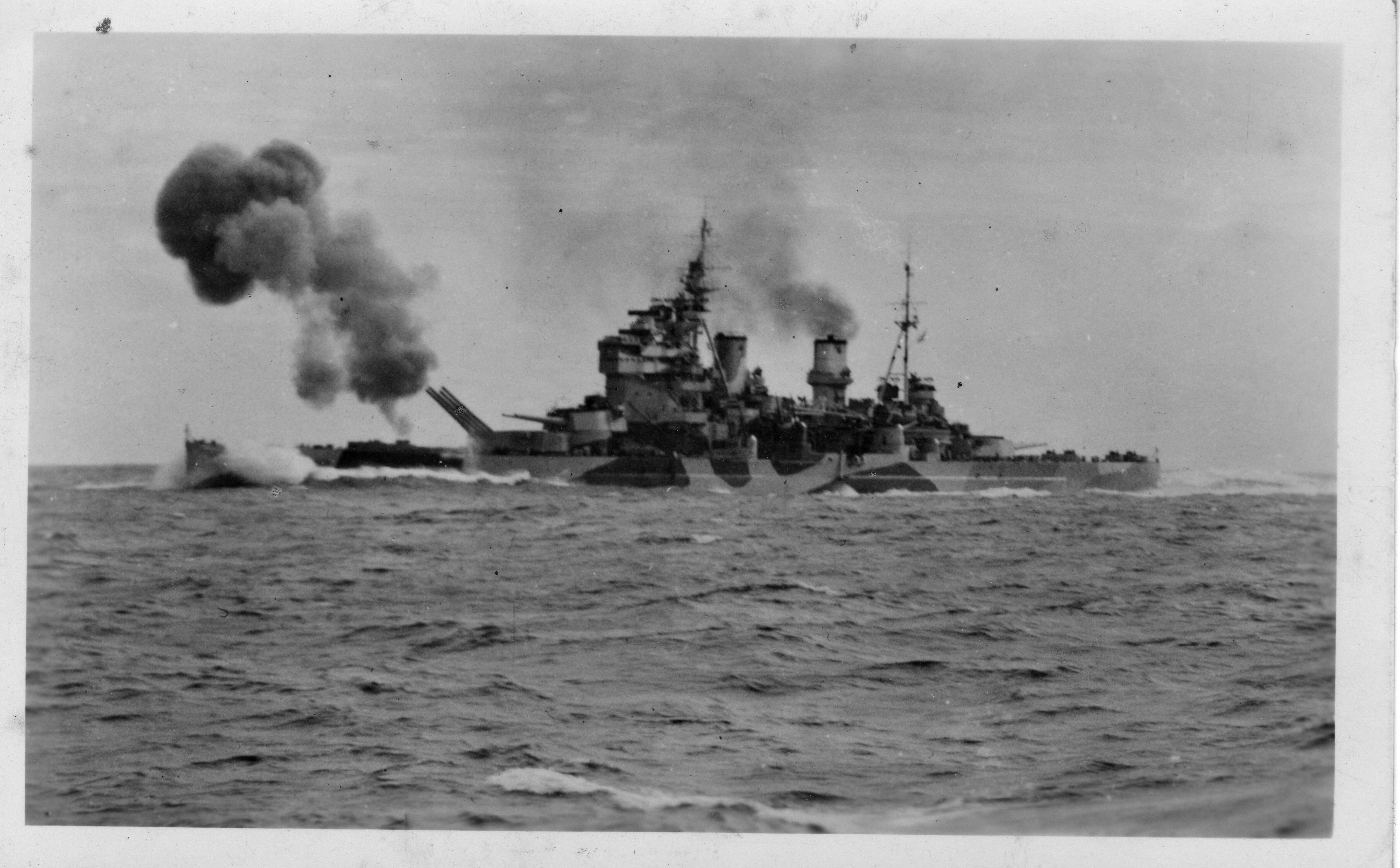
HMS Anson
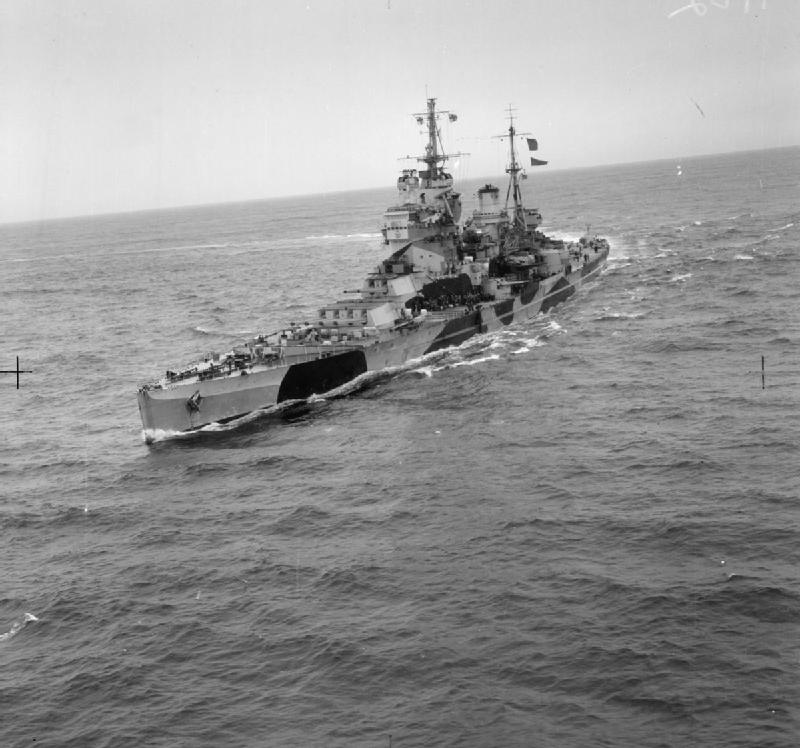
HMS Howe
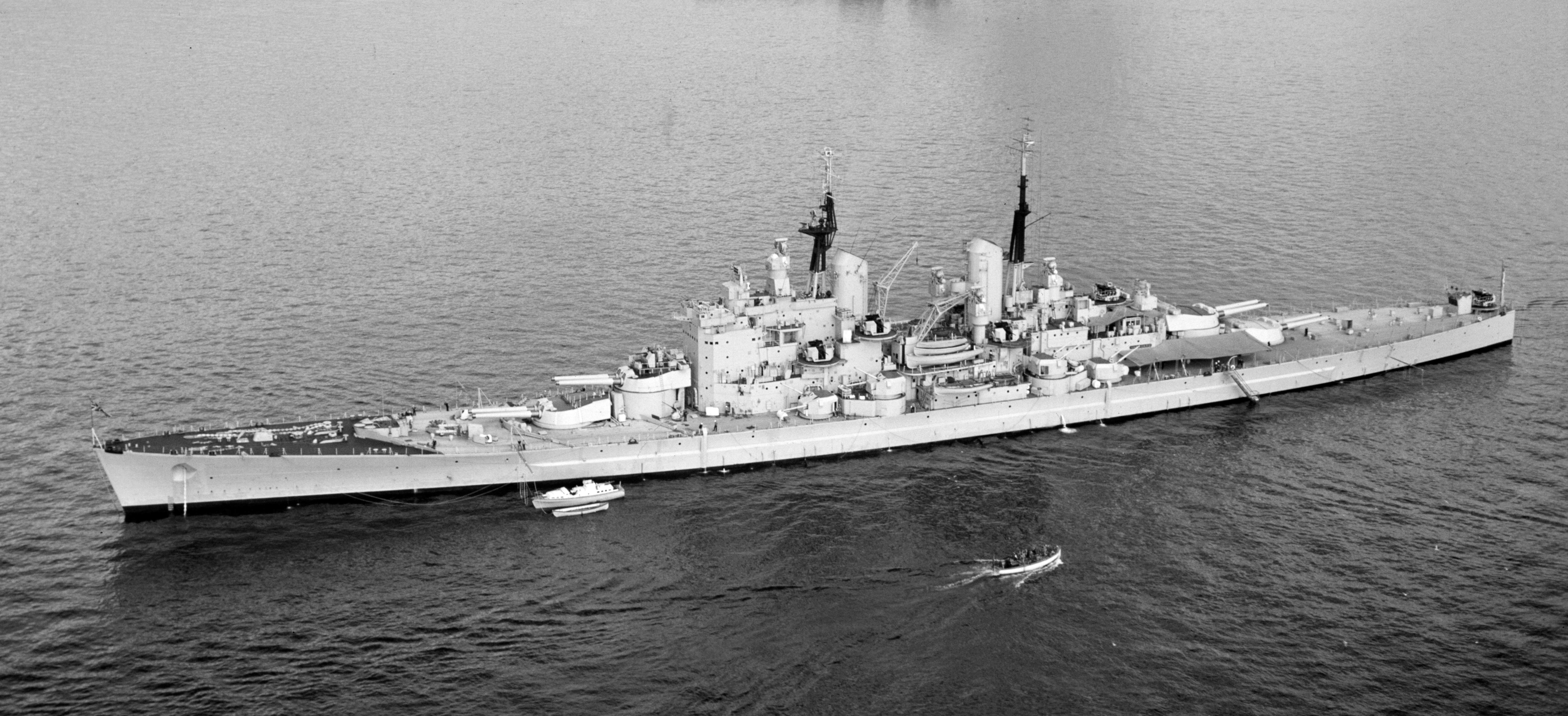
HMS Vanguard

### Italien
Großlinienschiffe
- RN Dante Alighieri (1910)
- Conte-di-Cavour-Klasse
  - RN Conte di Cavour (1911) – 1933/37 modernisiert
  - RN Giulio Cesare (1911) – 1933/37 modernisiert, 1949 an die Sowjetunion abgetreten und in Noworossijsk umbenannt
  - RN Leonardo da Vinci (1911) – 1916 nach Munitionsexplosion gesunken
- Caio-Duilio-Klasse
  - RN Caio Duilio (1913) – 1937/40 modernisiert
  - RN Andrea Doria (1913) – 1937/40 modernisiert
- Francesco-Caracciolo-Klasse – Bau 1916 ausgesetzt
  - RN Francesco Caracciolo (1920) – Bau 1919/20 wieder aufgenommen, Umbau zum Flugzeugträger oder Schnellfrachter erwogen, 1926 abgebrochen
  - RN Marcantonio Colonna
  - RN Cristoforo Colombo
  - RN Francesco Morosini

Schlachtschiffe
- Littorio-Klasse
  - RN Littorio (1937) – 1943 in RN Italia umbenannt
  - RN Vittorio Veneto (1937)
  - RN Roma (1940)
  - RN Impero (1939) – nicht fertiggestellt

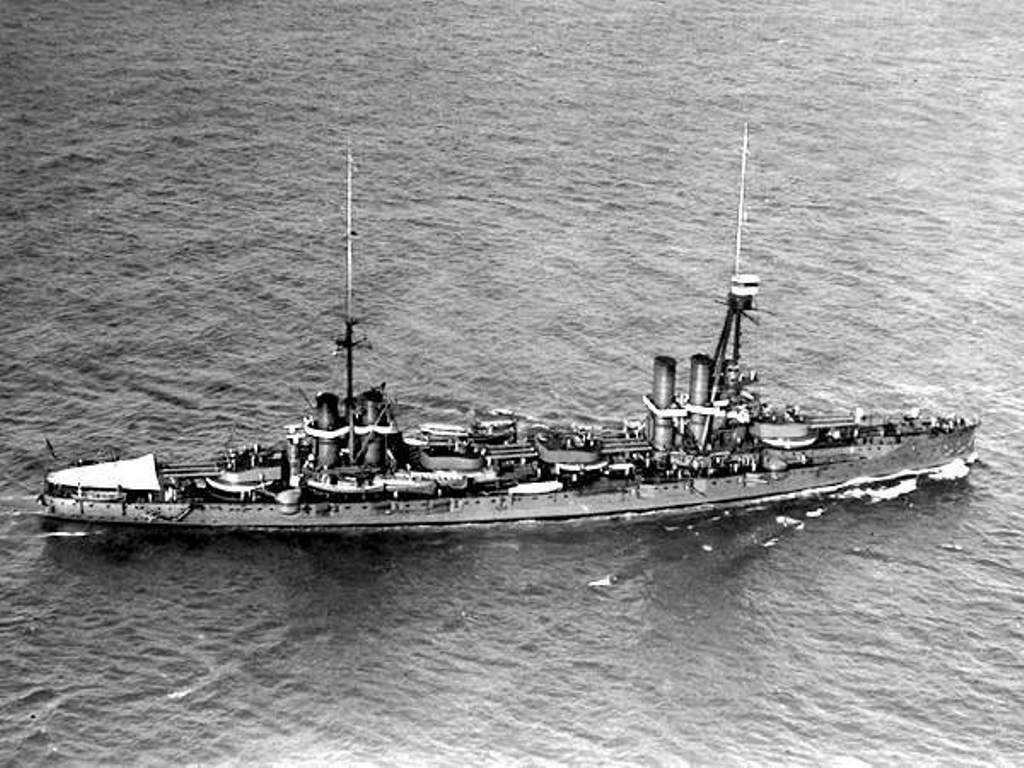
RN Dante Alighieri
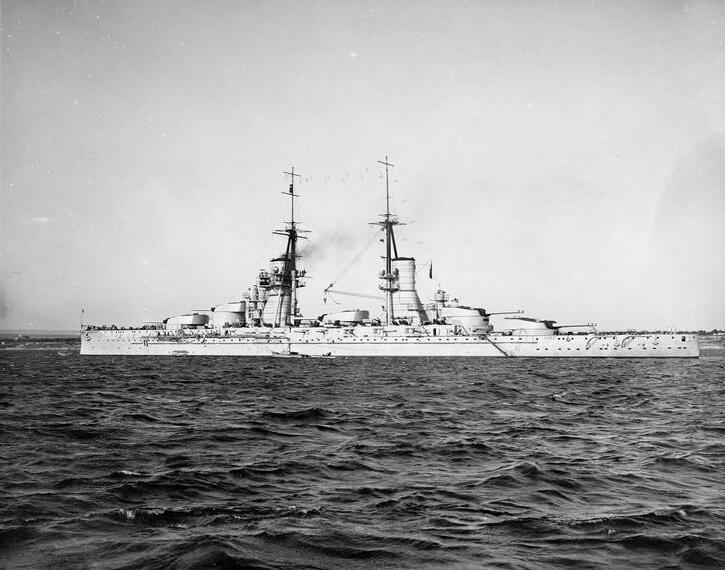
RN Conte di Cavour
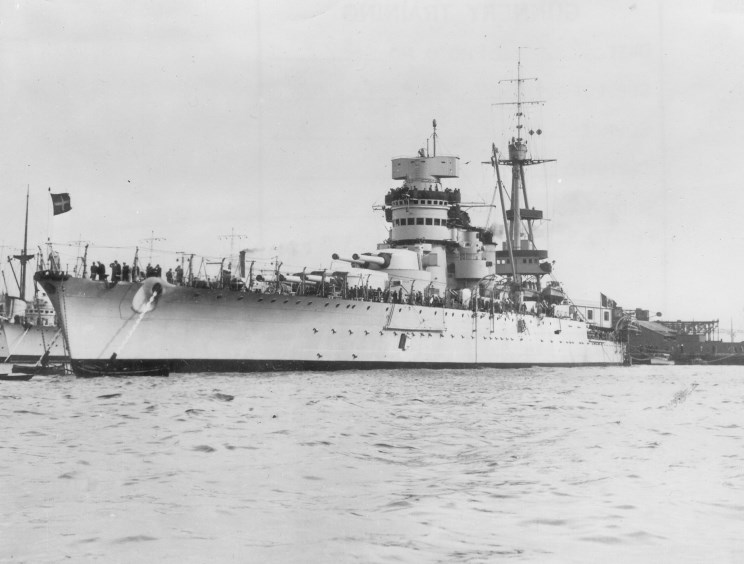
RN Giulio Cesare nach Modernisierung
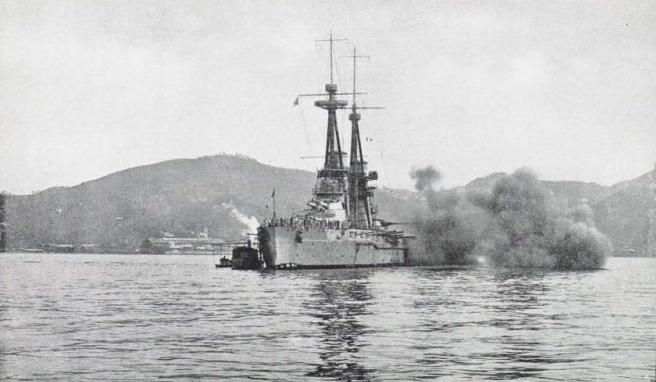
RN Andrea Doria
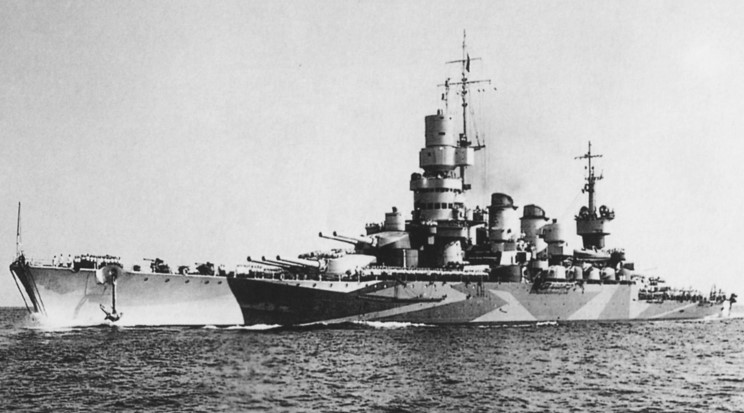
RN Caio Duilio nach der Modernisierung
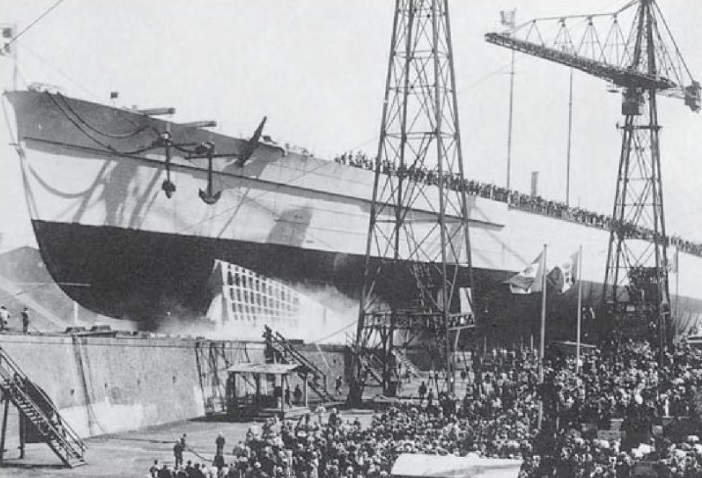
Stapellauf der Francesco Caracciolo
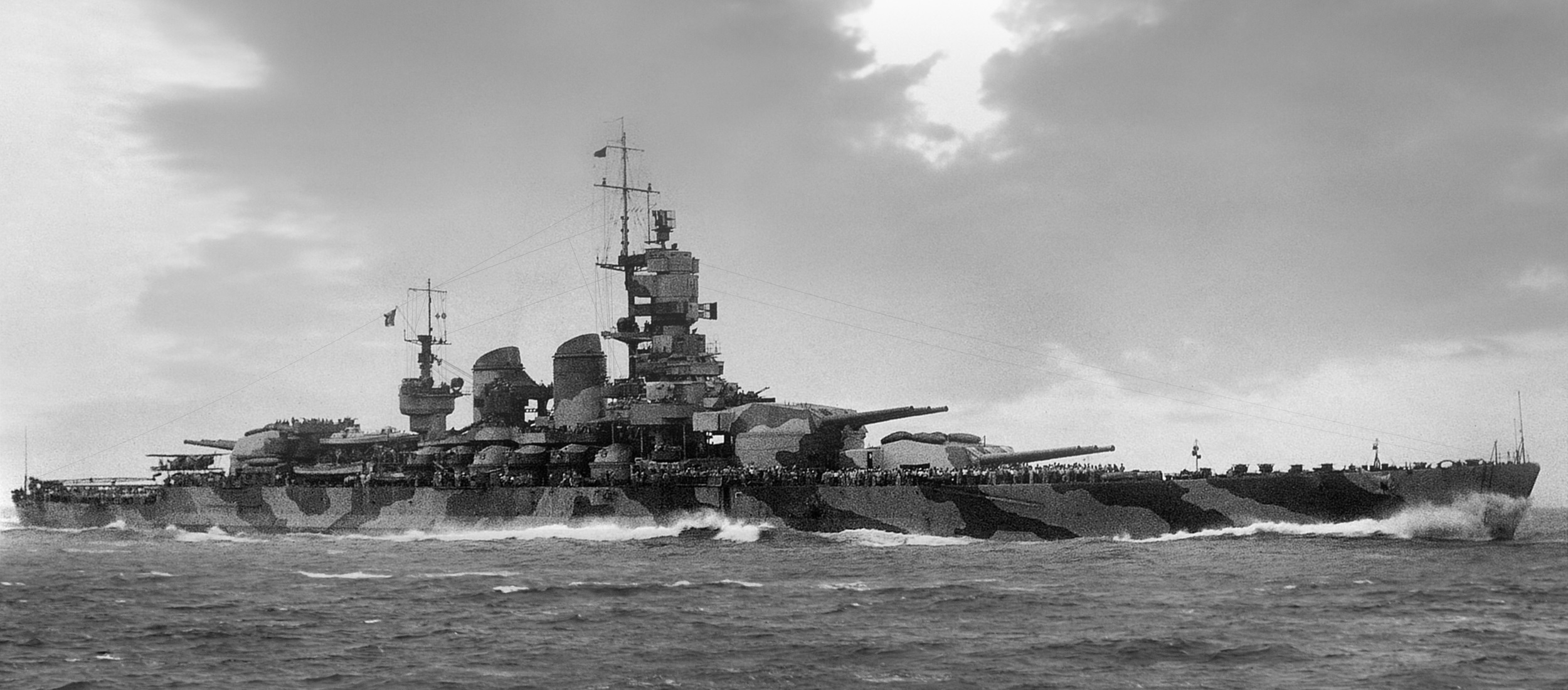
RN Vittorio Veneto
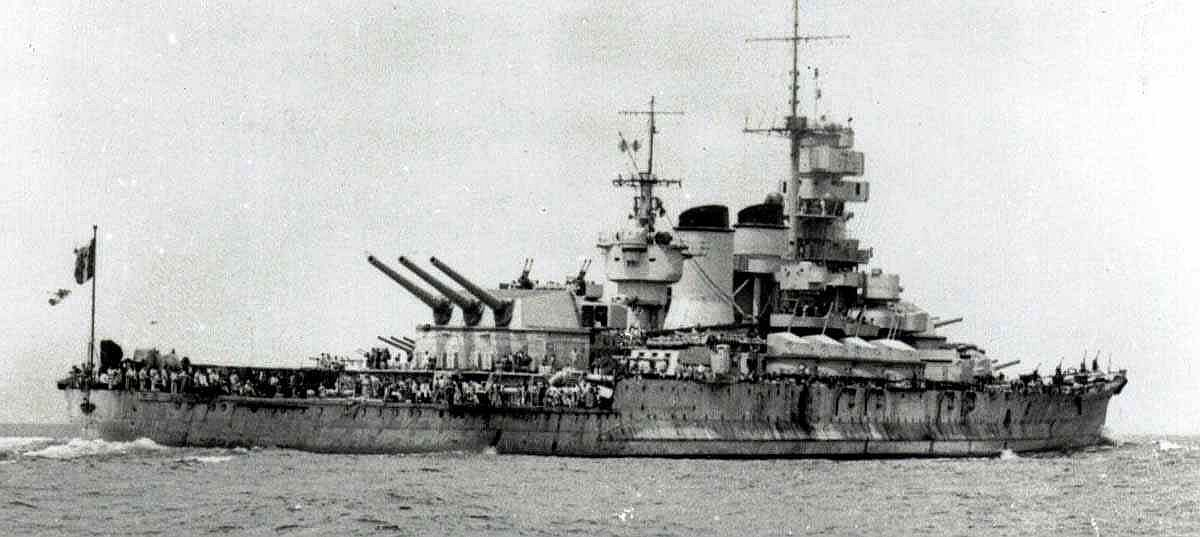
RN Roma

### Japan
Großlinienschiffe
- Kawachi-Klasse
  - Kawachi (1910)
  - Settsu (1911)
- Fusō-Klasse
  - Fusō (1914)
  - Yamashiro (1915)
- Ise-Klasse
  - Ise (1916) – 1943 in Hybridflugzeugträger umgebaut
  - Hyūga (1917) – 1943 in Hybridflugzeugträger umgebaut
- Nagato-Klasse
  - Nagato (1919)
  - Mutsu (1920)
- Tosa-Klasse – Bau 1922 eingestellt
  - Tosa (1921)
  - Kaga (1921) – 1925/28 anstelle von Amagi zum Flugzeugträger umgebaut
- Kii-Klasse – Baustopp 1922, 1923/24 storniert
  - Kii
  - Owari
  - Nr. 11
  - Nr. 12

Die Baueinstellungen der Tosa- und Kii-Klasse waren eine Folge des Washingtoner Flottenvertrags.

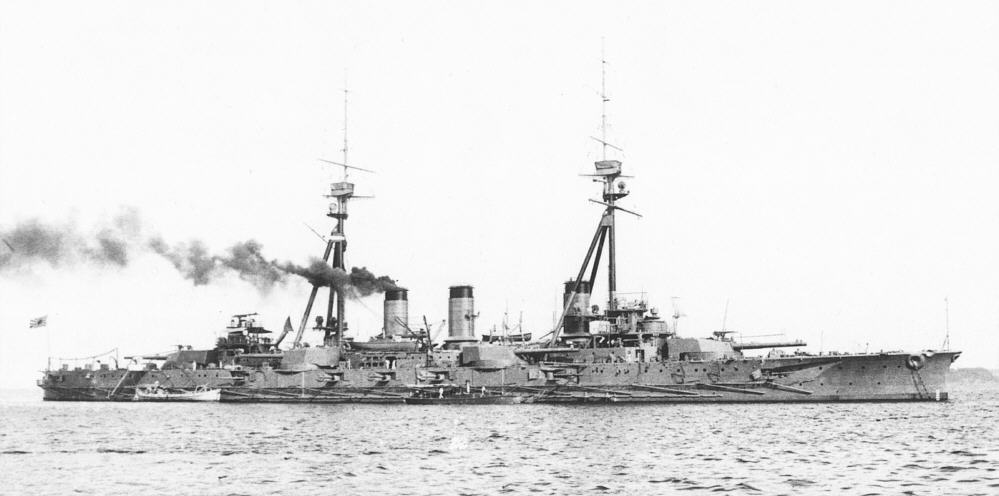
Settsu
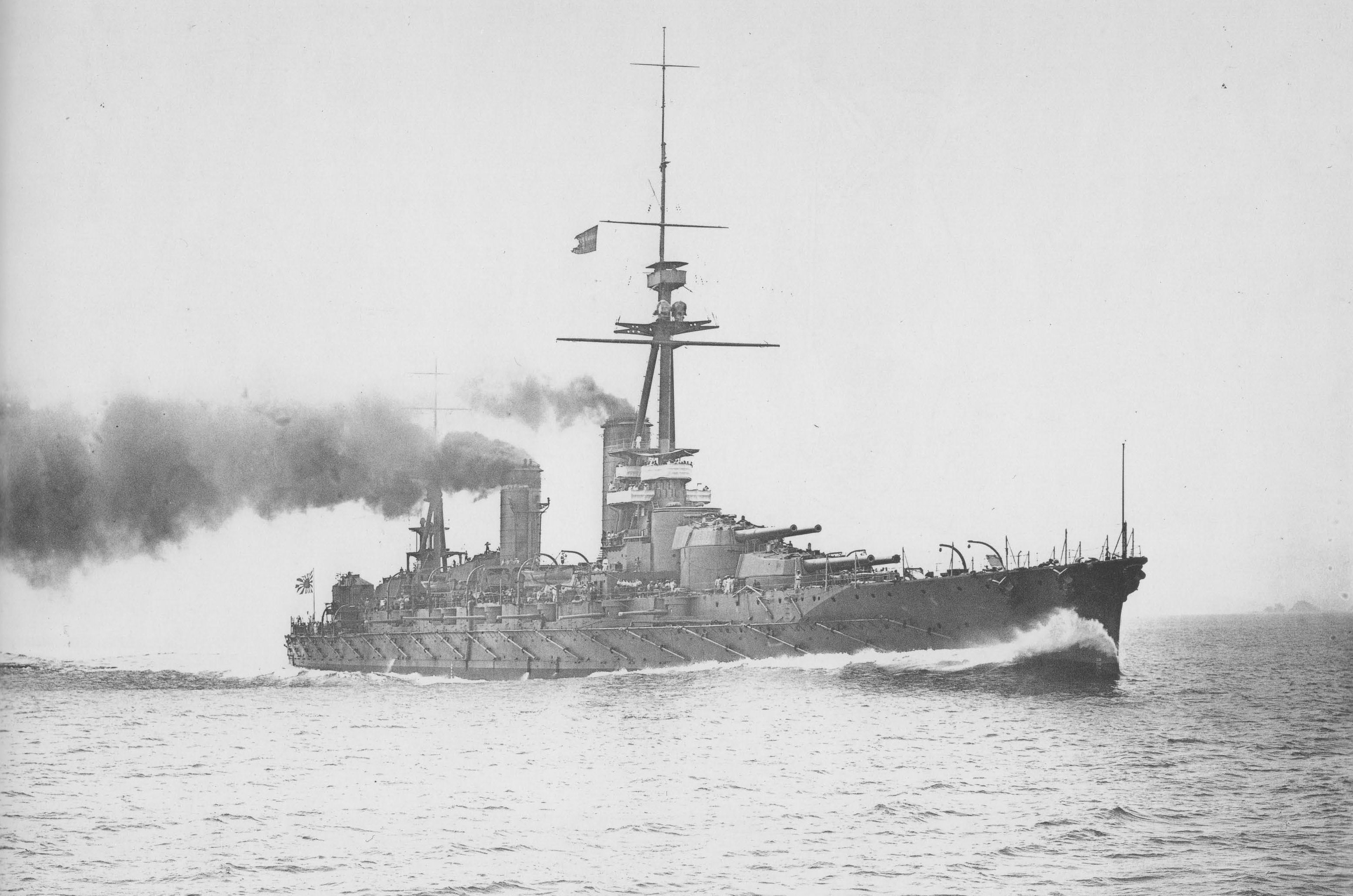
Fusō
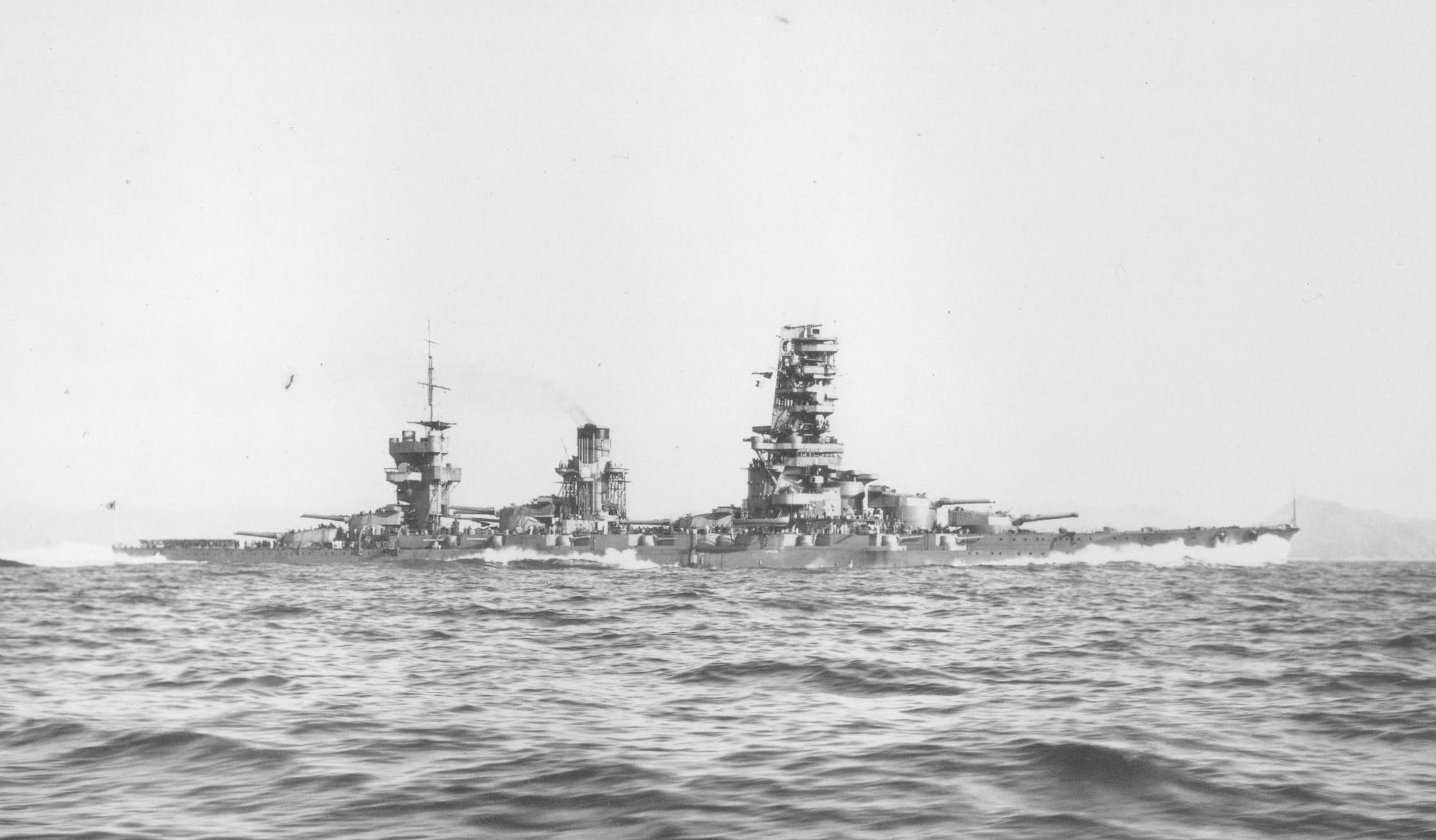
Yamashiro nach Umbau
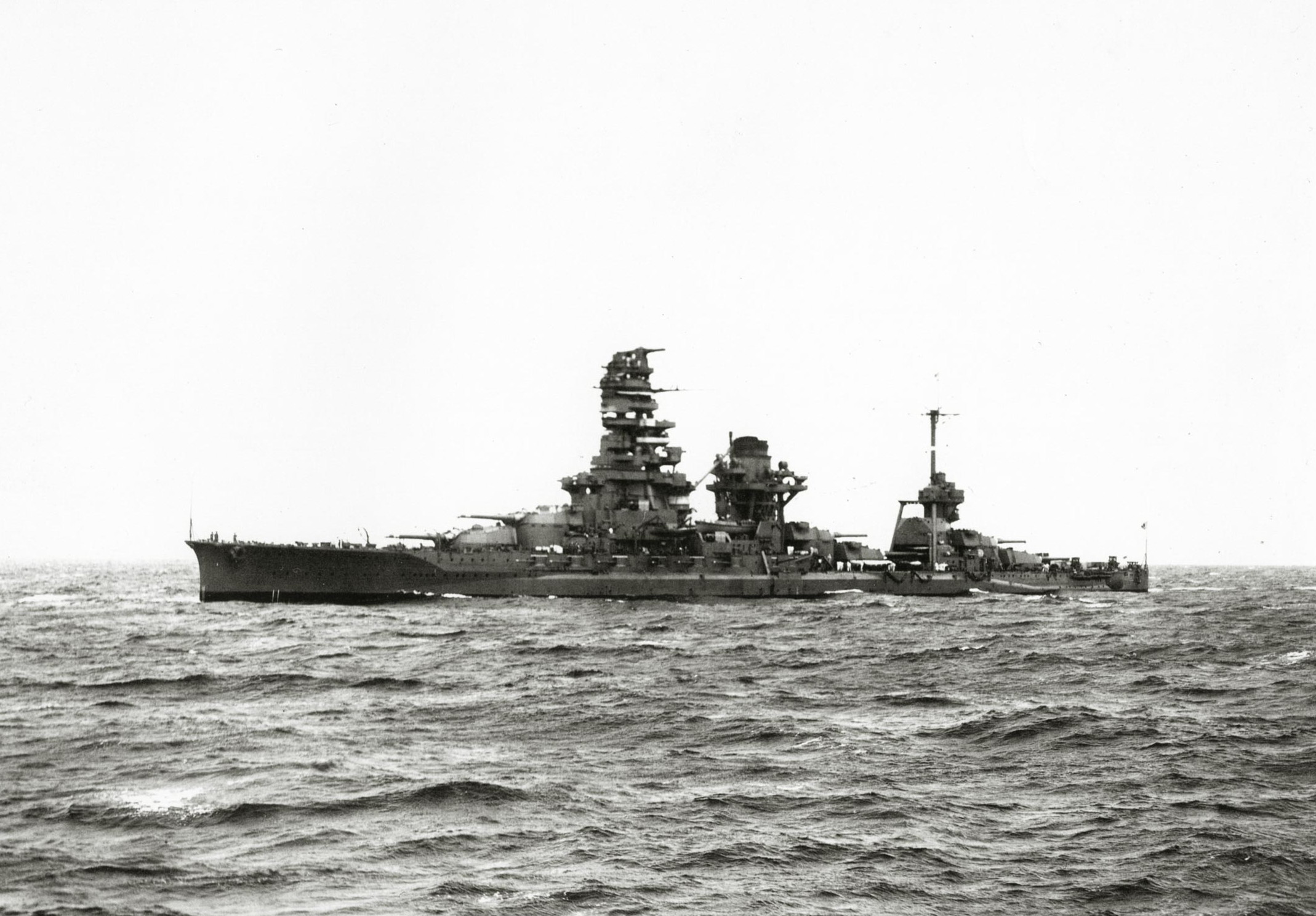
Ise nach Umbau
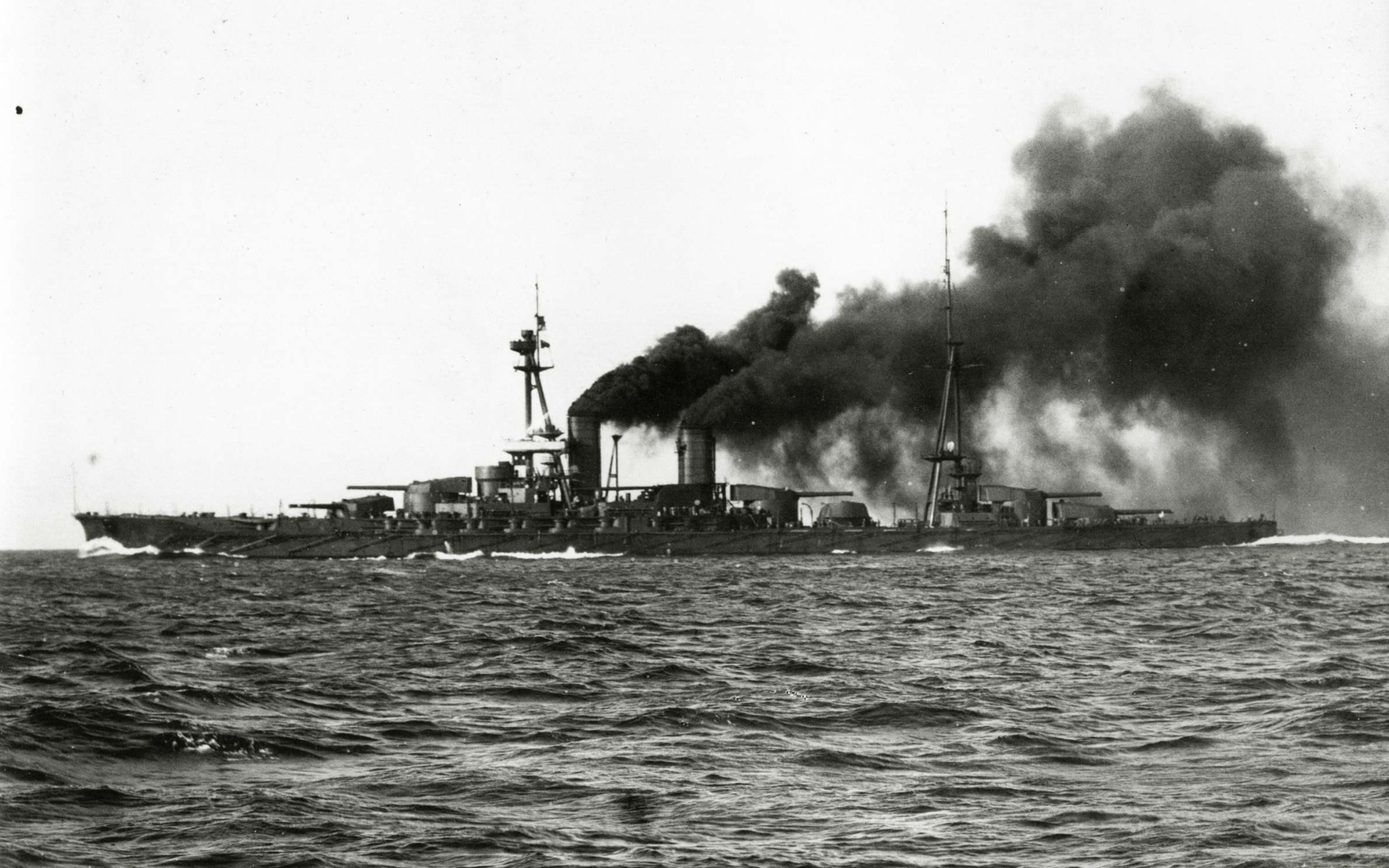
Hyūga
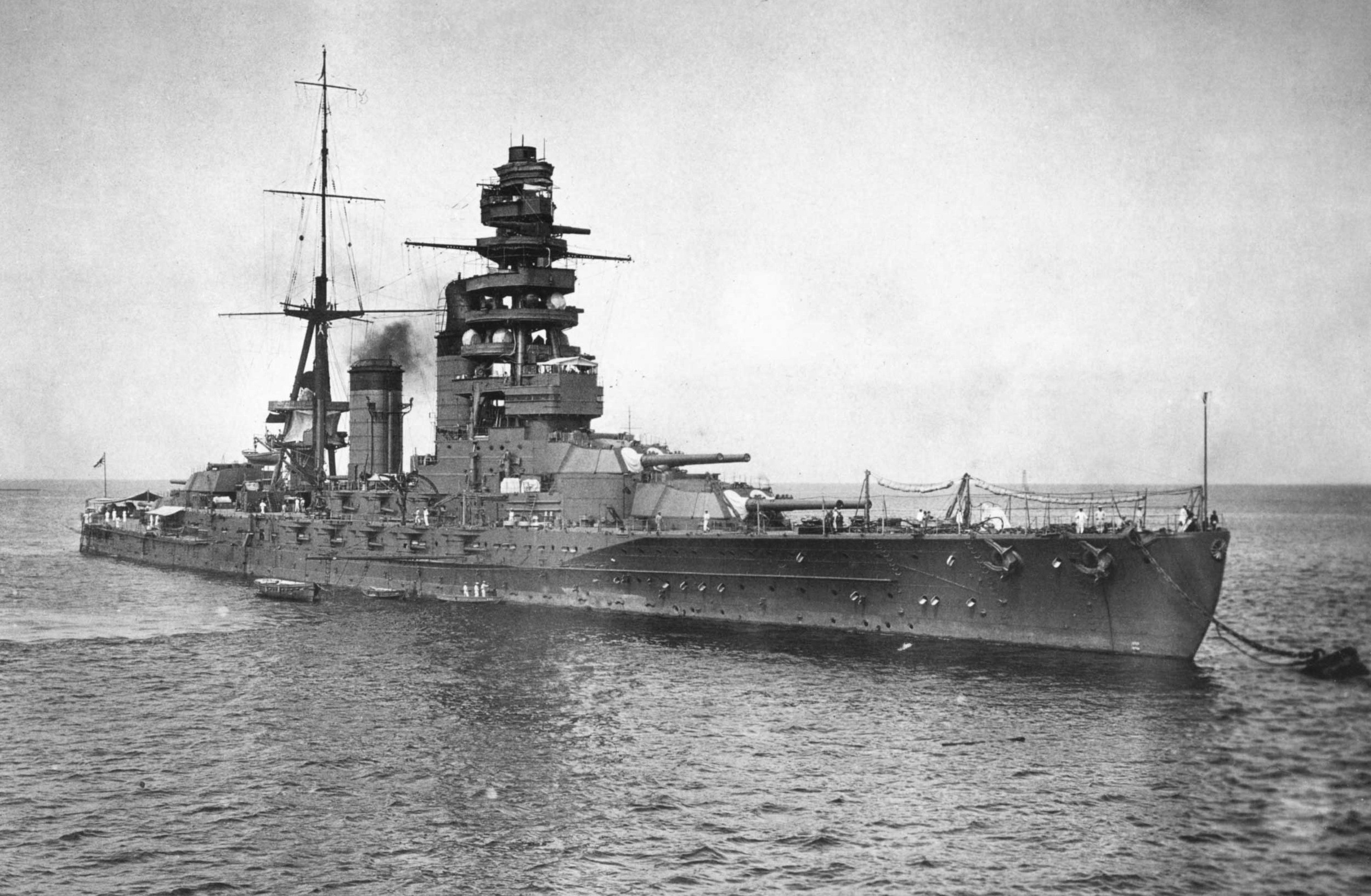
Nagato
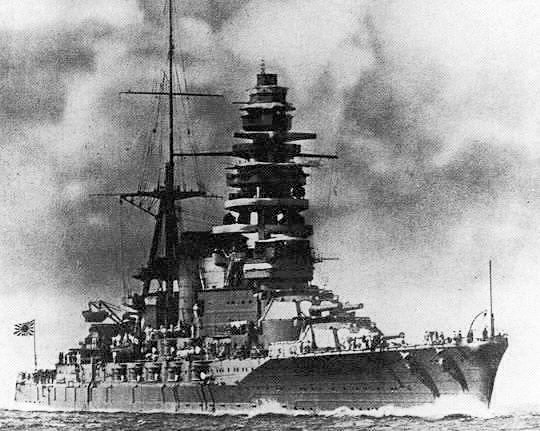
Mutsu nach Umbau
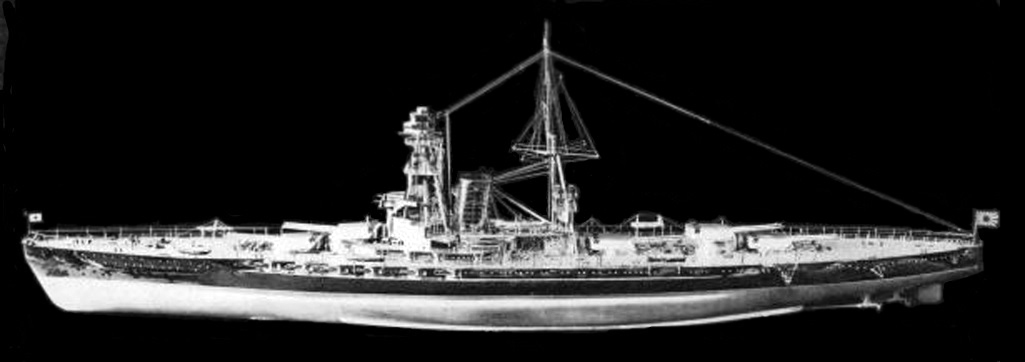
Modell der Tosa-Klasse
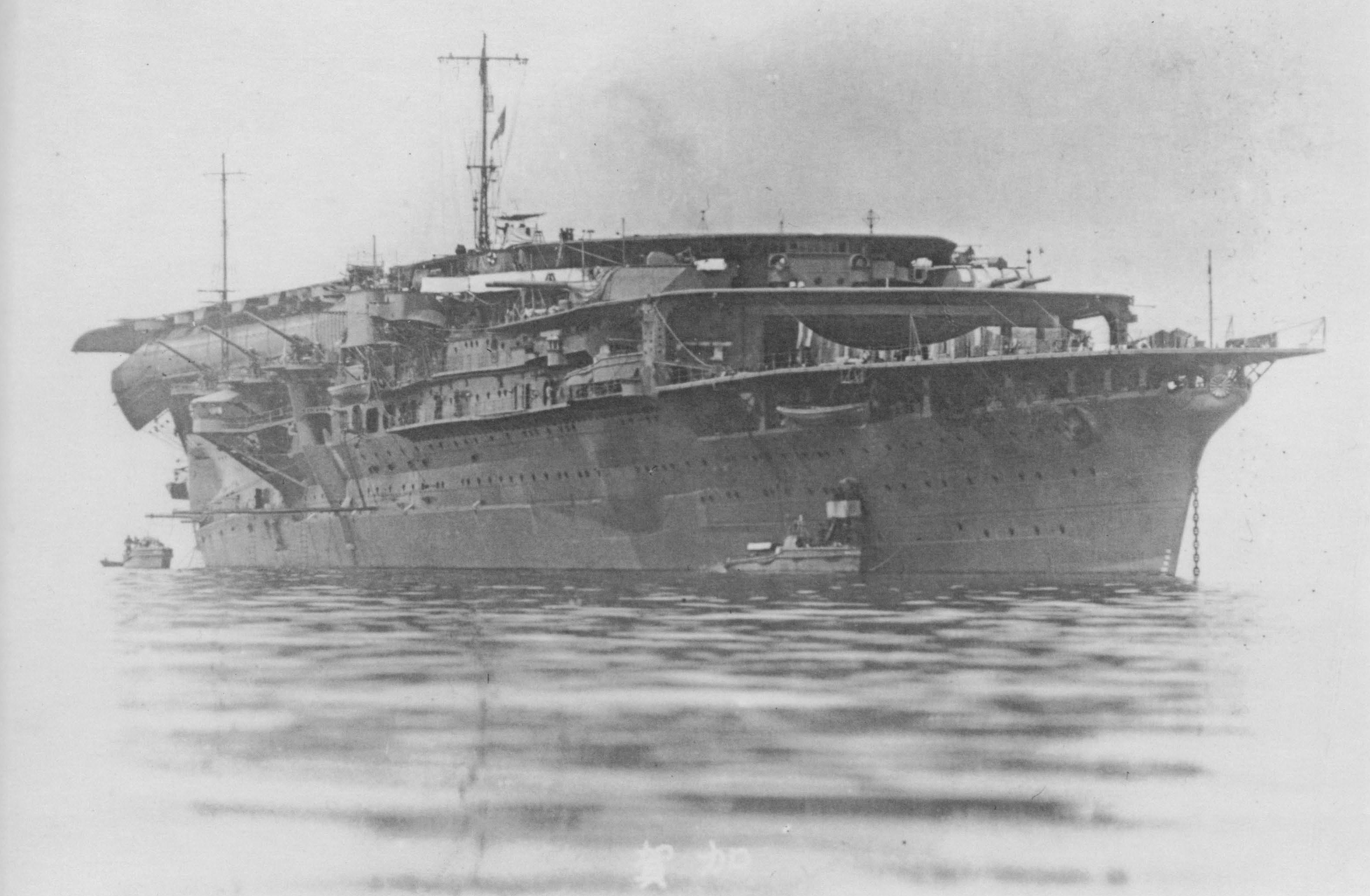
Kaga nach dem Umbau zum Flugzeugträger

Schlachtkreuzer
- Kongō-Klasse – 1934/40 in Schnelle Schlachtschiffe umgebaut
  - Kongō (1912)
  - Hiei (1912)
  - Kirishima (1913)
  - Haruna (1913)
- Amagi-Klasse  – Bau 1922 eingestellt
  - Amagi – 1923 Umbau zum Flugzeugträger begonnen, beim Großen Kantō-Erdbeben irreparabel beschädigt
  - Akagi (1925) – 1923/27 zum Flugzeugträger umgebaut
  - Atago
  - Takao

Die Baueinstellung der Amagi-Klasse und der (geplante) Umbau der Amagi und Akagi waren eine Folge des Washingtoner Flottenvertrags.

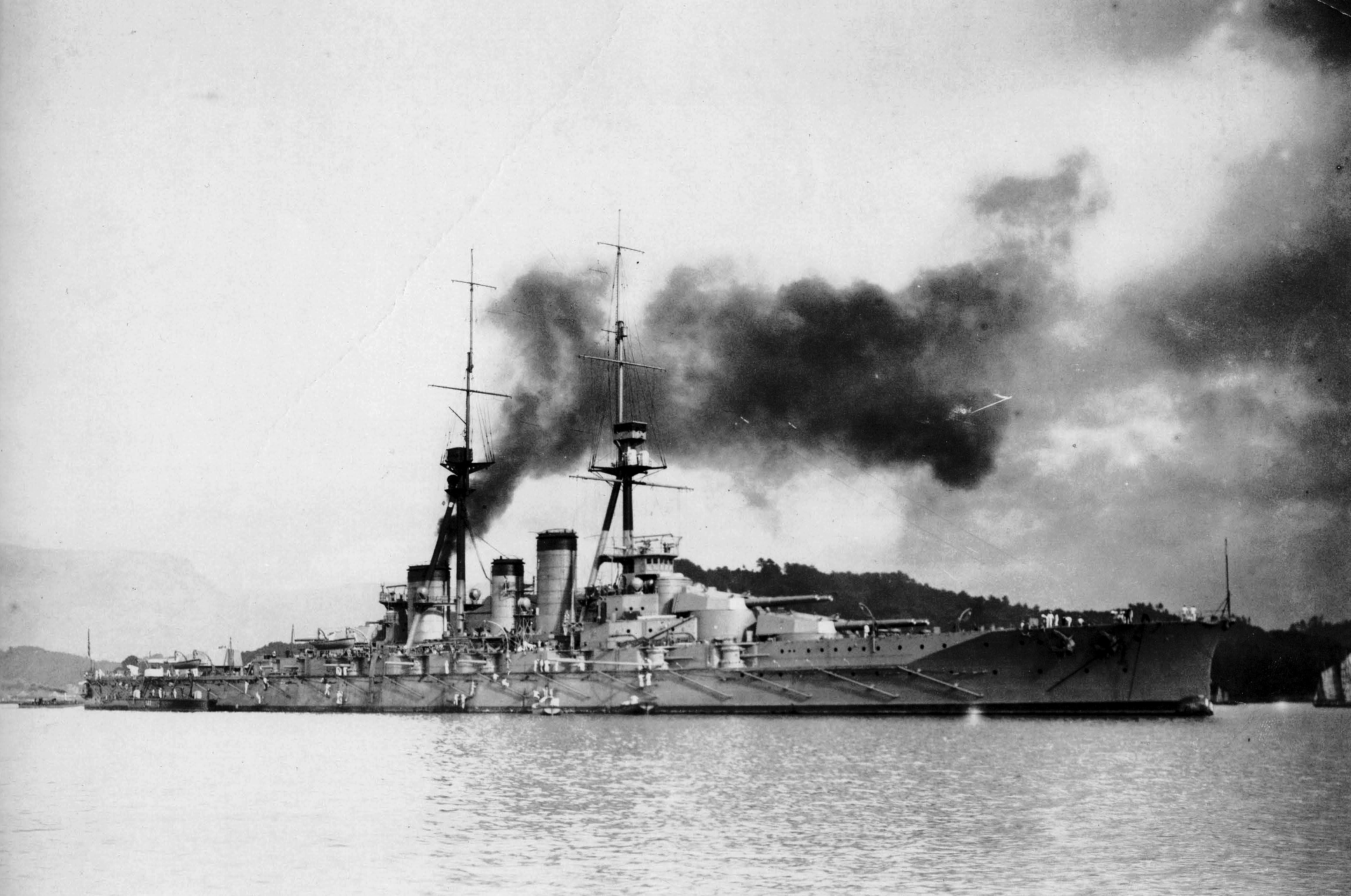
Hiei
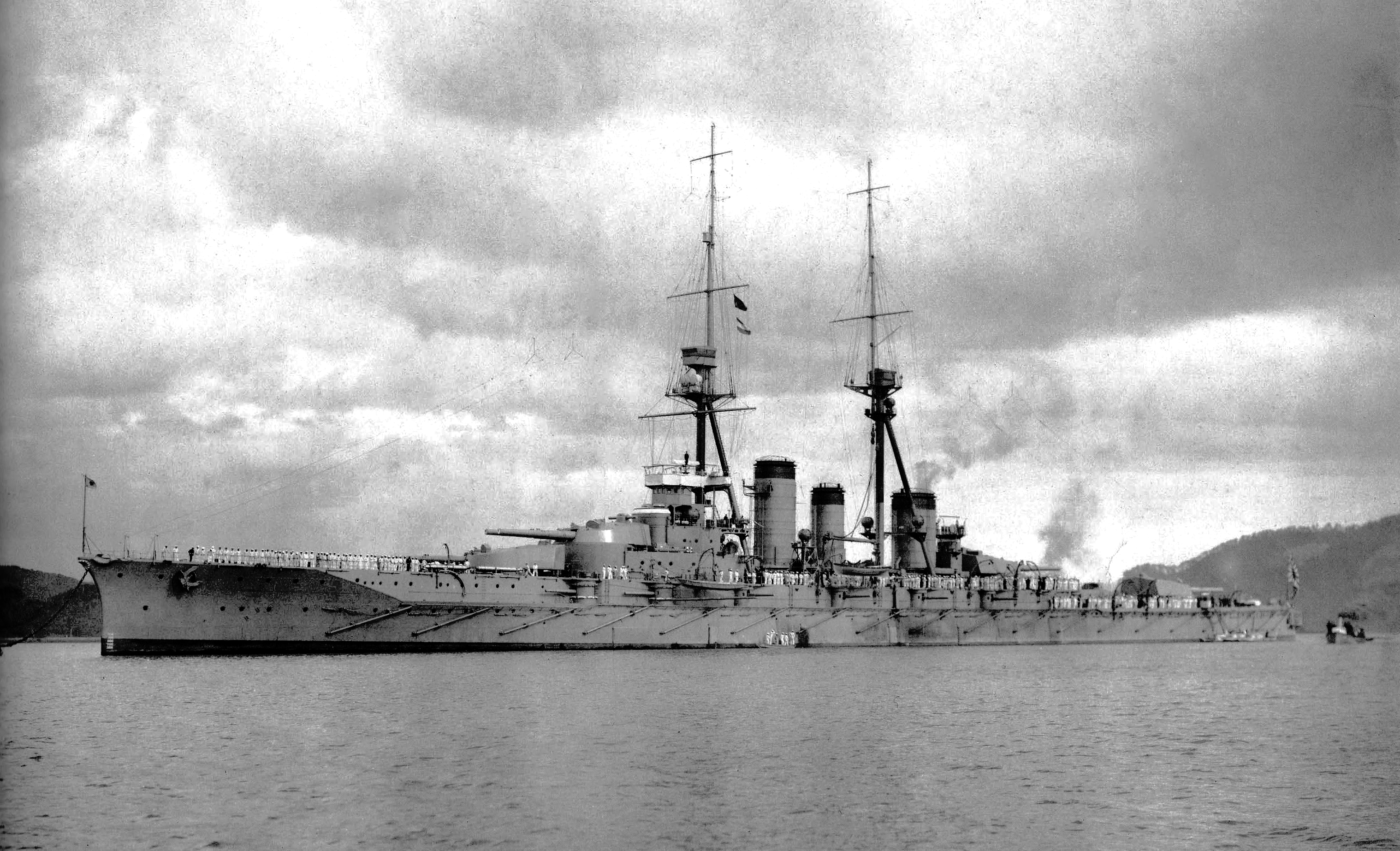
Kirishima
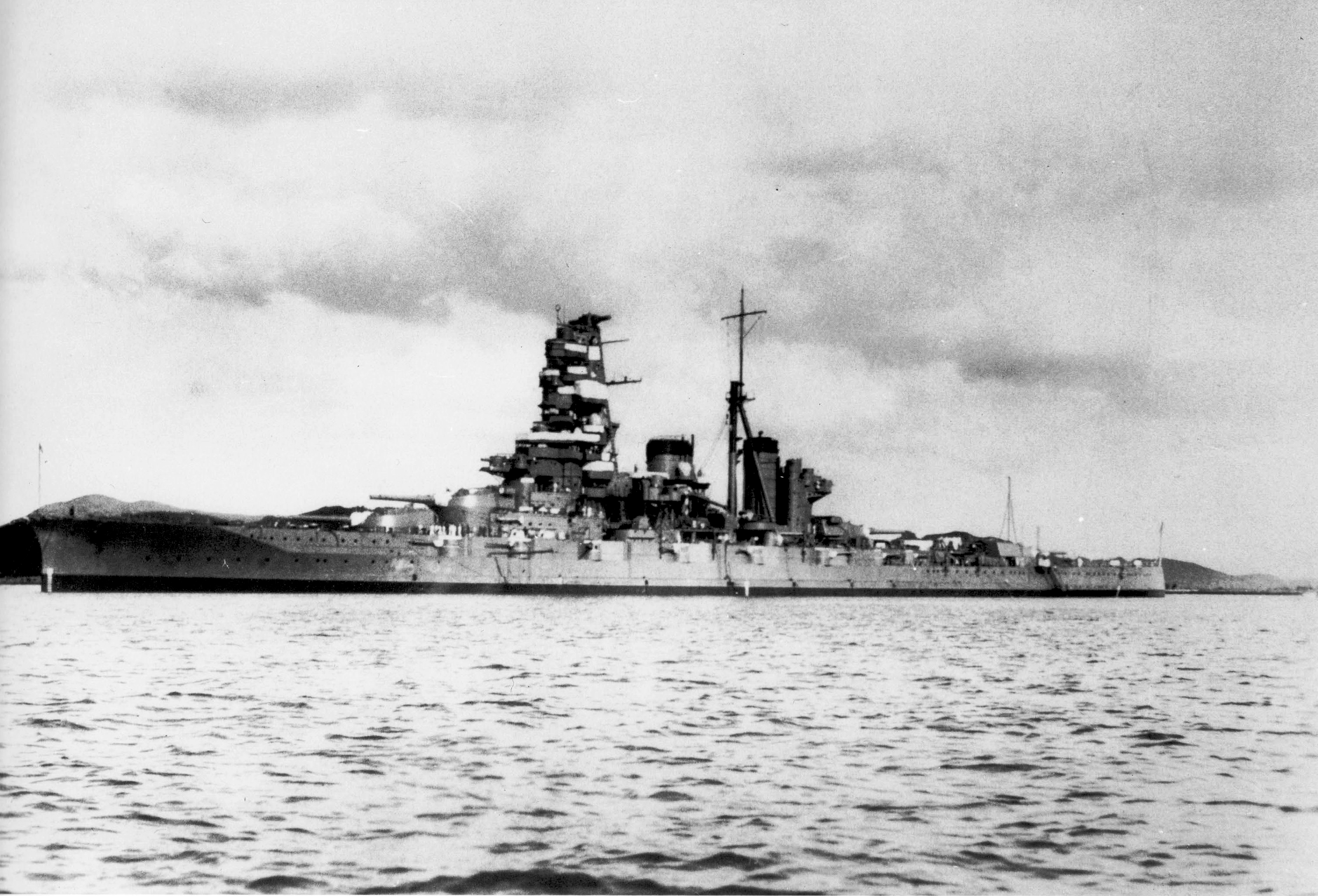
Haruna 1935 nach Umbau
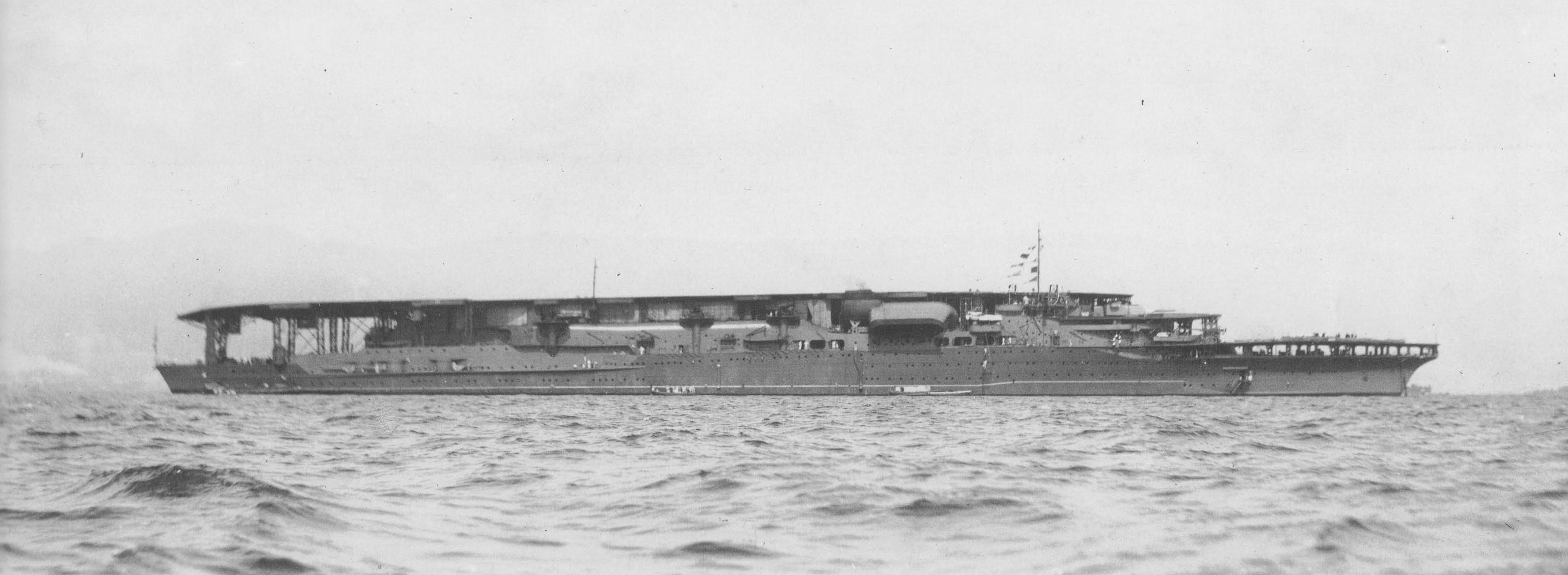
Akagi nach dem Umbau zum Flugzeugträger

Schlachtschiffe
- Yamato-Klasse
  - Yamato (1940)
  - Musashi (1940)
  - Shinano (1944) – Bau 1941 ausgesetzt, 1942/44 zum Flugzeugträger umgebaut
  - Nr. 111 – Bau 1941 ausgesetzt, 1942 eingestellt, möglicher Name Kii

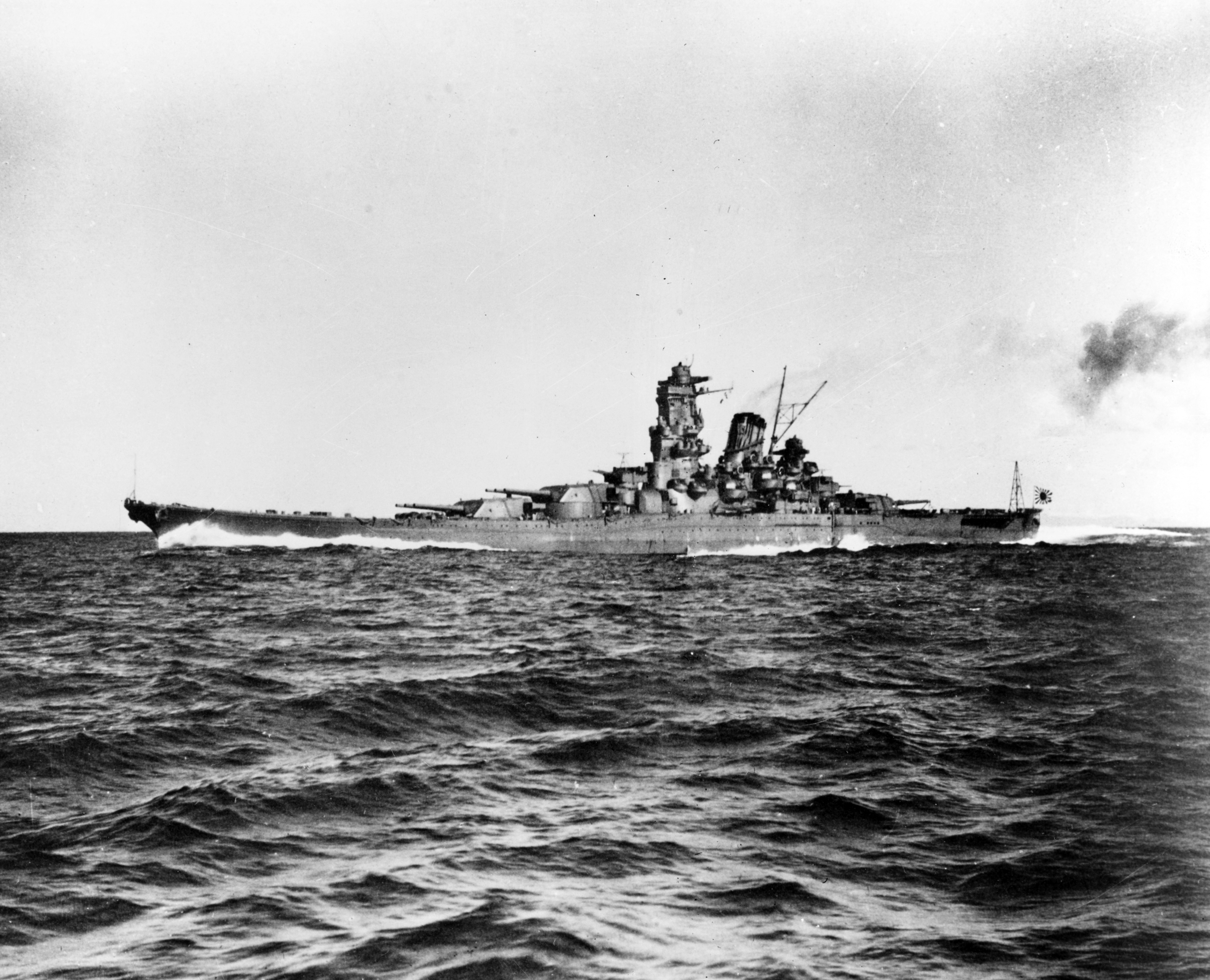
Yamato
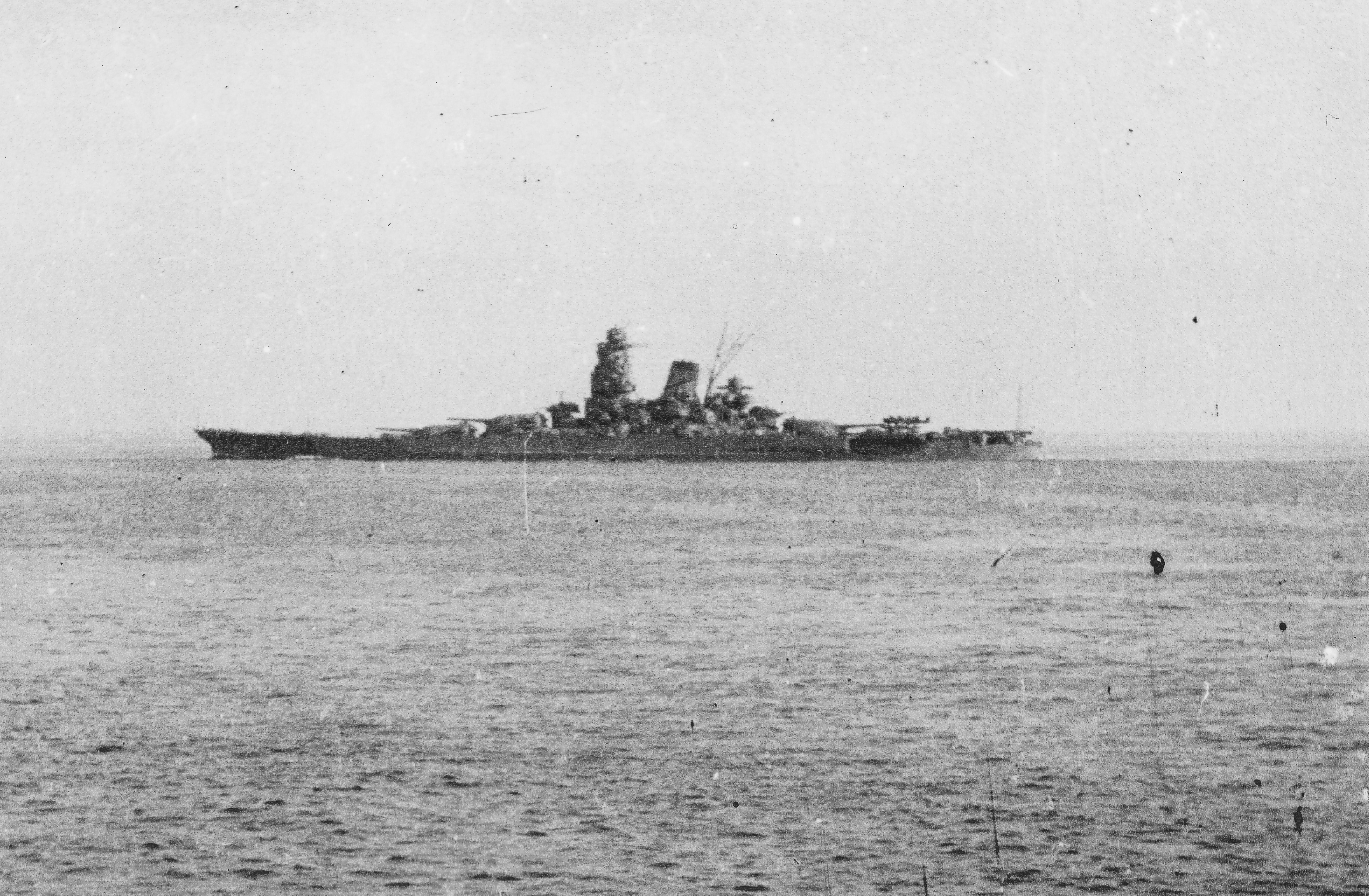
Musashi
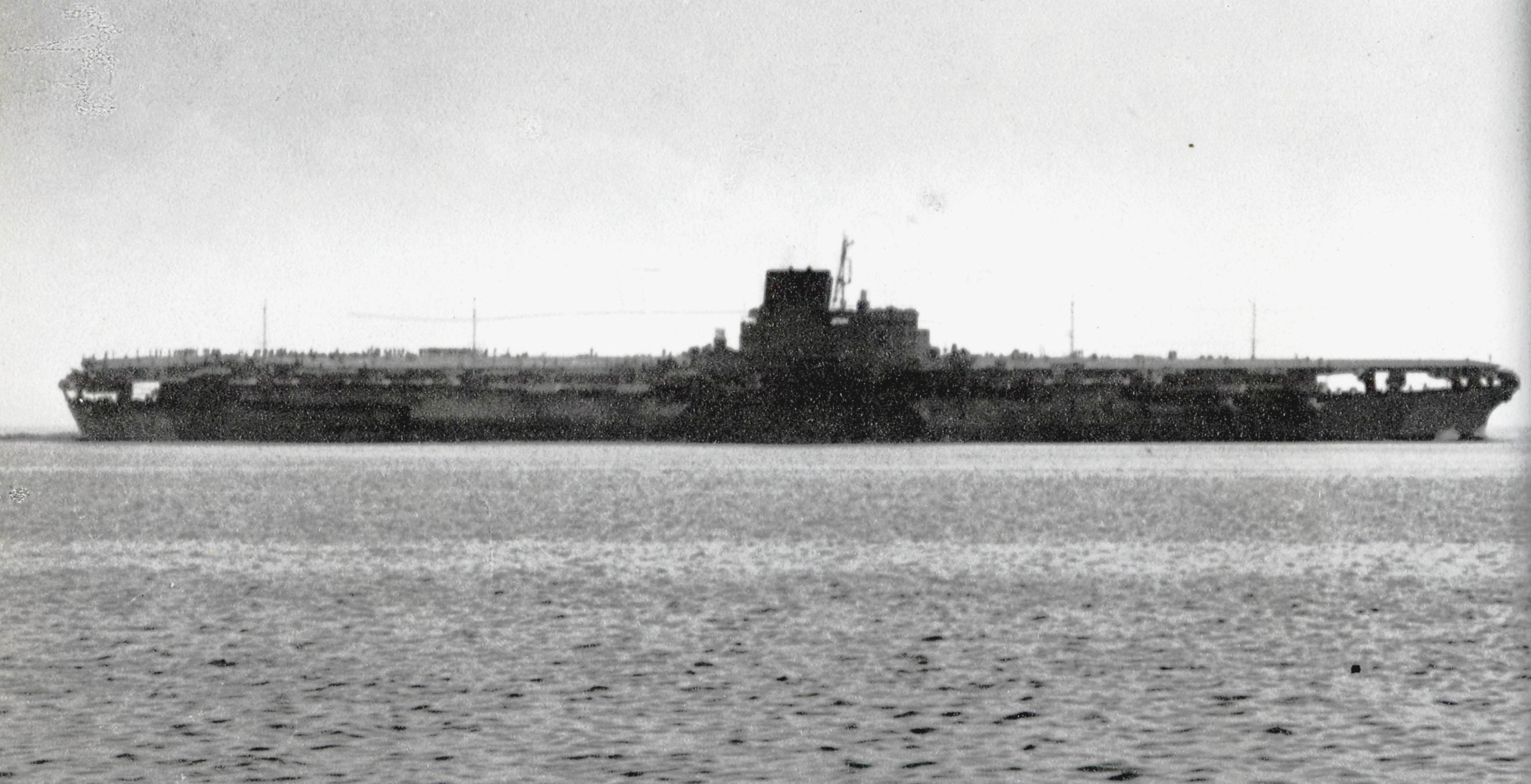
Shinano

### Osmanisches Reich/Türkei
Großlinienschiffe
- Reşadiye-Klasse
  - Reşadiye (1913) – 1914 kurz vor Übernahme von Großbritannien beschlagnahmt, in HMS Erin umbenannt
  - Fatih Sultan Mehmed – Bau 1914 auf Geheiß der britischen Regierung eingestellt
- Sultan Osman-i Evvel, urspr. bras. Rio de Janeiro (1913) – 1914 angekauft, kurz vor Übernahme von Großbritannien beschlagnahmt, in HMS Agincourt umbenannt

Schlachtkreuzer
- (Deutsche) Moltke-Klasse
  - Yavuz Sultan Selim – ex deut. Goeben (1911), 1914 erhalten; 1930 in Yavuz Sultan, 1936 in Yavuz umbenannt

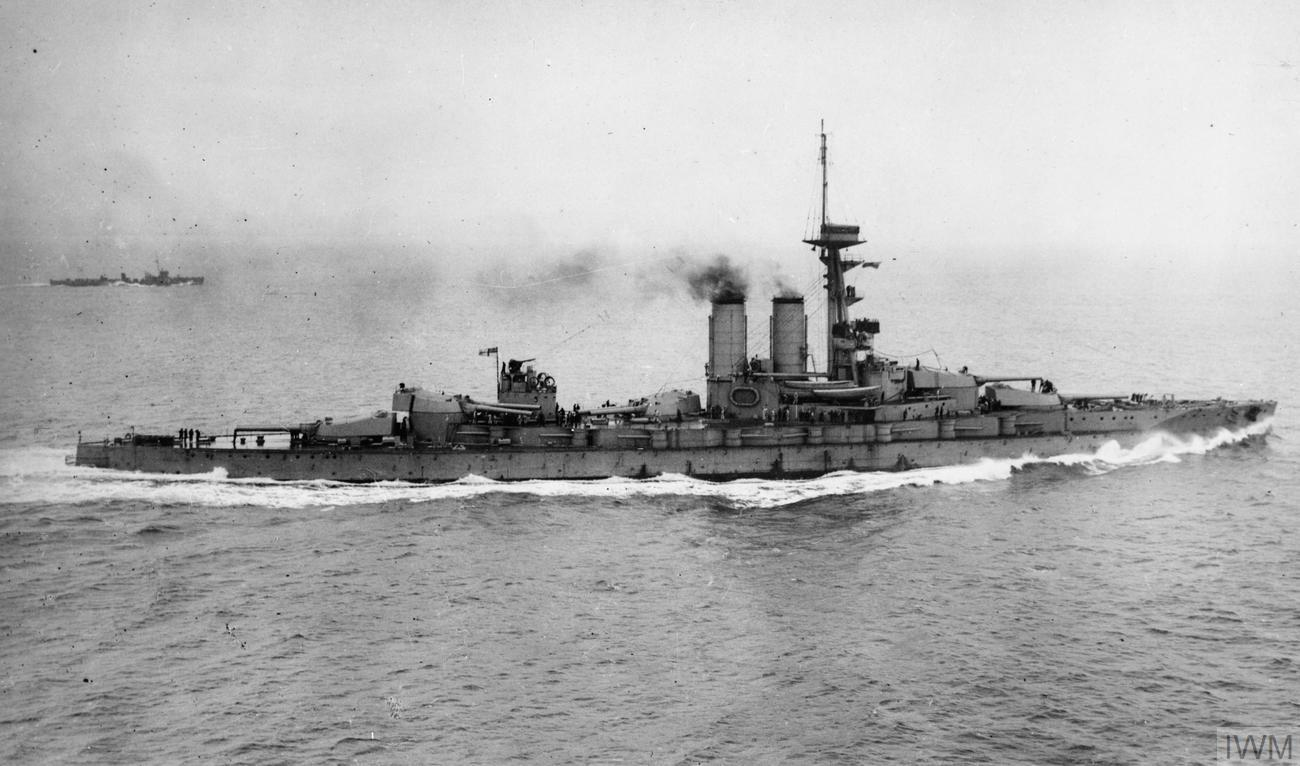
Reşadiye als HMS Erin
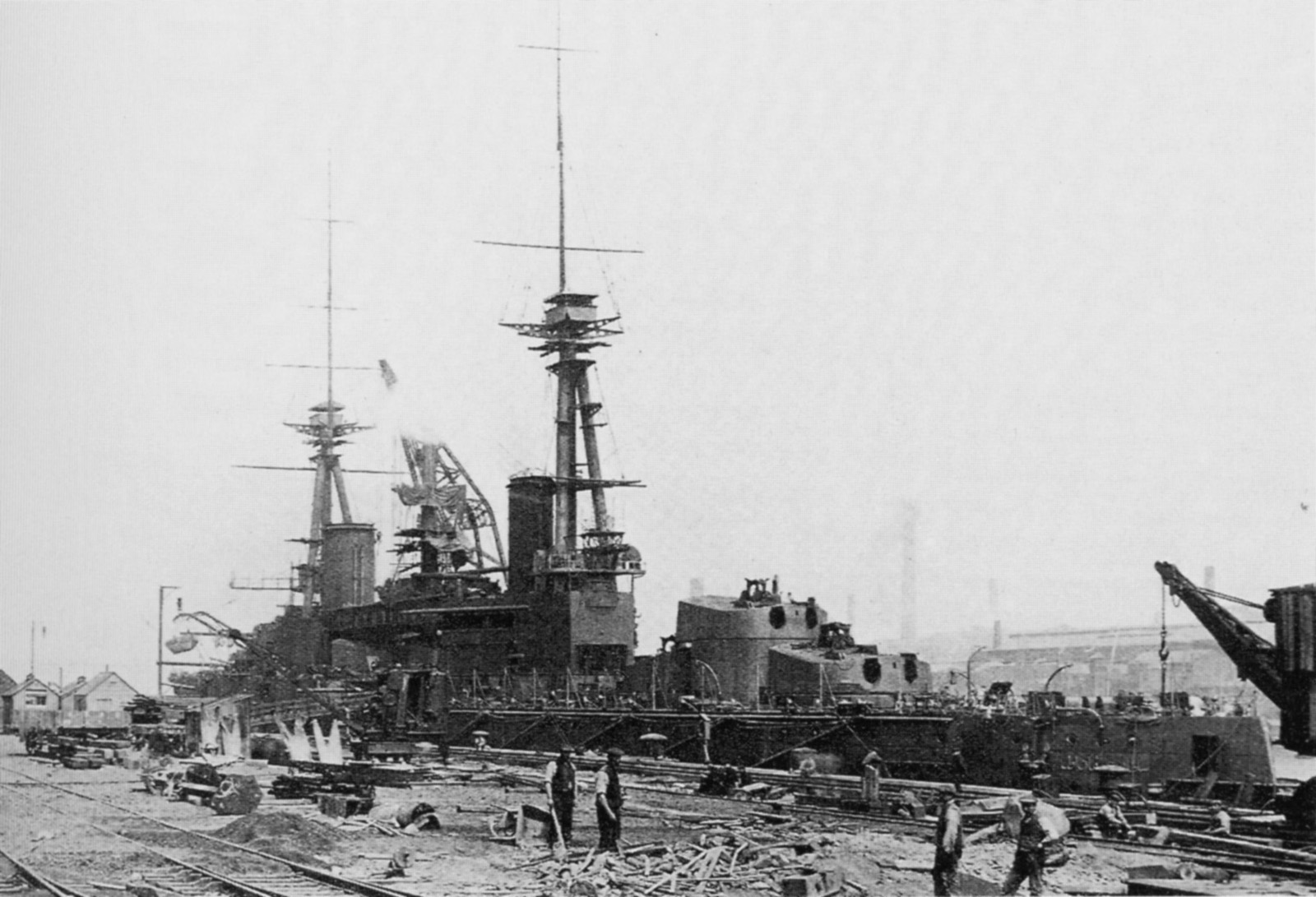
Sultan Osman-i Evvel im Bau
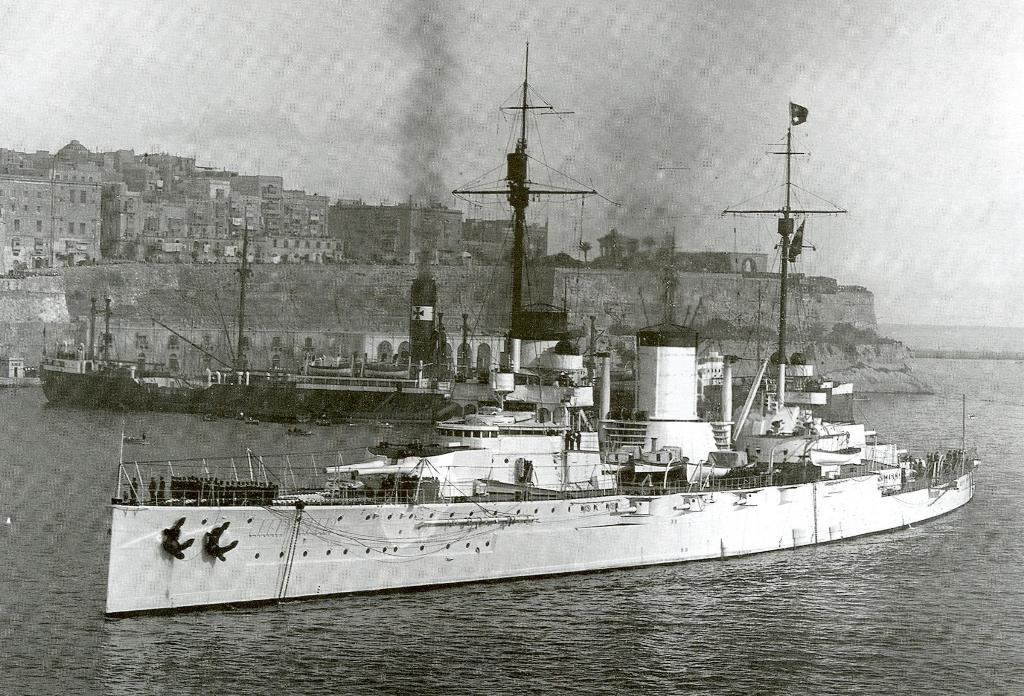
Yavuz

### Österreich-Ungarn
Großlinienschiffe
- Tegetthoff-Klasse
  - Viribus Unitis (1911)
  - Tegetthoff (1912)
  - Prinz Eugen (1912)
  - Szent István (1914)

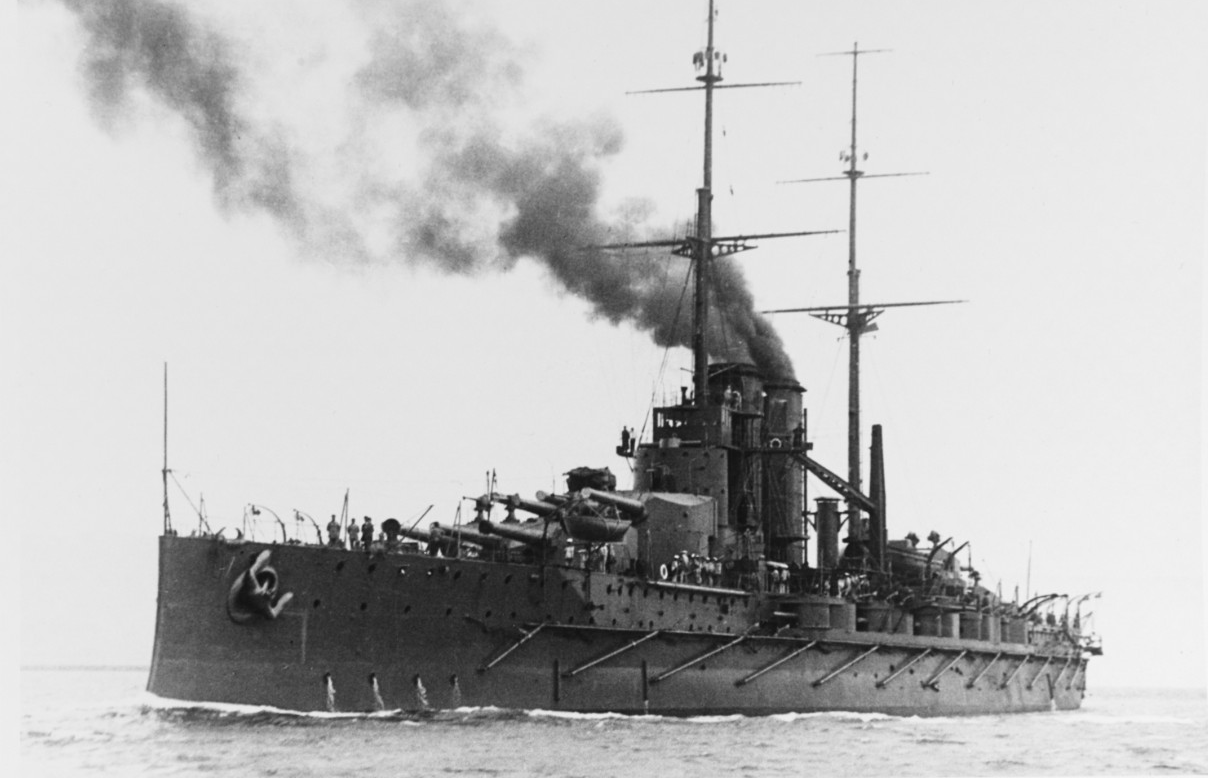
SMS Viribus Unitis
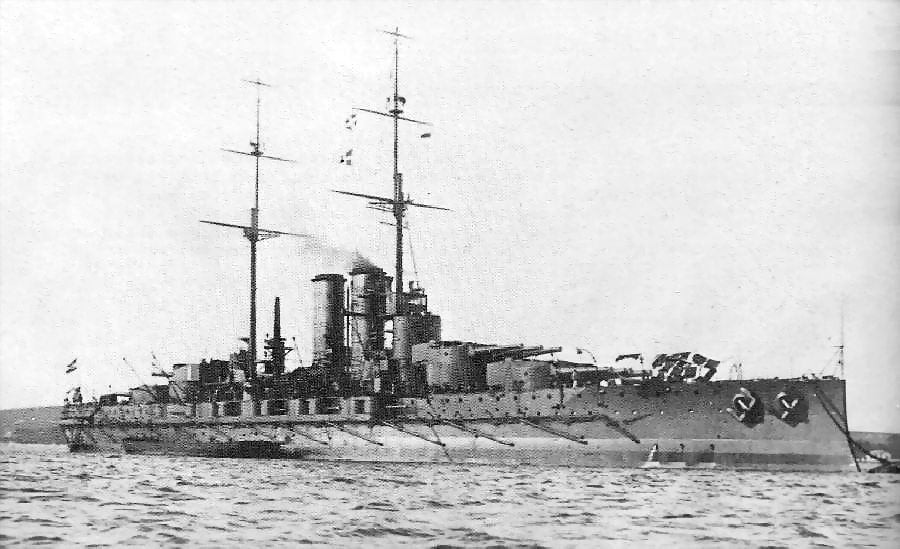
SMS Tegetthoff
SMS Prinz Eugen
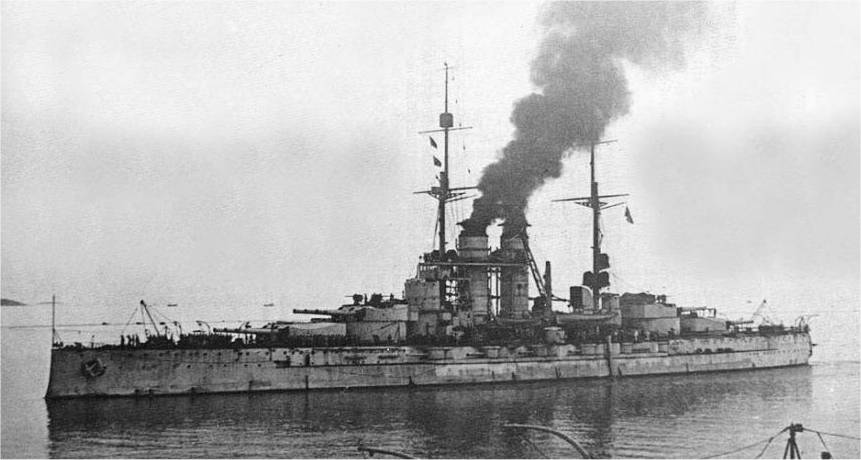
SMS Szent István

### Russland/Sowjetunion
Großlinienschiffe
- Gangut-Klasse
  - Gangut (1911) – 1925 in Oktjabrskaja Revoljuzija umbenannt
  - Petropawlowsk (1911) – 1921 in Marat umbenannt
  - Poltawa (1911) – 1919 nach Großbrand Hulk, 1925 in Michail Frunse umbenannt
  - Sewastopol (1911) – 1921 in Parischskaja Kommuna umbenannt; ab 1930 Schwarzmeerflotte
- Imperatriza-Marija-Klasse – Schwarzmeerflotte
  - Imperatriza Marija (1913)
  - Imperatriza Jekaterina Welikaja, urspr. Jekaterina II (1914) – 1917 in Swobodnaja Rossija umbenannt
  - Imperator Aleksandr III (1914) – 1917 in Wolja umbenannt, 1918 kurzzeitig deutsch, dann britisch, 1919 der Weißen Armee übergeben, 1920 in General Alexejew umbenannt
- Imperator Nikolai I (1916) – 1917 in Demokratija umbenannt, 1918 kurzzeitig deutsch, dann britisch, 1919 unfertig zerstört; Schwarzmeerflotte
- Archangelsk – ex HMS Royal Sovereign (1916), 1944/49 geliehen
- Noworossijsk – ex RN Giulio Cesare (1911), 1949 erhalten; Schwarzmeerflotte

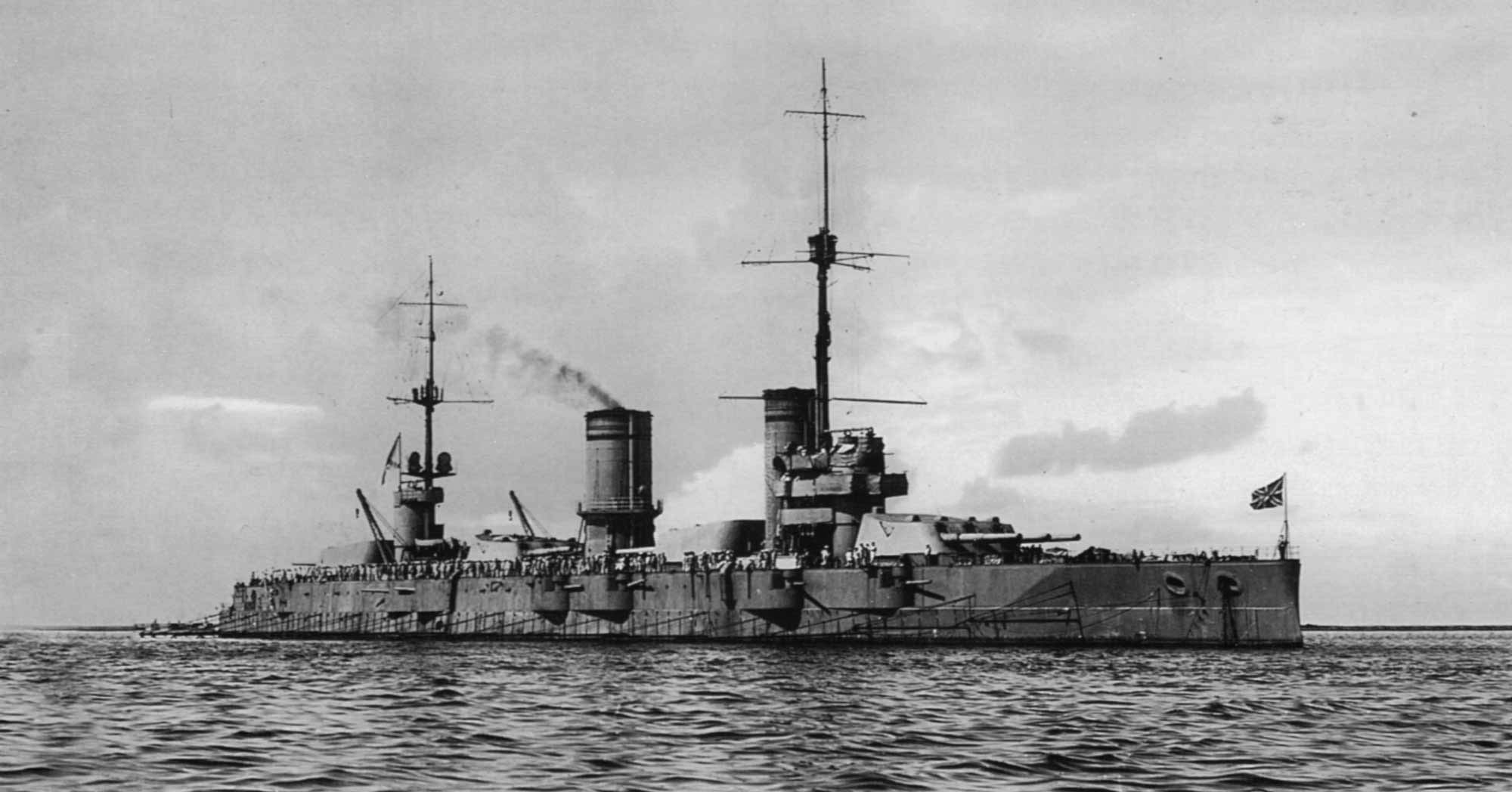
Gangut
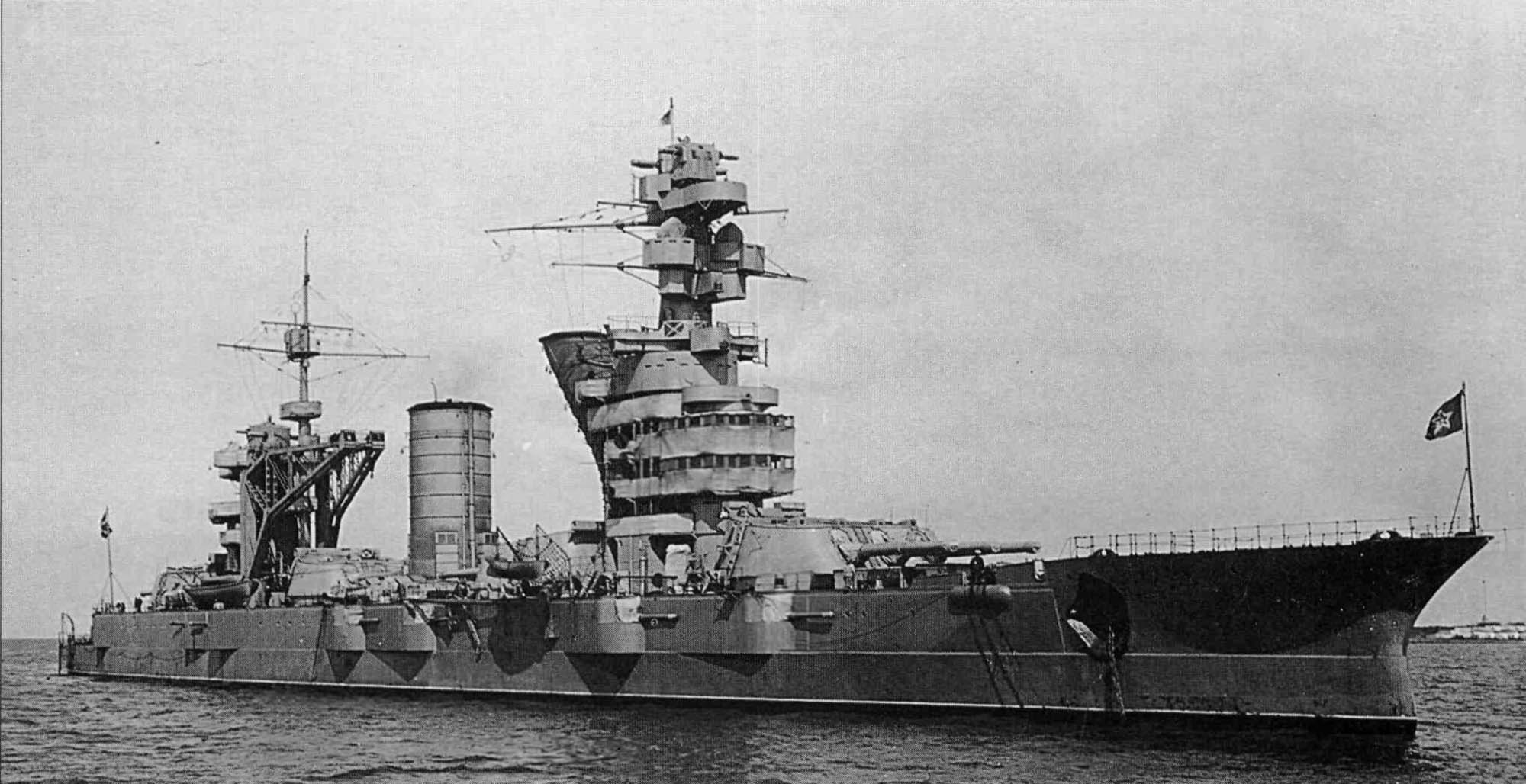
Oktjabrskaja Revoljuzija nach Umbau
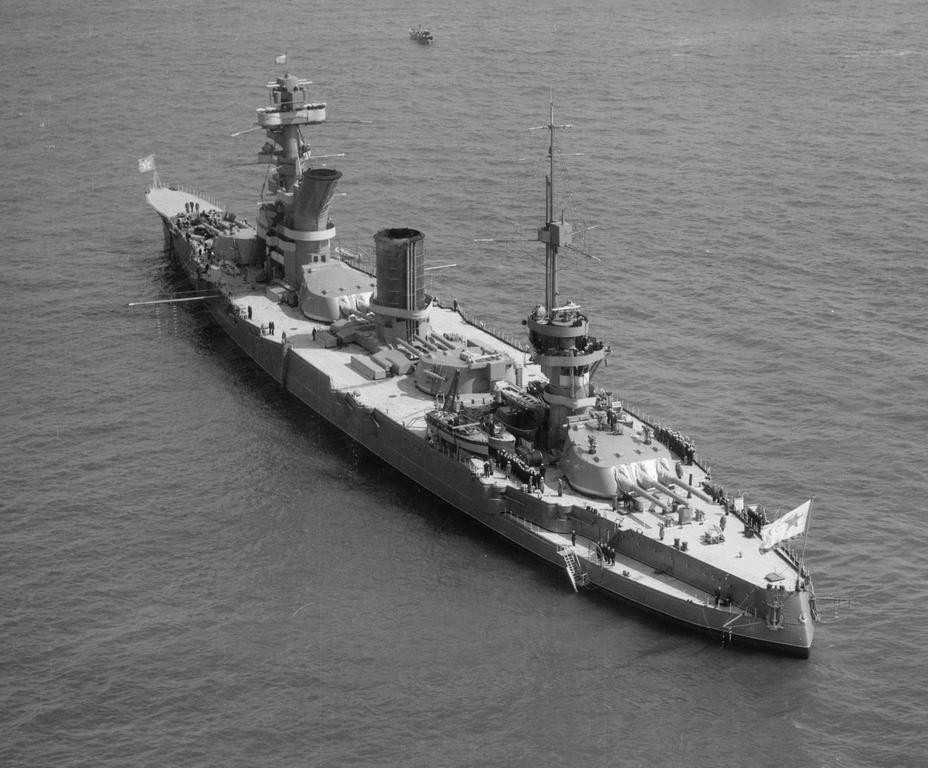
Marat nach Umbau
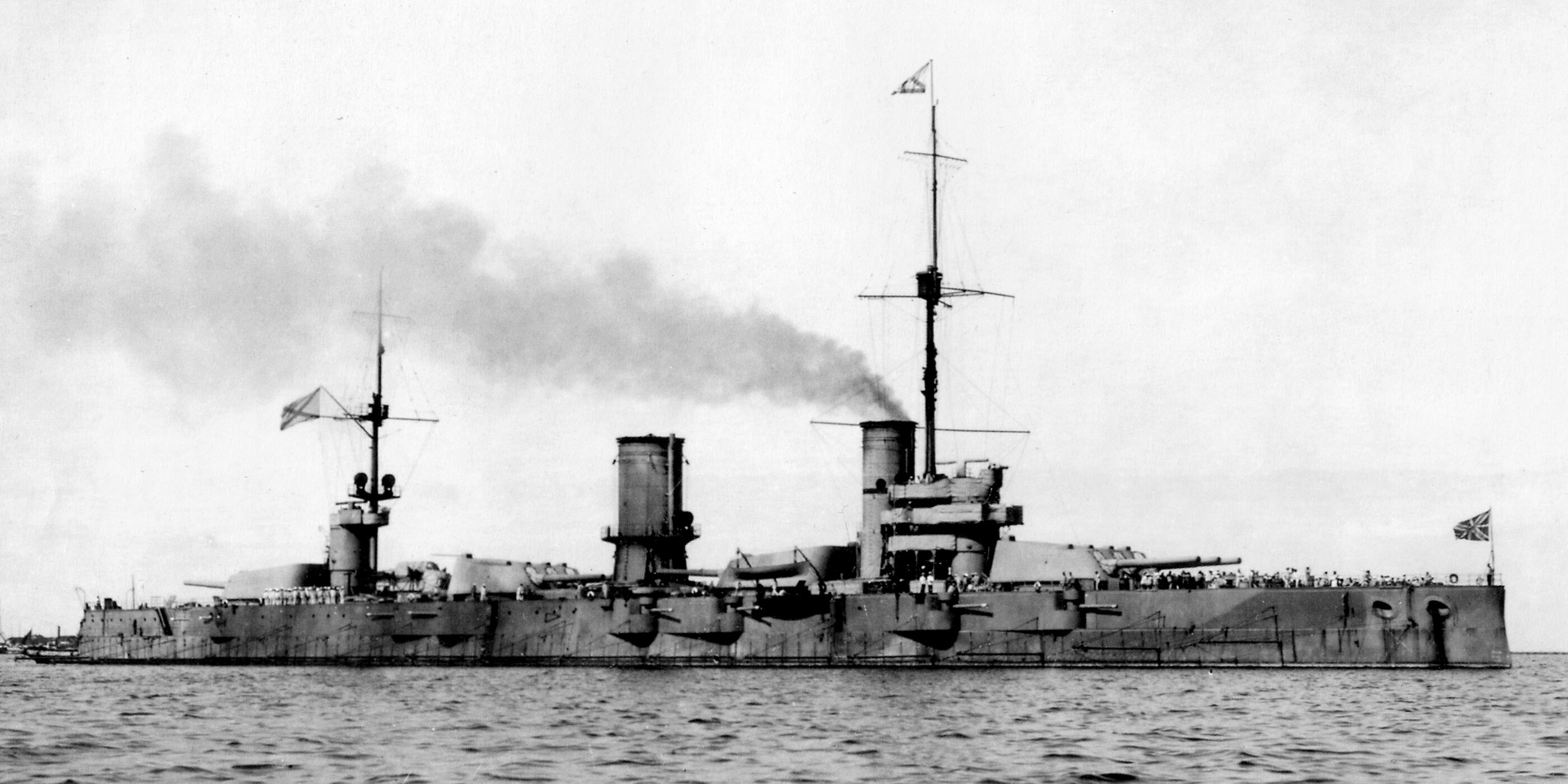
Sewastopol
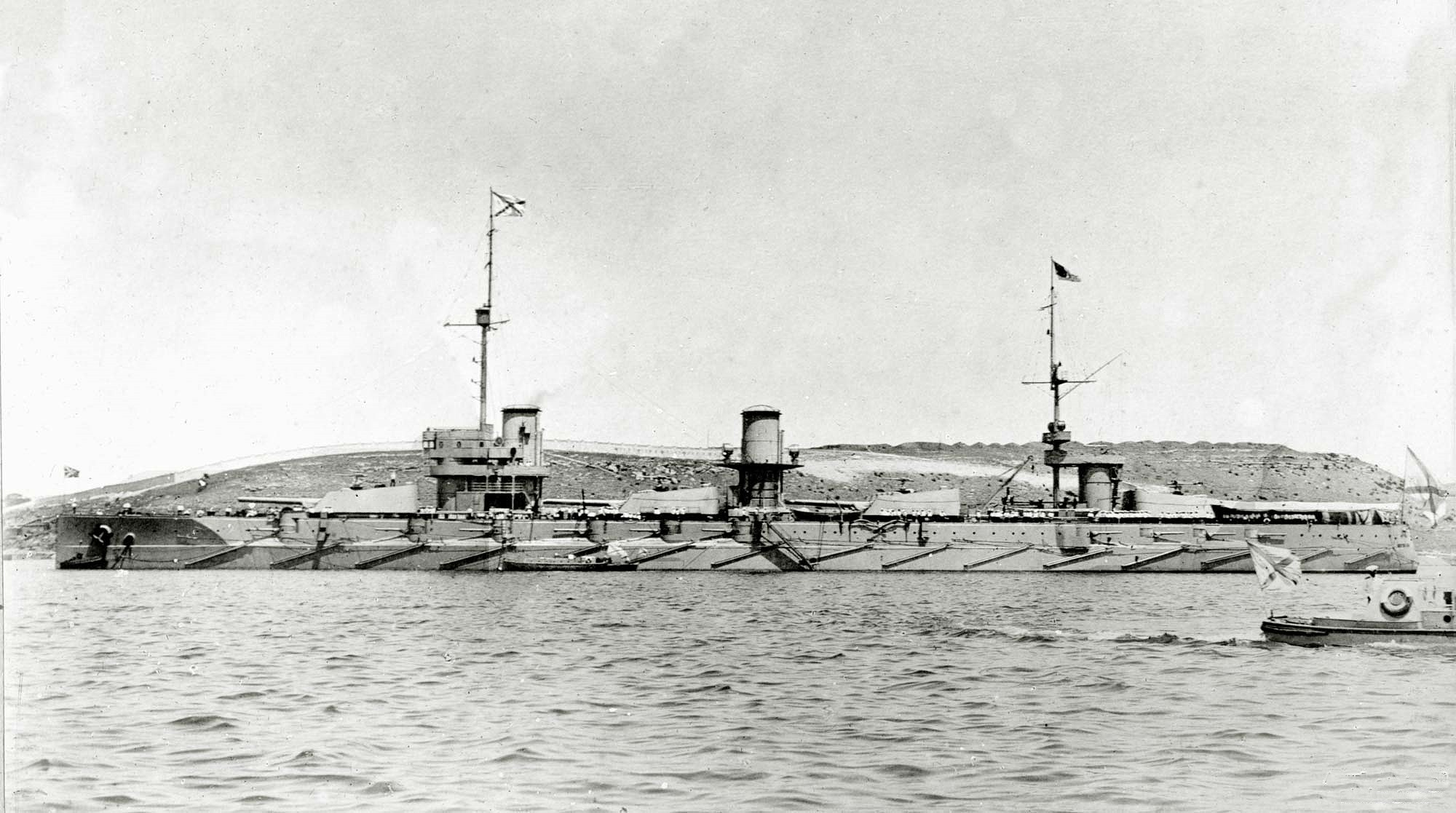
Imperatriza Marija
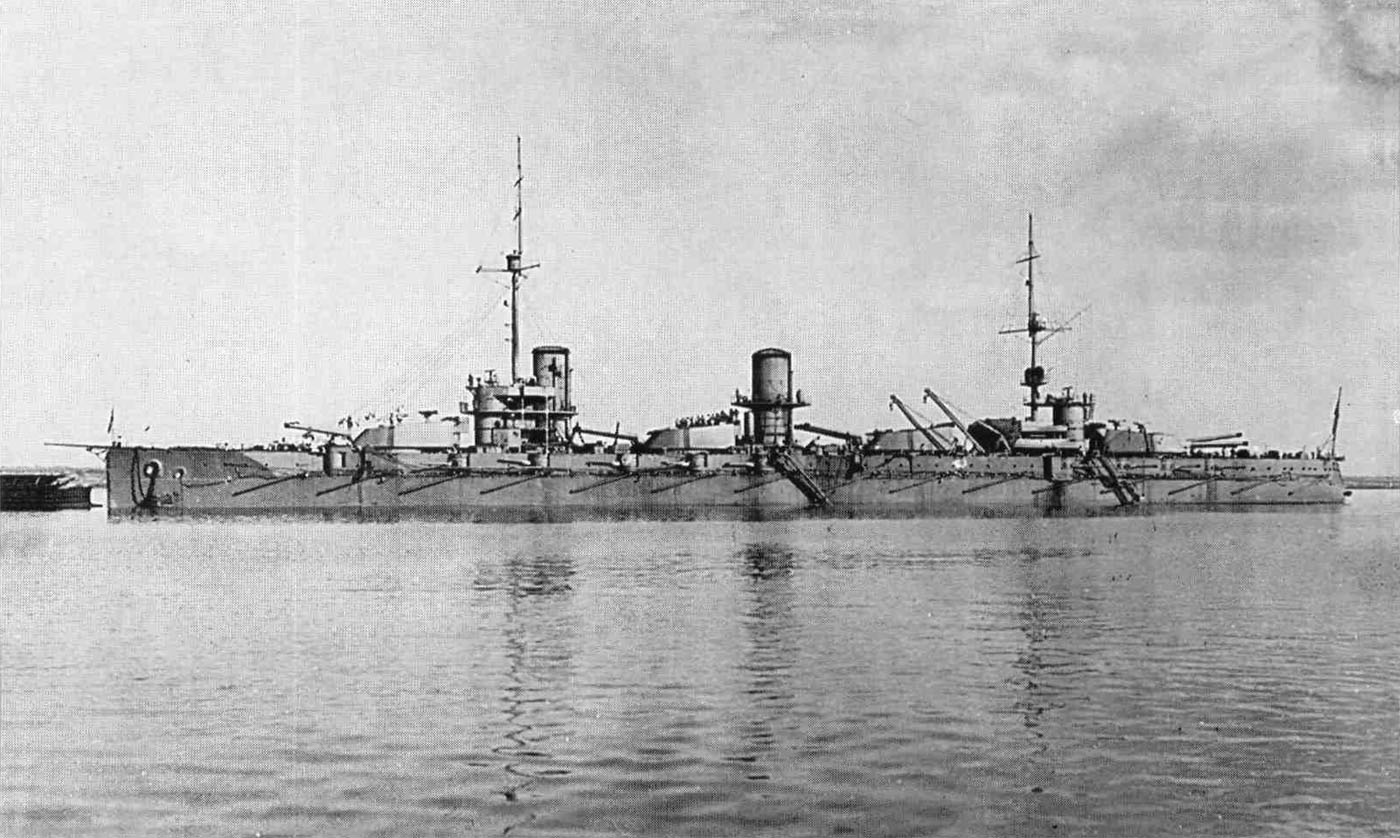
Wolja
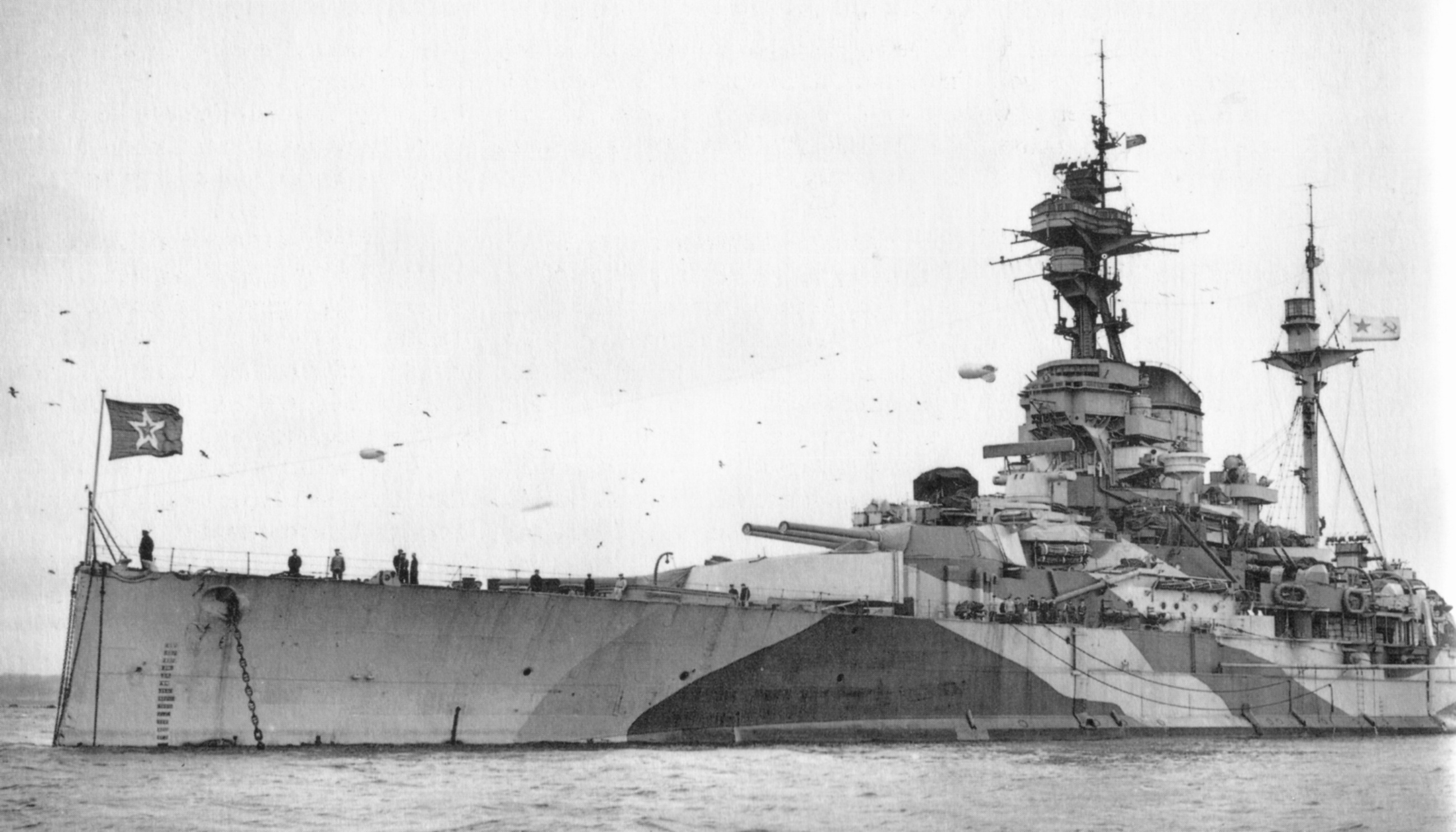
Archangelsk
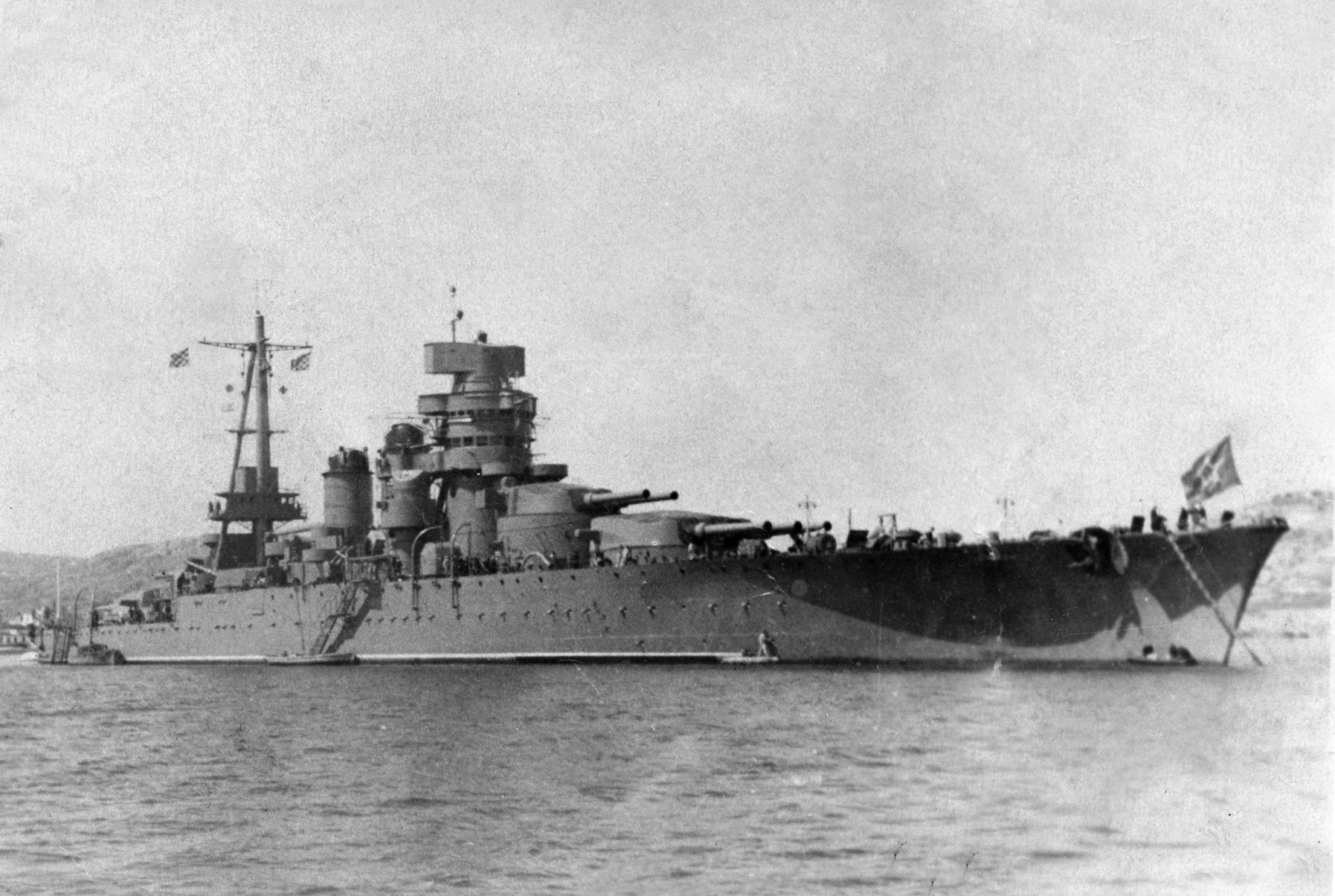
Noworossijsk

Schlachtkreuzer
- Borodino-Klasse – Bau 1917 wegen der Oktoberrevolution eingestellt
  - Borodino (1915)
  - Ismail (1915)
  - Kinburn (1915)
  - Nawarin (1916)

Schlachtschiffe
- Sowjetski-Sojus-Klasse (Projekt 23) – Bau 1938/40 begonnen, wegen des deutschen Angriffs auf die Sowjetunion eingestellt
  - Sowjetski Sojus
  - Sowjetskaja Ukraina
  - Sowjetskaja Belorussija
  - Sowjetskaja Rossija

Große Kreuzer
- Kronschtadt-Klasse (Projekt 69) – Bau 1939 begonnen, wegen des deutschen Angriffs auf die Sowjetunion eingestellt
  - Kronschtadt
  - Sewastopol

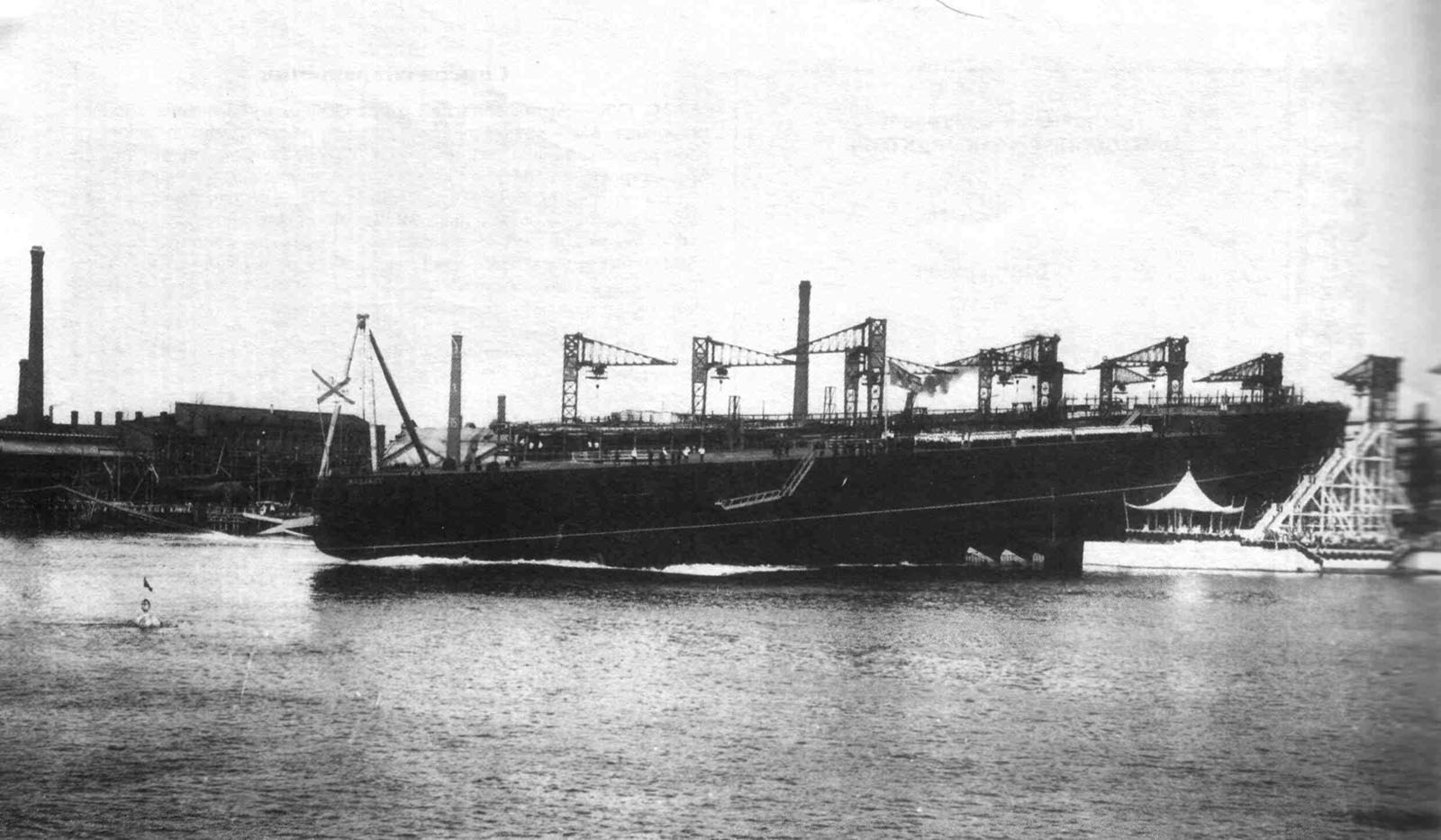
Stapellauf von Ismail
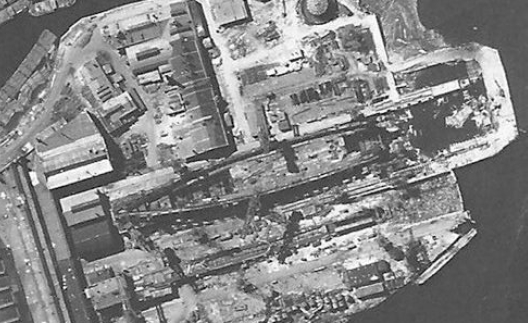
Luftaufnahme der im Bau befindlichen Kronschtadt
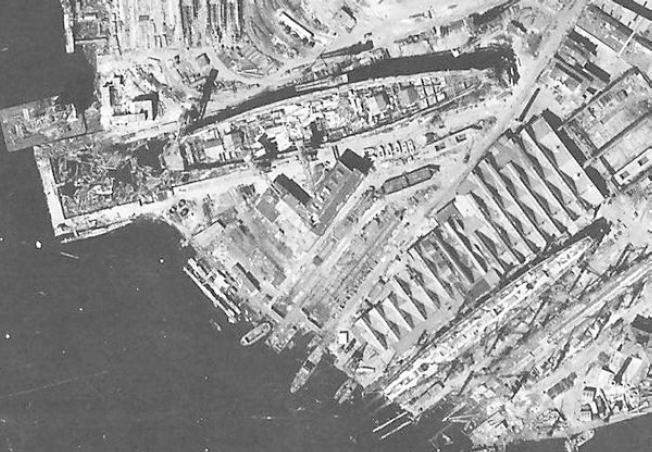
Luftaufnahme der im Bau befindlichen Sowjetski Sojus

### Spanien
Großlinienschiffe
- España-Klasse
  - España (1912)
  - Alfonso XIII (1913) – 1931 in España umbenannt
  - Jaime I (1914)

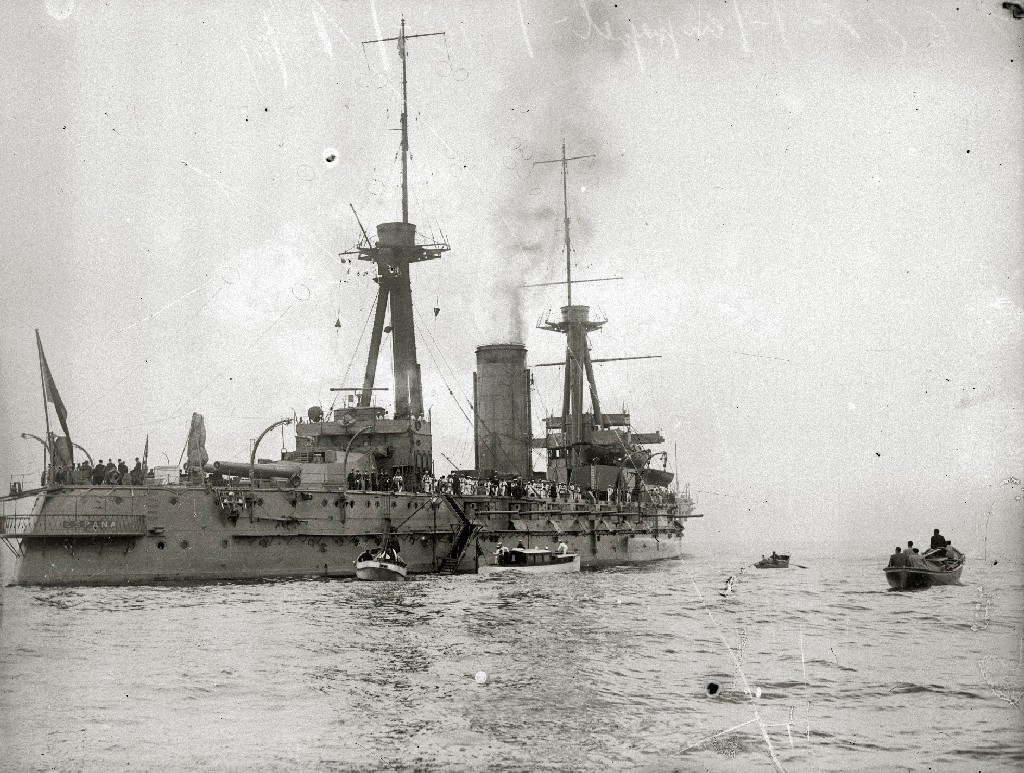
España
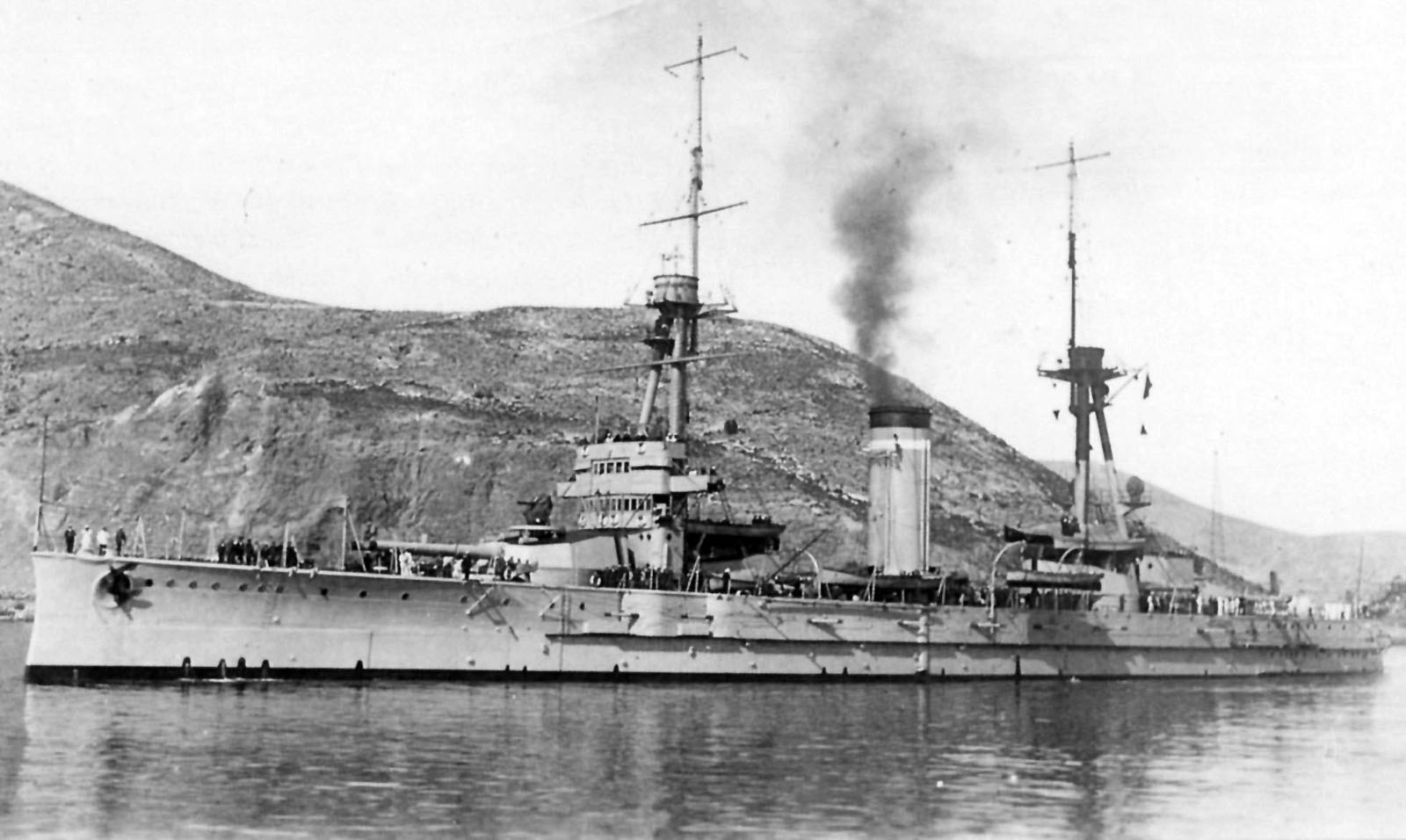
Alfonso XIII

### Vereinigte Staaten
Großlinienschiffe
- South-Carolina-Klasse
  - USS South Carolina (BB-26) (1908)
  - USS Michigan (BB-27) (1908)
- Delaware-Klasse
  - USS Delaware (BB-28) (1909)
  - USS North Dakota (BB-29) (1909)
- Florida-Klasse
  - USS Florida (BB-30) (1910)
  - USS Utah (BB-31) (1909)
- Wyoming-Klasse
  - USS Wyoming (BB-32) (1911)
  - USS Arkansas (BB-33) (1911)
- New-York-Klasse
  - USS New York (BB-34) (1912)
  - USS Texas (BB-35) (1912) – Museumsschiff in La Porte (Texas)
- Nevada-Klasse
  - USS Nevada (BB-36) (1914)
  - USS Oklahoma (BB-37) (1914)
- Pennsylvania-Klasse
  - USS Pennsylvania (BB-38) (1915)
  - USS Arizona (BB-39) (1915)
- New-Mexico-Klasse
  - USS New Mexico (BB-40) (1917)
  - USS Mississippi (BB-41) (1917)
  - USS Idaho (BB-42) (1917)
- Tennessee-Klasse
  - USS Tennessee (BB-43) (1919)
  - USS California (BB-44) (1919)
- Colorado-Klasse
  - USS Colorado (BB-45) (1921)
  - USS Maryland (BB-46) (1920)
  - USS Washington (BB-47) (1921) – Bau 1922 eingestellt
  - USS West Virginia (BB-48) (1921)
- South-Dakota-Klasse – Bau 1922 eingestellt
  - USS South Dakota (BB-49)
  - USS Indiana (BB-50)
  - USS Montana (BB-51)
  - USS North Carolina (BB-52)
  - USS Iowa (BB-53)
  - USS Massachusetts (BB-54)

Die Baueinstellungen der USS Washington (BB-47) und der South-Dakota-Klasse waren eine Folge des Washingtoner Flottenvertrags.

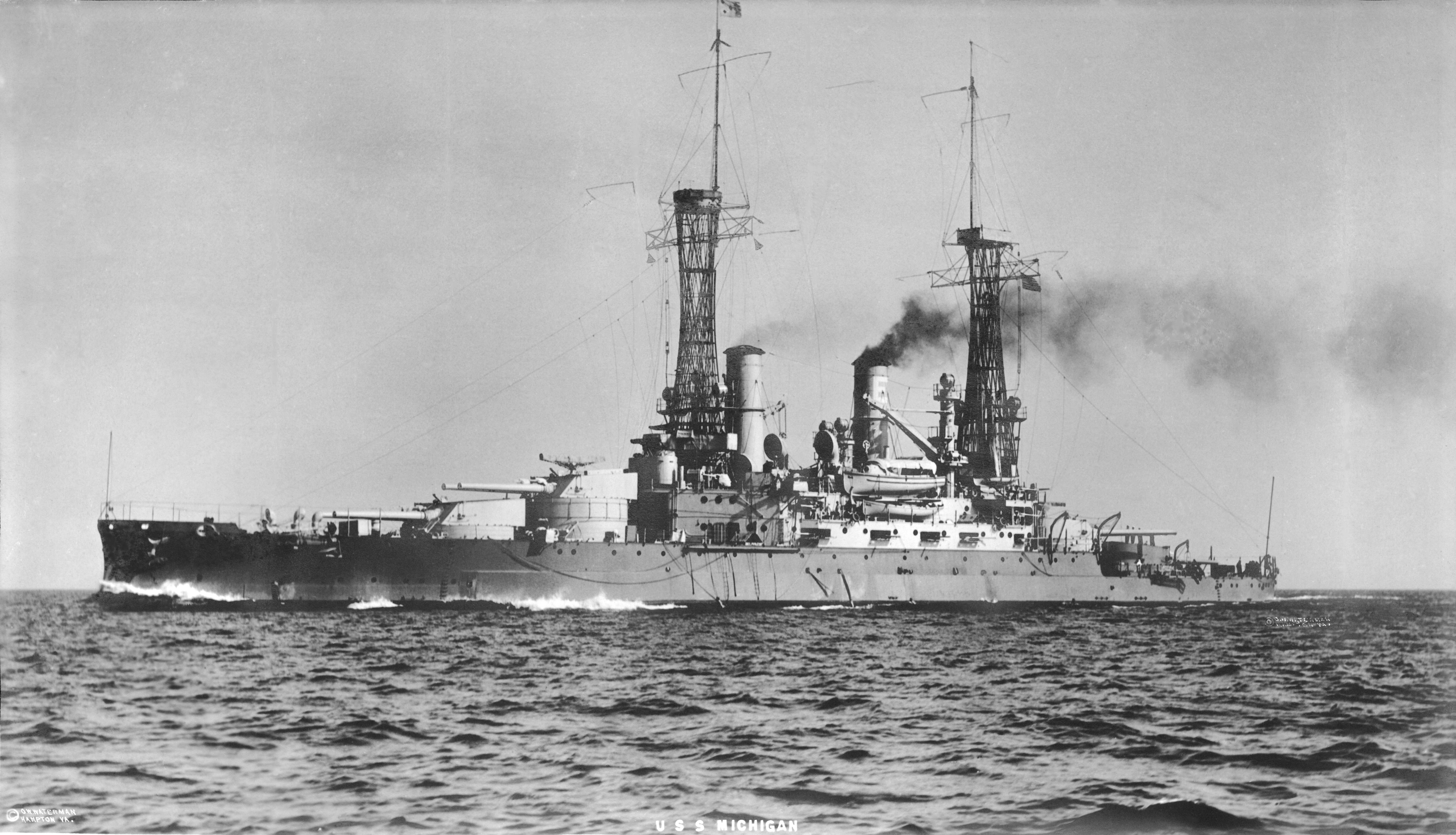
USS Michigan (BB-27)
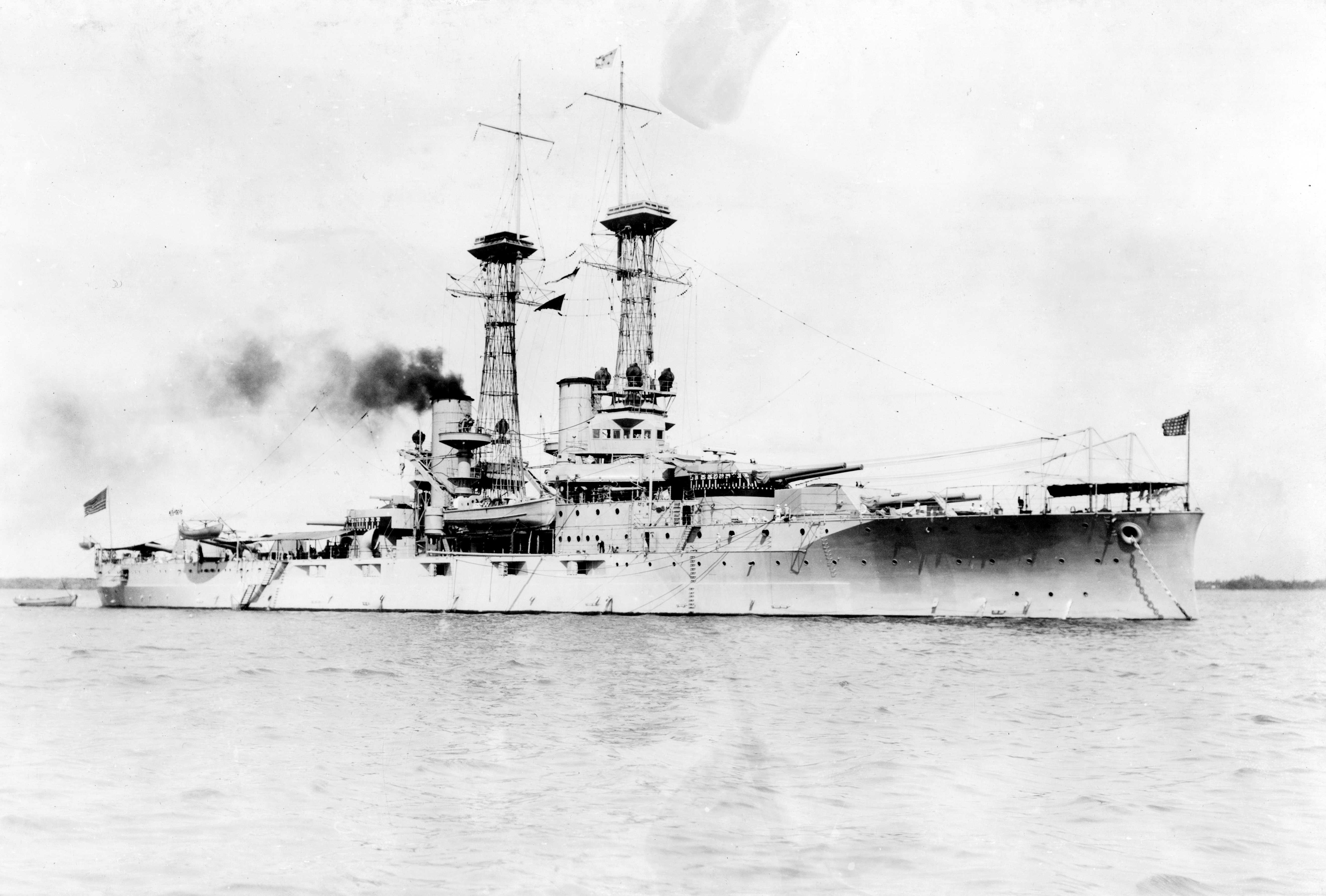
USS Delaware (BB-28)
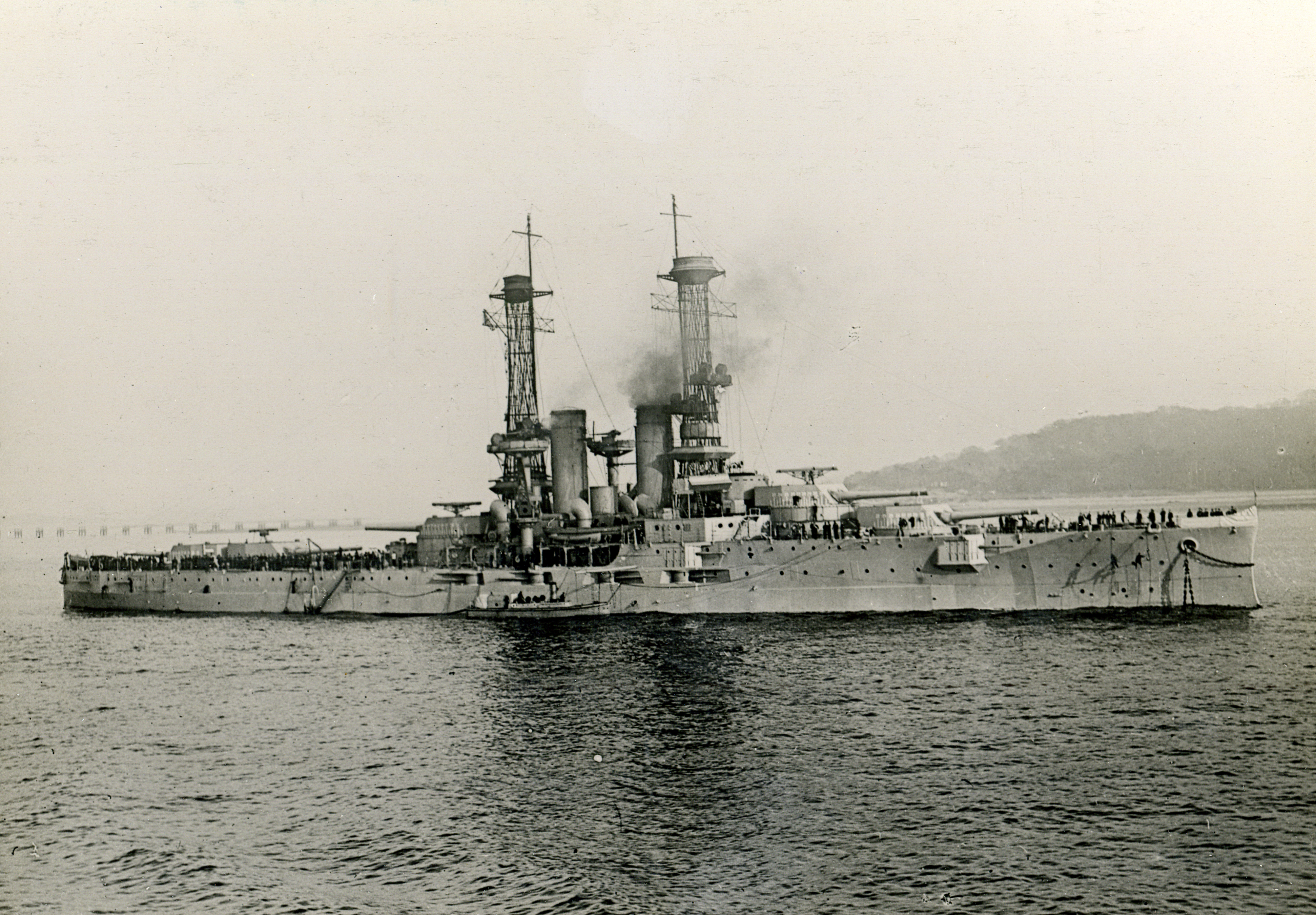
USS Florida (BB-30)
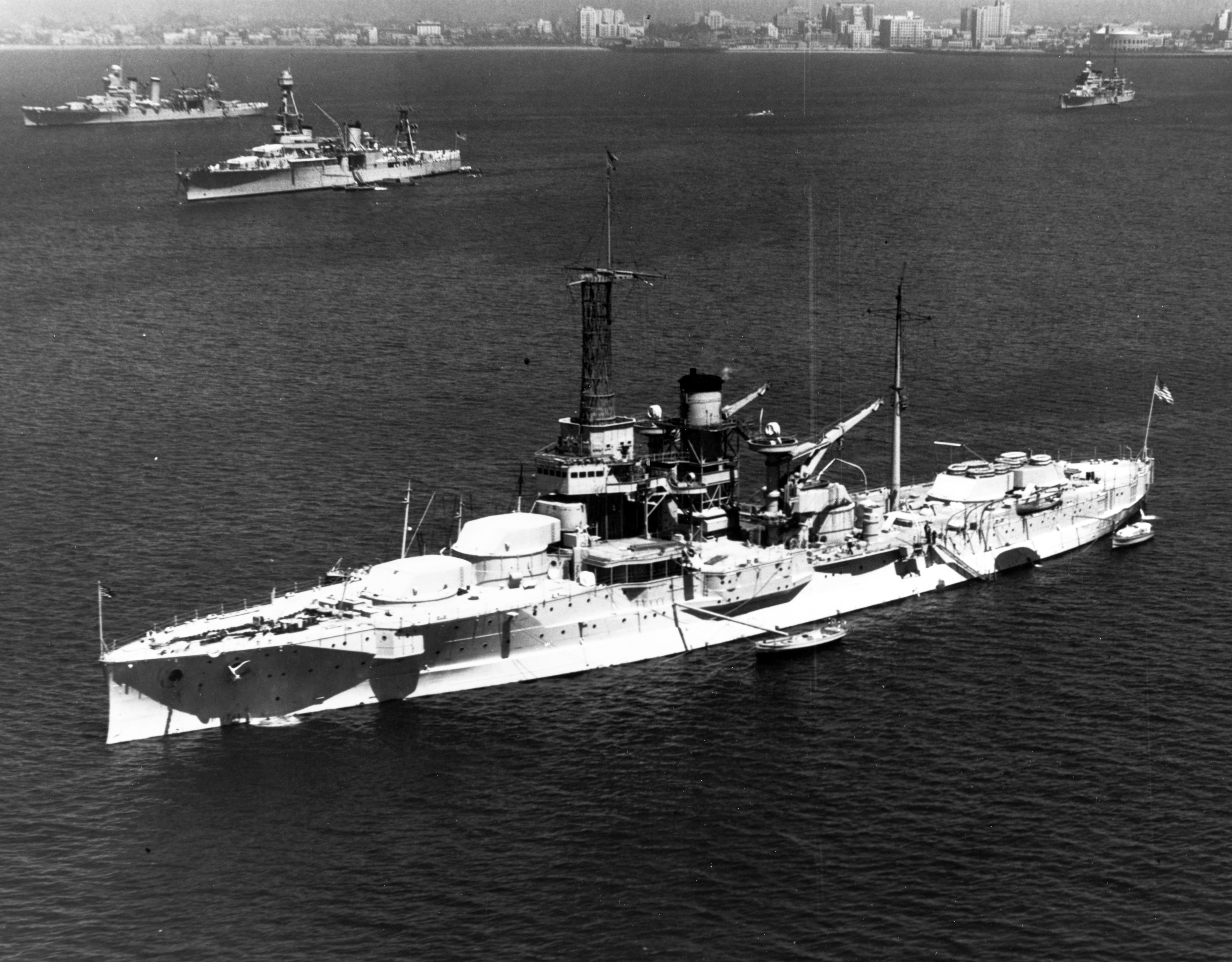
USS Utah (AG-16) als Zielschiff
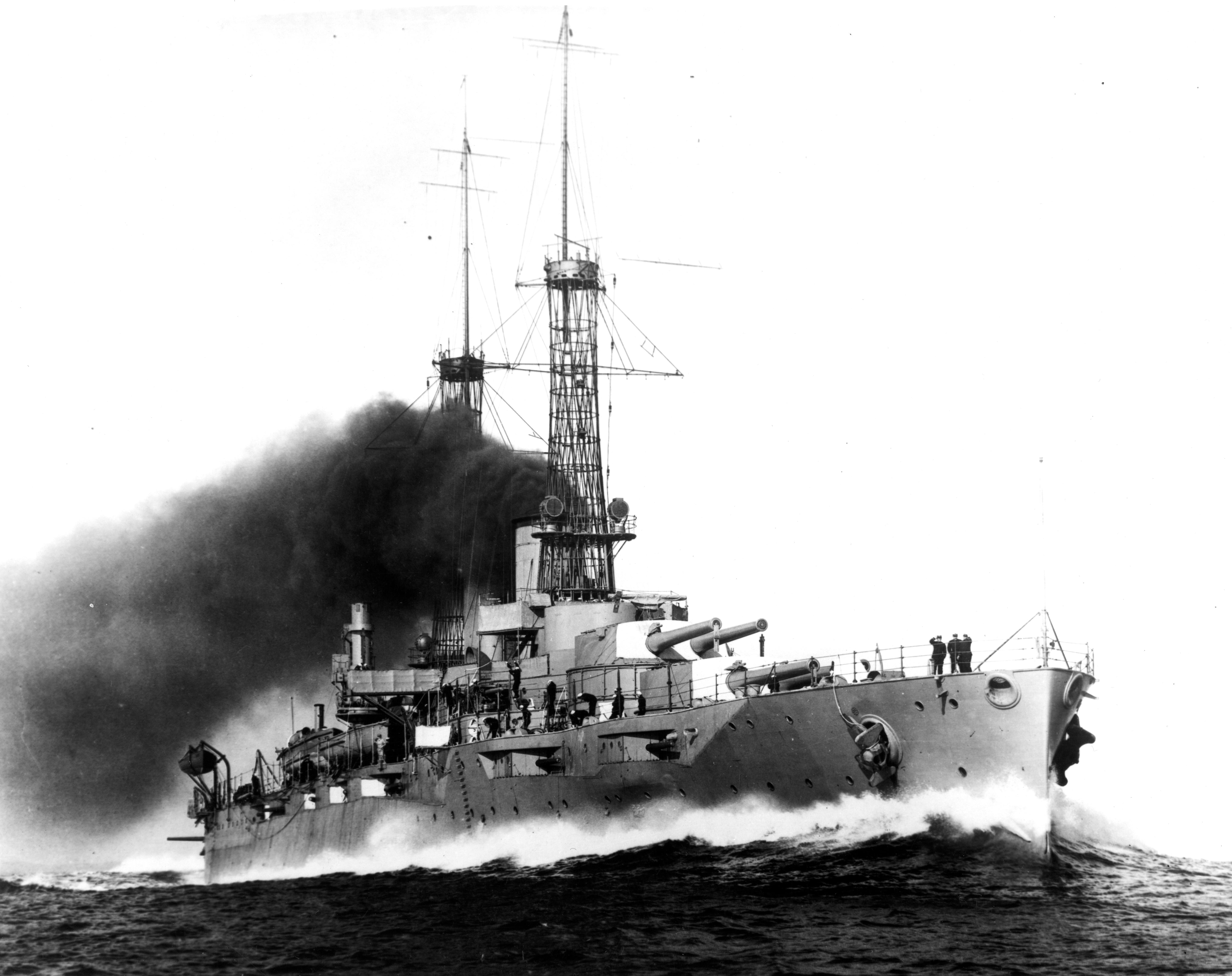
USS New York (BB-34)
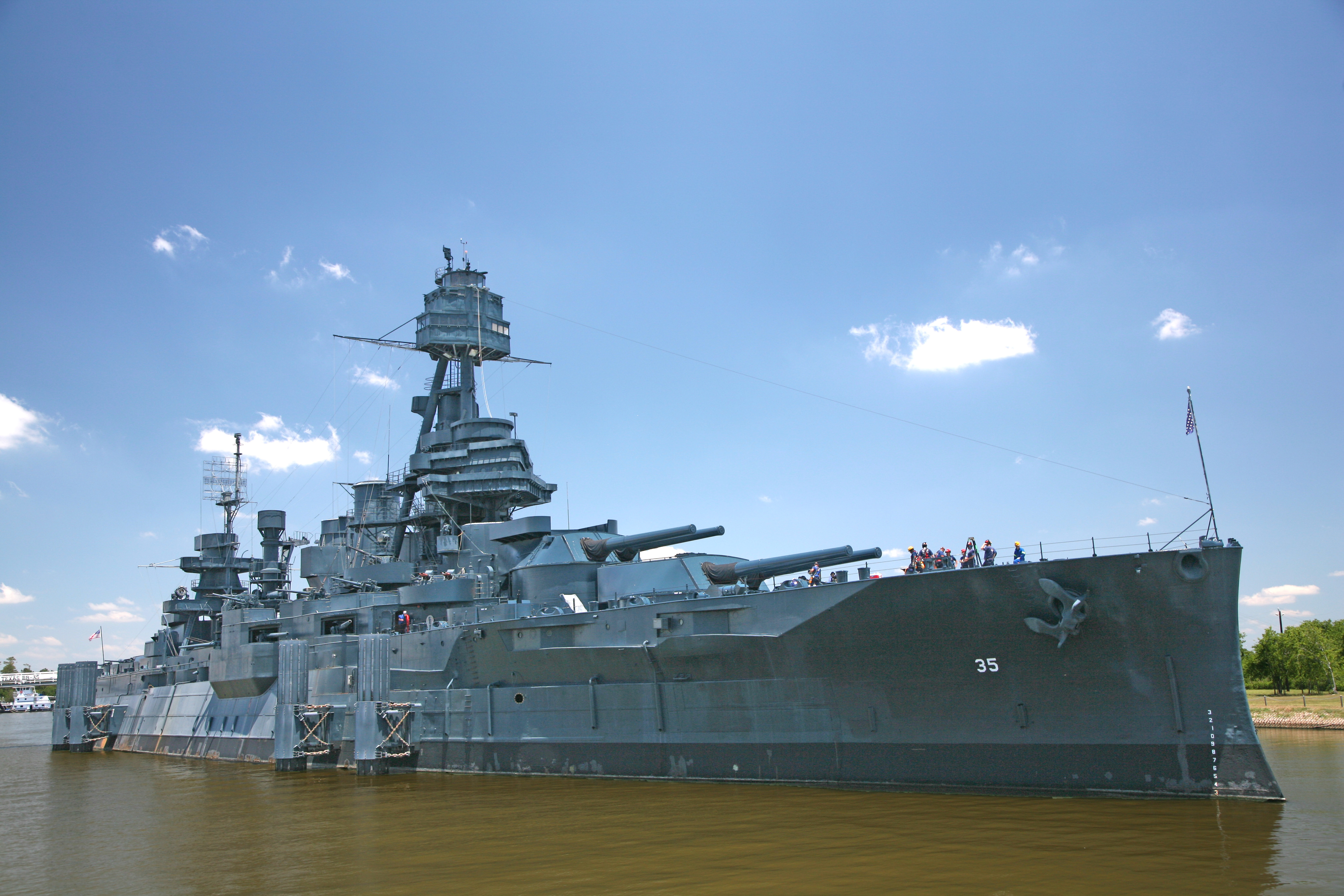
USS Texas (BB-35) als Museumsschiff
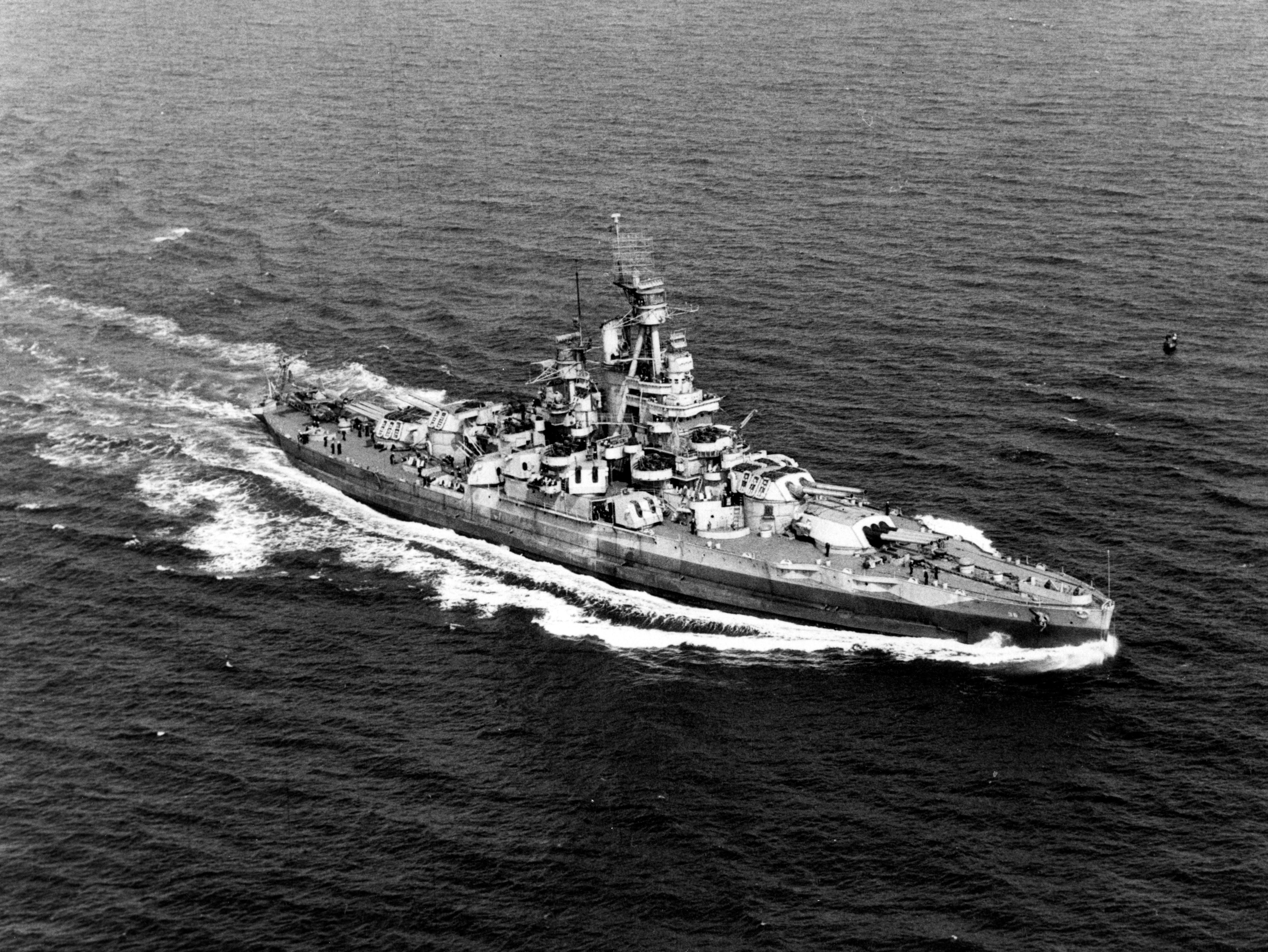
USS Nevada (BB-36) 1944 nach der Rekonstruktion
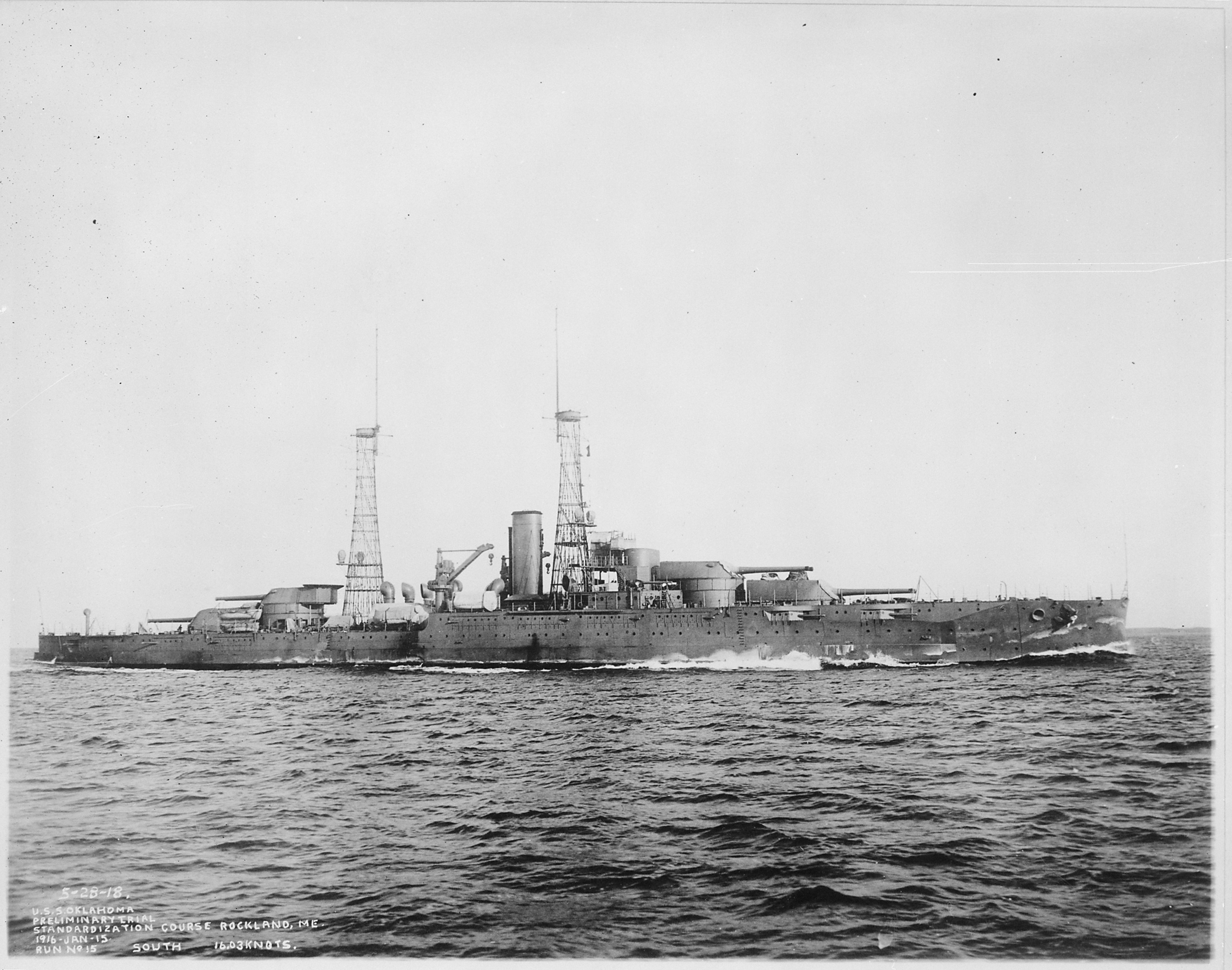
USS Oklahoma (BB-37)
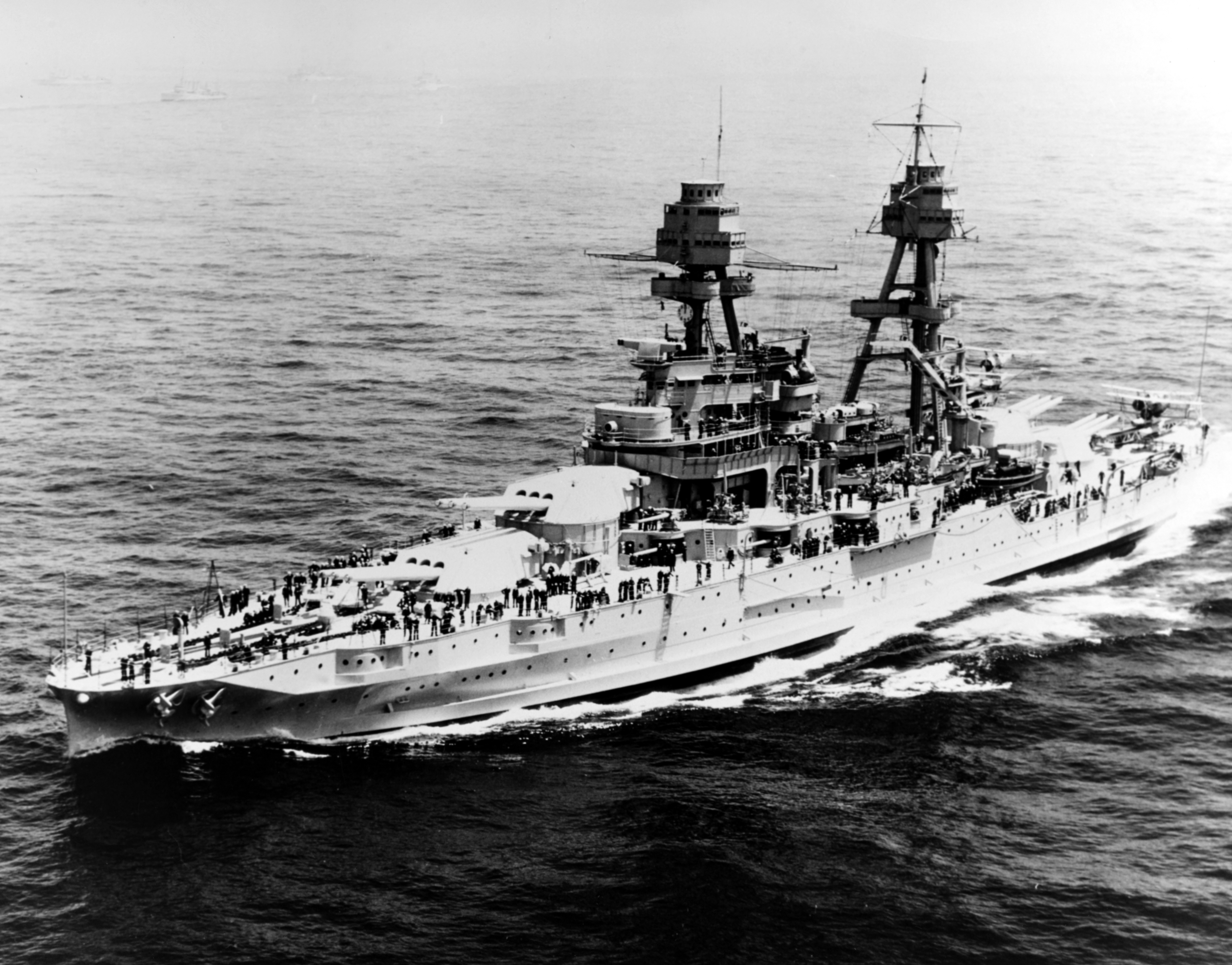
USS Pennsylvania (BB-38)
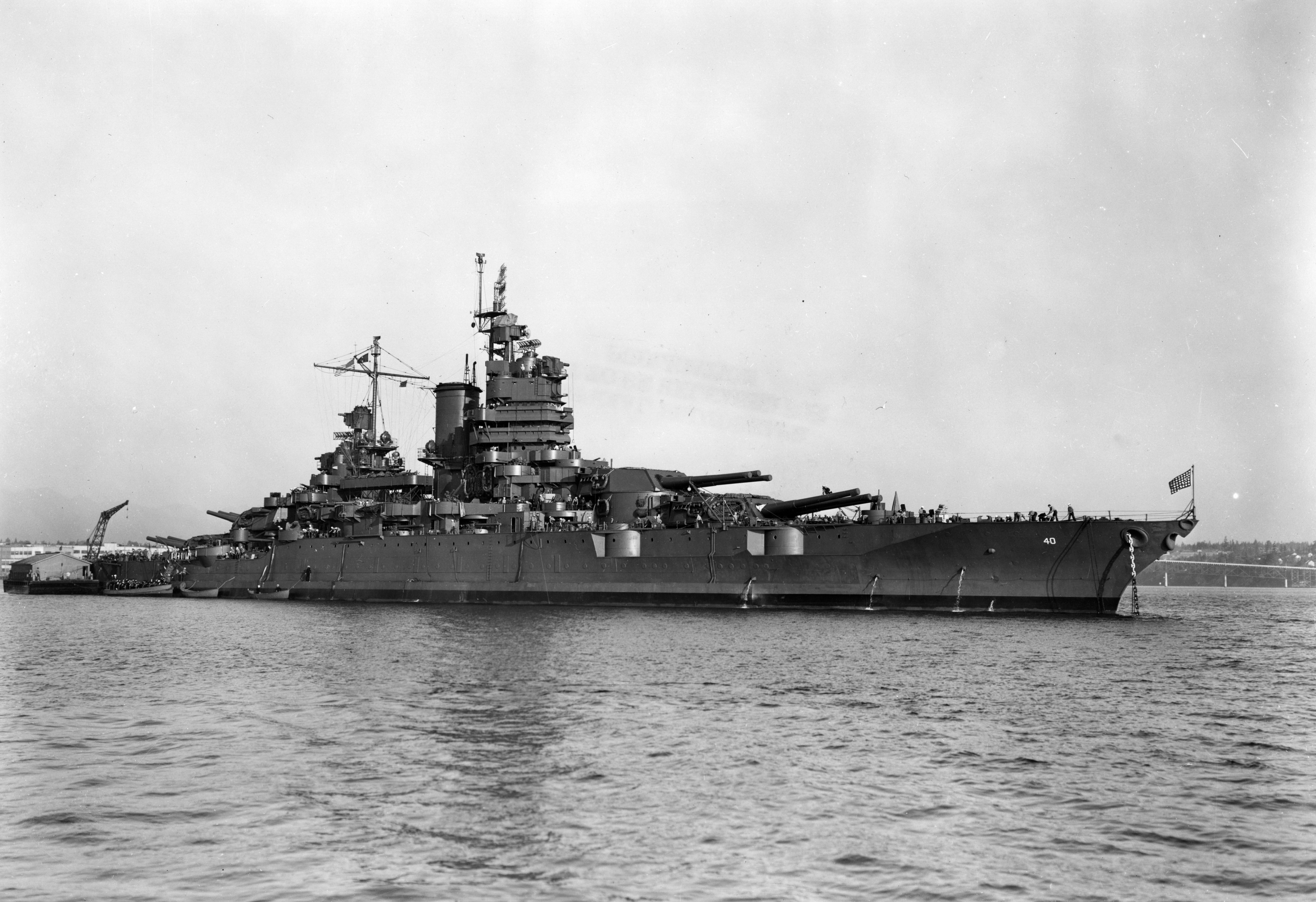
USS New Mexico (BB-40)
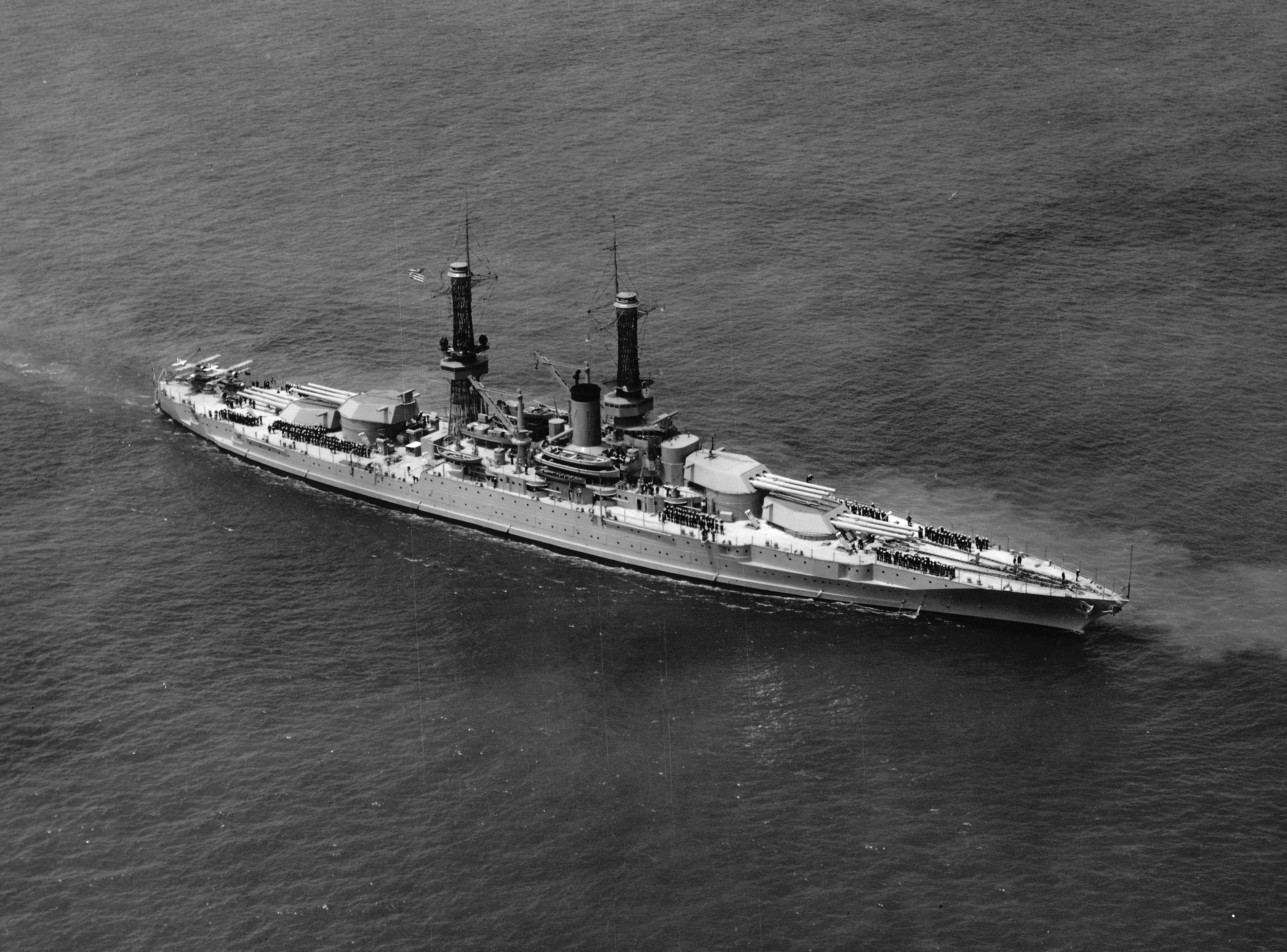
USS Idaho (BB-42)
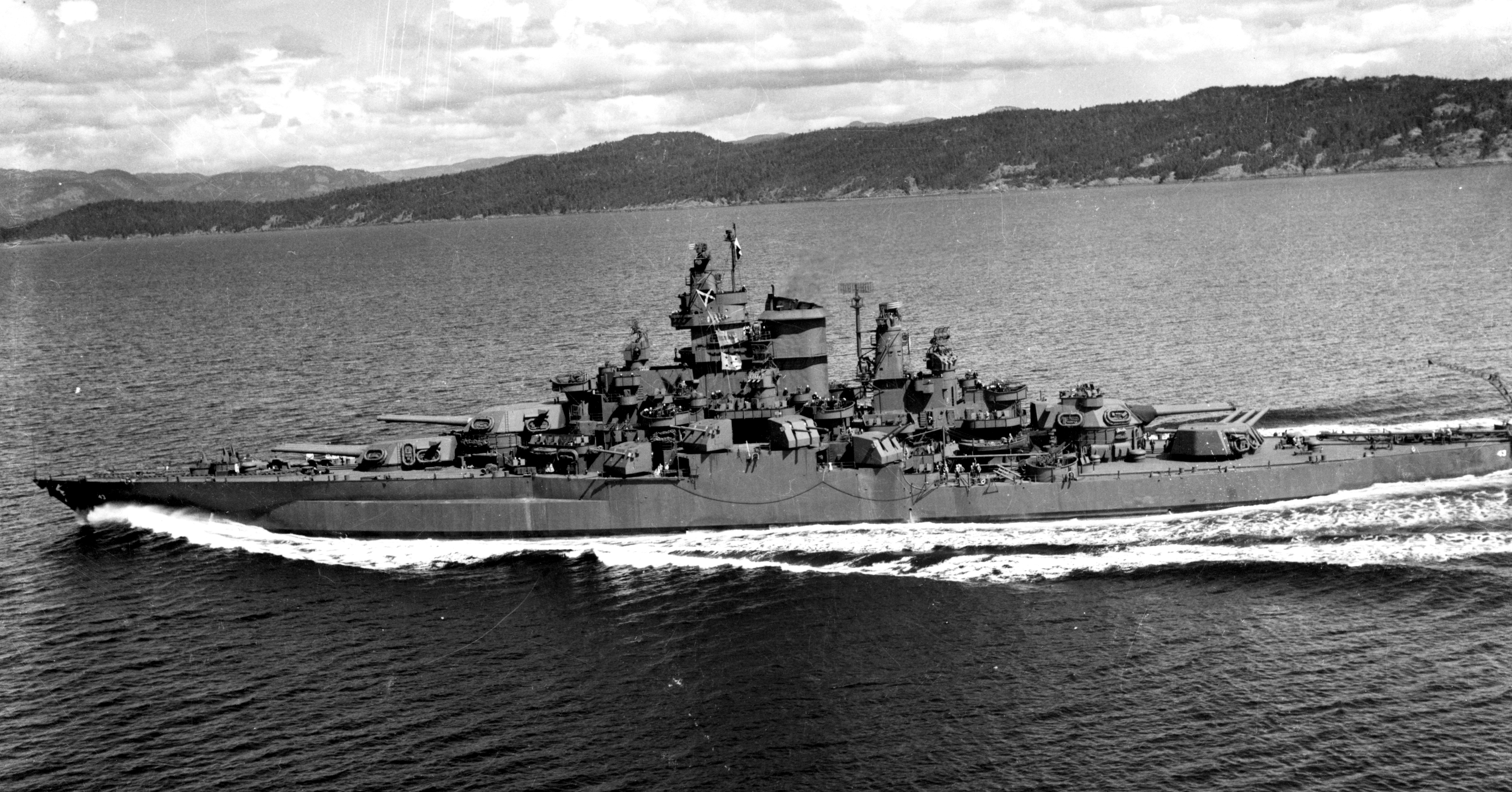
USS Tennessee (BB-43) 1943 nach der Rekonstruktion
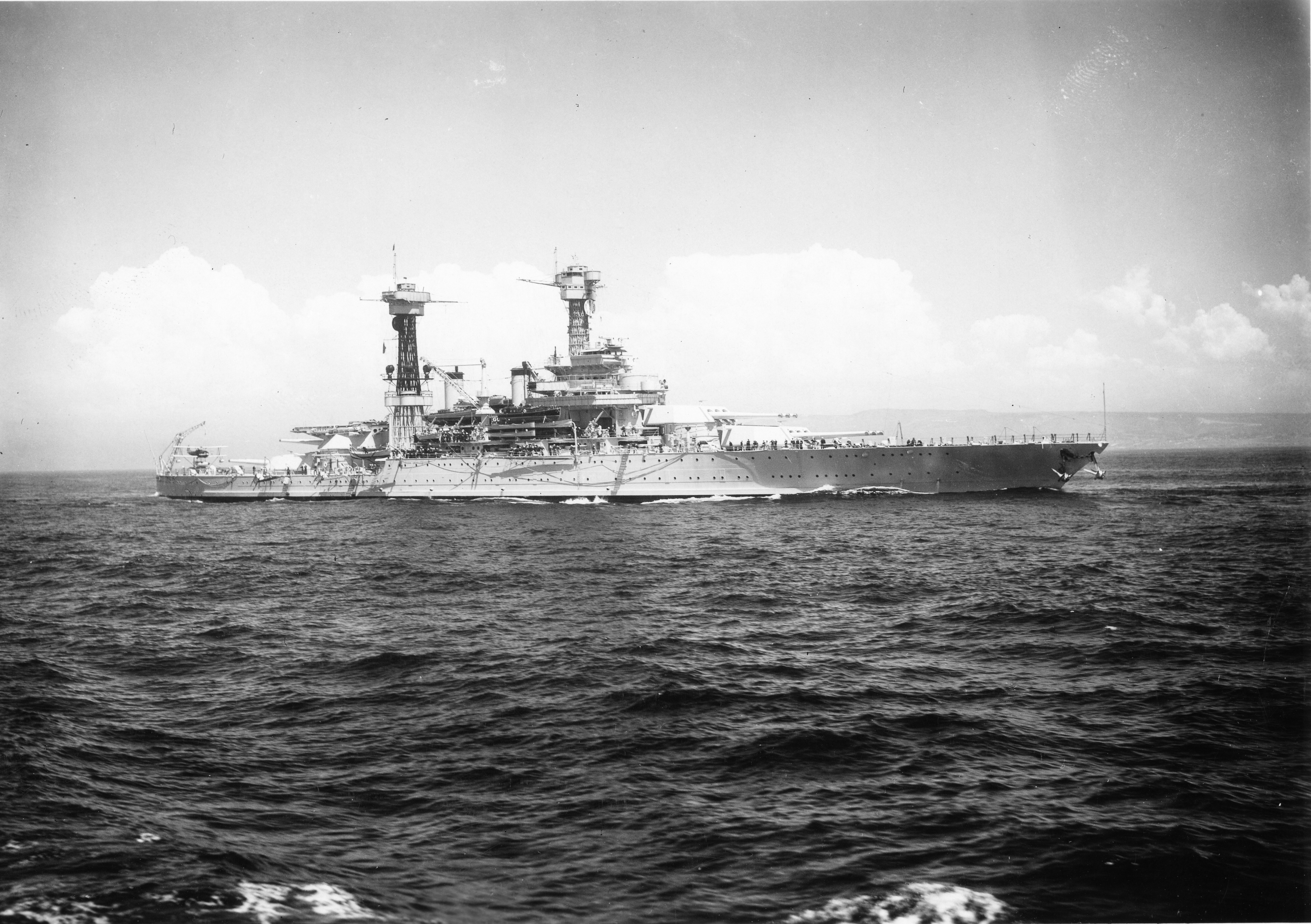
USS California (BB-44)
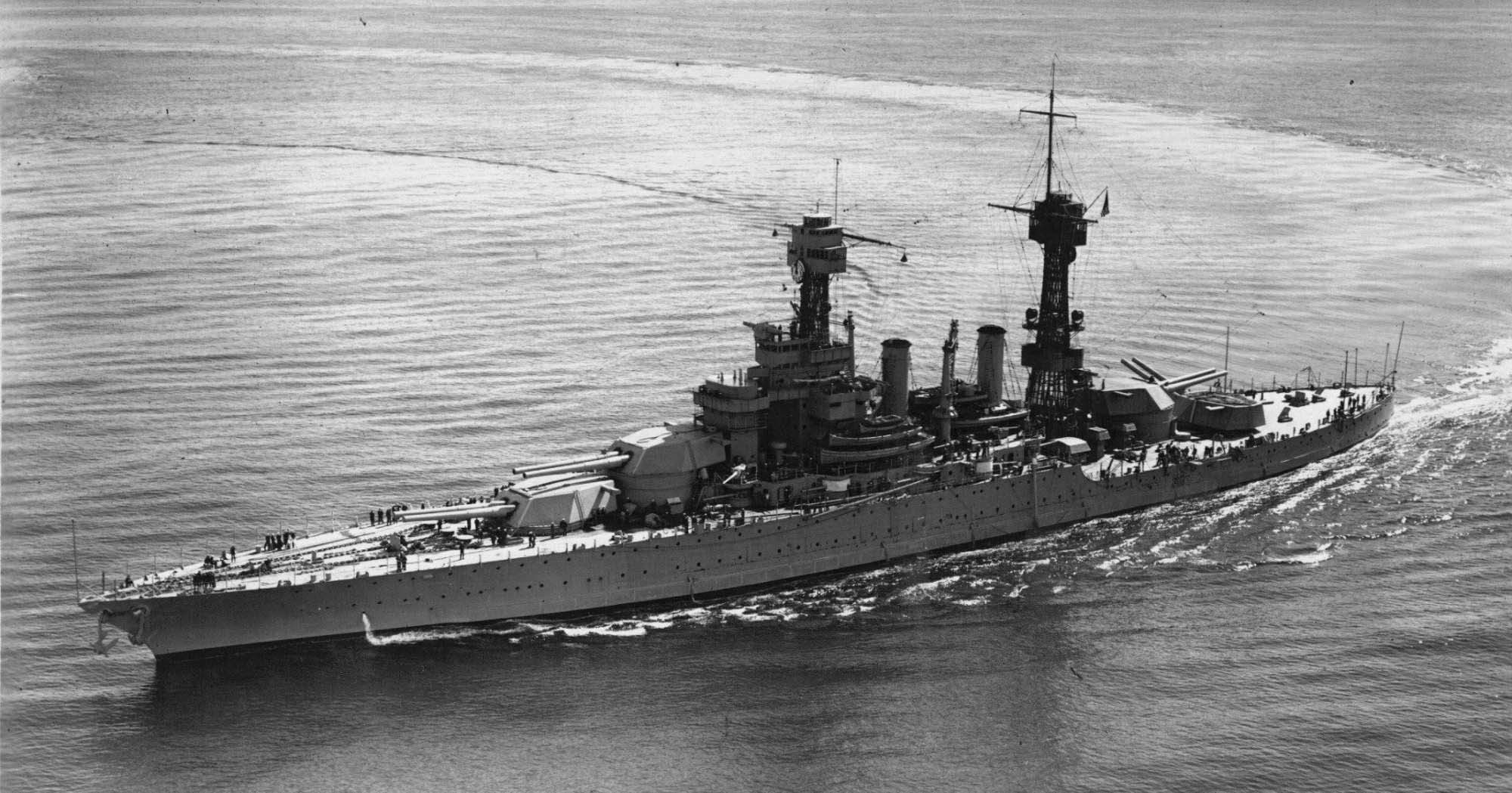
USS Colorado (BB-45)
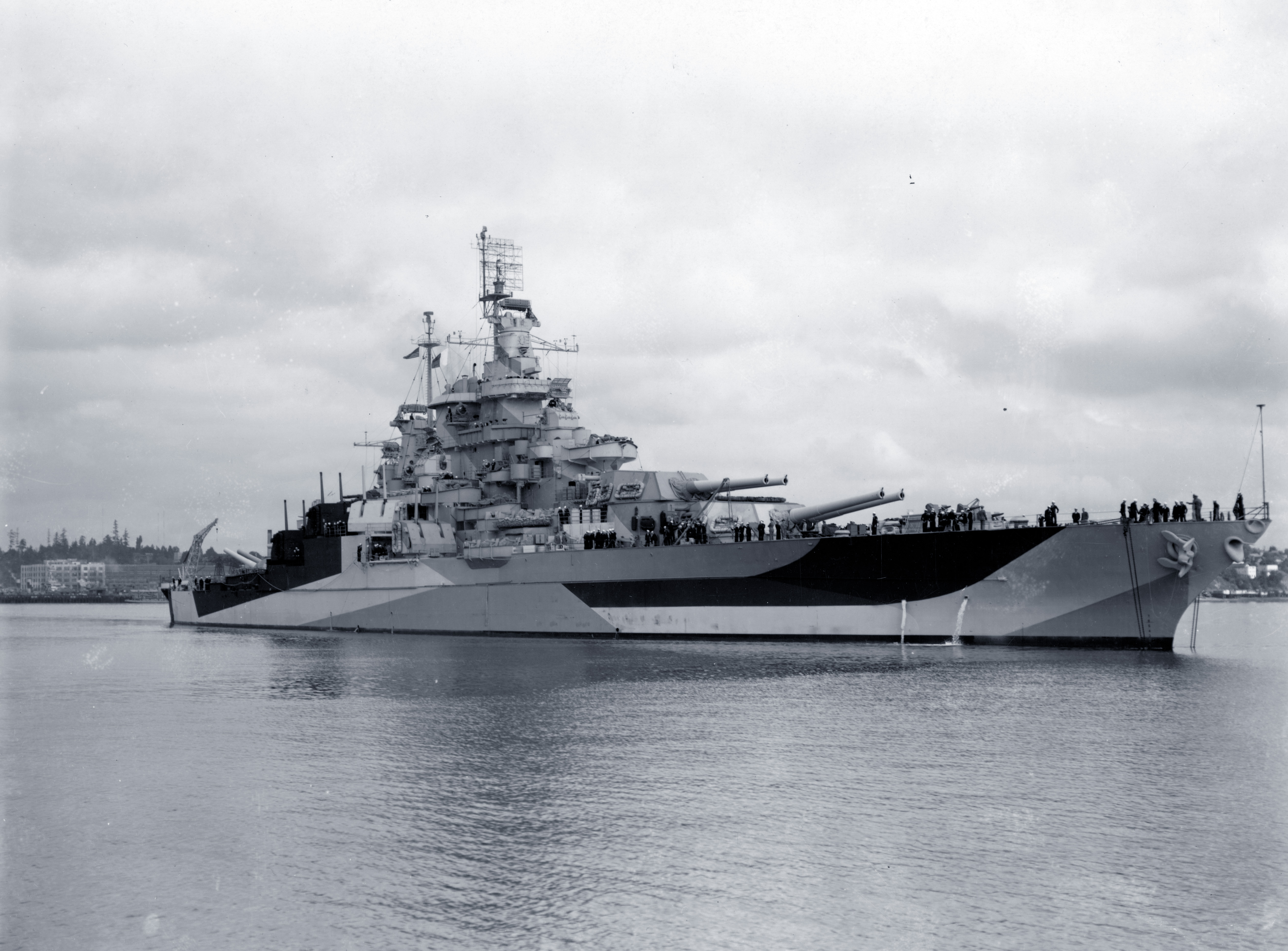
USS West Virginia (BB-48) 1944 nach der Rekonstruktion
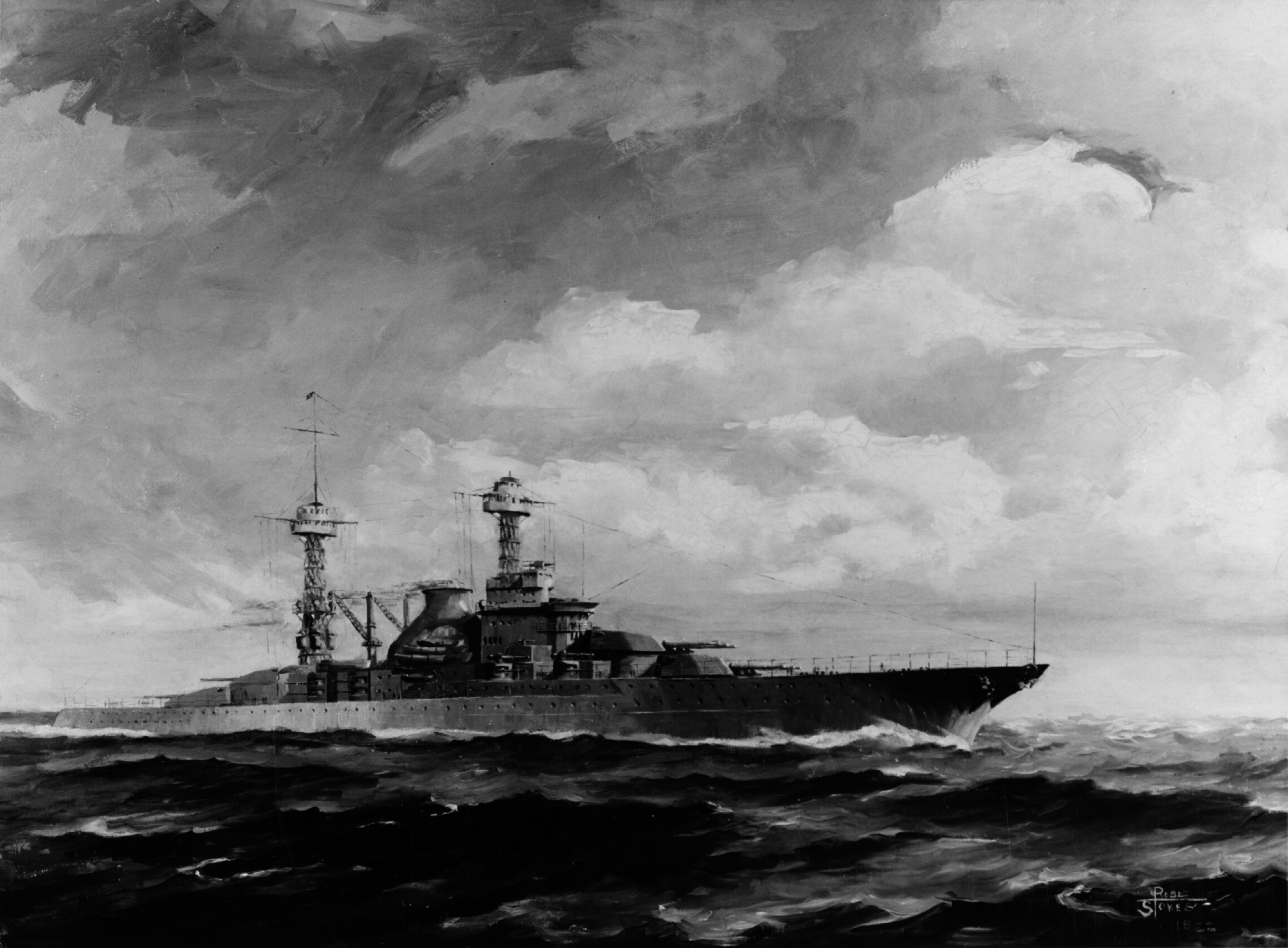
Zeichnerische Darstellung der South-Dakota-Klasse

Schlachtkreuzer
- Lexington-Klasse – Bau 1922 eingestellt
  - USS Lexington (CC-1) – 1922/27 zum Flugzeugträger USS Lexington (CV-2) (1925) umgebaut
  - USS Constellation (CC-2)
  - USS Saratoga (CC-3) – 1922/27 zum Flugzeugträger USS Saratoga (CV-3) (1925) umgebaut
  - USS Ranger (CC-4)
  - USS Constitution (CC-5)
  - USS United States (CC-6)

Die Baueinstellungen und Umbauten der Schlachtkreuzer waren eine Folge des Washingtoner Flottenvertrags.

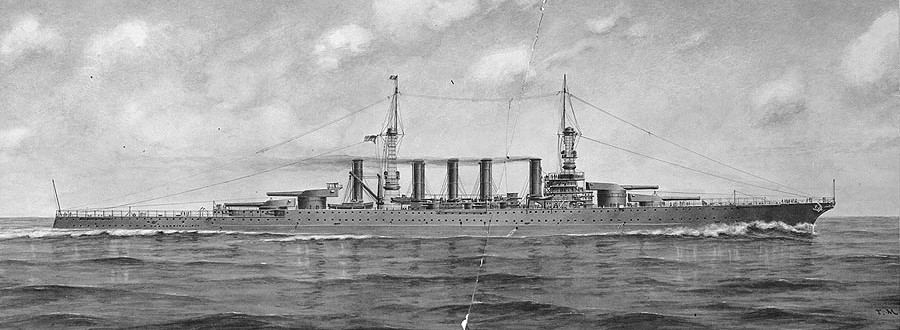
Ursprünglicher Entwurf der Lexington-Klasse
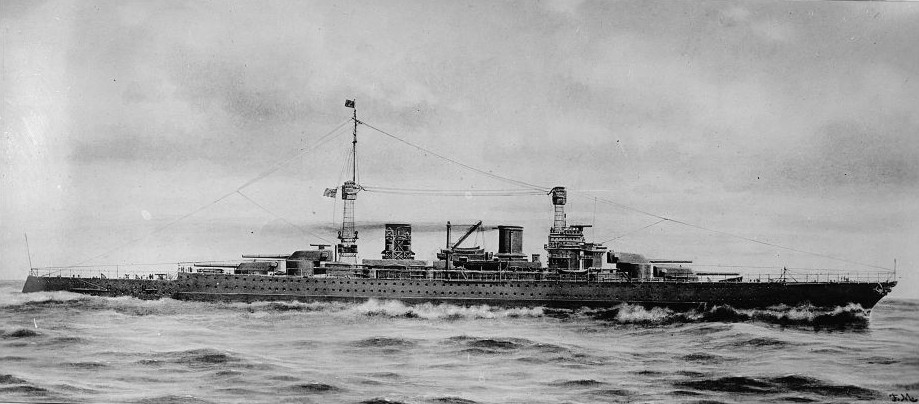
Endgültiger Entwurf der Lexington-Klasse
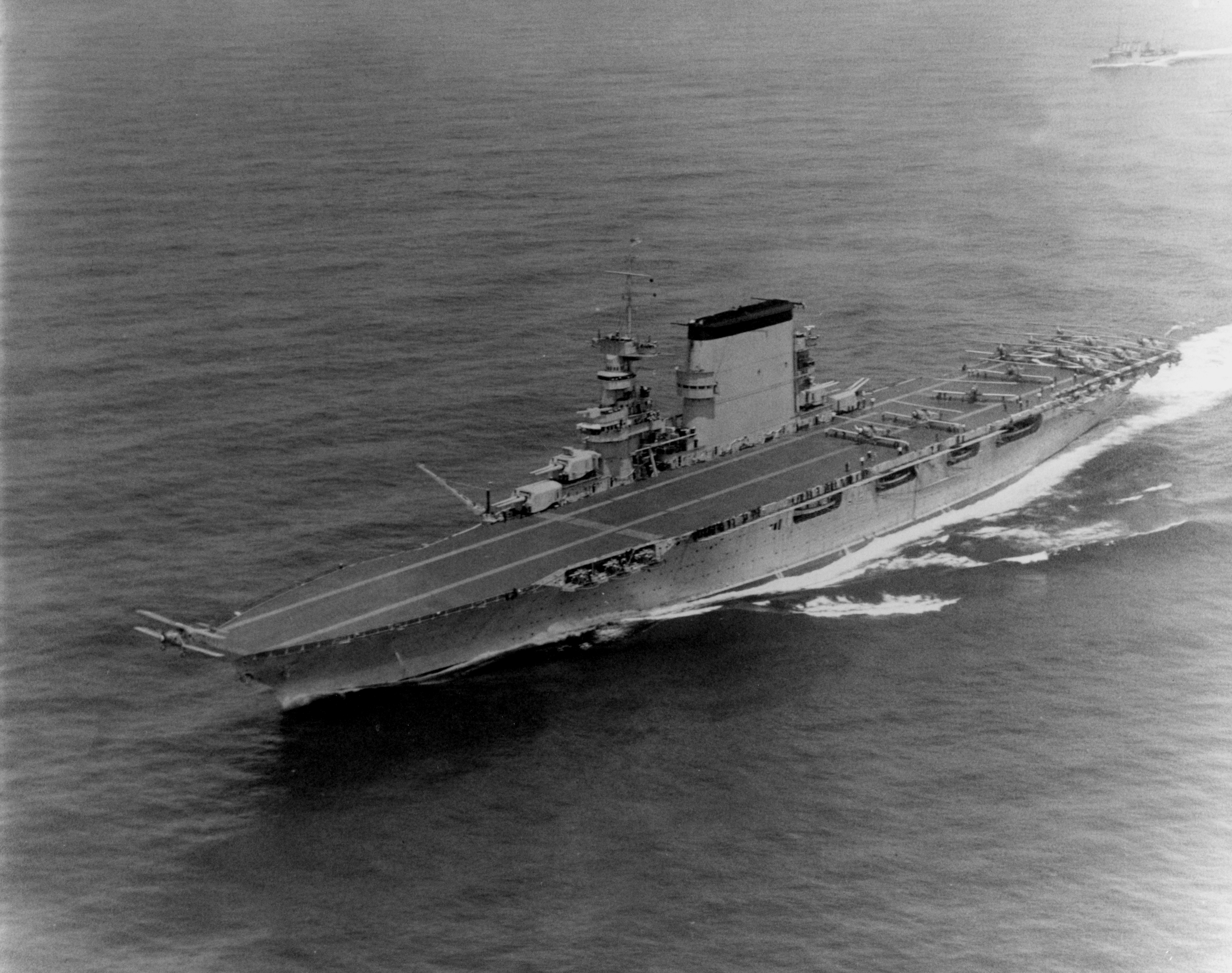
USS Lexington (CV-2)
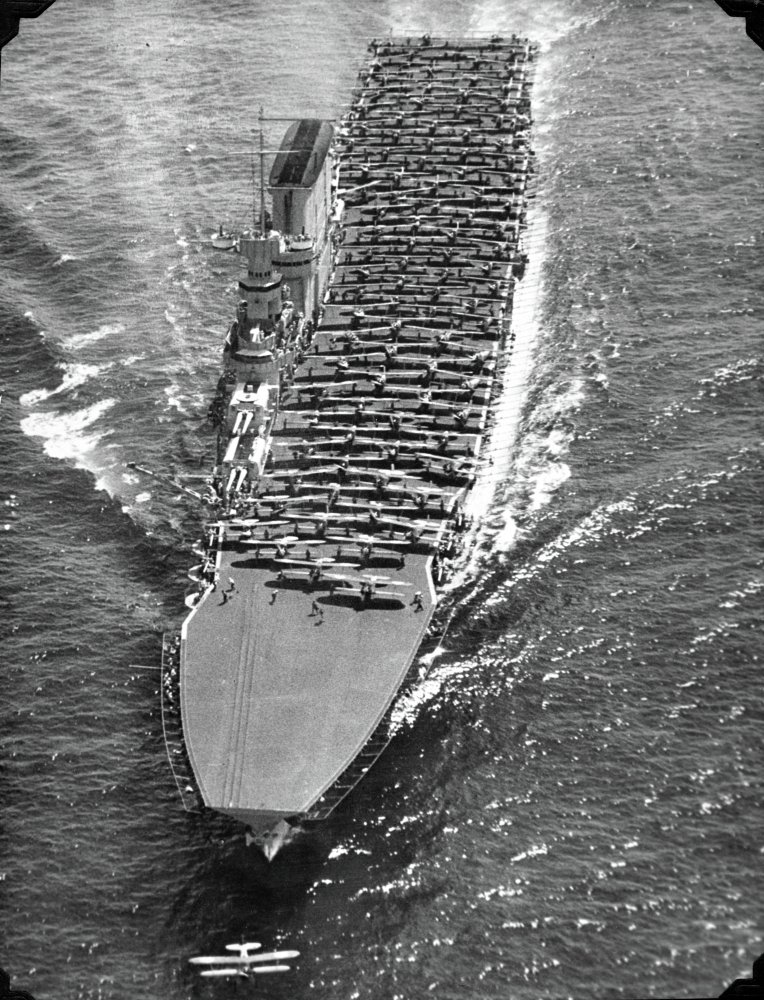
USS Saratoga (CV-3)

Schlachtschiffe
- North-Carolina-Klasse
  - USS North Carolina (BB-55) (1940) – Museumsschiff in Wilmington (North Carolina)
  - USS Washington (BB-56) (1940)
- South-Dakota-Klasse
  - USS South Dakota (BB-57) (1941)
  - USS Indiana (BB-58) (1941)
  - USS Massachusetts (BB-59) (1941) – Museumsschiff in Fall River (Massachusetts)
  - USS Alabama (BB-60) (1942) – Museumsschiff in Mobile (Alabama)
- Iowa-Klasse
  - USS Iowa (BB-61) (1942) – Museumsschiff in Los Angeles Harbor (Kalifornien)
  - USS New Jersey (BB-62, 1942) – Museumsschiff in Camden (New Jersey)
  - USS Missouri (BB-63, 1944) – Museumsschiff in Pearl Harbor (Hawaii)
  - USS Wisconsin (BB-64, 1943) – Museumsschiff in Norfolk (Virginia)
  - USS Illinois (BB-65) – Bau 1942 zurückgestellt, 1945 storniert
  - USS Kentucky (BB-66, 1950) – Bau 1942 zurückgestellt, 1944/50 wieder aufgenommen, Umbau zum Lenkwaffen-Schlachtschiff erwogen, 1958 zum Abbruch verkauft
- Montana-Klasse – Bau 1942 bei Bestellung zurückgestellt, 1943 storniert
  - USS Montana (BB-67)
  - USS Ohio (BB-68)
  - USS Maine (BB-69)
  - USS New Hampshire (BB-70)
  - USS Louisiana (BB-71)

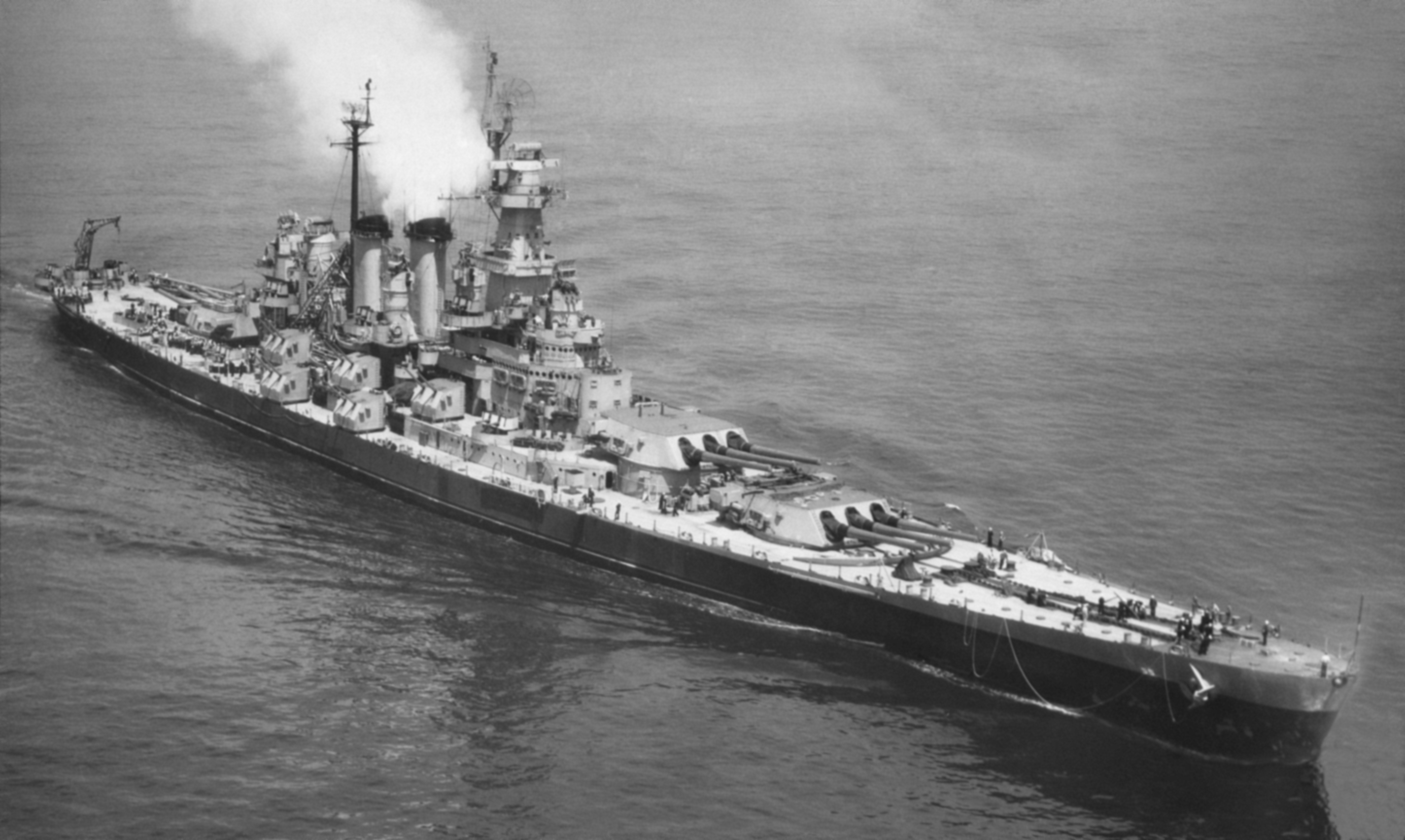
USS North Carolina (BB-55)
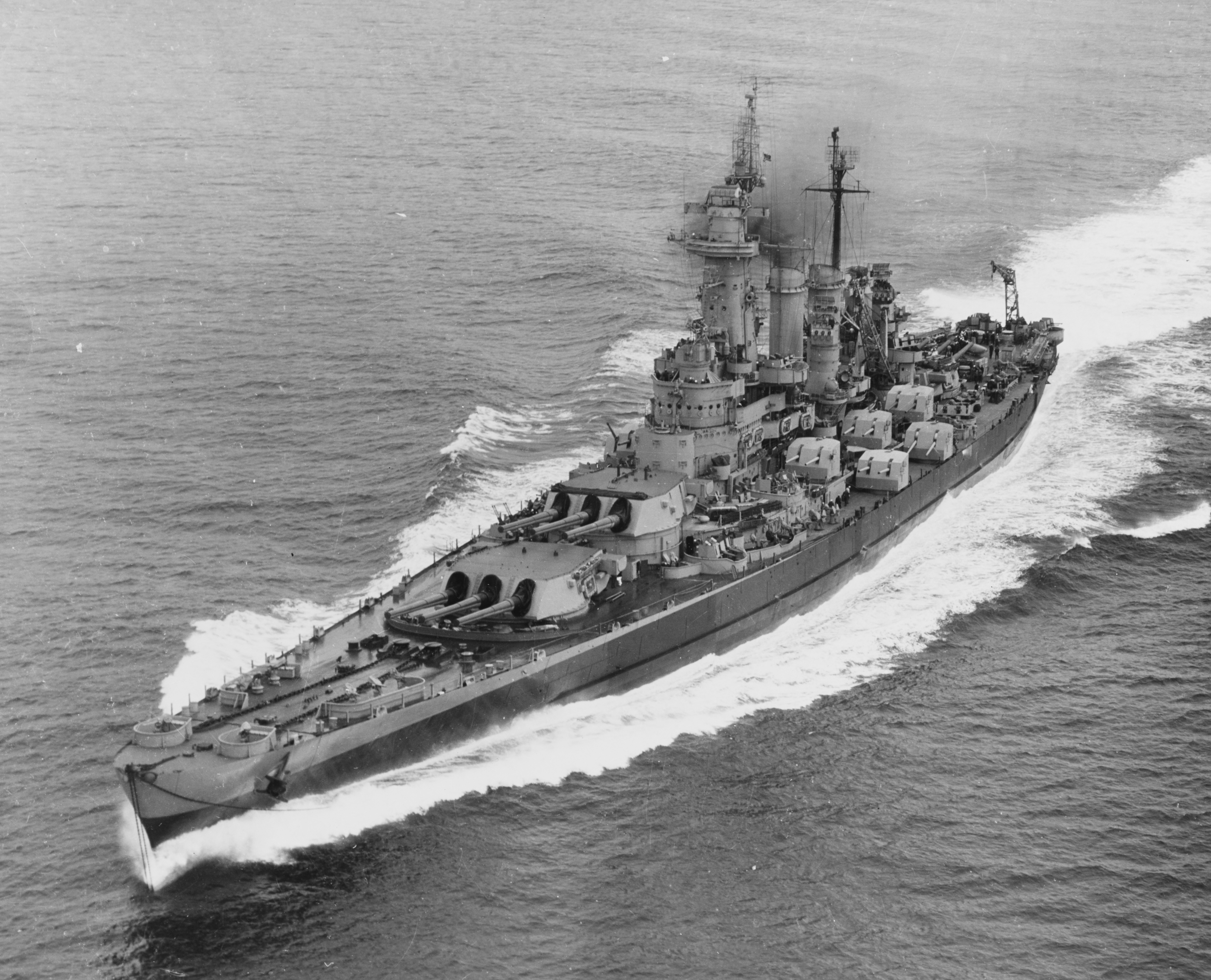
USS Washington (BB-56)
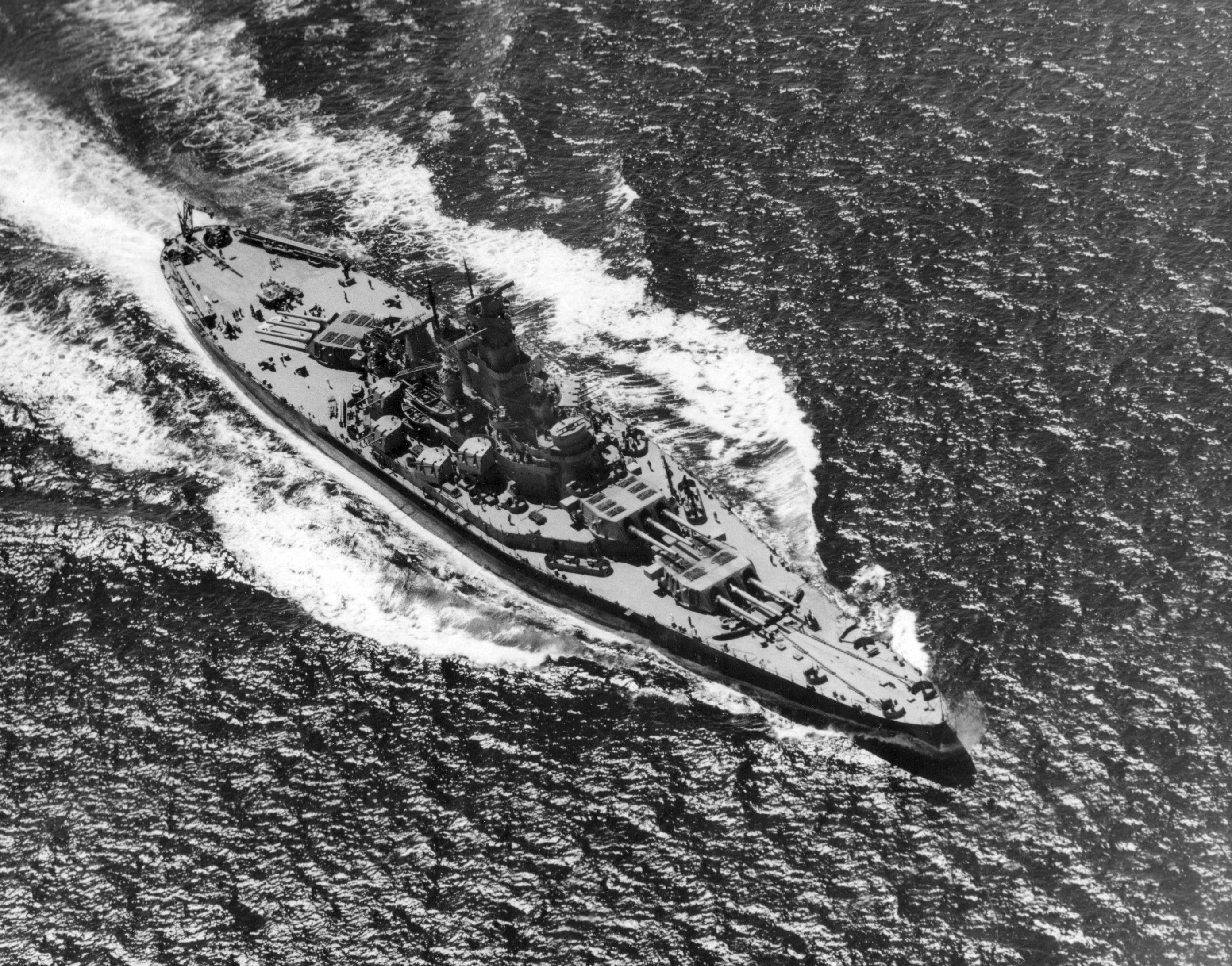
USS South Dakota (BB-57)
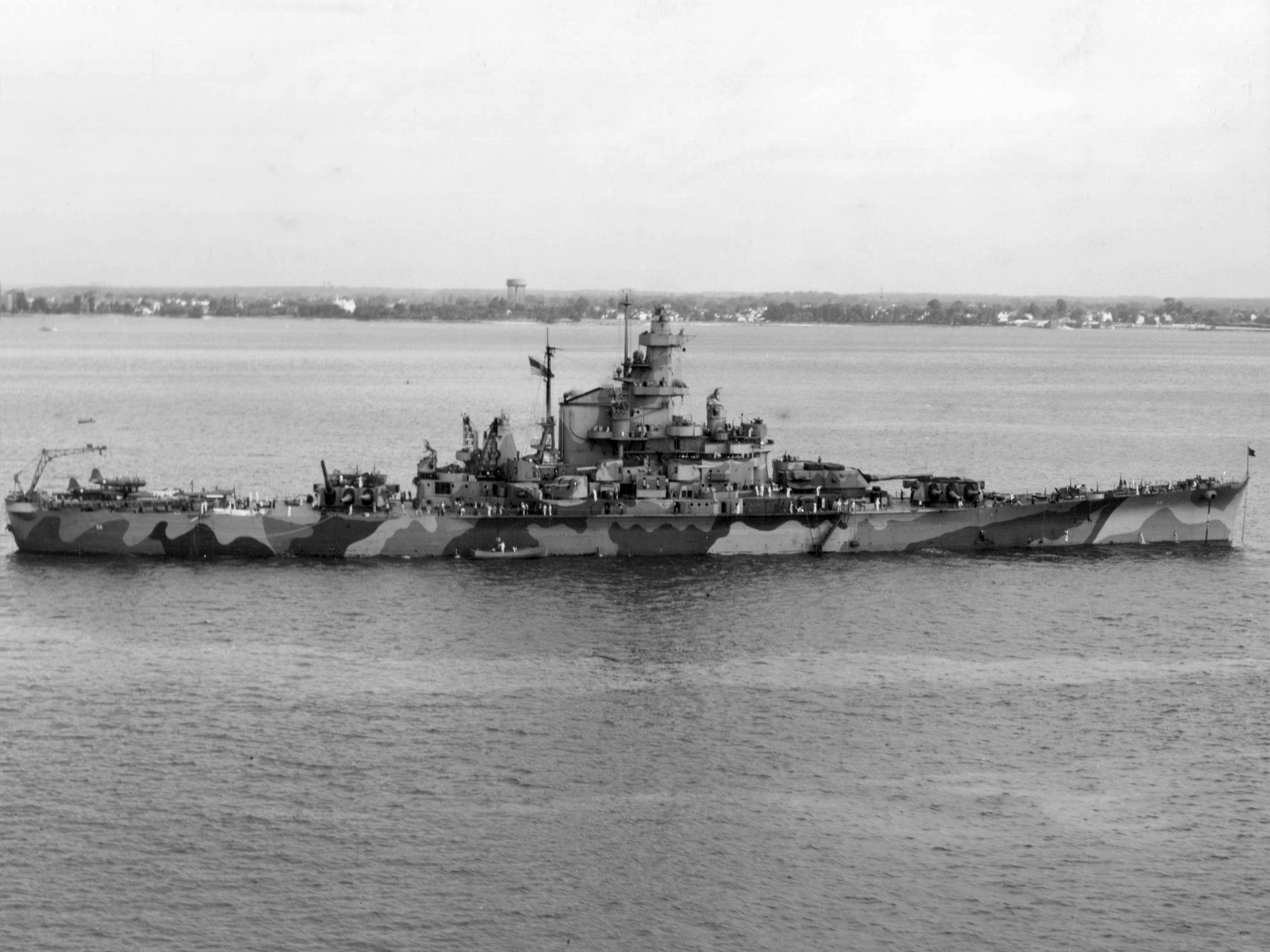
USS Indiana (BB-58)
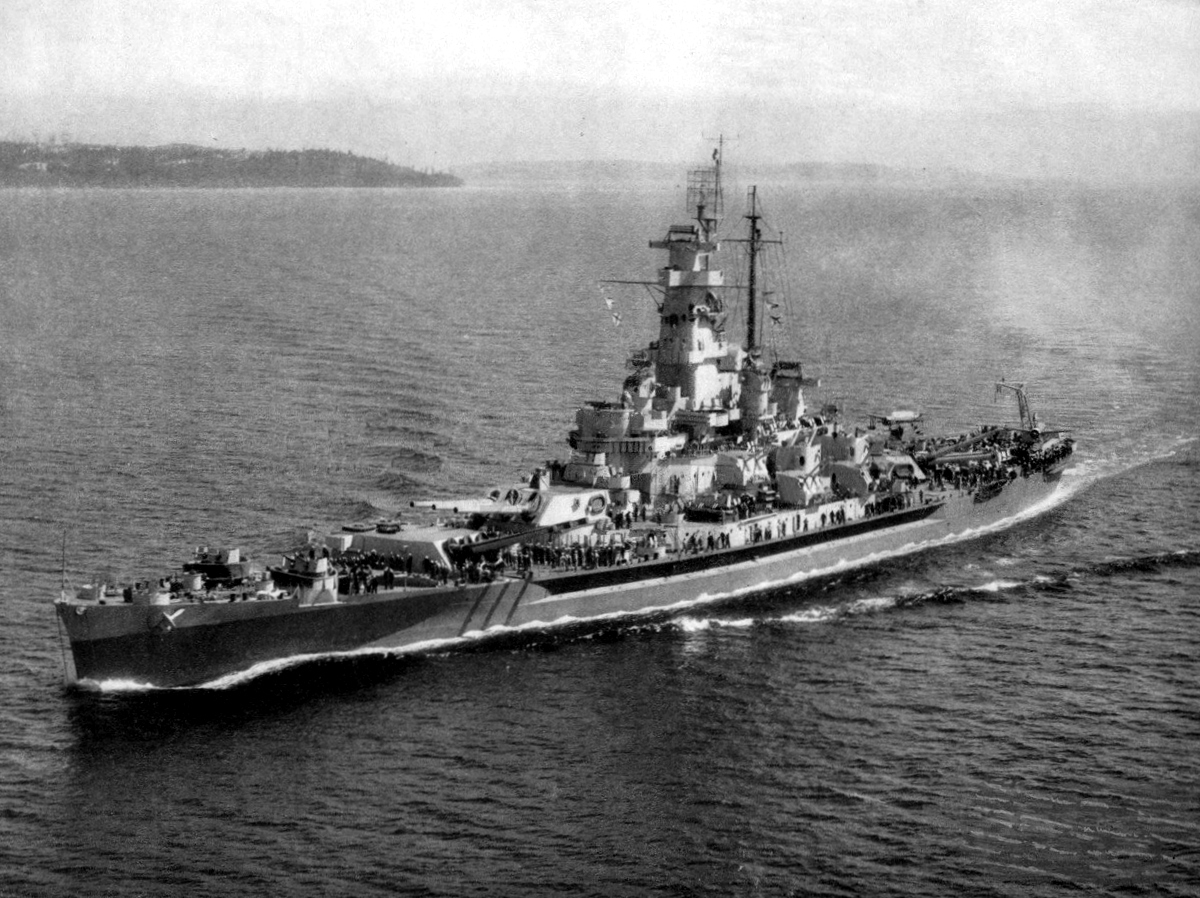
USS Massachusetts (BB-59)
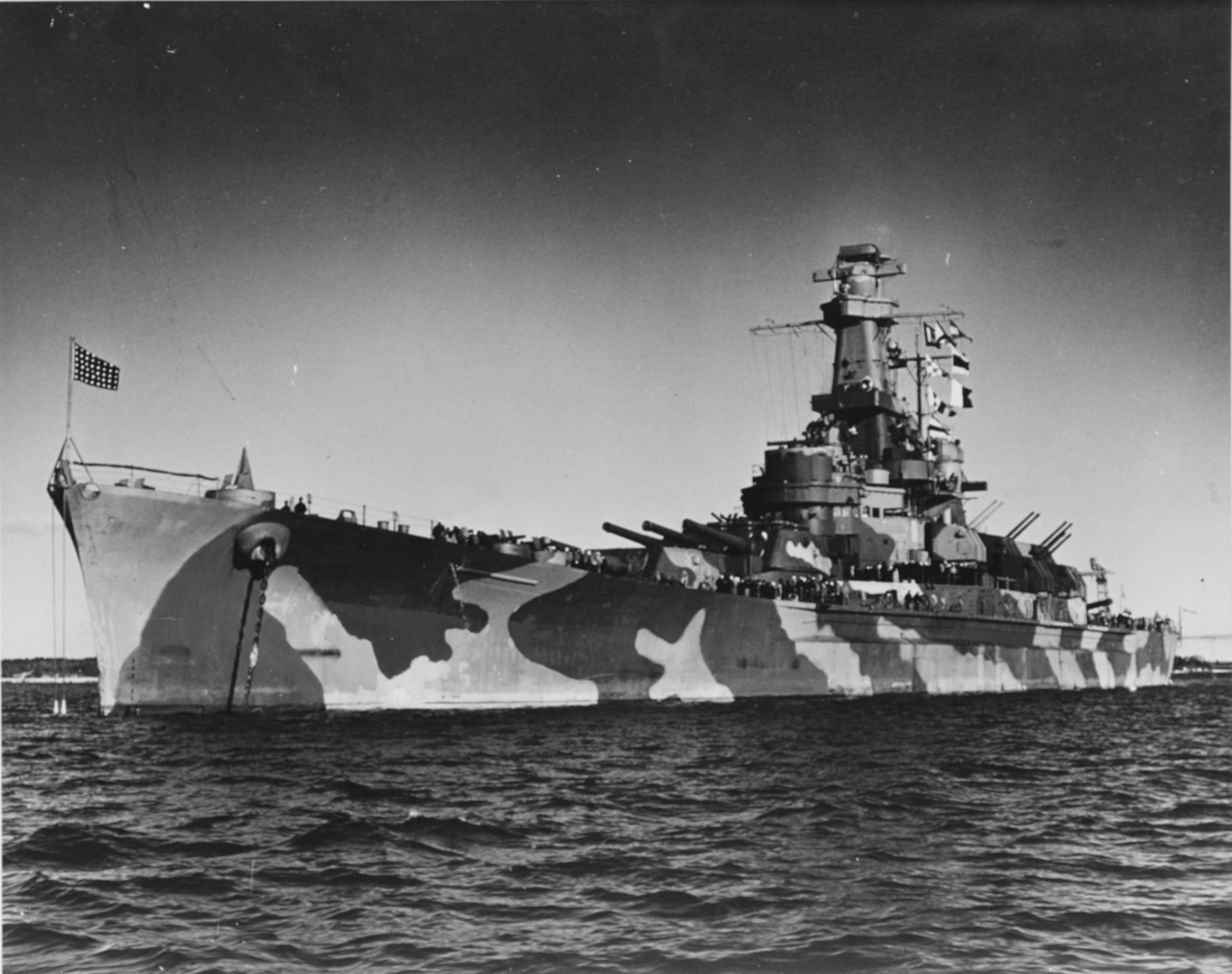
USS Alabama (BB-60)
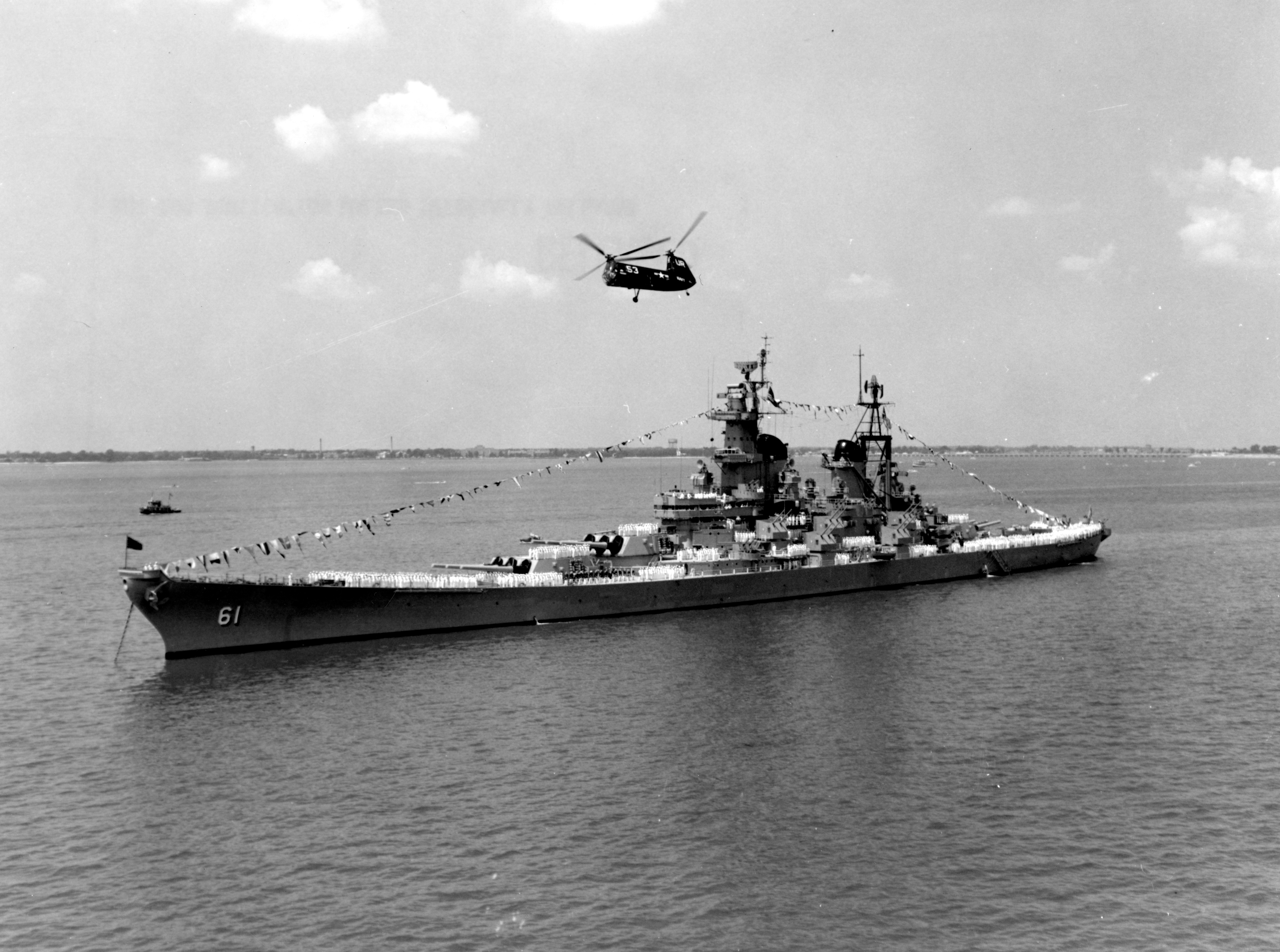
USS Iowa (BB-61) 1957
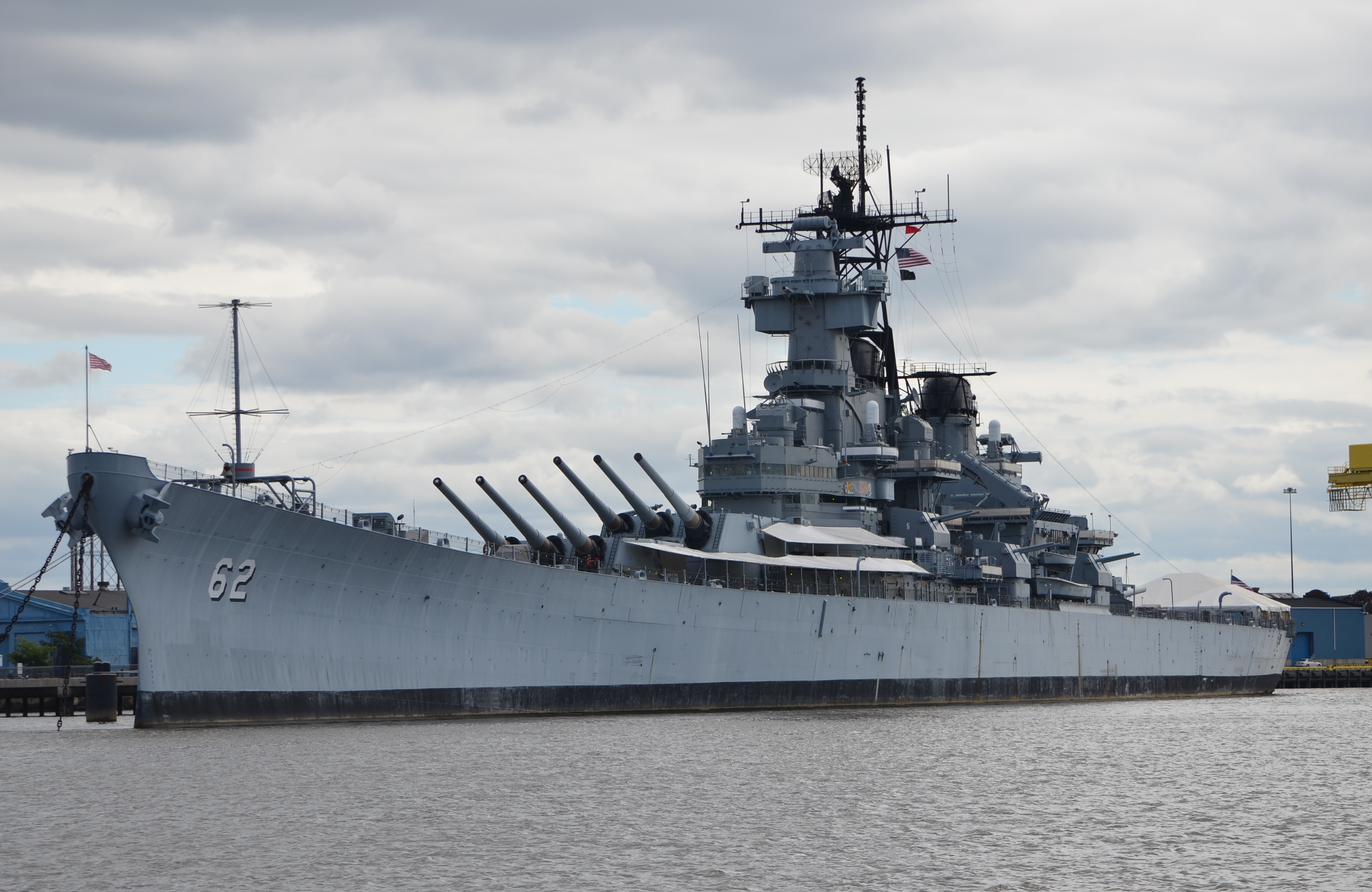
USS New Jersey (BB-62) als Museumsschiff
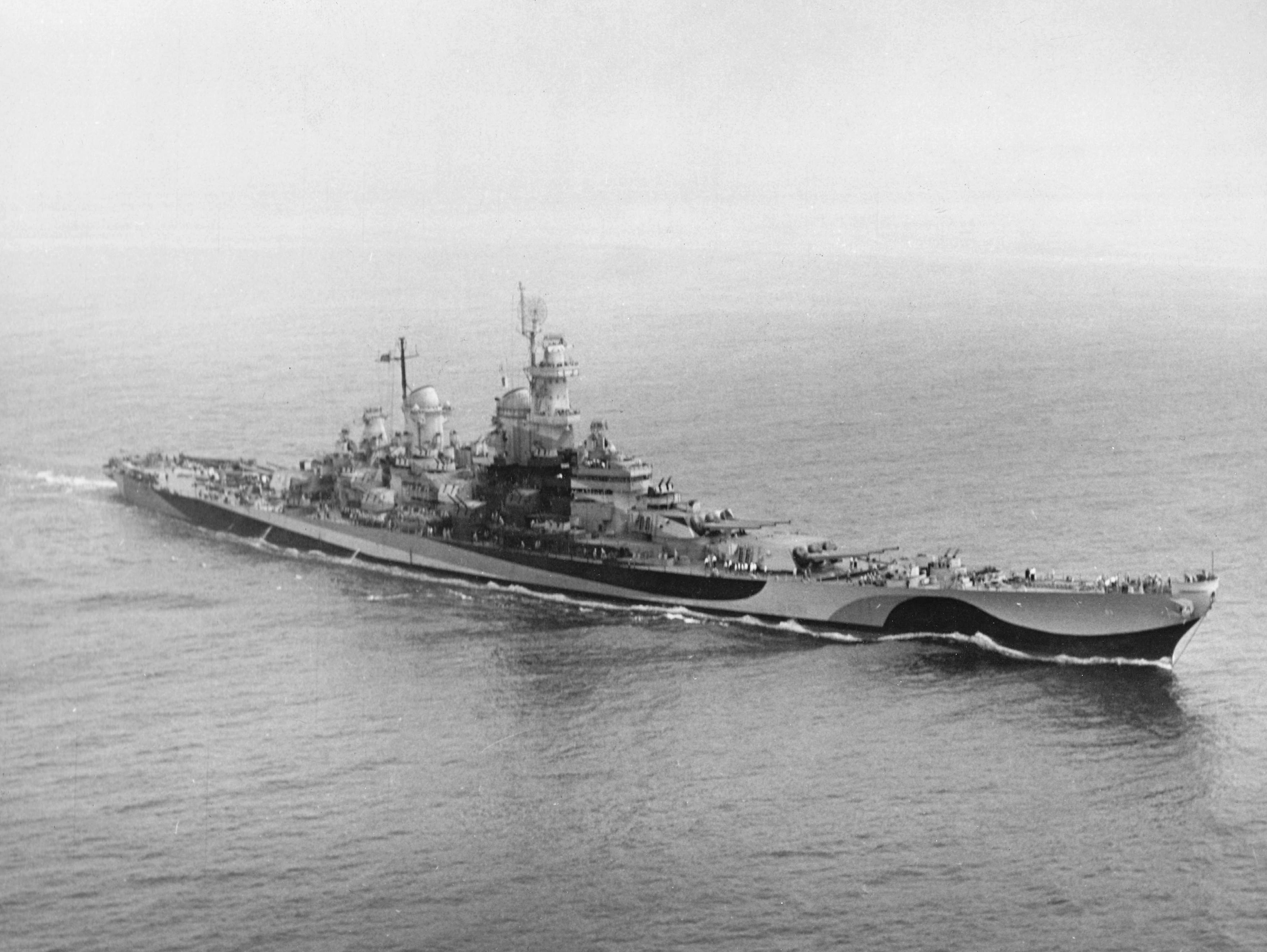
USS Missouri (BB-63) im Ursprungszustand
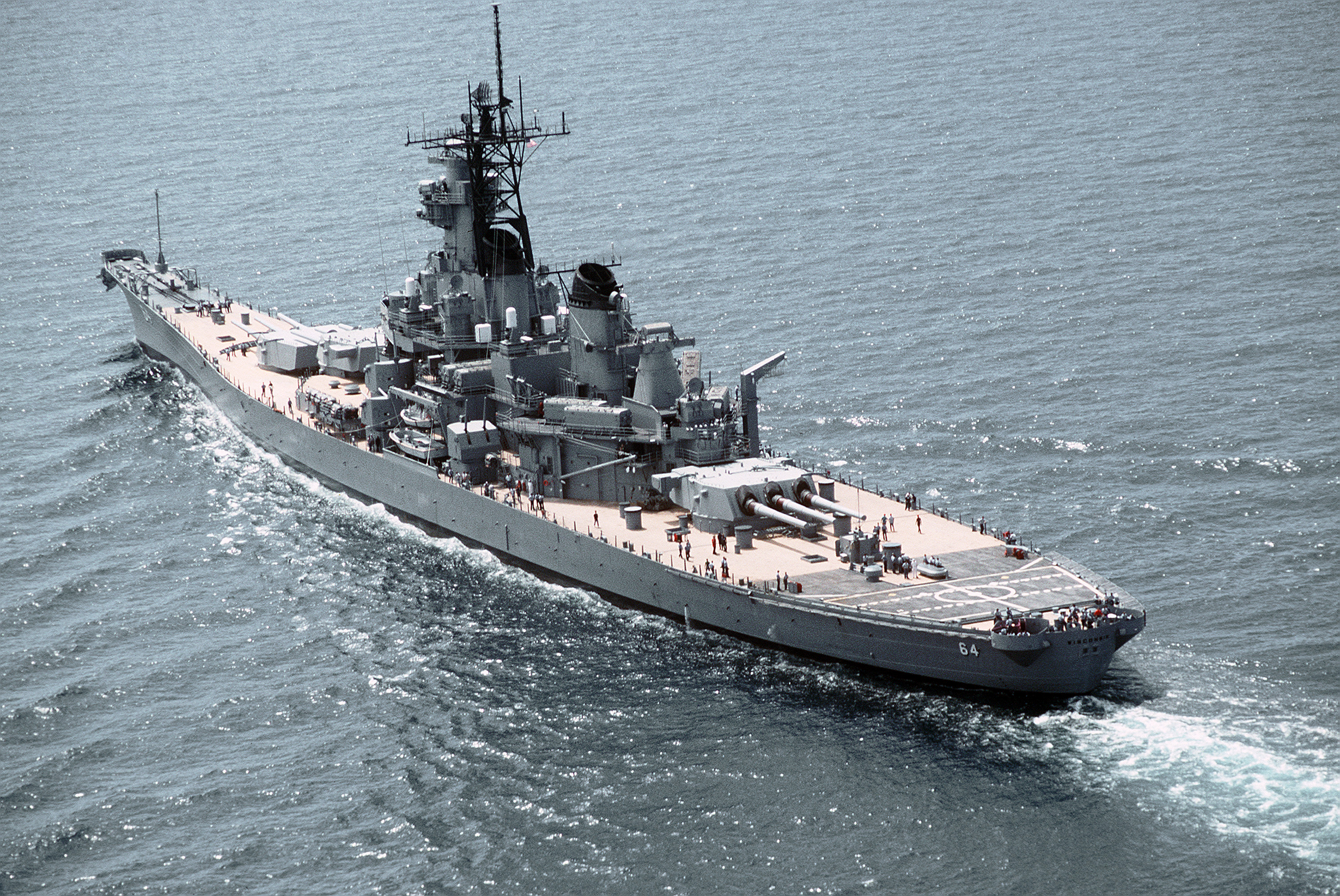
USS Wisconsin (BB-64) 1988
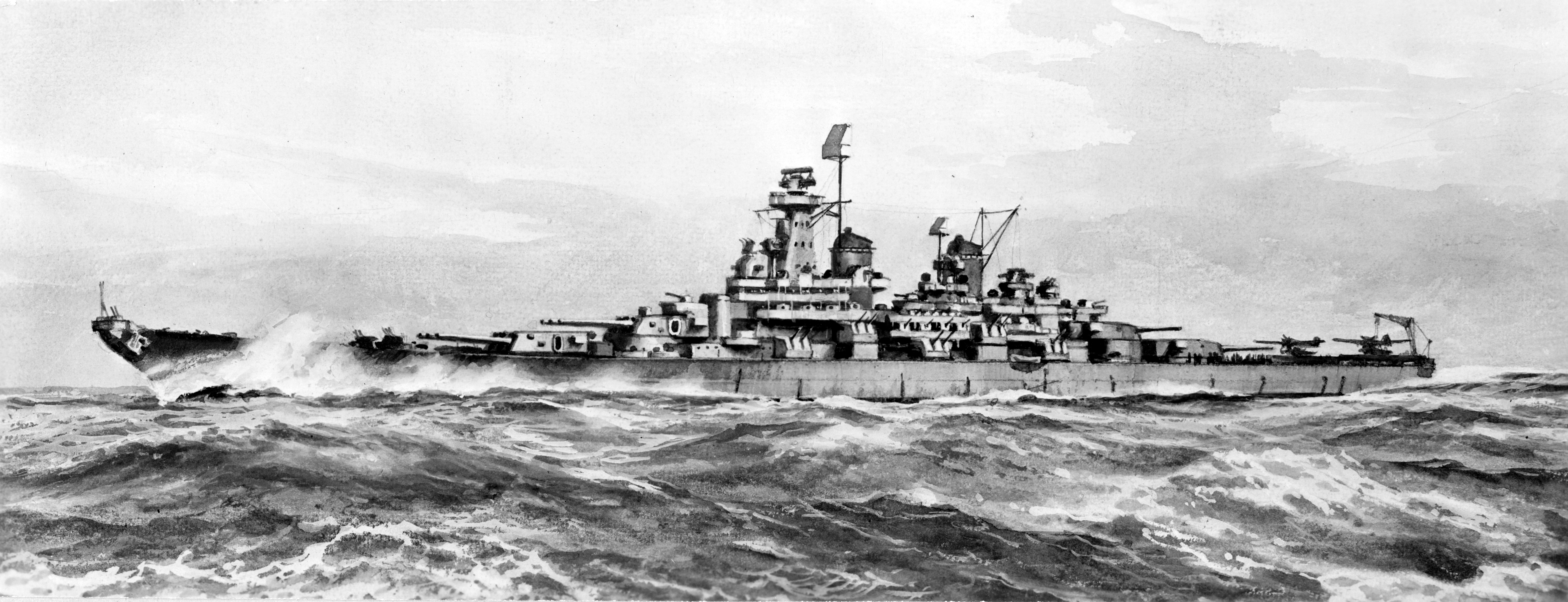
Zeichnerische Darstellung der Montana-Klasse

Große Kreuzer
- Alaska-Klasse
  - USS Alaska (CB-1) (1943)
  - USS Guam (CB-2) (1943)
  - USS Hawaii (CB-3) (1943) – Bau 1942 zurückgestellt, 1943/47 wieder aufgenommen, Umbau zum Lenkwaffenkreuzer bzw. Stabsschiff erwogen, 1959 zum Abbruch verkauft
  - USS Philippines (CB-4) – 1943 storniert
  - USS Puerto Rico (CB-5) – 1943 storniert
  - USS Samoa (CB-6) – 1943 storniert

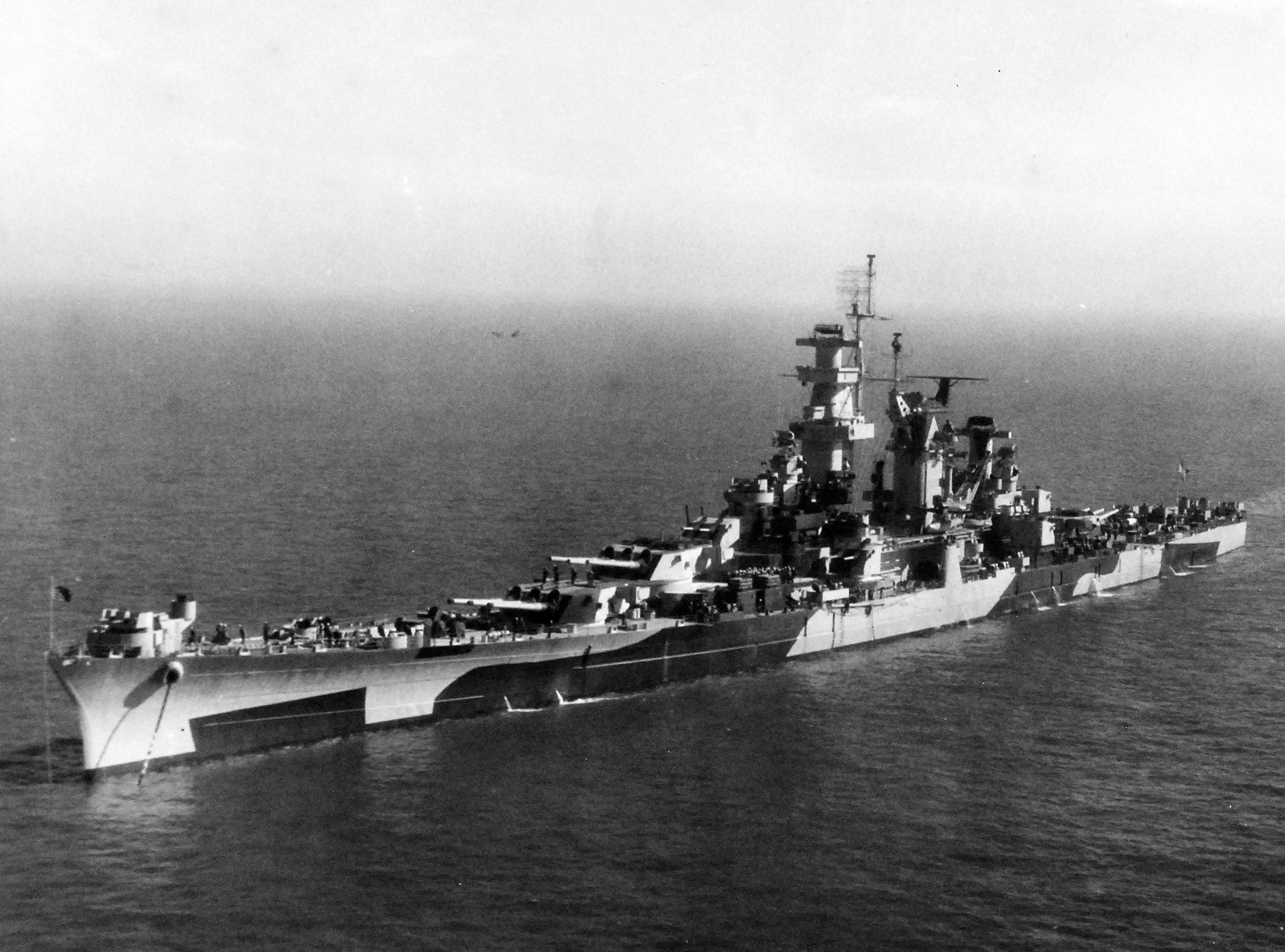
USS Alaska (CB-1)
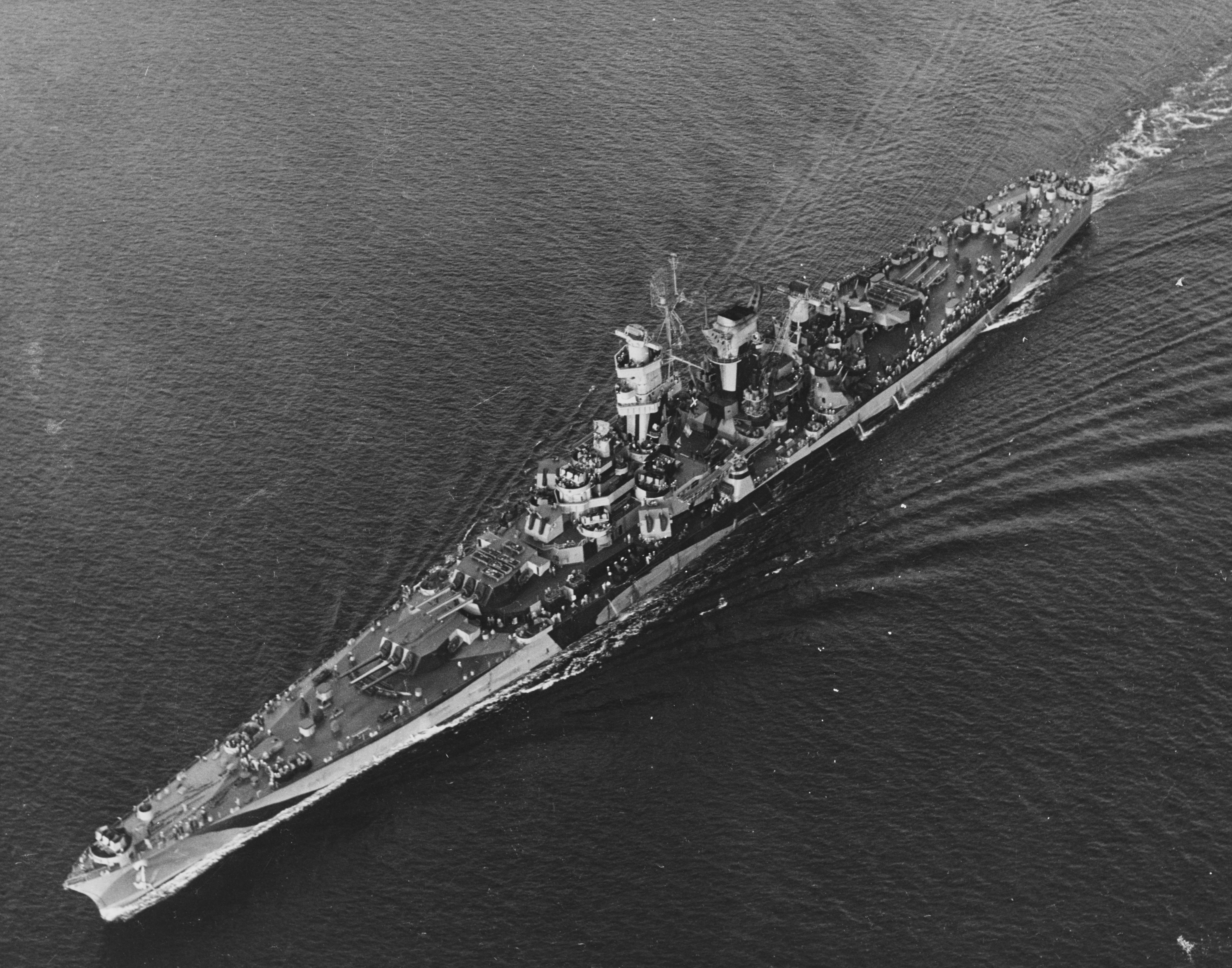
USS Guam (CB-2)
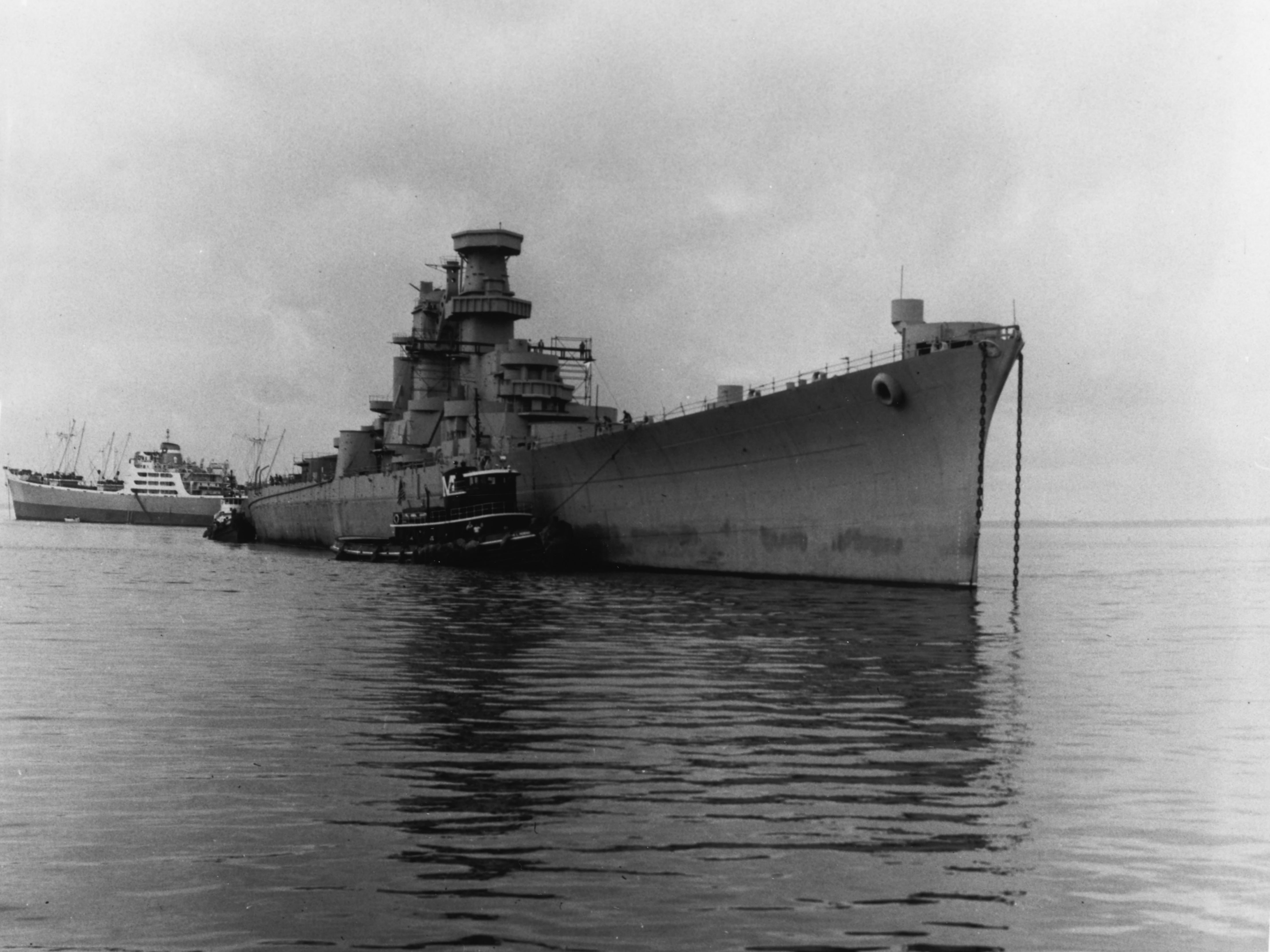
USS Hawaii (CB-3) auf dem Weg zum Abbruch